# 列日
列日（發音：[ljɛʒ] ⓘ，發音：[lœy̯k] ⓘ，發音：[ˈlʏtɪç] ⓘ，發音：[liːtʃ]），别称“热烈之城”，比利时东部城市，隶属瓦隆大区列日省，同时也是该省省会与同名区区府，通行法语，是比利时法语社群的一部分。其市镇面积68.65平方千米，人口195,278人（2022年1月1日），是比利时人口第四多的市镇；其连同周边地区人口约700,000人，是瓦隆尼亚最大的城市集聚区，也是继布鲁塞尔和安特卫普之后的比利时第三大城市集聚区。
列日位于默兹河与乌尔特河交汇处，毗邻荷兰和德国，历史上为列日采邑主教区的首府，也是许多重大历史事件的发生地。如今列日在政治、经济、司法、教育、文化等领域为比利时发挥着重要作用，其为瓦隆尼亚的经济首都，是列日大学等多所高等院校的所在地，拥有比甲知名球队标准列日，许多影视作品取景于此。

## 地名

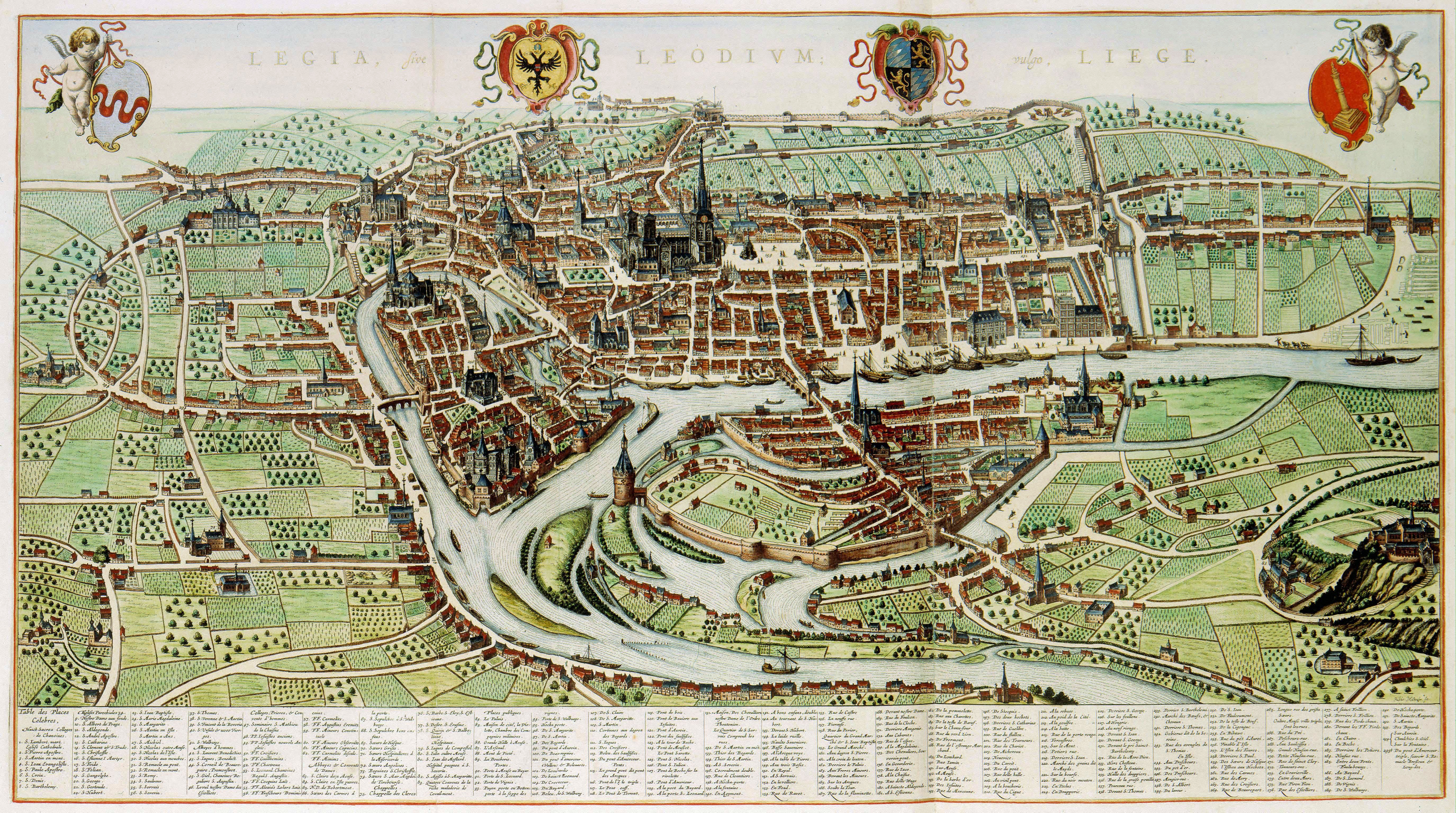
1627年的列日地图，上方同时标有列日拉丁语名“LEGIA”、“LEODIVM”和法语名“LIEGE”

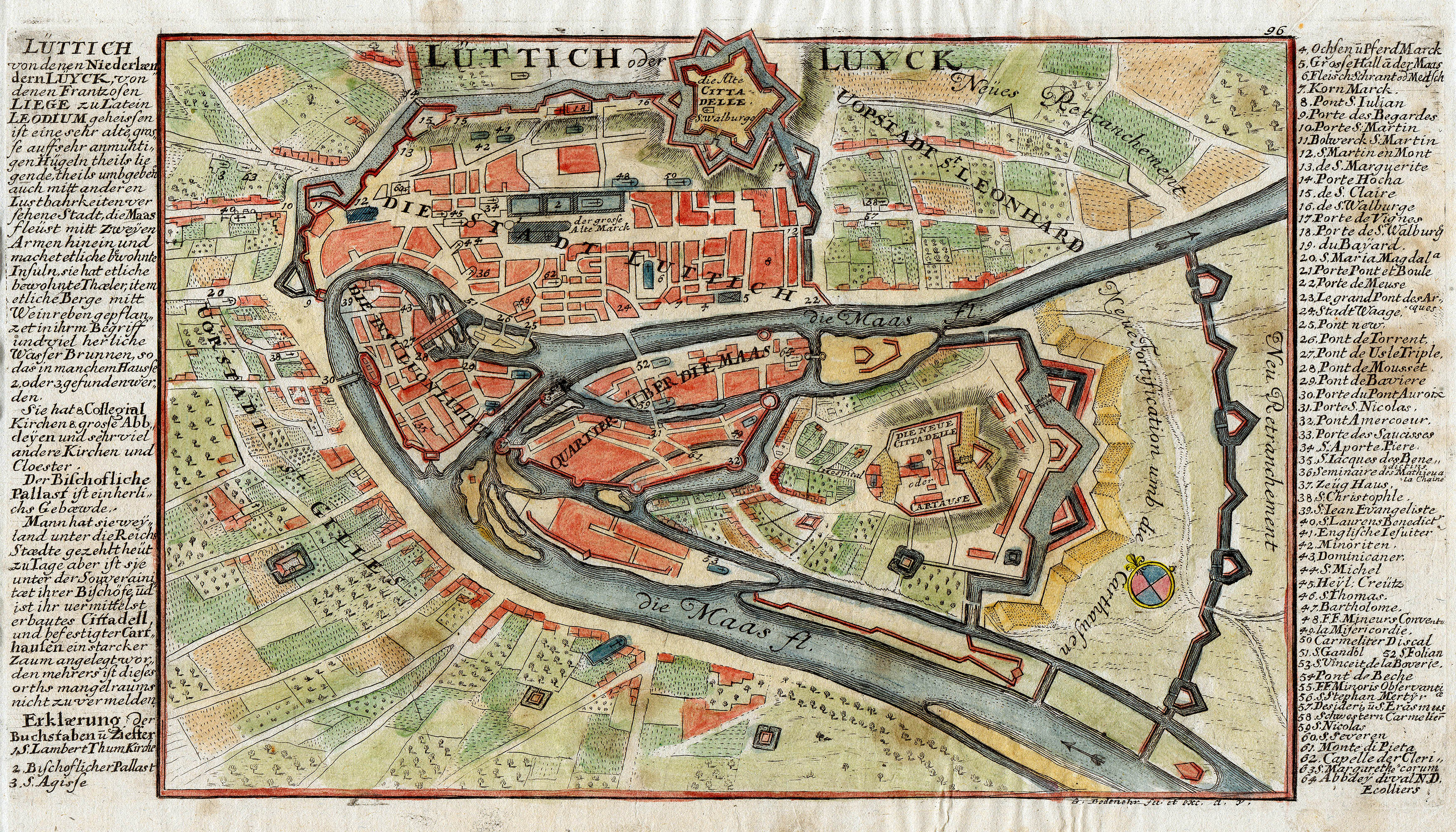
1725年的列日地图，上方同时标有列日德语名“LÜTTICH”和荷兰语名“LUYCK”（旧正写法）

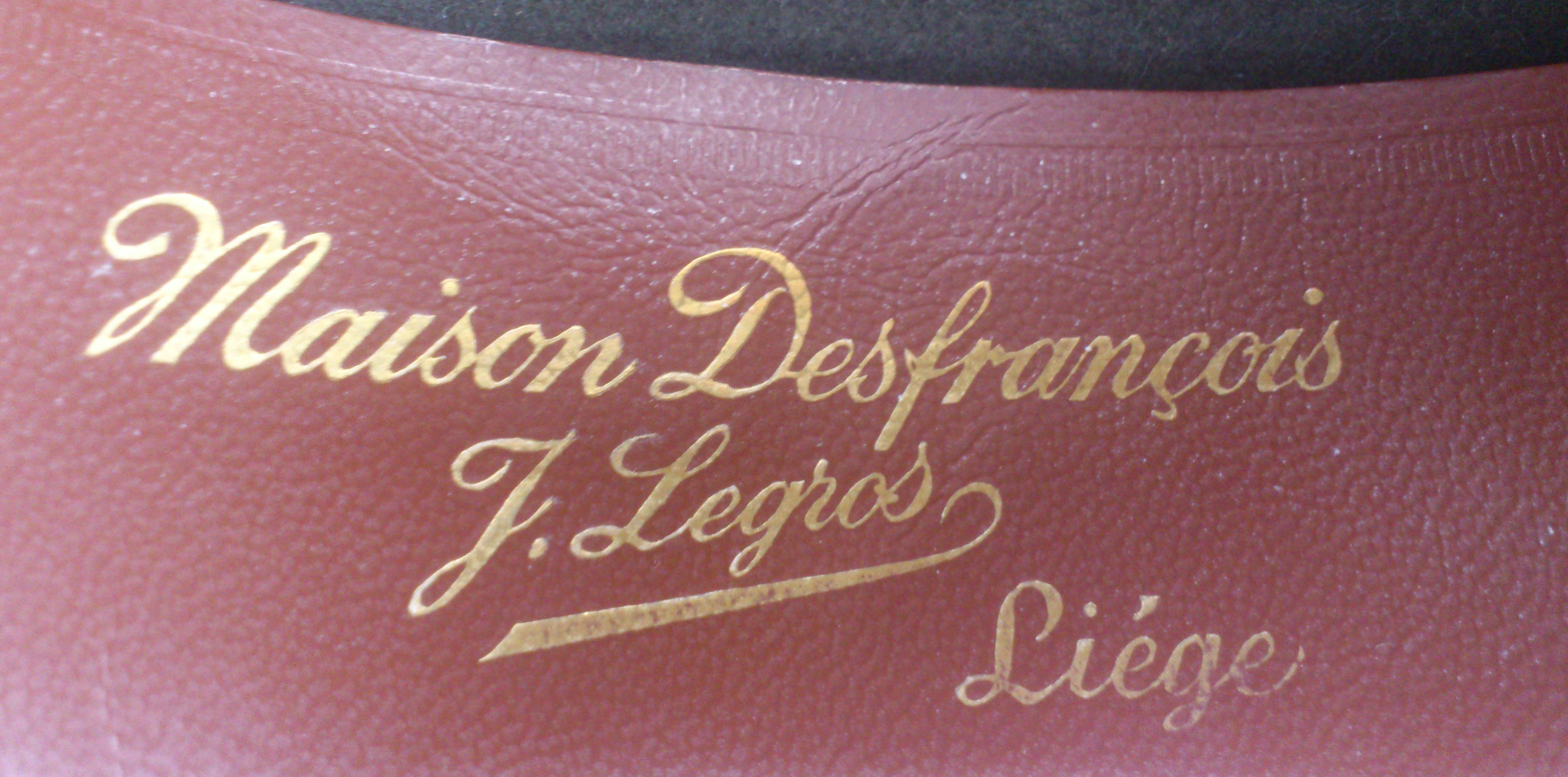
一顶帽子上的烫金字，其采用了旧正写法“Liége”

### 词源
“列日”一名的来源尚存争议。8-9世纪，史料里出现了拉丁语名“Leodium”及其各种古体和变体（如Leodicum、Leudicum）。但到了10世纪，史料里出现了另一个拉丁语名“Legia”及其各种古体和变体（如Ledgia、Letgia、Lethgia、Leggia）。虽然“Legia”在史料中晚于“Leodium”出现，但这并不一定表明“Legia”的诞生一定晚于“Leodium”。总之，自十一世纪起，这两个名称便可同时使用而不会互斥或混淆，例如在一首11世纪的诗中同时出现了九次“Leodium”和八次“Legia”。直至今日，“Leodium”与“Legia”之间的关系仍然模糊不清。

#### “Leodium”与“Legia”的来源
“Leodium”可能来自日耳曼语“*leudi-”，意为“人”。“Legia”的来源则众说纷纭，有观点认为其来自莱日亚河，有观点认为其与意为“法律”的拉丁语“lex”一词的属格形式“legis”有关，还有观点认为其来自驻扎此地的古罗马军团，拉丁语“军团”一词为“legiones”。

#### 法语名的正写法
长久以来，列日的法语名为采用尖音“é”的“Liége”。然而到了18世纪，法语中部分尖音“é”（[e]）的读音变为了重音“è”（[ɛ]）。1878年，法兰西学术院推行了法语正写法改革，将词尾的“ége”改为“ège”。但列日作为一个法国以外的地方，其地名并未立即受到影响。尽管该地名在当地通行发音为“Liéche”（[ljeʃ]），但1946年6月3日，列日市议会通过了将地名拼写从“Liége”改为“Liège”的决议。同年9月17日，摄政夏尔王子批准了该决议。然而部分列日人仍然坚持使用旧的正写法，特别是《列日报》（Gazette de Liége）。今天，尖音“é”仍用于“Liège”的形容词形式“liégeois(e)”。

### 别称
“热烈之城”（Cité ardente）是列日最常见的迂回说法。该称呼来自亨利·卡尔东·德维亚尔所著的骑士小说《热烈之城》（La Cité ardente），这部小说出版于1905年，讲述了1468年列日人民在六百名弗朗希蒙人的帮助下抵抗大膽查理的军队却惜败并惨遭洗劫的故事。1905年列日世博会开幕式上，阿尔贝亲王使用了该称呼来赞扬这座城市的经济活力。自此该称呼便一直沿用，直至今日。
除“热烈之城”外，列日亦常被称为“采邑主教之城”（La Cité des Princes-évêques）。同鲁昂、卡昂、普瓦捷、第戎、蒙特利尔、维也纳和布拉格，列日享有“百钟之城”（Ville aux cent clochers）之名，因为当地有众多教堂。列日与法国颇有渊源——列日人民曾深受法国大革命的鼓舞，且列日是第一个获得法國榮譽軍團勳章的外国城市，其被儒勒·米什莱称为“默兹河畔的小法兰西”（petite France de Meuse），被大仲马称为“遗失在比利时的法兰西一隅”（Un petit coin de France perdu en Belgique）。此外，由于中世纪当地发达的学术，列日也被称为“北方的雅典”（Athènes du nord）或“新雅典”（Nouvelle Athènes）。

### 各语名称
比利时的官方语言为荷蘭語、法语和德语。列日的官方语言为法语，其法语名为“Liège”。在比利时另外两种官方语言中，列日的荷兰语名为“Luik”（勒伊克），德语名为“Lüttich”（吕蒂希）。列日当地的传统语言为瓦隆语，其瓦隆语名为“Lîdje”。

#### 居民称谓词与形容词
在法语中，列日的居民称谓词为“Liégeois”（男性）、“Liégeoise”（女性），形容词同为“liégeois”但首字母常小写。在荷兰语中，列日的居民称谓词为“Luikenaar”（男性）、“Luikse”（女性），形容词为“Luiks”与“Luiker”。在瓦隆语中，列日的居民称谓词为“Lîdjwès”（男性）、“Lîdjwèse”（女性），形容词同为“lîdjwès”但首字母常小写。

### 中文译名
“Liège”的通行中文译名为“列日”。中国大陆方面，“Liège”在《世界地名翻译大辞典》《世界地名译名词典》与《法国地图册》均译作“列日”。台湾方面，“Liège”在國家教育研究院乐词网、教育部《重編國語辭典修訂本》及各其他资料中均译作“列日”。香港方面，“Liège”在各资料中常译作“列日”，香港賽馬會将当地足球俱乐部Standard de Liège译作“標準列治”。

## 历史

### 史前时期
列日早在史前時代就有人类活动，最早的活动遗址可以追溯到旧石器时代中期。默兹河与莱日亚河的汇合处，即今天列日市中心圣朗贝尔广场地区，曾陆续有人类定居。

### 罗马高卢时期

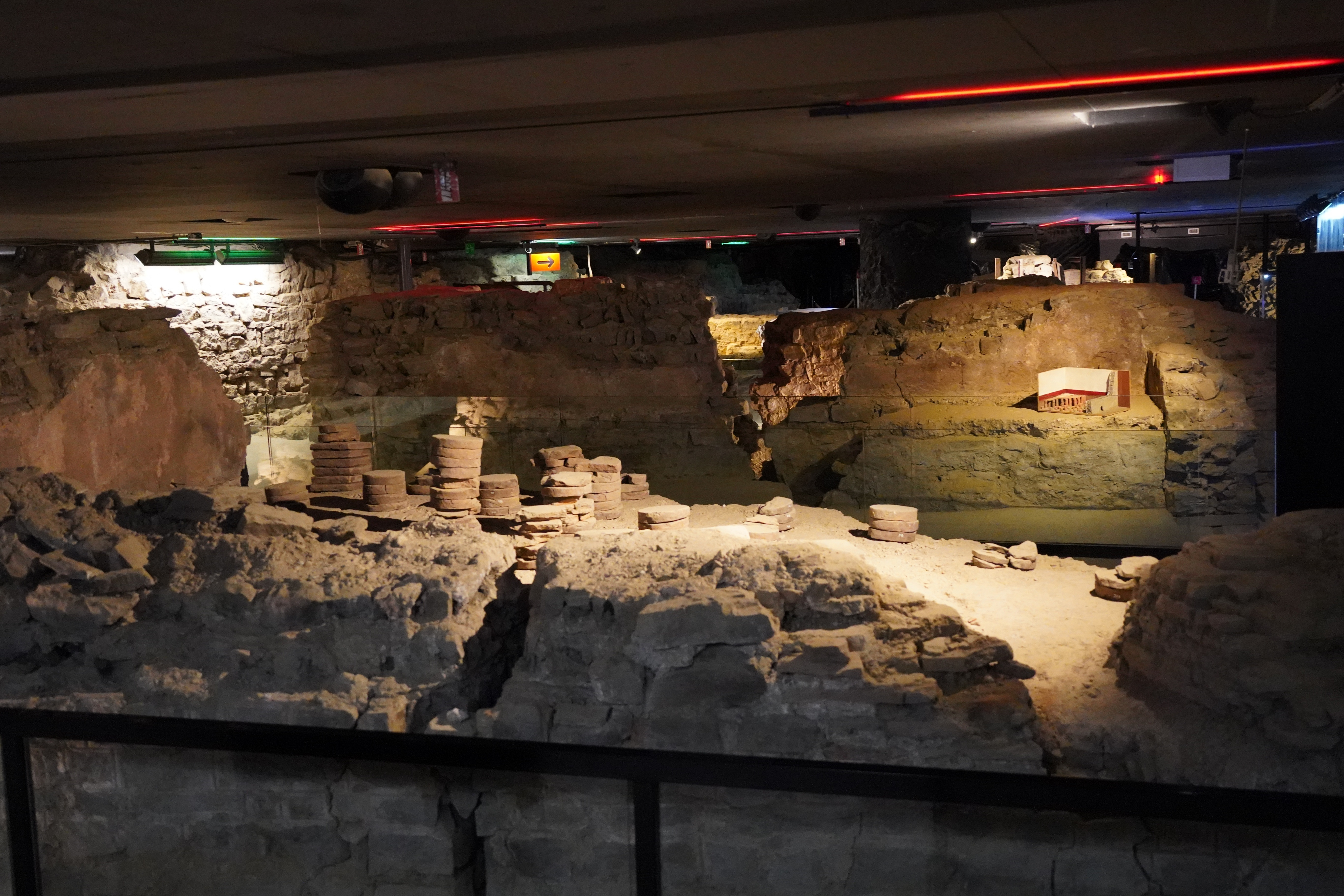
Archéoforum博物馆展出的罗马高卢别墅遗址

Archéoforum博物馆位于圣朗贝尔广场下方，于2003年建成开放，馆内展出当地发掘出的罗马高卢别墅遗址。列日东部的瑞皮耶亦曾有罗马高卢聚居地。2005年，当地发掘出一个供奉阿波罗的聖所。该圣所于3世纪上半叶被废弃，但3世纪下半叶乃至4世纪仍偶有人光顾，不过彼时该聚居地已几近荒废。

### 墨洛温王朝和加洛林王朝时期

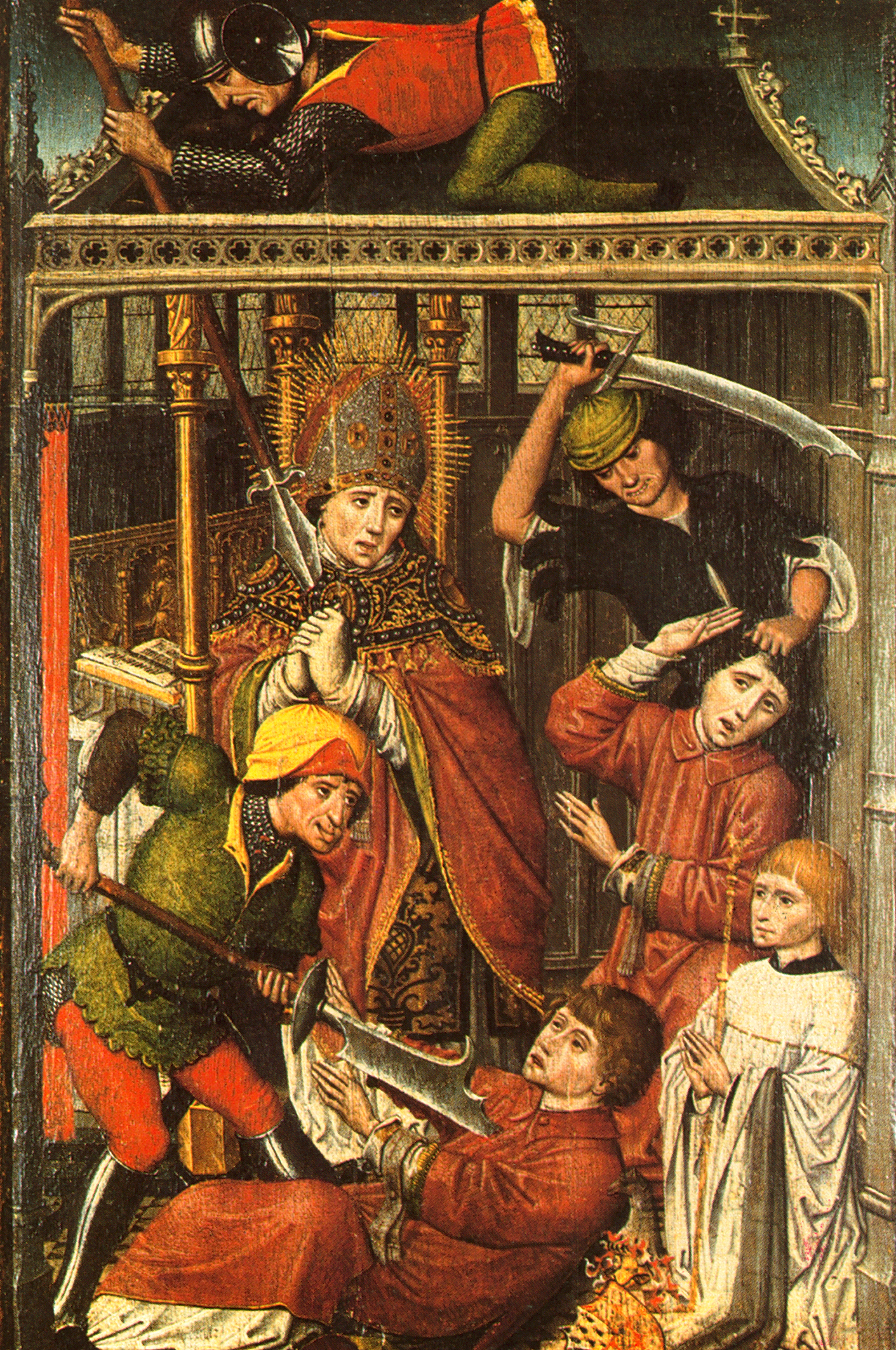
圣朗贝尔在列日遇刺

7世纪的文献中提到了当地的一座加洛林王朝君主的府邸。8世纪，瑞皮耶曾有一座宫殿，丕平二世、查理·马特和丕平三世皆曾下榻于此。15世纪出现了该宫殿为查理曼出生地之说，不过此说法存在争议。1868年，列日市中心竖起了一座查理曼的青铜雕塑。该雕塑位于石头基座上，基座侧面有六个壁龛，每个壁龛中有一个小雕塑，为查理曼的六位先人：圣贝加、丕平二世、查理·马特、贝尔特鲁德、兰登的丕平和丕平三世。这位皇帝已成为当地民俗的重要组成部分，列日民俗中的虚构人物昌切斯被设定为他的使者。
705年，通厄伦-马斯特里赫特主教圣朗贝尔在列日遇刺。随后，其继任者列日的胡贝特将主教座从马斯特里赫特迁至列日，并成为首任列日主教。715年，圣胡贝特将其遗物从马斯特里赫特转移至列日。此后，圣朗贝尔的遇害之地建起了一座主教座堂，即圣朗贝尔主教座堂。很快，列日成为了一个重要的朝圣地，并且逐渐发展为一座繁荣的城市。

### 列日采邑主教区

列日采邑主教区的纹章

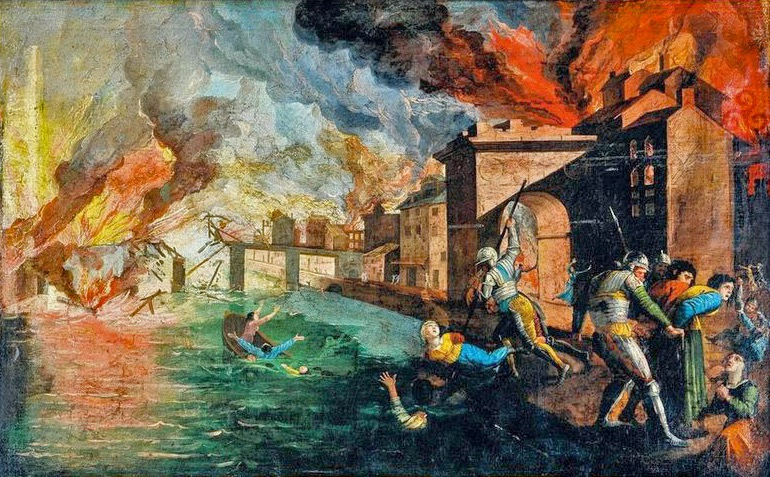
勃艮第军队洗劫列日，约瑟夫·德雷普绘于1805年

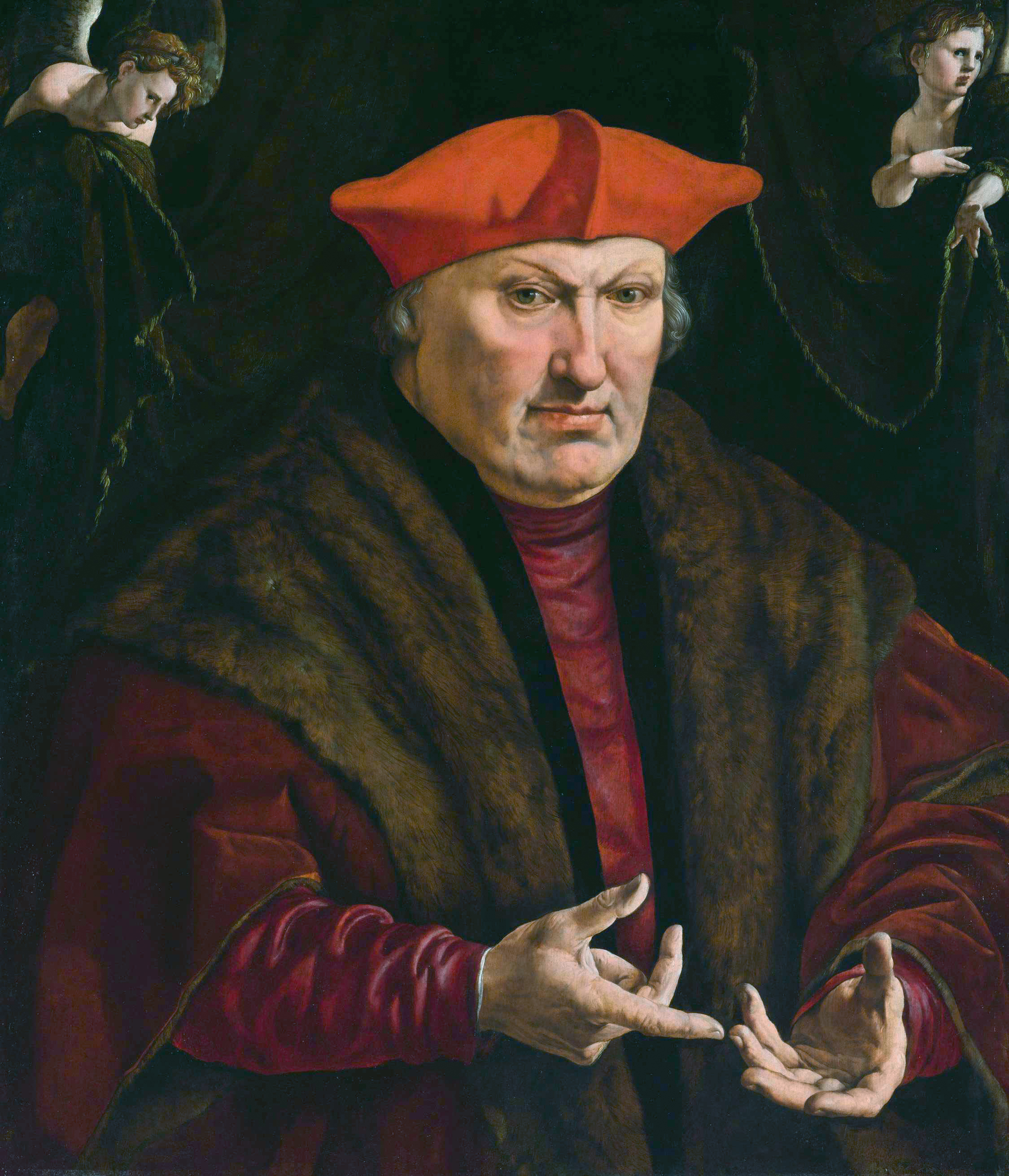
埃拉尔·德·拉马克

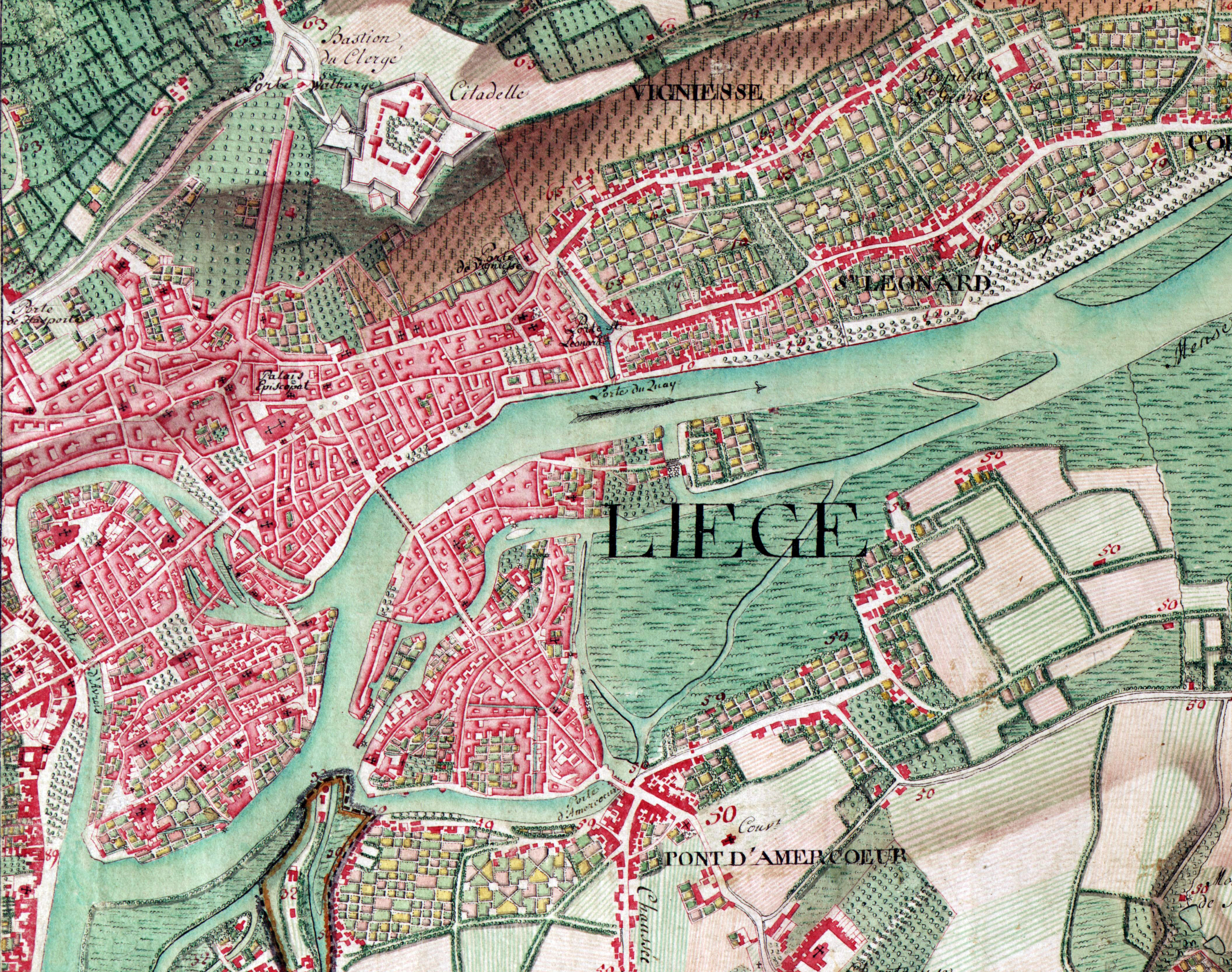
1775年的列日地图

列日采邑主教区，又称“列日亲王国”，其开端可以追溯到972年，是年列日的诺特克尔被神圣罗马帝国皇帝奥托二世任命为列日主教。980年，奥托二世授予其一般豁免权。自此，列日主教成为了采邑主教。列日成为了采邑主教区的首府，也是23座“良城”之一。
自11世纪起，在采邑主教的推动下，当地的学术颇负盛名，列日赢得了“北方的雅典”（Athènes du nord）或“新雅典”（Nouvelle Athènes）的美誉。除了圣朗贝尔主教座堂外，当地还建有七座协同教堂：圣伯多禄协同教堂、圣十字协同教堂、圣保禄协同教堂、圣若望协同教堂、列日圣德尼协同教堂、圣玛尔定协同教堂和圣巴多罗买协同教堂；还有两座本笃会修道院：圣雅各伯修道院和圣老楞佐修道院。诸多罗马式教堂和默兹艺术作品见证着这一时期的辉煌，特别是比利时七大奇迹之一的圣巴多罗买领洗池，今藏于圣巴多罗买协同教堂。
14世纪初，各类社会运动风起云涌，诸城市爆发了对采邑主教的反抗。1312年8月3日至4日夜，列日的平民与贵族爆发了冲突，平民将躲入圣玛尔定教堂避难的贵族悉数烧死，该事件史称“圣玛尔定之难”。1316年6月18日，列日采邑主教阿道夫·德·拉马克于费克斯签署了《费克斯和约》。该和约保障了公民权利与个人自由，是列日地区历史与民主史上的一个重要事件。
列日人民追求自由，却适逢勃艮第公爵不断谋求扩张领土。15世纪上半叶，勃艮第公爵菲利普三世吞并了大多数低地国家。1456年，菲利普三世试图将其势力扩大至列日采邑主教区。凭借着与教宗嘉禮三世的良好关系，他迫使采邑主教若望·德·海因斯贝格退位，让自己18岁的侄子路易·德·波旁取而代之。路易·德·波旁在鲁汶大学继续学习了7年，此时菲利普三世成为了列日的实际统治者。1465年、1467年和1468年，列日和勃艮第双方爆发了三次战争，列日三战皆负，是为“列日战争”。1467年，菲利普三世病逝，其子大膽查理即位。1468年10月29日至30日，戈叙安·德·斯特雷尔和文森特·范比伦率领六百名弗朗希蒙人擒拿前来镇压的大胆查理但最终兵败。作为报复，大胆查理下令摧毁这座城市，列日惨遭勃艮第军队烧杀抢掠，只有少数宗教纪念物得以幸免，而象征自由的列日柱碑也被迁至布鲁日，以示羞辱。
1477年，大胆查理在南锡战役中战死，其19岁的独生女勃艮第的瑪麗即位。勃艮第旋即遭到法国进攻，玛丽便向尼德兰三级会议求助。虽然玛丽得到了援助，但她不得不让出大特权，放弃了她父亲和祖父的中央集权政策。列日也从中受益：1477年3月19日，玛丽放弃了她对列日采邑主教区的所有权利，列日获得了相对独立，柱碑也得以回归。不过路易·德·波旁仍然是列日采邑主教，直到1482年8月30日被纪尧姆·德·拉马克刺杀，若望·德·奥尔纳接任其位。1505年，若望·德·奥尔纳逝世，埃拉尔·德·拉马克成为继任者。他下令重建了采邑主教宫，修复了许多古迹。16世纪20-30年代，由于歉收等原因造成的物资匮乏，里瓦茹瓦人发动起义，之后被血腥镇压，多位领导者被枭首。16世纪末，军火商让·库尔提乌斯诞生，成为了资本主义的成功典范。17世纪，列日出现了支持民主的希鲁派和支持采邑主教格里纽派。1637年，列日市长及格里纽派领袖塞巴斯蒂安·拉吕埃勒被暗杀，双方冲突被推向高潮。1691年6月4日，列日遭到布夫莱元帅指挥的法国军队炮轰。18世纪，开明进步的采邑主教韦尔布吕克试图将启蒙思想引入采邑主教区，但他的继任者胡恩斯布鲁克却选择倒行逆施，最终引发列日革命，采邑主教区于1789-1795年间走到了尽头。

### 列日革命

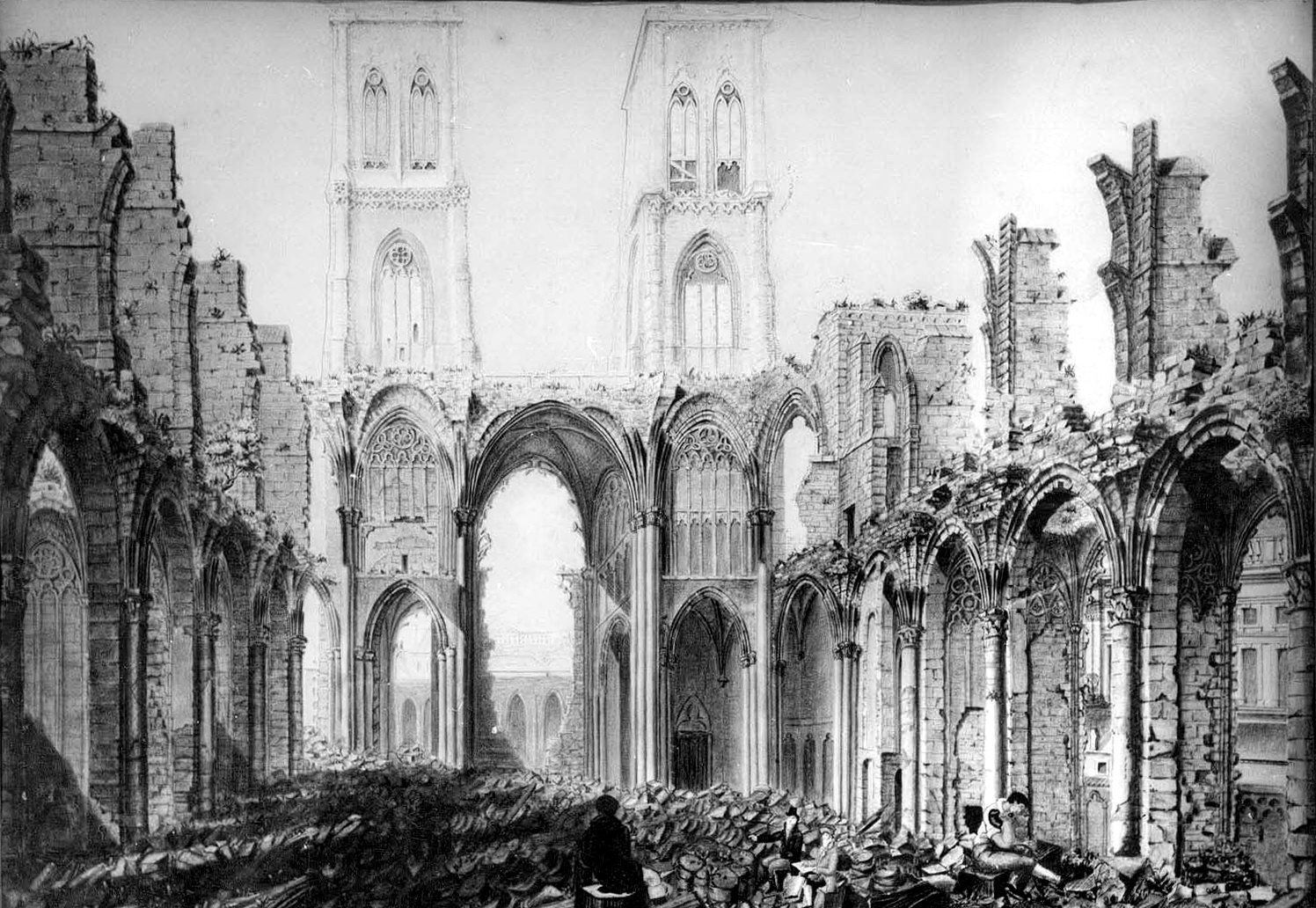
被拆为废墟的圣朗贝尔主教座堂

1789年，列日革命与法国大革命和布拉班特革命一同爆发。同年8月18日，列日共和国宣告成立。为反抗奥地利统治，1790年1月11日，奥属尼德兰的部分成员国组成比利时合众国，不过年末便因不敌奥军而覆灭，而这期间列日也并未加入该合众国。1790年9月13日，采邑主教胡恩斯布鲁克逃往特里尔寻求庇护。
1791年1月12日，奥军夺回列日，列日共和国覆灭。在奥军的帮助下，胡恩斯布鲁克于同年2月13日重回采邑主教宝座，但采邑主教的复辟受到了列日人民的冷遇。1792年6月3日，胡恩斯布鲁克逝世，其侄子弗朗索瓦-安托万·马里·德·梅昂·德·博里厄于两个月后接任其位。11月6日，由夏尔·弗朗索瓦·迪穆里埃将军指挥的法兰西革命军在热马普重创奥军。11月28日，列日民众热情恭迎迪穆里埃入城，而采邑主教博里厄则于前一天出逃杜塞尔多夫。旧制度在当地被颠覆，列日人民首次可以普选投票。1792年，列日人民通过投票选择让采邑主教区并入法国。
1793年，法军在下温登战役中战败，采邑主教第二次复辟，但这次同样是短暂的。1794年6月26日，法军在弗勒吕斯取得大捷。7月，奥军在炮轰并烧毁阿梅克尔地区后离开了列日，末任采邑主教博里厄流亡国外。在法国统治下，自这一年起，作为采邑主教权力的象征的圣朗贝尔主教座堂被逐步拆除。1795年10月1日，督政府下令将采邑主教区并入法兰西第一共和国，这个九个世纪以来先后属于德意志王国和神圣罗马帝国的邦国消失在了历史的长河中。比利时其他地区也一同悉数被吞并，划分为数个省份，列日成为乌尔特省的首府。

### 法国和荷兰统治时期

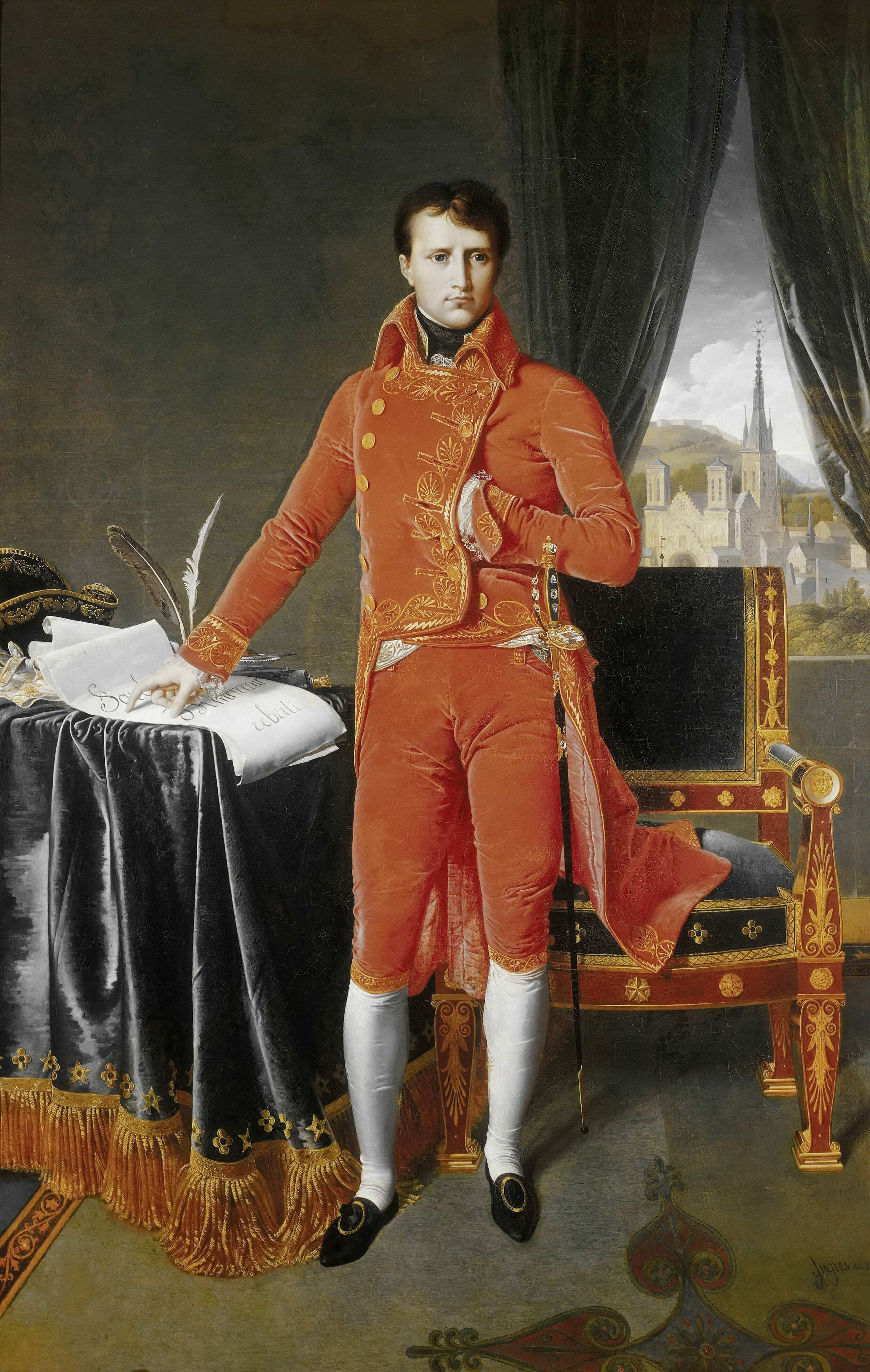
《第一执政官波拿巴 (安格尔)》

拿破仑时期“法兰西帝国市镇纹章”列日的纹章

共和历11年（1803年），法兰西共和国第一执政官拿破仑·波拿巴游历比利时。是年热月13日（1803年8月1日），拿破仑携夫人约瑟芬·德·博阿尔内抵达列日，受到了民众的热情接待。拿破仑参观了阿梅克尔郊区的废墟，这些废墟是1794年7月奥地利军队撤离时破坏造成的。他对居民遭受的苦难深感震惊，下令立即向乌尔特省省长米库·迪蒙男爵拨款30万法郎用于阿梅克尔郊区重建。访问期间，拿破仑还委托工程师雅克-康斯坦丁·佩里耶在默兹河岸的圣莱昂纳尔修道院旧址上建造一座火炮铸造厂，这便是之后的皇家火炮铸造厂（Fonderie royale de canons）。1947年，该厂迁至罗库尔，1972年更名为“罗库尔兵工厂”（Arsenal de Rocourt），如今为比利时主要的兵工厂，也是瓦隆尼亚唯一的兵工厂。此次访问列日，拿破仑对当地居民的精神深感满意，他宣布将向列日市赠送一幅自己的肖像画。该肖像画由让·奥古斯特·多米尼克·安格尔绘于1804年，画中拿破仑身着共和国执政官的红衣，左手插入衣襟，右手放在拨款重建阿梅克尔的法令文件上，其身后的窗户中可见圣朗贝尔主教座堂，但该教堂在安格尔作此画时已被拆为废墟。
1804年，列日被授予帝国“良城”称号。
1815年，拿破仑在滑铁卢战役败北，法兰西第一帝国覆灭，法国在大革命战争和拿破崙戰爭时期兼并的领土被划出。依《维也纳会议》，南尼德蘭并入荷兰王国，法国乌尔特省成为荷兰列日省，列日成为该省首府。荷兰统治时期，列日大学和瓦隆尼亚皇家歌剧院相继建成。

### 比利时独立至一战前

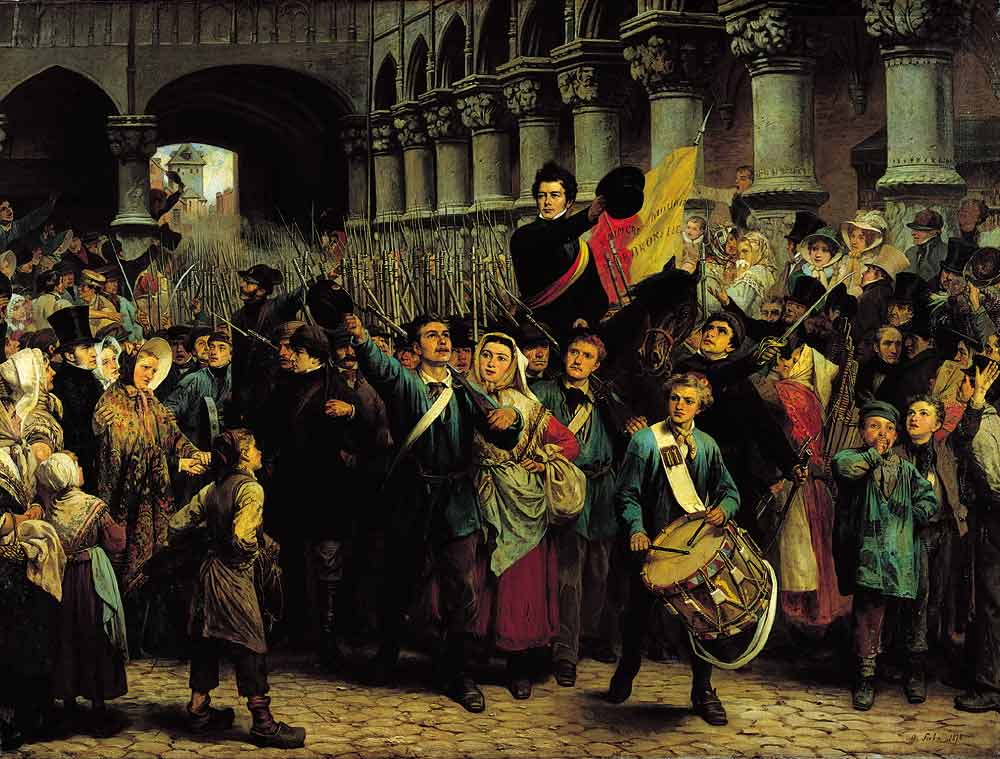
夏尔·罗日耶率领列日人启程前往布鲁塞尔，夏尔·苏布尔绘于1878年

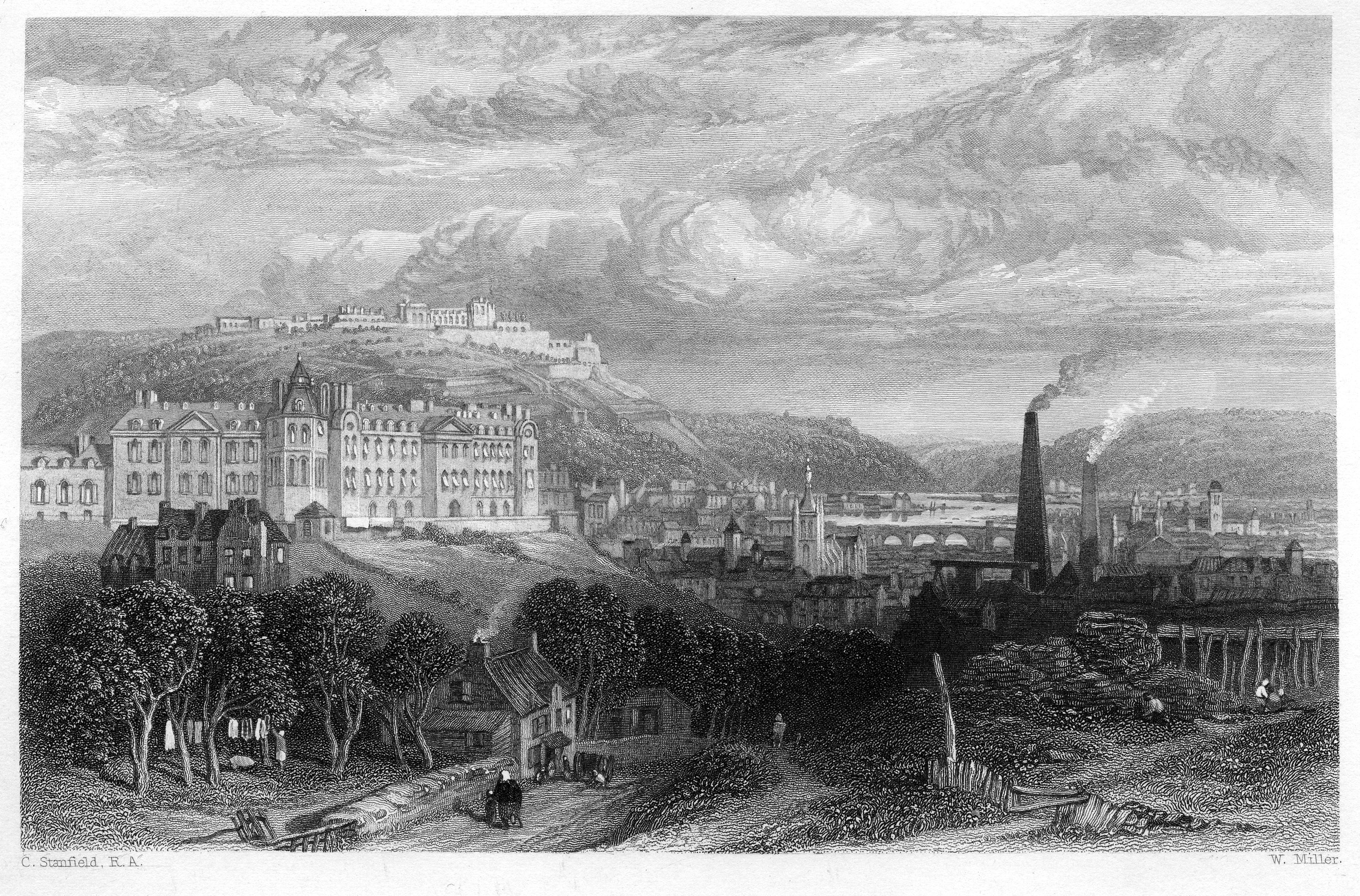
19世纪的列日工业地带

1830年，比利时革命爆发，比利时从荷兰王国独立，夏尔·罗日耶及其领导的列日人在这次革命中发挥了决定性作用。此后有多位列日人活跃于比利时政坛，例如夏尔·罗日耶和瓦尔泰尔·弗雷尔-奥尔邦，二人数度担任比利时首相。
欧洲于19世纪步入工业时代。19世纪中叶，比利时是仅次于英国的世界第二大工业强国。得益于煤炭和冶金业，列日迅速发展为一个强大的工业中心。1817年，英国实业家约翰·科克里尔在列日西南的瑟兰建厂。1837年，老山锌矿公司成立。1835-1840年，数座现代化钢铁厂在列日建成。1855年，武器制造商纳甘兄弟公司成立于列日。1877年，昂格勒贝尔轮胎公司在列日成立。1882年，列日铜锌工厂有限公司由三座工厂合并而成。1889年，埃斯塔勒国营工厂在列日以北的埃斯塔勒成立。
铁路的到来改变了城市景观。1842年，吉耶曼火车站在吉耶曼街区建成。1851年，隆多街区的隆多火车站投入运营。火车站发展出了新的居民区。默兹河和乌尔特河流出的小分支在这一时期得到了填补，这便是今天大学路、摄政路、阿夫鲁瓦大道、索沃尼耶尔大道等道路的由来。许多建筑也在这一时期建成。1849-1853年间，列日采邑主教宫西侧新建了一个新哥特式侧翼，用作省政府大楼。1860年，列日拱桥重建。为防止洪水风险，乌尔特河于1863年进行了改道。1871年，列日第一辆有轨马车投入运营。为防止可能发生的来自德国的入侵，1887-1892年，列日环城建造了十二座堡垒，即列日要塞。
1886年，比利时经历了一场严重的经济危机。3月17日，列日的一群无政府主义者张贴了一些讲述工人生活疾苦的海报，向工人发出呼吁，他们计划于次日在圣朗贝尔广场与工人见面，庆祝巴黎公社成立15周年。3月18日起，这场集会迅速升温成骚乱和罢工。3月24日，列日刑事法庭以参与“18日无政府主义者事件”的罪名对约40名被告判处4-16个月监禁。共有77人被判刑。3月25日起，列日恢复了平静，工人们陆续返岗。
1905年，列日举办了世界博览会，庆祝比利时独立75周年。

### 两次世界大战

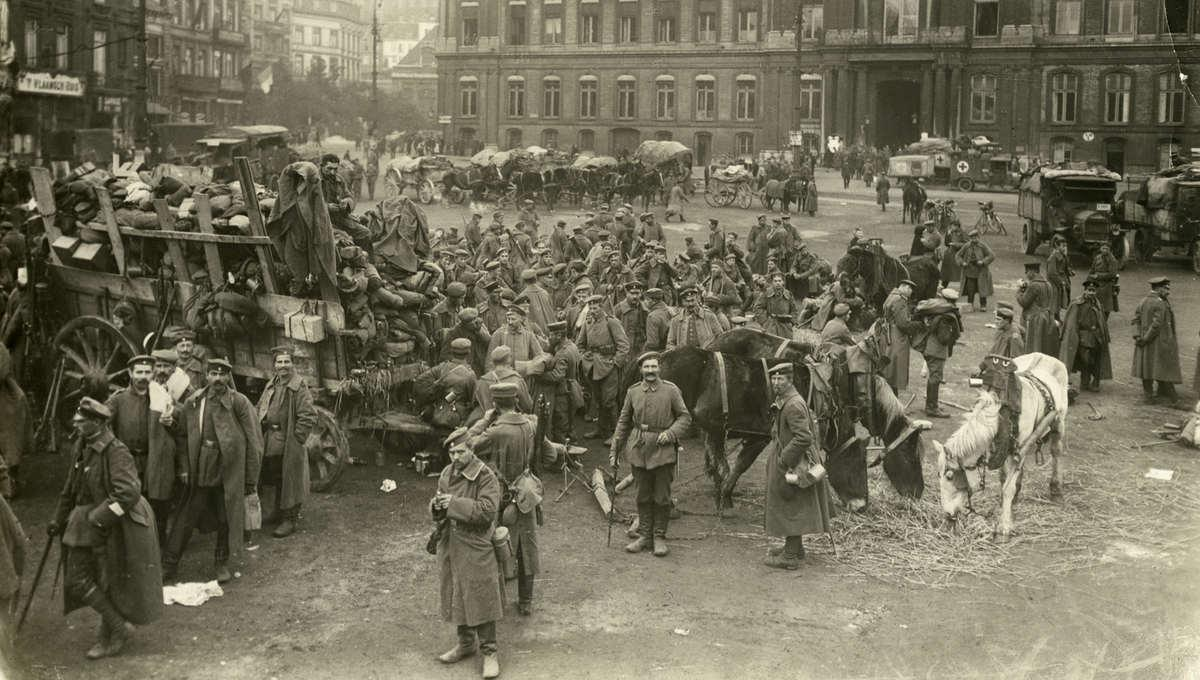
列日采邑主教宫前的德国士兵，1914年

1914年，第一次世界大战爆发。同年8月4日，德军入侵比利时。8月5日，德军进攻列日。凭借之前修建的要塞，列日坚守到了8月16日，拖延了德军的西线攻势。8月20日，德军处决了67名平民，摧毁了42座建筑，这些事件是1914年德军暴行的一部分。德国的占领持续了四年，1918年11月11日，一战结束，列日解放。凭借对德军进攻的顽强抵抗，列日于1914年8月7日获授法国荣誉军团十字勋章（列日也是第一个获授法国荣誉军团勋章的外国城市；此外，维也纳咖啡在巴黎被更名为“列日咖啡”，巴黎地鐵13號線柏林站也更名为“列日站”），1923年获授意大利战争功勋十字勋章，1926年获授塞尔维亚人、克罗地亚人和斯洛文尼亚人王国金质勇敢勋章，1940年获授比利时战争十字勋章。
两次世界大战战间期，列日举办了两次大型展会：为纪念建国一百周年而举办的1930年国际博览会和为纪念连接列日和安特衛普港的阿尔贝运河竣工而举办的1939年国际水技术博览会。1937年，列日市决定每年7月14日庆祝法国国庆日以抗议比利时对納粹德國的中立政策以及对法比军事协定的废除。时至今日，列日每年7月14日仍会庆祝该节日，逾35000人参加庆祝活动。第二次世界大战爆发前，列日周边新建了数座堡垒，如埃本-埃马勒堡、欧班-讷沙托堡、巴蒂斯堡和唐克雷蒙堡。
1939年，第二次世界大战爆发。1940年5月10日，德军再度入侵比利时。次日，埃本-埃马勒堡陷落。5月28日，比利时军队投降。由于不配合德国人，1942年8月1日，列日市长约瑟夫·博洛涅被德军中将古斯塔夫·凯姆告知其无法继续任职。11月9日，雷克斯党人热拉尔·威廉斯（Gérard Willems）取代了他的职位，但新市长上任仅九天后便宣布因“健康原因”辞职，另一位雷克斯党人阿尔贝·达尔让接任其位。阿尔贝·达尔让主政列日至1944年8月底，其间他将市政管理部门的犹太人名单交给了纳粹，此举导致列日地区的2560名犹太人中约有700人遇害，而布鲁塞尔和比利时其他城市的市长则拒绝这样做，他们遭到了逮捕并被关进集中营。1944年9月7日，列日被英國陸軍第二軍團解放，约瑟夫·博洛涅官复原职，但次年年初又被解职，并被指控向德国人提供了共产党人名单，最后被判无罪。达尔让在不久后被指控告发特定群体和通敌，不过审判中并未提及犹太人，最后他被判处死刑并被处决。

### 战后至今

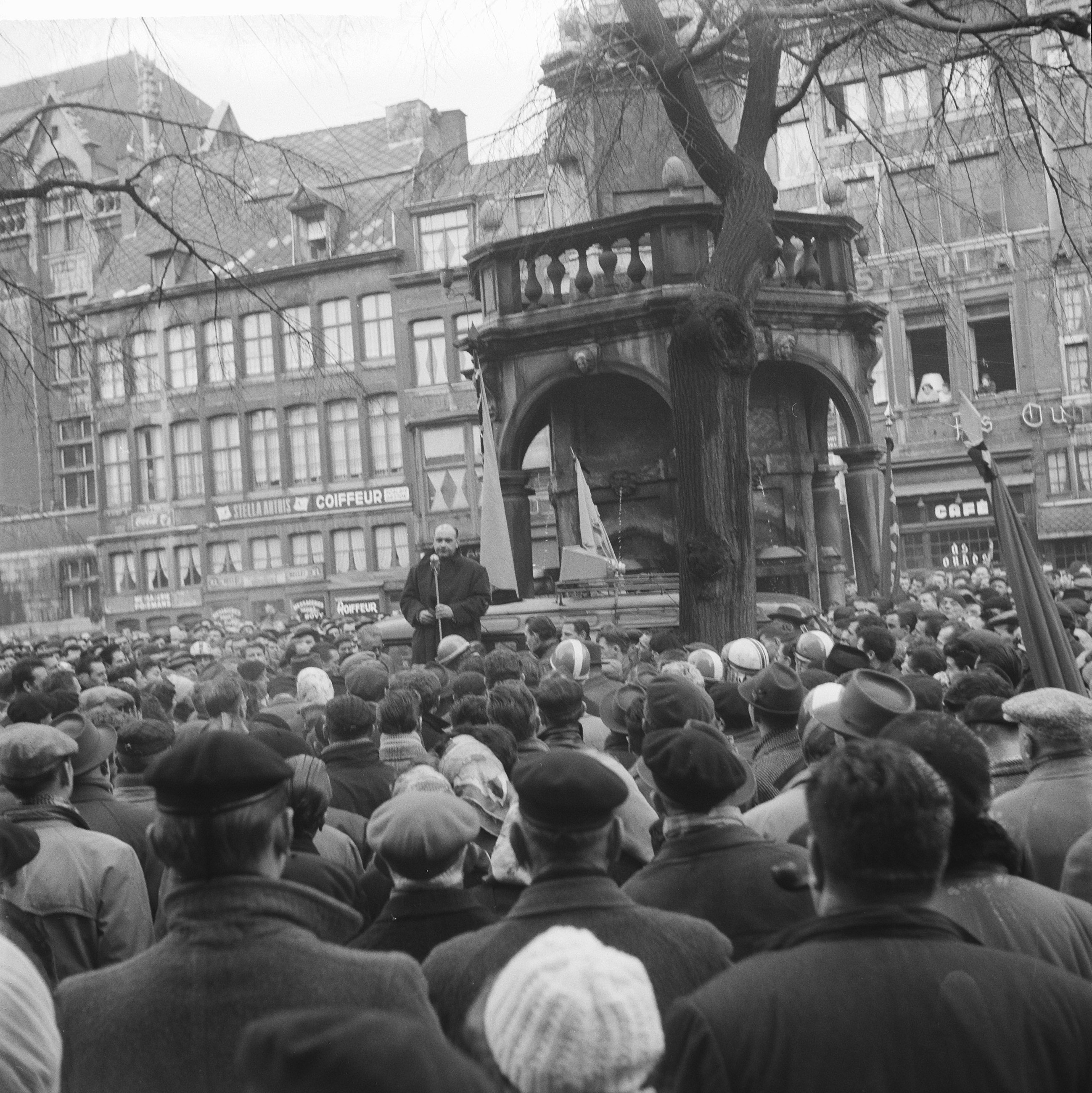
1960年-1961年比利时总罢工，示威者在列日柱碑前演讲

二战结束后，国王问题浮现，许多人认为国王利奥波德三世在战争期间与德国人合作。1950年7月，比利时劳动总联合会成员安德烈·勒纳尔发起了针对利奥波德三世的总罢工并“夺取了对列日市的控制权”。此次罢工最终致使利奥波德三世退位并让位给其子博杜安。
1955年4月3日，斯克莱桑的里奥电影院发生火灾，造成39人死亡，至今仍是比利时最致命的火灾之一。
1960年末至1961年初的深冬，比利时爆发总罢工，反对加斯东·伊斯更斯政府的大幅财政紧缩计划。在列日，最激烈的对峙发生于1961年1月6日，愤怒的示威者洗劫了吉耶曼火车站。在七个小时的巷战中，共有75人受伤。
1977年1月1日，列日与市镇昂格勒尔、布雷苏、谢内、格兰、格里沃涅、默兹河畔瑞皮耶、罗库尔、旺德尔外加属于市镇乌格雷的街区斯克莱桑以及其他临近市镇的部分地段合并，组成了今天的列日市镇。
1985年12月6日，列日司法大楼遭到一名律师的炸弹袭击，造成1人死亡，2人受伤，大楼严重受损。
由于20世纪70年代的经济危机，列日债务激增，以致1989年9月出现违约。
1991年，比利时前副首相、法语社会党人安德烈·科尔斯在列日宽特街区被两名枪手枪杀，其女友身负重伤。对该案的调查牵扯出有关军火订单的行贿案，即阿古斯塔-达索案，多名法语社会党和荷兰语社会党政治人物因涉案而辞职。
2010年1月27日，列日利奥波德路发生燃气爆炸，造成14人死亡，19人受伤。
2011年12月13日，列日圣朗贝尔广场发生袭击事件，33岁的摩洛哥裔男子努尔丁·阿姆拉尼（Nordine Amrani）向人群投掷手榴弹并用FN FAL自动步枪向人群射击，随后用左轮手枪自尽。该事件造成包括袭击者在内的6人死亡，123人受伤。
2018年5月29日，列日发生了一起伊斯兰教恐怖袭击事件，一名男子在列日市中心阿夫鲁瓦大道的一家咖啡馆附近持刀袭击了两名正在忙碌的女警察，并从其中一人手中夺过手枪，之后将她们以及一名22岁的路人射杀。随后这名袭击者驱车前往了一所中学，挟持了一名清洁工人作肉盾并继续射击，在打伤四名警察后被警方击毙。据报道，这名袭击者名为邦雅曼·埃尔曼（Benjamin Herman），因毒品犯罪在监狱服刑，案发前一天获得假释。

## 地理
列日位于比利时与瓦隆大区东部，列日省中北部，默兹河、乌尔特河和韦斯德尔河的交汇处，坐落在德国亚琛、比利时首都布鲁塞尔、荷兰马斯特里赫特和瓦隆首都那慕爾之间的干线上，距离那慕尔53千米，距离布鲁塞尔89千米。与列日接壤的市镇包括：埃斯塔勒、瑟兰、圣尼古拉、昂斯、瑞普雷勒、乌佩、维塞、布莱尼、贝讷-厄赛、绍方丹、埃斯讷。
列日坐标50°38'23"N, 5°34'14"E，市镇面积68.65平方千米，在比利时所有市镇中排名第149位。境内海拔在53-286米之间，平均海147米，属于依海拔高度划分的中比利时（la moyenne Belgique）与上比利时（la haute Belgique）地区之间的过渡地带。列日及其周边地区被称为“列日地区”，是默兹-莱茵欧洲跨境地区的一部分。

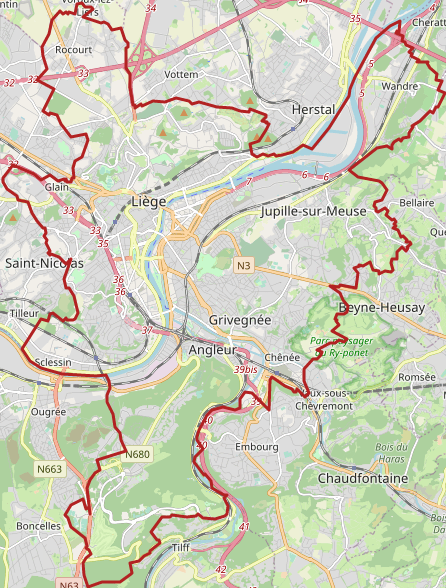
列日的OSM定位图
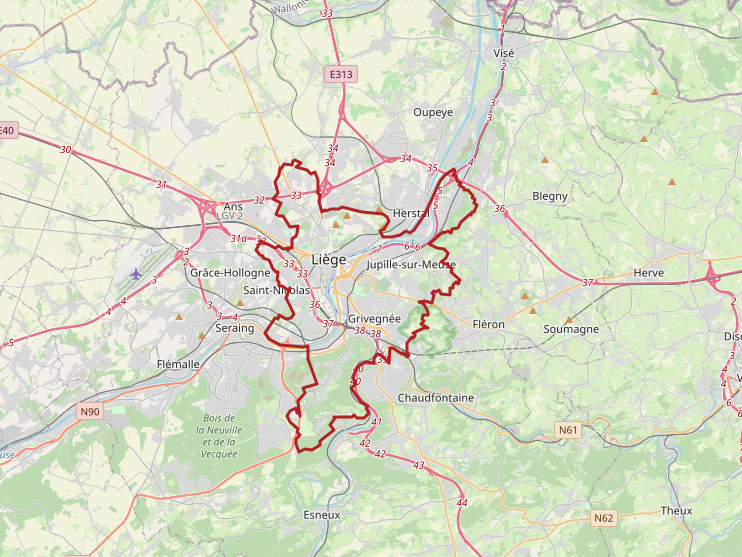
列日的OSM定位图（含周围城镇）
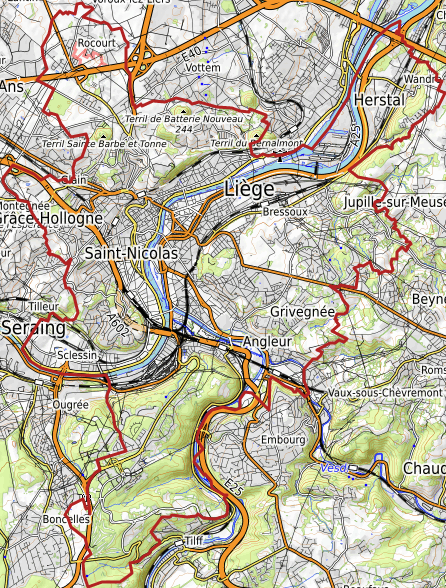
列日的OSM地形图

### 地形

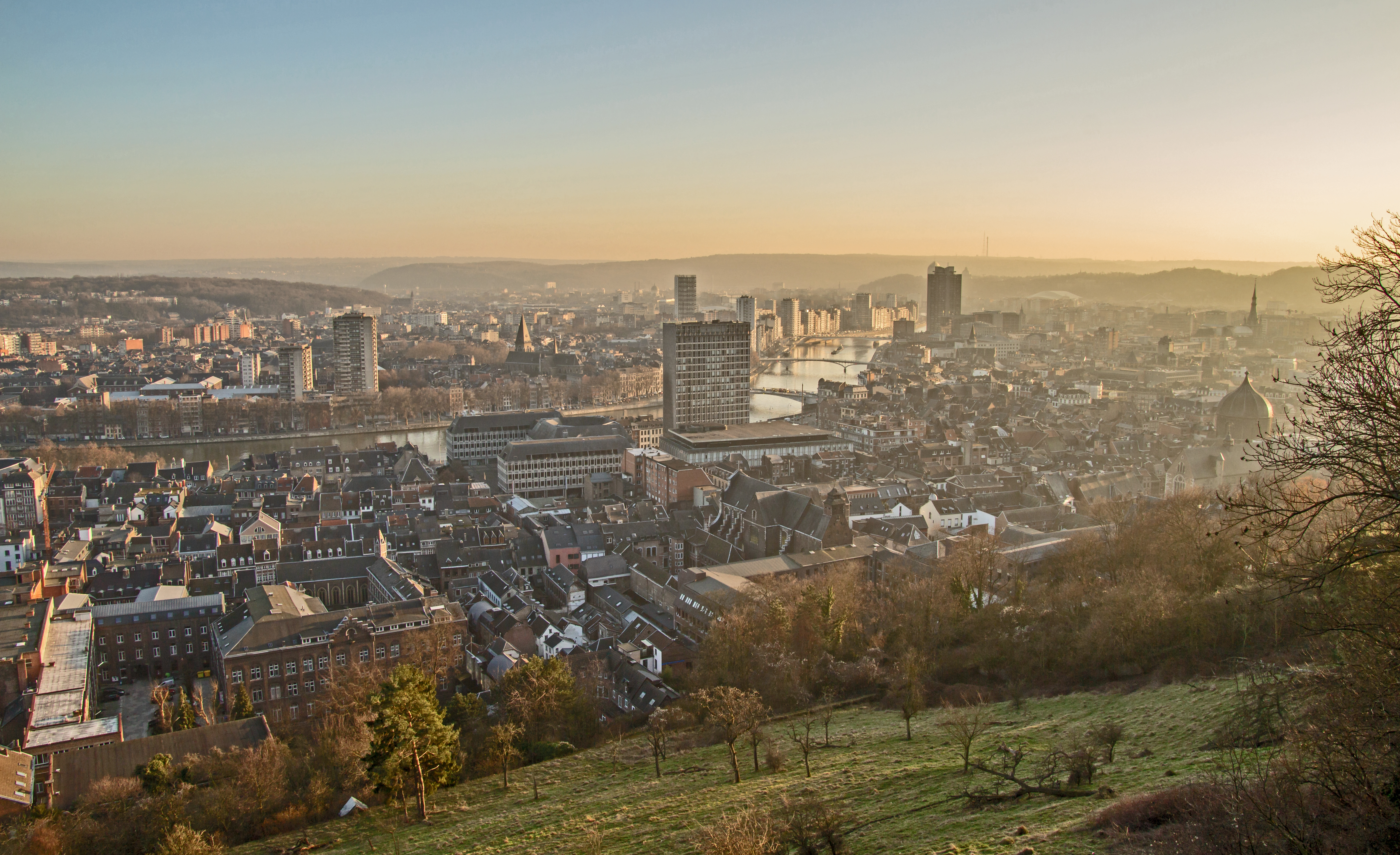
默兹河畔的列日市区

列日大部分地区为默兹河冲积平原，城市位于三个自然区域的交会处：北部为埃斯拜（海拔160-200米），是比利时的主要农业区之一；东部为埃沃地区（海拔200-320米），地势起伏较大，树木繁茂，是主要的水果种植区；南部为孔德罗高原（海拔200-280米），以荒原和森林为主，是通往阿登地区的门户。

### 地质
列日位于南部断层，这一地带多发地震活动。

### 水文

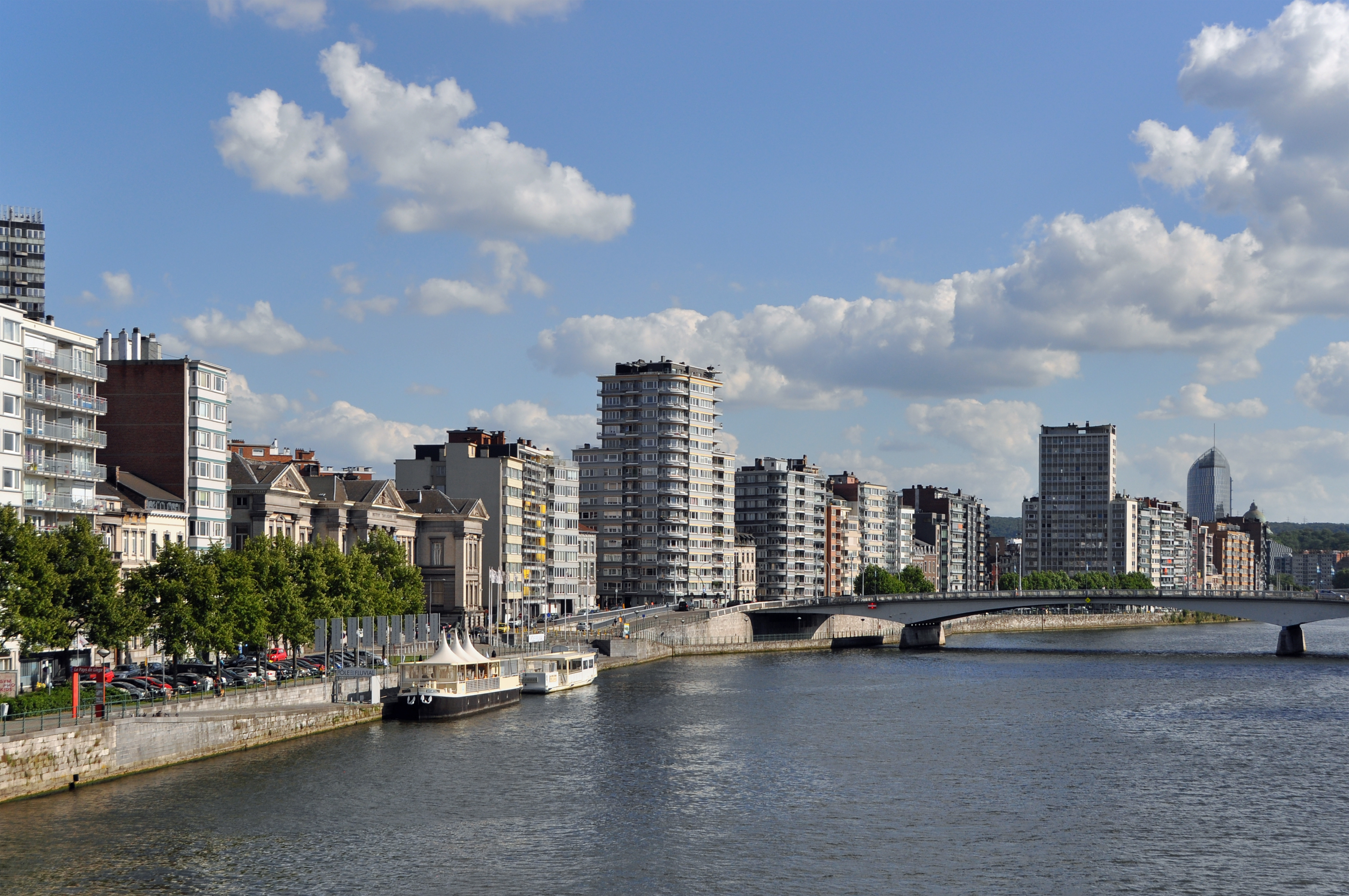
流经列日的默兹河

默兹河自西南向东北流经列日，流经的河段全长约12千米，其支流乌尔特河与乌尔特河支流韦斯德尔河从列日西南部流入市镇。莱日亚河是一条5千米的溪流，是默兹河的支流，今大部分已被覆盖。此外，列日还建有一些运河，如阿尔贝运河与分流运河。
过去，默兹河和乌尔特河流出数条小分支穿过列日，但之后这些小分支逐渐被填平，成为了今天的数条街道，如布隆登大街、阿夫鲁瓦大道、皮耶科大道、索沃尼耶尔大道、大学路、摄政路、索西大道、宪法大道、杜埃大道、弗鲁瓦蒙大道、弗朗基纽尔大道、雷蒙·普恩加莱大道和埃米尔·德·拉弗莱大道。

### 土地使用
2021年，列日市镇面积68.65平方千米，其中树林面积4.67平方千米，建筑用地面积51.63平方千米，住宅用地面积16.9平方千米，工业用地面积4.56平方千米，商业用地面积1.99平方千米，公共服务（不包含交通、通信与科技基础设施）用地面积3.20平方千米，混合用途用地面积0.43平方千米，交通、通信用地面积14.67平方千米，科技基础设施用地面积0.30平方千米，游憩用地及其他开放空间面积9.59平方千米。

### 城市形态
列日城市集聚区人口约70万，是瓦隆尼亚最大的城市集聚区，也是比利时第三大城市集聚区，由列日、昂斯、贝讷-厄赛、绍方丹、昂日、弗莱马勒、弗莱龙、格拉斯-奥洛涅、埃斯塔勒、乌佩、圣尼古拉、瑟兰和苏马涅13个市镇组成。列日城市地区（région urbaine）由城市集聚区和郊区组成，后者由阿旺、巴桑日、布莱尼、克里斯内、埃斯讷、费克斯勒欧克洛谢、瑞普雷勒、楠德兰、讷普雷、奥尔讷、奥赖、默兹河畔圣乔治、斯普里蒙、特罗和维塞15个市镇组成。
列日都会区（Liège Métropole）是比利时的一个非营利组织（ASBL），前身为列日集聚区市长会议（Conférence des Bourgmestres de l’Agglomération liégeoise），成立于1994年12月，成员为24个市镇，旨在促进列日都会区与行政区发展，研究并解决都会区存在的问题，共同开展项目和行动。列日欧洲都会区（Liège Europe Métropole），原名“地方政府省级协调”（Coordination provinciale des Pouvoirs locaux），为另一个非营利组织，成立于2011年，成员为省内84个市镇的市长和6名省代表，目标与前者近似。

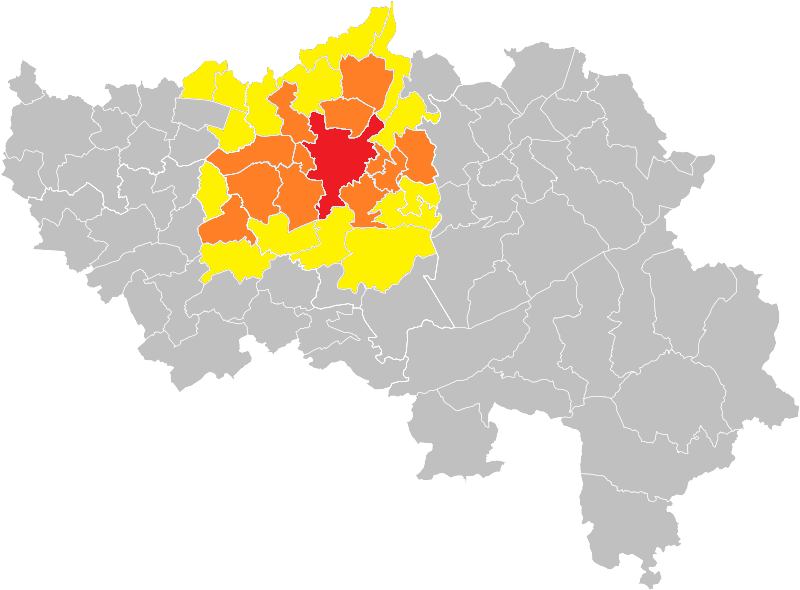
列日城市地区地图，红色（列日）和橙色为城市集聚区，黄色为郊区
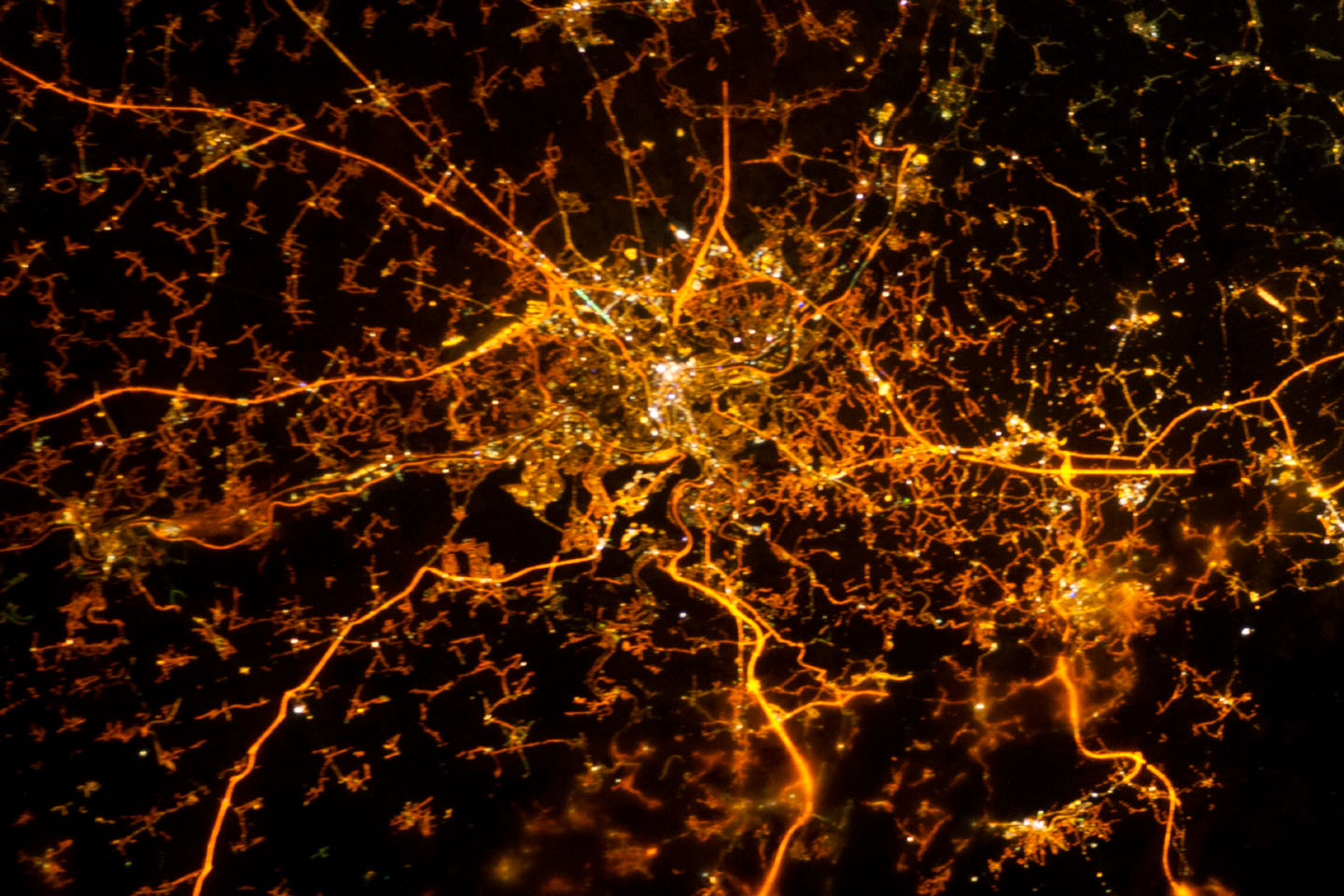
夜晚的列日城市地区卫星图

### 气候
根据柯本气候分类法，同比利时多数地区一样，列日属于温带海洋性气候（Cfb）。列日年平均气温为11.2℃，年平均降水量为853.7毫米，是一座降水量大的城市，即便在最干燥的月份也有许多降水。
| 列日气候数据（1991-2020年的正常值，1949年至今的极端值） | 列日气候数据（1991-2020年的正常值，1949年至今的极端值） | 列日气候数据（1991-2020年的正常值，1949年至今的极端值） | 列日气候数据（1991-2020年的正常值，1949年至今的极端值） | 列日气候数据（1991-2020年的正常值，1949年至今的极端值） | 列日气候数据（1991-2020年的正常值，1949年至今的极端值） | 列日气候数据（1991-2020年的正常值，1949年至今的极端值） | 列日气候数据（1991-2020年的正常值，1949年至今的极端值） | 列日气候数据（1991-2020年的正常值，1949年至今的极端值） | 列日气候数据（1991-2020年的正常值，1949年至今的极端值） | 列日气候数据（1991-2020年的正常值，1949年至今的极端值） | 列日气候数据（1991-2020年的正常值，1949年至今的极端值） | 列日气候数据（1991-2020年的正常值，1949年至今的极端值） | 列日气候数据（1991-2020年的正常值，1949年至今的极端值） |
| 月份                                                    | 1月                                                     | 2月                                                     | 3月                                                     | 4月                                                     | 5月                                                     | 6月                                                     | 7月                                                     | 8月                                                     | 9月                                                     | 10月                                                    | 11月                                                    | 12月                                                    | 全年                                                    |
| ------------------------------------------------------- | ------------------------------------------------------- | ------------------------------------------------------- | ------------------------------------------------------- | ------------------------------------------------------- | ------------------------------------------------------- | ------------------------------------------------------- | ------------------------------------------------------- | ------------------------------------------------------- | ------------------------------------------------------- | ------------------------------------------------------- | ------------------------------------------------------- | ------------------------------------------------------- | ------------------------------------------------------- |
| 历史最高温 °C（°F）                                     | 15.3 (59.5)                                             | 20.0 (68.0)                                             | 24.4 (75.9)                                             | 28.9 (84.0)                                             | 32.8 (91.0)                                             | 34.9 (94.8)                                             | 39.5 (103.1)                                            | 36.1 (97.0)                                             | 33.3 (91.9)                                             | 26.3 (79.3)                                             | 21.3 (70.3)                                             | 16.1 (61.0)                                             | 39.5 (103.1)                                            |
| 平均高温 °C（°F）                                       | 6.4 (43.5)                                              | 7.3 (45.1)                                              | 11.1 (52.0)                                             | 15.4 (59.7)                                             | 19.0 (66.2)                                             | 22.0 (71.6)                                             | 24.1 (75.4)                                             | 23.9 (75.0)                                             | 20.1 (68.2)                                             | 15.4 (59.7)                                             | 10.2 (50.4)                                             | 6.8 (44.2)                                              | 15.2 (59.4)                                             |
| 日均气温 °C（°F）                                       | 3.7 (38.7)                                              | 4.2 (39.6)                                              | 7.1 (44.8)                                              | 10.4 (50.7)                                             | 14.2 (57.6)                                             | 17.3 (63.1)                                             | 19.3 (66.7)                                             | 19.0 (66.2)                                             | 15.6 (60.1)                                             | 11.7 (53.1)                                             | 7.4 (45.3)                                              | 4.4 (39.9)                                              | 11.2 (52.2)                                             |
| 平均低温 °C（°F）                                       | 1.1 (34.0)                                              | 1.1 (34.0)                                              | 3.1 (37.6)                                              | 5.5 (41.9)                                              | 9.4 (48.9)                                              | 12.5 (54.5)                                             | 14.5 (58.1)                                             | 14.1 (57.4)                                             | 11.1 (52.0)                                             | 8.0 (46.4)                                              | 4.5 (40.1)                                              | 2.0 (35.6)                                              | 7.2 (45.0)                                              |
| 历史最低温 °C（°F）                                     | −19.8 (−3.6)                                            | −18.8 (−1.8)                                            | −16.7 (1.9)                                             | −5.8 (21.6)                                             | −1.7 (28.9)                                             | 1.2 (34.2)                                              | 2.7 (36.9)                                              | 4.5 (40.1)                                              | 0.0 (32.0)                                              | −4.8 (23.4)                                             | −8.9 (16.0)                                             | −16.1 (3.0)                                             | −19.8 (−3.6)                                            |
| 平均降水量 mm（）                                       | 72.2 (2.84)                                             | 65.9 (2.59)                                             | 60.1 (2.37)                                             | 52.7 (2.07)                                             | 67.7 (2.67)                                             | 78.6 (3.09)                                             | 78.9 (3.11)                                             | 85.2 (3.35)                                             | 67.5 (2.66)                                             | 67.4 (2.65)                                             | 68.3 (2.69)                                             | 89.1 (3.51)                                             | 853.7 (33.61)                                           |
| 平均降水天数（≥ 1.0 mm）                                | 13.3                                                    | 12.2                                                    | 11.7                                                    | 9.5                                                     | 10.7                                                    | 11.0                                                    | 10.8                                                    | 10.7                                                    | 9.9                                                     | 11.1                                                    | 12.7                                                    | 15.3                                                    | 138.8                                                   |
| 月均日照時數                                            | 61                                                      | 79                                                      | 130                                                     | 181                                                     | 203                                                     | 208                                                     | 214                                                     | 204                                                     | 159                                                     | 116                                                     | 67                                                      | 49                                                      | 1,670                                                   |
| 来源1：比利时皇家气象研究所                             |                                                         |                                                         |                                                         |                                                         |                                                         |                                                         |                                                         |                                                         |                                                         |                                                         |                                                         |                                                         |                                                         |
| 来源2：极端值                                           |                                                         |                                                         |                                                         |                                                         |                                                         |                                                         |                                                         |                                                         |                                                         |                                                         |                                                         |                                                         |                                                         |

### 自然生态

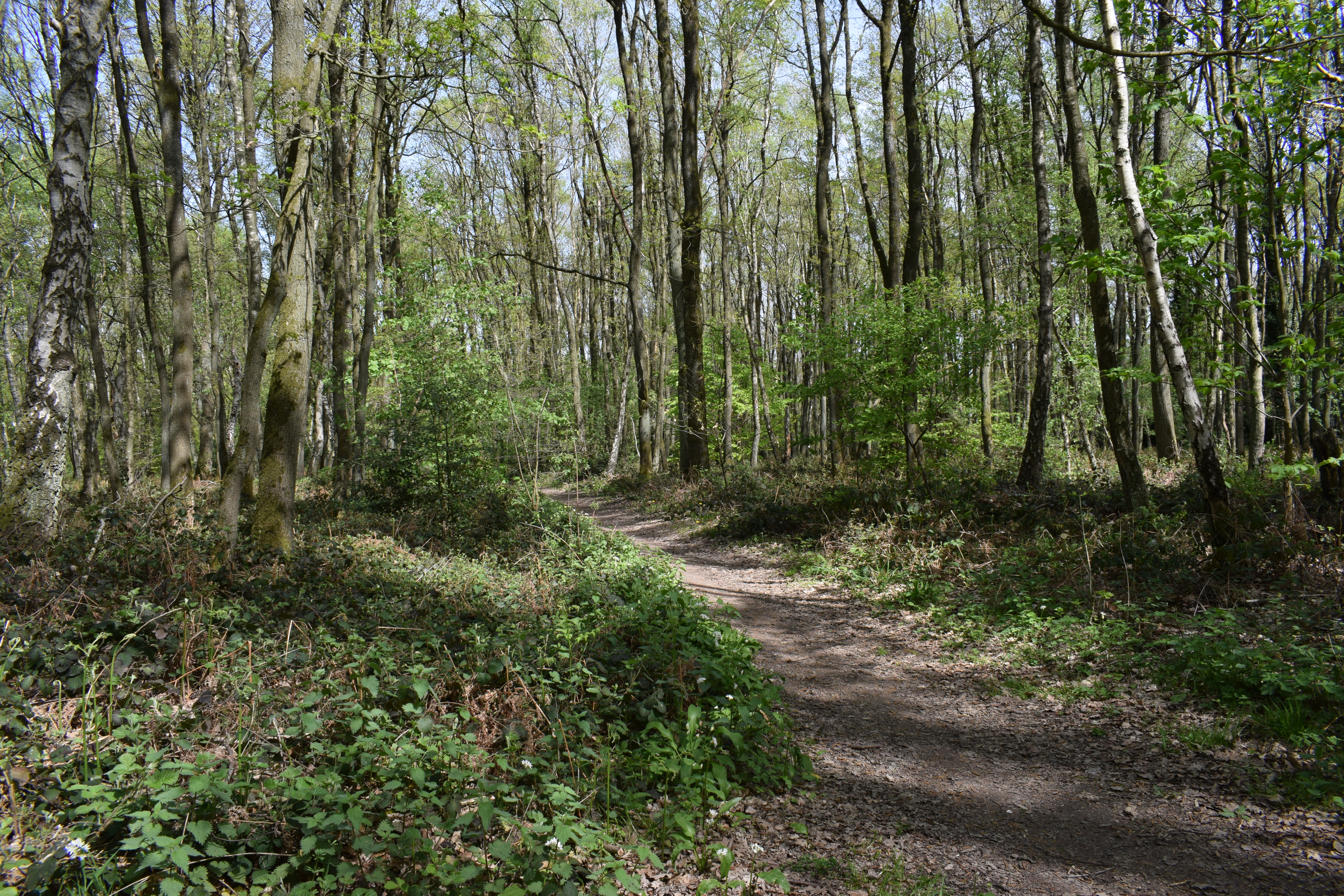
列日南部郊区的森林

列日属于大陆生物地理区域与大西洋生物地理区域交会地带。列日的森林主要分布于南部郊区，以亚自然古森林（Forêt ancienne subnaturelle）、古森林转针叶林（Transformation résineuse de forêt ancienne）、种植阔叶林（Boisement feuillu）和种植针叶林（Boisement résineux）为主。
在有关生物研究与保护的地点方面，列日有26个具有重大生物学意义的地点（SGIB）、1个具有科学意义的地下洞穴（CSIS）和2个核准自然保护区（RNA）。列日有1个Natura 2000保护区，主要分布于南部郊区森林的东北端，占市镇面积的1.2%。

### 自然灾害

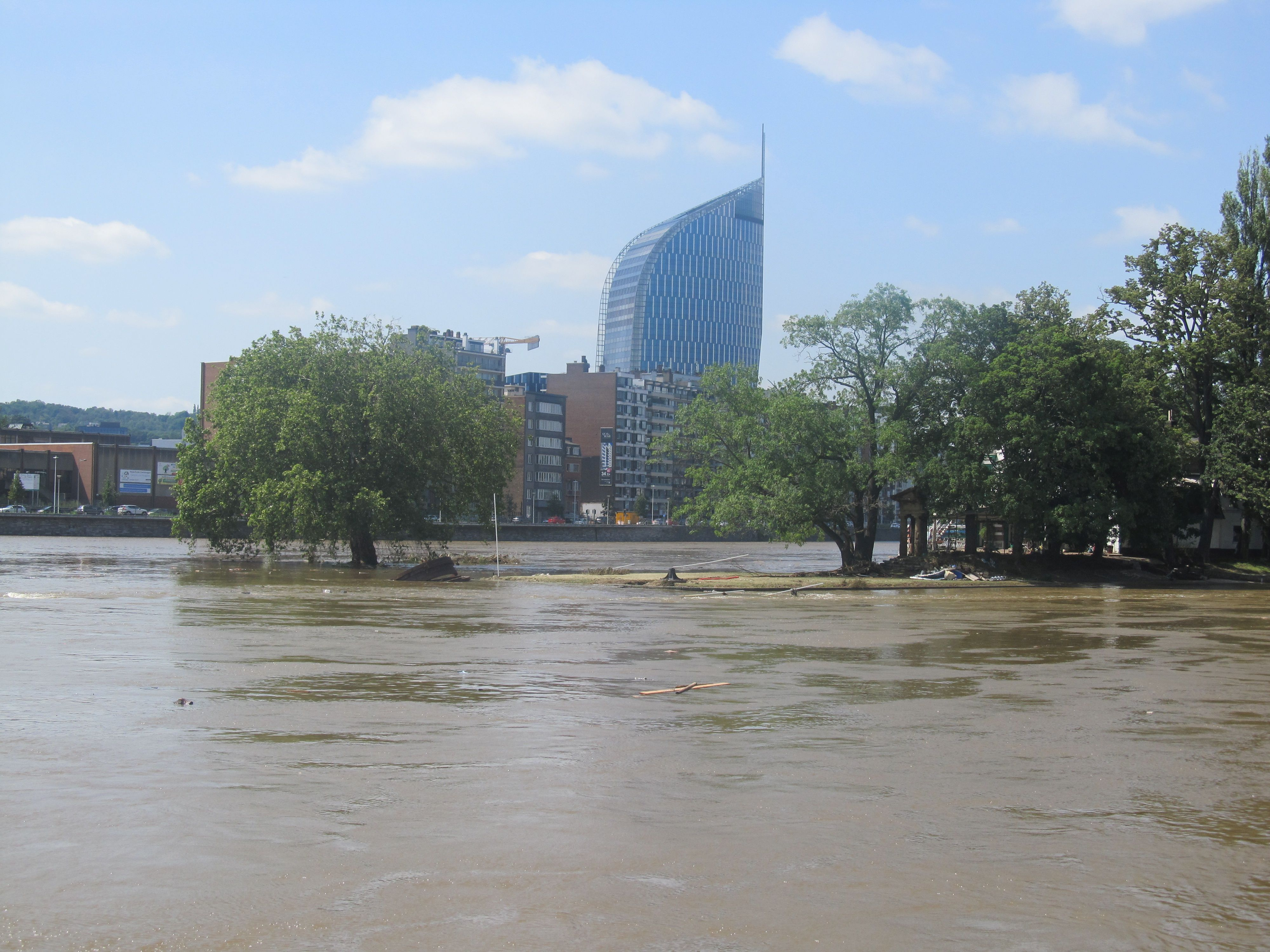
默兹河与乌尔特河水位上涨引发的洪水波及列日，2021年7月

##### 地震
在根据EC8规范所划定的地震活动性分区中，列日属于4级区。在700-1910年的有震感地震记录中，列日有15次记录。1983年11月8日凌晨，列日及周边地区发生了里氏4.9级地震，造成两人死亡，16000余所房屋受损。

#### 洪水
列日的洪水风险地区主要在默兹河与乌尔特河沿岸。2021年7月，比利时爆发洪水，列日亦受波及。7月15日，列日市政府要求所有位于默兹河与乌尔特河沿岸的居民撤离至安全地带。

## 区划
行政
列日是比利时瓦隆大区列日省列日区的一个市镇（享有城市称号），NIS编码62063。
今天的列日市镇于1977年1月1日由原列日与市镇昂格勒尔、布雷苏、谢内、格兰、格里沃涅、默兹河畔瑞皮耶、罗库尔、旺德尔外加属于市镇乌格雷的街区斯克莱桑以及其他临近市镇的部分地段合并而成。合并前的各市镇（含原列日）成为了今列日市镇的片区（section），斯克莱桑在合并前虽然不是独立市镇，但如今也视作列日的片区，同时也是列日的街区。
以下为列日各片区信息。需要注意的是，瓦隆尼亚-布鲁塞尔开放数据平台（Open Data Wallonie-Bruxelles）上的列日片区地图与之有出入，该地图中斯克莱桑并不是片区，而是列日片区的一部分，且各片区的边界也与下图有所不同。
| 列日各片区 | 列日各片区    | 列日各片区 | 列日各片区 |
| --- | ------------- | ---------- | ---------- |
| 列日 · Liège 昂格勒尔 · Angleur 布雷苏 · Bressoux 谢内 · Chênée 格兰 · Glain 格里沃涅 · Grivegnée 默兹河畔瑞皮耶 · Jupille-sur-Meuse 罗库尔 · Rocourt 斯克莱桑 · Sclessin 旺德尔 · Wandre |               |            |            |
| 片区名称 | 人口 (2015年) | 邮政编码   |            |
| 列日 Liège | 110111        | 4000, 4020 |            |
| 昂格勒尔 Angleur | 10217         | 4031       |            |
| 布雷苏 Bressoux | 12721         | 4020       |            |
| 谢内 Chênée | 9101          | 4032       |            |
| 格兰 Glain | 2670          | 4000       |            |
| 格里沃涅 Grivegnée | 20652         | 4030       |            |
| 默兹河畔瑞皮耶 Jupille-sur-Meuse | 10784         | 4020       |            |
| 罗库尔 Rocourt | 7584          | 4000       |            |
| 斯克莱桑 Sclessin | 6410          | 4000       |            |
| 旺德尔 Wandre | 6122          | 4020       |            |
| 人口来源：列日市政府文件 |               |            |            |

此外，列日也分为若干街区（quartier），以下为列日街区区划图。在与片区同名的街区中，谢内、格兰、瑞皮耶、斯克莱桑、罗库尔、旺德尔街区范围与同名片区相同，昂格勒尔、布雷苏、格里沃涅街区范围则为同名片区减去片区内其他街区的剩余部分。在部分资料中，个别相邻的两街区会被并称为一个街区。
| 列日各街区 | 列日各街区               | 列日各街区 | 列日各街区            | 列日各街区 | 列日各街区                   | 列日各街区 |
| ---------- | ------------------------ | ---------- | --------------------- | ---------- | ---------------------------- | ---------- |
|            |                          |            |                       |            |                              |            |
| 编号       | 街区名称                 | 编号       | 街区名称              | 编号       | 街区名称                     |            |
| 1          | 阿梅克尔 Amercœur        | 10         | 格兰 Glain            | 19         | 罗库尔 Rocourt               |            |
| 2          | 昂格勒尔 Angleur         | 11         | 格里沃涅 Grivegnée    | 20         | 圣洛朗 Saint-Laurent         |            |
| 3          | 布瓦德布勒 Bois-de-Breux | 12         | 吉耶曼 Guillemins     | 21         | 圣玛格丽特 Sainte-Marguerite |            |
| 4          | 布雷苏 Bressoux          | 13         | 瑞皮耶 Jupille        | 22         | 圣瓦尔比热 Sainte-Walburge   |            |
| 5          | 比朗维尔 Burenville      | 14         | 坎康普瓦 Kinkempois   | 23         | 萨尔蒂尔曼 Sart Tilman       |            |
| 6          | 中央 Centre              | 15         | 拉沃 Laveu            | 24         | 斯克莱桑 Sclessin            |            |
| 7          | 谢内 Chênée              | 16         | 隆多 Longdoz          | 25         | 蒂耶阿列日 Thier-à-Liège     |            |
| 8          | 宽特 Cointe              | 17         | 北部 Nord             | 26         | 韦讷 Vennes                  |            |
| 9          | 德鲁瓦克斯 Droixhe       | 18         | 乌特勒默兹 Outremeuse | 27         | 旺德尔 Wandre                |            |

在街区之下亦有若干分街区（sous-quartier），如阿梅克尔街区的科尔尼永，中央街区的阿夫鲁瓦、皮耶勒斯和圣吉勒，北部街区的科龙默兹和圣莱奥纳尔，韦讷街区的费蒂讷以及跨圣瓦尔比热和圣玛格丽特两个街区的奈梅特-奥韦蒙。亦存在一些不算街区或分街区的小地方，即称地（lieu-dit），如中央街区的勒卡雷、费龙斯特雷和城堡外、拉丁区和莱泰拉斯。
邮政与电信
列日邮政编码为4000、4020、4030、4031、4032，其中格兰、罗库尔、斯克莱桑片区为4000，布雷苏、默兹河畔瑞皮耶、旺德尔片区为4020，列日片区为4000和4020，格里沃涅片区为4030，昂格勒尔片区为4031，谢内片区为4032。列日电话区号为04。
立法与司法
在选举方面，列日属于法语选举团（歐洲議會選舉）、列日选区（联邦选举）、列日选区（瓦隆尼亚议会选举）、列日省级选区（省议会选举）和列日选举县（Canton de Liège，市镇级以上选举时各选区的细分选区）。
在司法方面，列日属于列日司法区。
警务与救援
在警务方面，列日属于列日警区。
在消防救援方面，列日属于列日IILE-SRI救援区。
其他
比利时统计局将领土划分为若干统计区（secteur statistique）以便统计，列日市镇划分为184个统计区；瓦隆评估、预测和统计研究所（IWEPS）将瓦隆大区领土划分为若干统计街区（quartier statistique），列日市镇划分为81个统计街区。
为进行水务管理，瓦隆大区划分为4个水务区（district）和若干个小水务区（secteur），列日属于列日水务区（district de Liège）。
比利时划分为14个农业区，列日属于草原地区（Région herbagère，市镇大部）农业区与泥泞地区（Région limoneuse，市镇西北部罗库尔）农业区。瓦隆大区划分为9个农业地理区（Zones agro-géographiques），列日市镇大部不属于任何农业地理区，北部属于埃斯拜（Hesbaye）农业地理区，东北角属于埃沃地区（Pays de Herve）农业地理区，南部属于孔德罗（Condroz）农业地理区。
在宗教方面，列日属于天主教列日教区和列日總鐸區。
与比利时其他所有地区一样，列日的时区为UTC+01:00、UTC+02:00（夏令时）。

## 政治

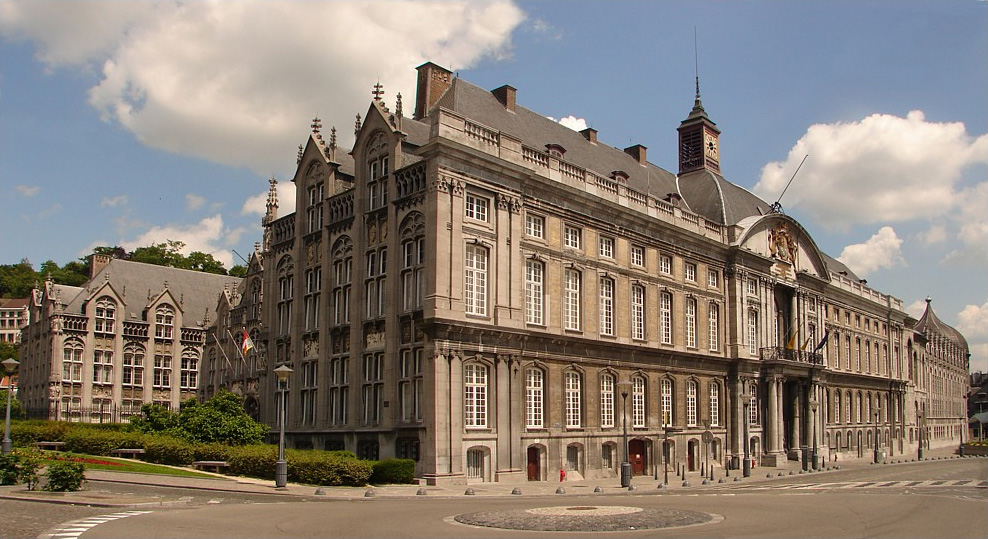
列日采邑主教宫，今列日司法大楼与列日省政府大楼

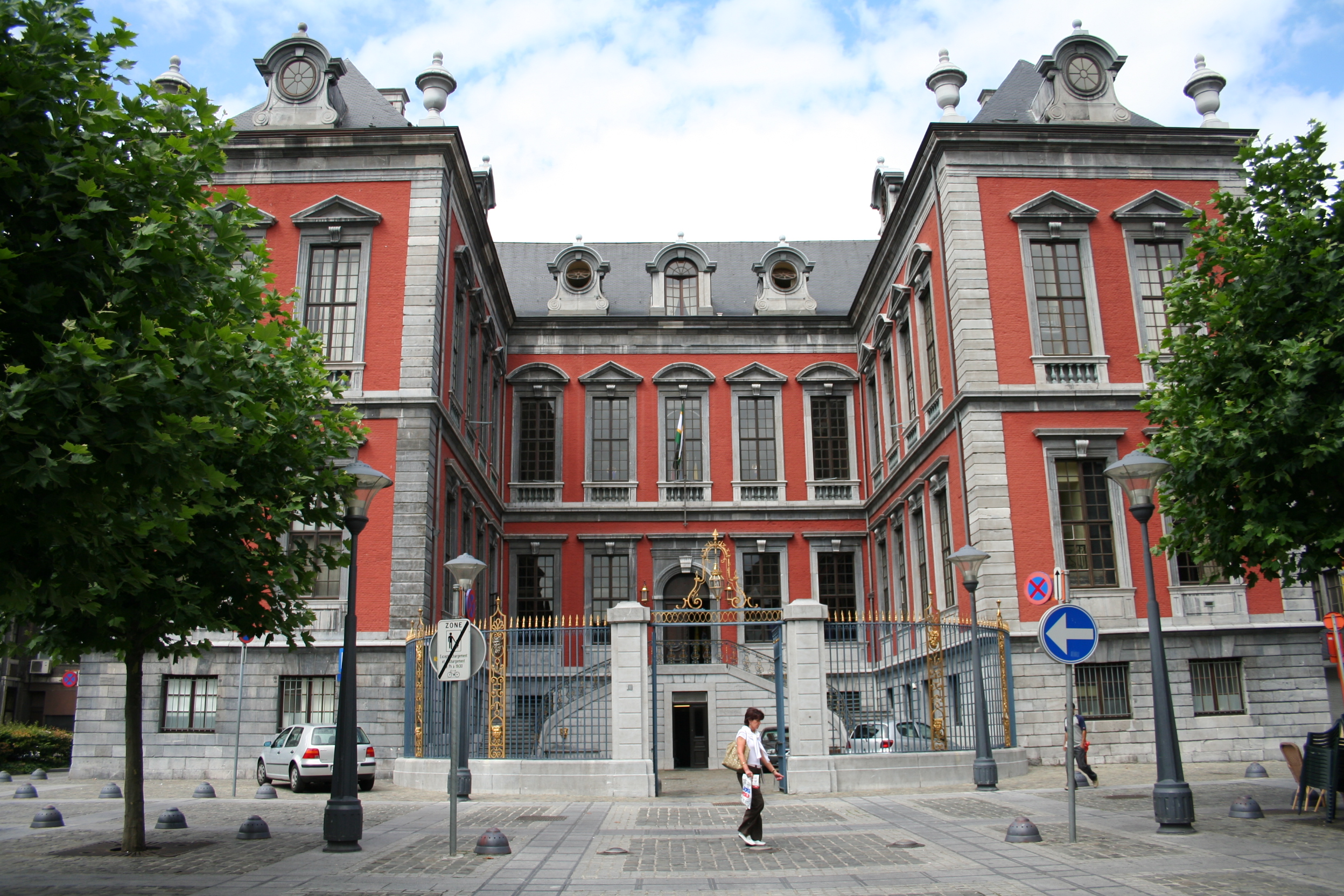
列日市政厅

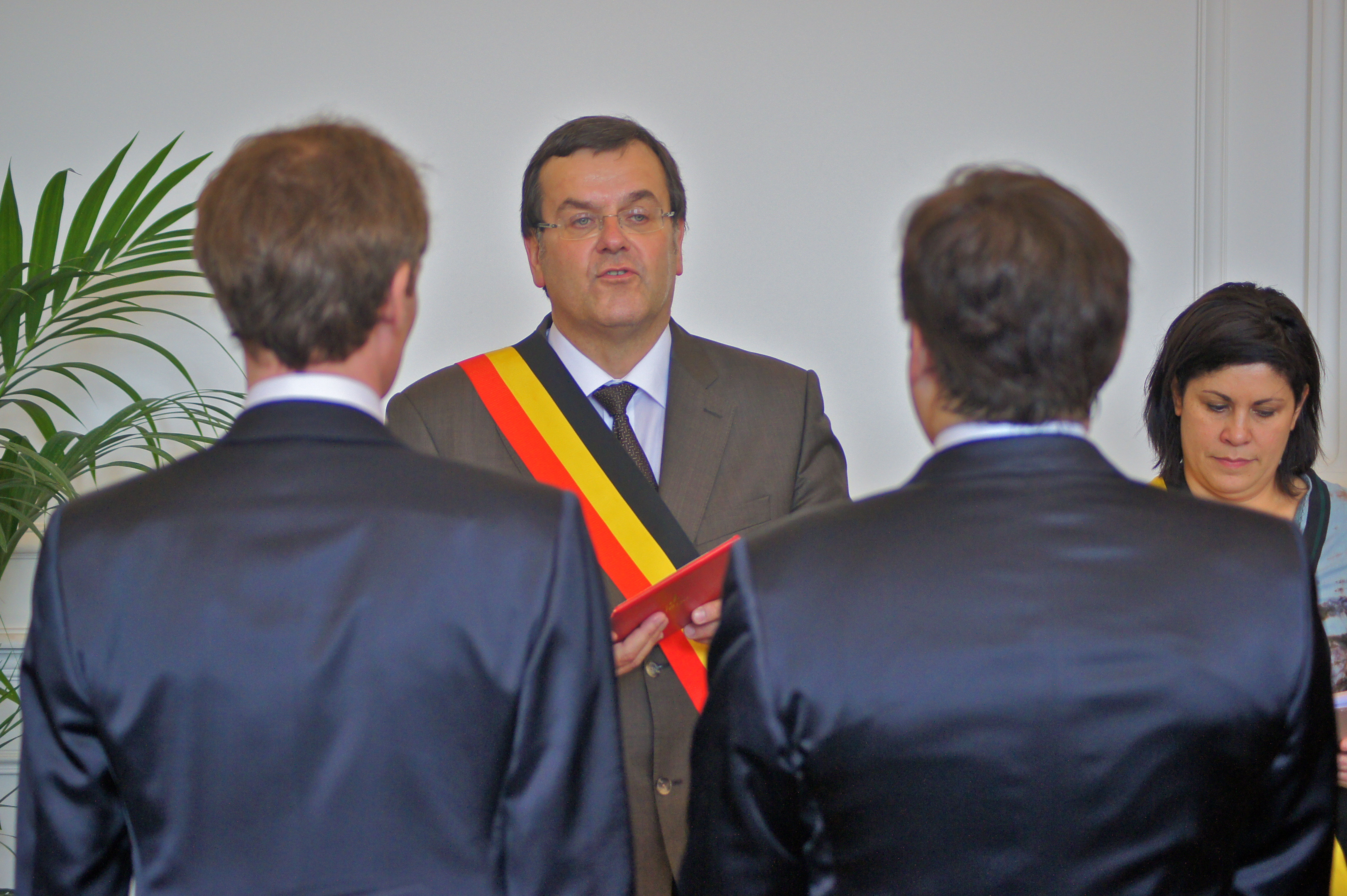
市长维利·德梅耶

列日是比利时瓦隆大区列日省列日区的一个市镇，也是列日省的省会与列日区的区府。在比利时三个社群中，列日属于比利时法语社群。
在歐洲議會選舉方面，列日属于法语选举团，选举歐洲議會議員。在联邦选举方面，列日属于列日选区，选举众议员。在瓦隆尼亚议会选举方面，列日属于列日选区，选举瓦隆尼亚议会议员。在省议会选举方面，列日属于列日省级选区，选举列日省议员。此外，比利时分为210个选举县，用作市镇级以上选举时各选区的细分选区，列日属于列日选举县（Canton de Liège）。
| 层级     | 层级     | 超國家                    | 国家           | 国家           | 社群         | 大区             | 省             | 区     | 市镇           |
| -------- | -------- | ------------------------- | -------------- | -------------- | ------------ | ---------------- | -------------- | ------ | -------------- |
| 区划     | 区划     | 欧盟                      | 比利时         | 比利时         | 法语社群     | 大区             | 列日省         | 列日区 | 列日           |
| 行政机构 | 行政机构 | 欧盟委员会                | 比利時聯邦政府 | 比利時聯邦政府 | 法语社群政府 | 瓦隆政府         | 列日省理事会   | 无     | 列日市镇理事会 |
| 立法     | 议会     | 欧洲议会                  | 众议院         | 众议院         | 法语社群议会 | 瓦隆尼亚议会     | 列日省议会     | 无     | 列日市议会     |
| 立法     | 选区     | 法语地区选区 (法语选举团) | 列日选区       | 列日选区       | 无           | 列日选区         | 列日省级选区   | 无     | 列日           |
| 立法     | 选举     | 歐洲議會選舉              | 联邦选举       | 联邦选举       | 无           | 瓦隆尼亚议会选举 | 列日省议会选举 | 无     | 列日市议会选举 |

### 市镇政治
列日市议会负责管理所有与市镇利益相关的事务，并审议上级机关提交的其他事项。2019-2024年列日市议会由49名成员组成：市长、议会主席、8名市政官和39名市议员，分属社会党（PS）、革新运动为列日（MR pour Liège，革新运动党在列日的分支）、比利时工人党（PTB）、热烈绿色（Vert ardent，生态党在列日的分支）、行动者（Les Engagés）、韦加政治合作（VEGA）和民主联邦独立（DéFI）七个党派，其中社会党和革新运动为执政党。
列日市镇理事会为列日的市镇行政机构，由市长、社会福利公共中心（CPAS）主席和8名市政官组成，负责市镇日常管理，执行市议会的决议与上级机关颁布的法令。
列日的现任市长为维利·德梅耶（Willy Demeyer）先生，所属党派为社会党。
| 2019-2024年列日市议会 | 2019-2024年列日市议会 | 2019-2024年列日市议会 |
| 党派                  | 党派                  | 席位                  |
| --------------------- | --------------------- | --------------------- |
|                       | PS                    | 17 / 49               |
|                       | MR (MR pour Liège)    | 10 / 49               |
|                       | PTB                   | 9 / 49                |
|                       | Ecolo (Vert ardent)   | 8 / 49                |
|                       | Les Engagés           | 3 / 49                |
|                       | VEGA                  | 1 / 49                |
|                       | DéFI                  | 1 / 49                |

| 列日市镇委员会                                       |            |               |
| 姓名                                                 | 职务       | 党派          |
| 维利·德梅耶 Willy DEMEYER                            | 市长       | PS            |
| 克里斯蒂娜·德弗雷涅 Christine DEFRAIGNE              | 首席市政官 | MR pour Liège |
| 玛吉·耶尔纳 Maggy YERNA                              | 市政官     | PS            |
| 朱莉·费尔南德斯·费尔南德斯 Julie FERNANDEZ FERNANDEZ | 市政官     | PS            |
| 吉勒·福雷 Gilles FORET                               | 市政官     | MR pour Liège |
| 罗兰·莱昂纳尔 Roland LEONARD                         | 市政官     | PS            |
| 让·皮埃尔·于普康斯 Jean Pierre HUPKENS               | 市政官     | PS            |
| 伊丽莎白·弗雷蓬 Elisabeth FRAIPONT                   | 市政官     | MR pour Liège |
| 穆罕默德·艾多杜 Mehmet AYDOGDU                       | 市政官     | PS            |
| 让-保罗·邦让 Jean-Paul BONJEAN                       | CPAS主席   | PS            |

### 历任市长
以下为20世纪以来列日历任市长列表：
| 列日历任市长                           |             |               |
| 市长                                   | 任期        | 党派          |
| 古斯塔夫·克莱尔 Gustave Kleyer         | 1900—1921年 | Parti Libéral |
| 埃米尔·迪涅夫 Émile Digneffe           | 1921—1927年 | Parti Libéral |
| 格扎维埃·纳让 Xavier Neujean           | 1927—1940年 | Parti Libéral |
| 约瑟夫·博洛涅 Joseph Bologne           | 1940—1945年 | PSB           |
| 保罗·格吕瑟兰 Paul Gruselin            | 1945—1958年 | PSB           |
| 奥古斯特·比瑟雷 Auguste Buisseret      | 1958—1963年 | PLP           |
| 莫里斯·德特奈 Maurice Destenay         | 1963—1973年 | PLP           |
| 夏尔·巴伊 Charles Bailly               | 1973—1976年 | PS            |
| 爱德华·克洛斯 Édouard Close            | 1976—1990年 | PS            |
| 亨利·施利茨 Henri Schlitz              | 1990—1995年 | PS            |
| 让·莫里斯·德乌斯 Jean-Maurice Dehousse | 1995—1999年 | PS            |
| 维利·德梅耶 Willy Demeyer              | 1999年至今  | PS            |

### 选举结果
以下为1976年-2018年列日市议会选举结果：
| 1976年-2018年列日市议会选举结果 |                                                      |                |                |                |                |               |               |               |               |               |               |               |               |                |                |                |                |
| 党派                            | 党派                                                 | 1976年10月10日 | 1976年10月10日 | 1976年10月10日 | 1976年10月10日 | 1988年10月9日 | 1988年10月9日 | 1994年10月9日 | 1994年10月9日 | 2000年10月8日 | 2000年10月8日 | 2006年10月8日 | 2006年10月8日 | 2012年10月14日 | 2012年10月14日 | 2018年10月14日 | 2018年10月14日 |
| 得票率 / 席位                   | 得票率 / 席位                                        | %              | 51             | %              | 51             | %             | 51            | %             | 49            | %             | 49            | %             | 49            | %              | 49             | %              | 49             |
|                                 | PS1 / RPSWA                                          | 371            | 21'            | 40.75A         | 23'            | 40.081        | 23'           | 32.551        | 18'           | 34.831        | 20'           | 37.971        | 21'           | 37.951         | 22'            | 30.741         | 17             |
|                                 | RW1 / RPSWA / RWF2                                   | 14.491         | 7              | 40.75A         | 23'            | 0.91          | 0             | -             |               | 0.63          | 0             | -             |               | -              |                | -              |                |
|                                 | PSC1 / UPLB / cdH2                                   | 25.141         | 14             | 36.52B         | 21             | 18.441        | 10            | 21.781        | 12            | 19.511        | 10            | 14.362        | '7'           | 14.012         | '7'            | 6.762          | 3              |
|                                 | RLL1 / UPLB / PRL2 / PRL-MCC3 / MR4 / MR pour Liège5 | 13.871         | 7              | 36.52B         | 21             | 21.662        | 12            | 19.712        | 10            | 21.263        | 11            | 26.064        | 14            | 21.194         | 11             | 17.965         | '10            |
|                                 | ECOLO1 / Vert Ardent2                                | -              |                | 11.661         | 6              | 11.321        | 6             | 11.111        | 5             | 15.431        | 8             | 12.231        | 6             | 12.231         | 6              | 14.752         | 8              |
|                                 | PTB1/PTB+2                                           | 0.261          | 0              | 0.231          | 0              | 0.341         | 0             | 0.641         | 0             | -             |               | 1.452         | 0             | 6.412          | 2              | 16.321         | 9              |
|                                 | AGIR                                                 | -              |                | -              |                | -             |               | 6.18          | 2             | -             |               | -             |               | -              |                | 1.49           | 0              |
|                                 | VEGA                                                 | -              |                | -              |                | -             |               | -             |               | -             |               | -             |               | 3.6            | 1              | 4.53           | 1              |
|                                 | DéFI                                                 | -              |                | -              |                | -             |               | -             |               | -             |               | -             |               | -              |                | 3.61           | 1              |
|                                 | FN1 / Front-Nat.2                                    | -              |                | -              |                | 0.891         | 0             | 51            | 2             | 3.181         | 0             | 4.192         | 1             | -              |                | -              |                |
|                                 | PCB1/PC2                                             | 5.781          | 2              | 4.431          | 1              | 3.042         | 0             | -             |               | -             |               | 1.282         | 0             | -              |                | -              |                |
|                                 | 其他*                                                | 3.46           | 0              | 6.4            | 0              | 3.31          | 0             | 3.03          | 0             | 5.18          | 0             | 2.46          | 0             | 4.6            | 0              | 3.84           | 0              |
| 总票数                          | 总票数                                               | 141245         | 141245         | 127107         | 127107         | 115026        | 115026        | 105839        | 105839        | 106062        | 106062        | 113127        | 113127        | 105167         | 105167         | 107269         | 107269         |
| 投票率 %                        | 投票率 %                                             |                |                |                |                | 87.52         | 87.52         | 84.27         | 84.27         | 83.77         | 83.77         | 86.87         | 86.87         | 80.28          | 80.28          | 81.16          | 81.16          |
| 空白票和无效票比率 %            | 空白票和无效票比率 %                                 | 4.4            | 4.4            | 6.4            | 6.4            | 6.52          | 6.52          | 5.42          | 5.42          | 5.79          | 5.79          | 5.47          | 5.47          | 6.57           | 6.57           | 8.14           | 8.14           |

## 经济

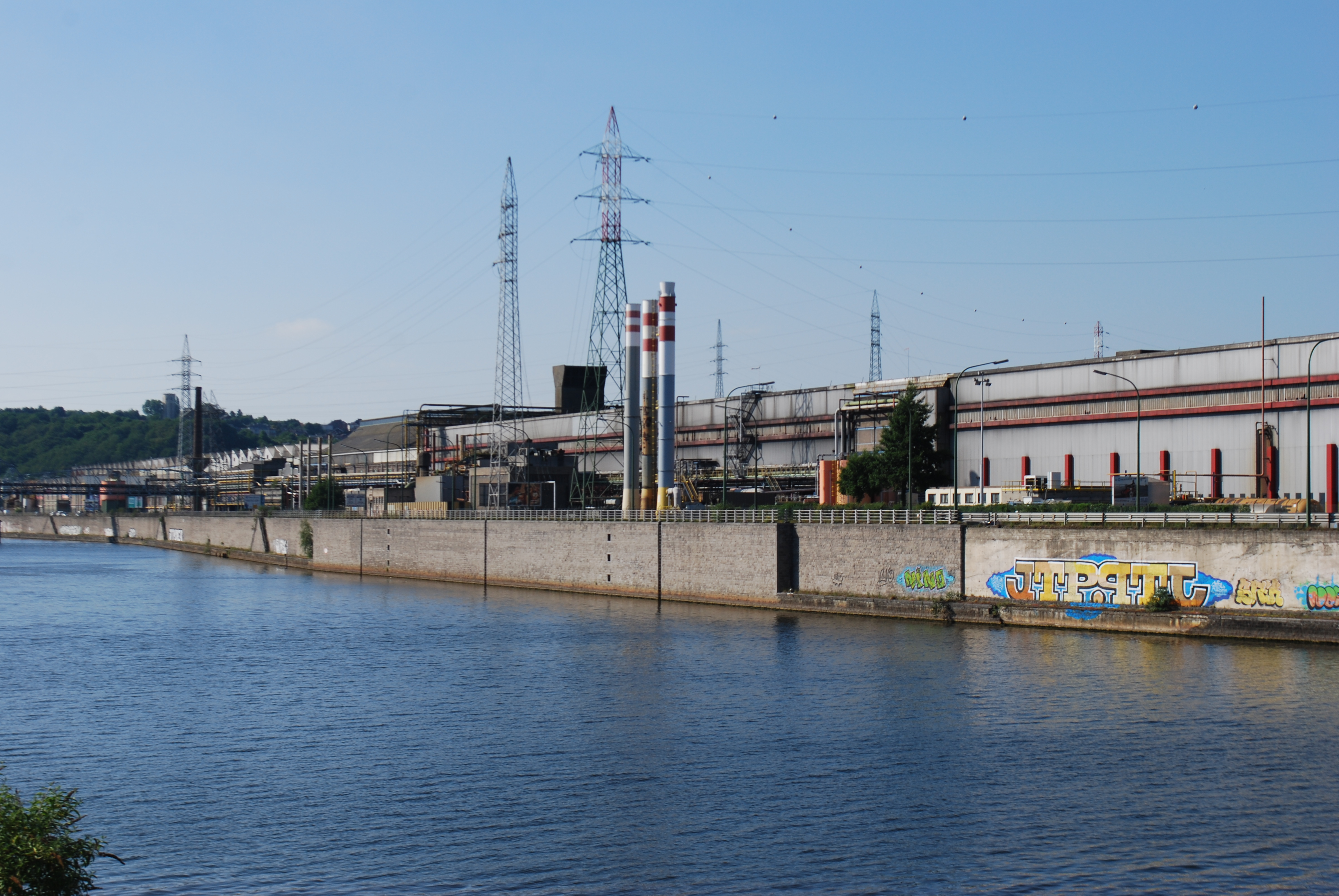
默兹河畔的工厂

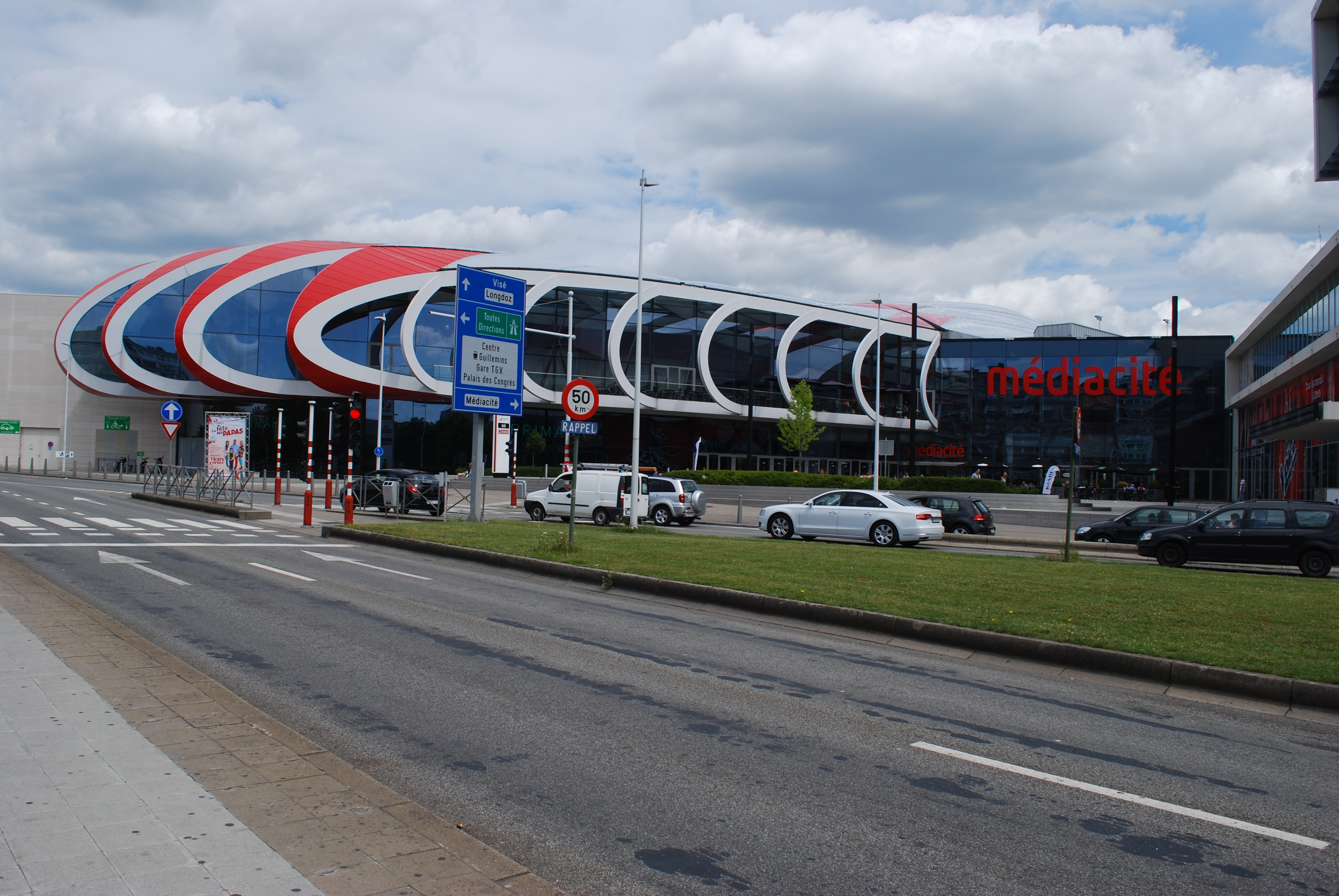
媒体城 (列日)

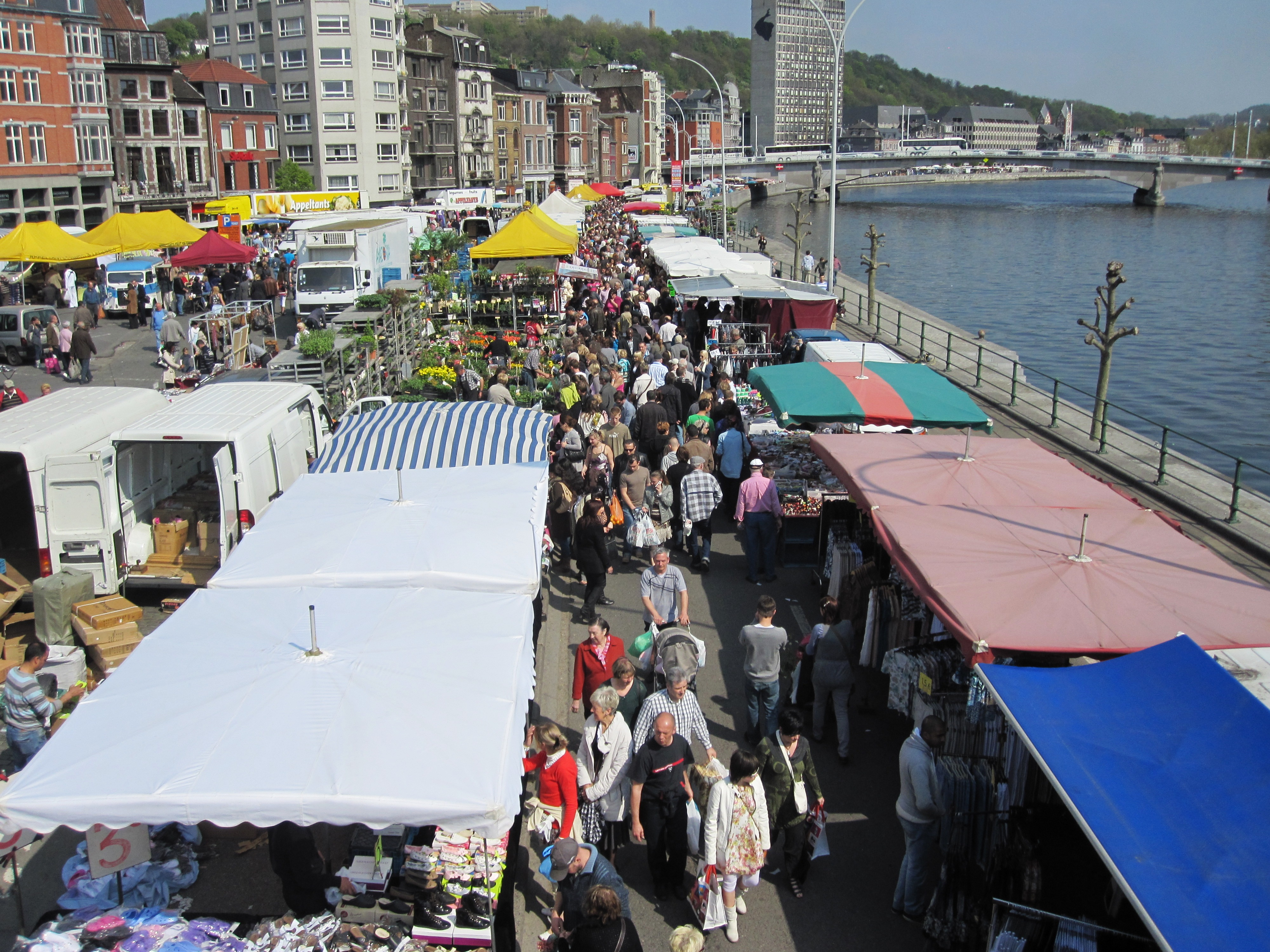
拉巴特市场

列日是瓦隆大区的经济首都，列日区的GDP占整个瓦隆大区的20%。12世纪，列日发现煤矿并开采。14世纪，武器制造行业在列日兴起。由于水路和煤田的区位优势，19世纪列日工业迅猛发展，高炉和重工业企业在默兹河畔拔地而起。1939年，连接默兹河和斯海尔德河的阿尔贝运河建成，彼时列日成为欧洲第二大内陆港。但自20世纪60年代年起，列日第二产业走向衰落，逐渐被第三产业取代。今天，列日经济呈多元化发展。

### 商业
列日市中心有多条商业街，众多商铺与餐馆坐落其中。列日步行街是比利时最古老的步行区之一，其历史可以追溯到1965年，如今涵盖街道60条，总计6千米，是瓦隆尼亚和默兹-莱茵欧洲跨境地区最大的步行街。此外，列日有三家大型购物中心：市中心的圣朗贝尔百货、韦讷街区的列日美丽岛与隆多街区的媒体城。
拉巴特市场是当地的周日市场，位于默兹河左岸，其历史可以追溯到1561年，是比利时最古老的市场；每年有4-5万游客，是欧洲最大的市场之一。

### 企业
众多工业、科技、食品企业云集于此，列日及周边地区的知名企业有瑞皮莱尔啤酒、埃斯塔勒国营工厂、EVS广播设备、赛峰航天推进器公司和Eurogentec等。
2021年，列日缴纳增值税的企业有13001家，其中制造业企业626家（占比4.8%），建筑企业1098家（占比8.4%），机动车销售维修企业2498家（占比19.2%），住宿餐饮企业1221家（占比9.4%），信息通信企业744家（占比5.7%），科技企业3199家（占比24.6%），行政和支助活动企业585家（占比4.5%），艺术、娱乐、休闲企业568家（占比4.4%），其他服务企业826家（占比6.4%），其他企业1636家（占比12.6%）。2022年，列日有198家企业破产。

### 居民收入
2020年，列日居民人均收入为15882欧元，与上一年相比增加3%，低于比利时（19671欧元）、瓦隆大区（18518欧元）与列日省（18233欧元）。2020年，列日报税人数111858人，与上一年相比减少0.7%。报税者收入中位数为21126欧元，收入平均数为27872欧元，均低于瓦隆大区（24808欧元和32978欧元）。

### 就业情况
2019年，列日15-64岁人口（劳动适龄人口）130007人，其中劳动人口85098人，非劳动人口44910人。2020年，列日15-64岁人口失业率为13.9%，高于比利时（5.6%）、瓦隆大区（7.4%）与列日省（8.1%）。2022年，列日15-64岁人口行政失业率（taux de chômage administratif）为23.0%，高于瓦隆大区（12.8%）。
2021年，列日有酬工作岗位中，工业占比6.0%，农林渔业占比0.0%，建筑业占比2.0%，贸易、运输、餐饮业占比15.8%，信息通信业占比2.2%，金融保险业占比3.2%，房地产业占比0.7%，专业与行政机构占比14.2%，行政、国防、教育、卫生、社会工作占比51.7%。自雇人士中，自由职业占比43.9%，农渔业占比1.8%，工业与手工业占比16.6%，贸易与服务业占比36.5%，其他行业占比1.2%。

### 财政
2023年，列日预测财政收入为684,667,269.34欧元，预测财政支出为677,892,772.24欧元，年末预测预算结余6,774,497.10欧元。

## 军事
列日省军事指挥部（Commandement Militaire de la Province de Liège）位于列日圣洛朗街区，其负责民政当局与比利时国防部之间的合作。

## 人口

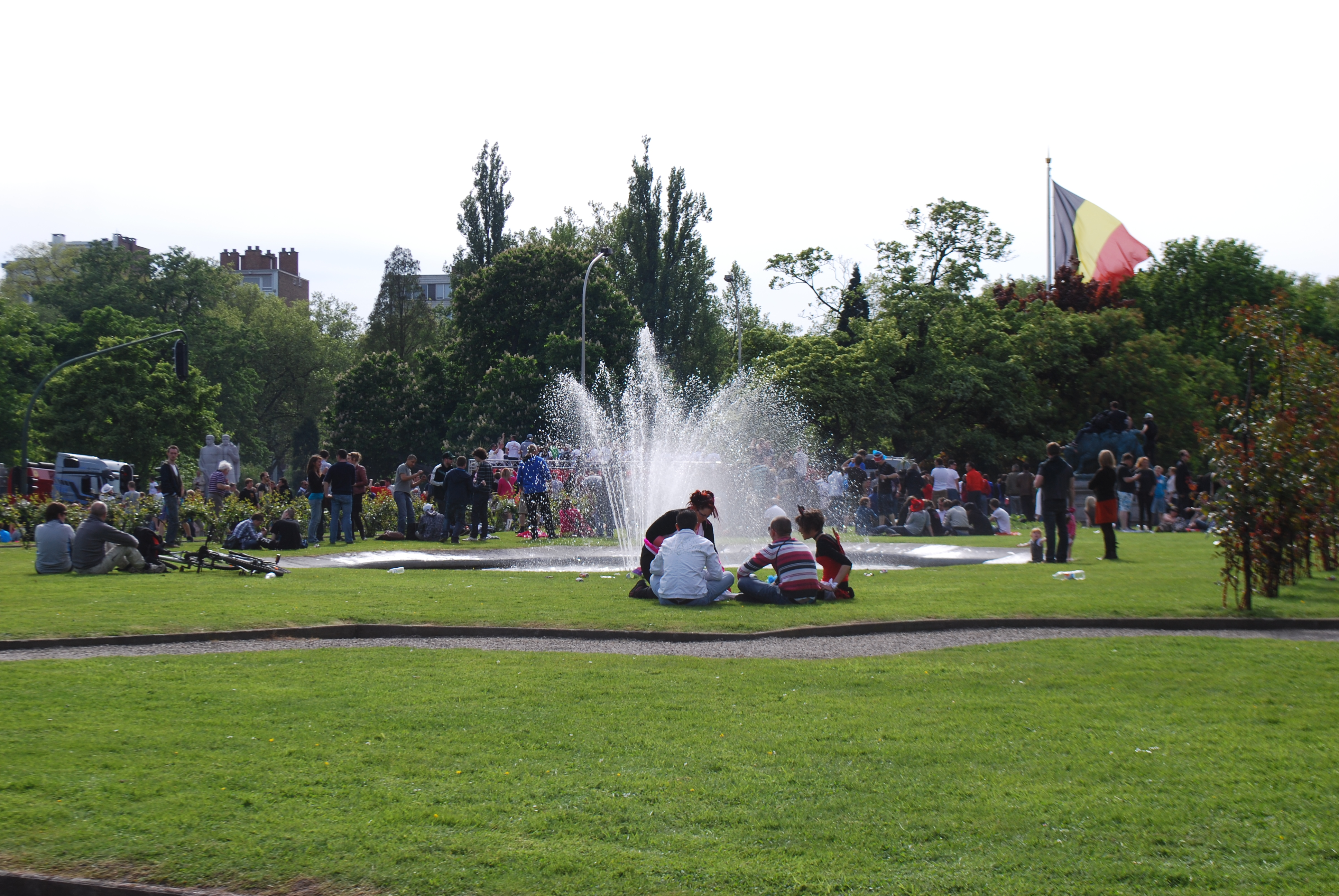
列日莱泰拉斯的民众

2022年，列日人口195278人，在比利时所有市镇中排名第4位，其中男性96824人（占比49.6%），女性98454人（占比50.4%），外籍人口38236人（占比19.58%，其中欧盟人口9.34%，非欧盟人口10.24%），人口密度2844.5人/km²，人口平均年龄40.6岁。
2022年，列日境内出生2186人（1164名男婴，1022名女婴），死亡2082人。2021年，列日粗出生率为11.2‰，人口增长率为1.40%，均高于瓦隆大区（10.0‰和0.39%）。2012-2022年，列日人口增长率为-0.15%（比利时为4.97%）。

### 人口结构
在人口结构方面，2023年列日18岁以下人口37898人（占比19.4%，其中男性19278人，女性18620人），18-64岁人口122635人（占比62.78%，其中男性62896人，女性59739人），65岁以上人口34813人（占比17.82%，其中男性14700人，女性20113人；百岁及以上人瑞59人，其中男性8人，女性51人）。

### 外籍人口
2022年列日外籍人口中，喀麦隆籍有1307人（占比3.4%），刚果民主共和国籍1296人（占比3.4%），西班牙籍2997人（占比7.8%），法国籍4474人（占比11.7%），摩洛哥籍3671人（占比9.6%），罗马尼亚籍1427人（占比3.7%），土耳其籍1080人（占比2.8%），意大利籍6504人（占比17.0%），其他亚洲国家籍1274人（占比3.3%），其他籍14206人（占比37.2%）。

### 住户类型
在住户类型方面，2022年列日有子女的已婚伴侣11678户（占比11.8%），无子女的已婚伴侣9498户（占比9.6%），有子女的未婚伴侣5514户（占比5.6%），无子女的未婚伴侣5676户（占比5.7%），单亲家庭11922户（占比12.0%），一人户52373户（占比52.7%），其他类型住户2539户（占比2.6%）。
外籍人口
列日市镇人口变化图
1977年市镇合并前的原列日人口变化图
住户类型
| 男性  | 年龄  | 女性  |
| ----- | ----- | ----- |
| 8     | 100+  | 38    |
| 88    | 95-99 | 320   |
| 462   | 90-94 | 1,152 |
| 1,159 | 85-89 | 2,137 |
| 1,724 | 80-84 | 2,774 |
| 2,596 | 75-79 | 3,660 |
| 3,903 | 70-74 | 4,798 |
| 4,573 | 65-69 | 5,170 |
| 5,694 | 60-64 | 5,630 |
| 6,045 | 55-59 | 5,892 |
| 6,256 | 50-54 | 5,549 |
| 6,425 | 45-49 | 5,674 |
| 6,566 | 40-44 | 6,014 |
| 7,144 | 35-39 | 6,648 |
| 8,156 | 30-34 | 7,500 |
| 8,324 | 25-29 | 8,047 |
| 6,430 | 20-24 | 6,725 |
| 5,023 | 15-19 | 5,066 |
| 5,394 | 10-14 | 5,192 |
| 5,450 | 5-9   | 5,265 |
| 5,404 | 0-4   | 5,203 |

## 交通

列日交通网络

列日交通运输发达，是重要的货运枢纽，且与中资企业有着密切的合作。此外，列日也有着丰富的交通出行方式可供选择。

### 公路

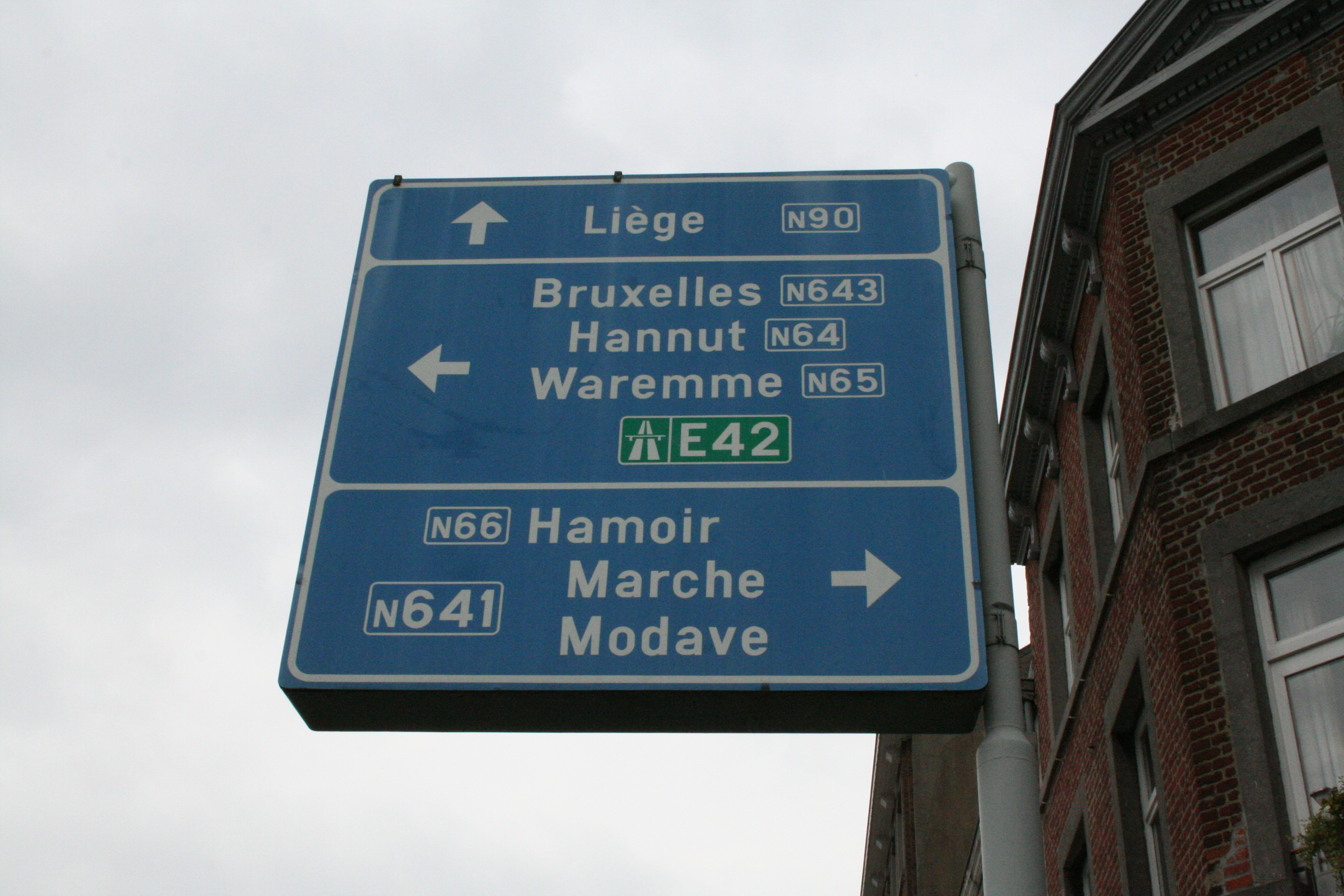
指路标志，国道90号 (比利时)国道通向列日

列日位于数条高速公路的交会处：E25、E40、E42和E313。
在经过列日的主要国道中，属于第一公路网（premier réseau）的有N3，属于第二公路网（deuxième réseau）的有N20、N30和N90，属于第三公路网（troisième réseau）的有N61和N63，属于第四公路网（quatrième réseau）的有N633、N637和N653。
列日有数条隧道，如宽特隧道、分流运河下方隧道、斯克莱桑隧道和奥尔洛隧道。
2005年，列日境内的铺面道路共计766.8千米，其中高速公路17.9千米，大区道与省道116.2千米，市道632.7千米。

### 铁路

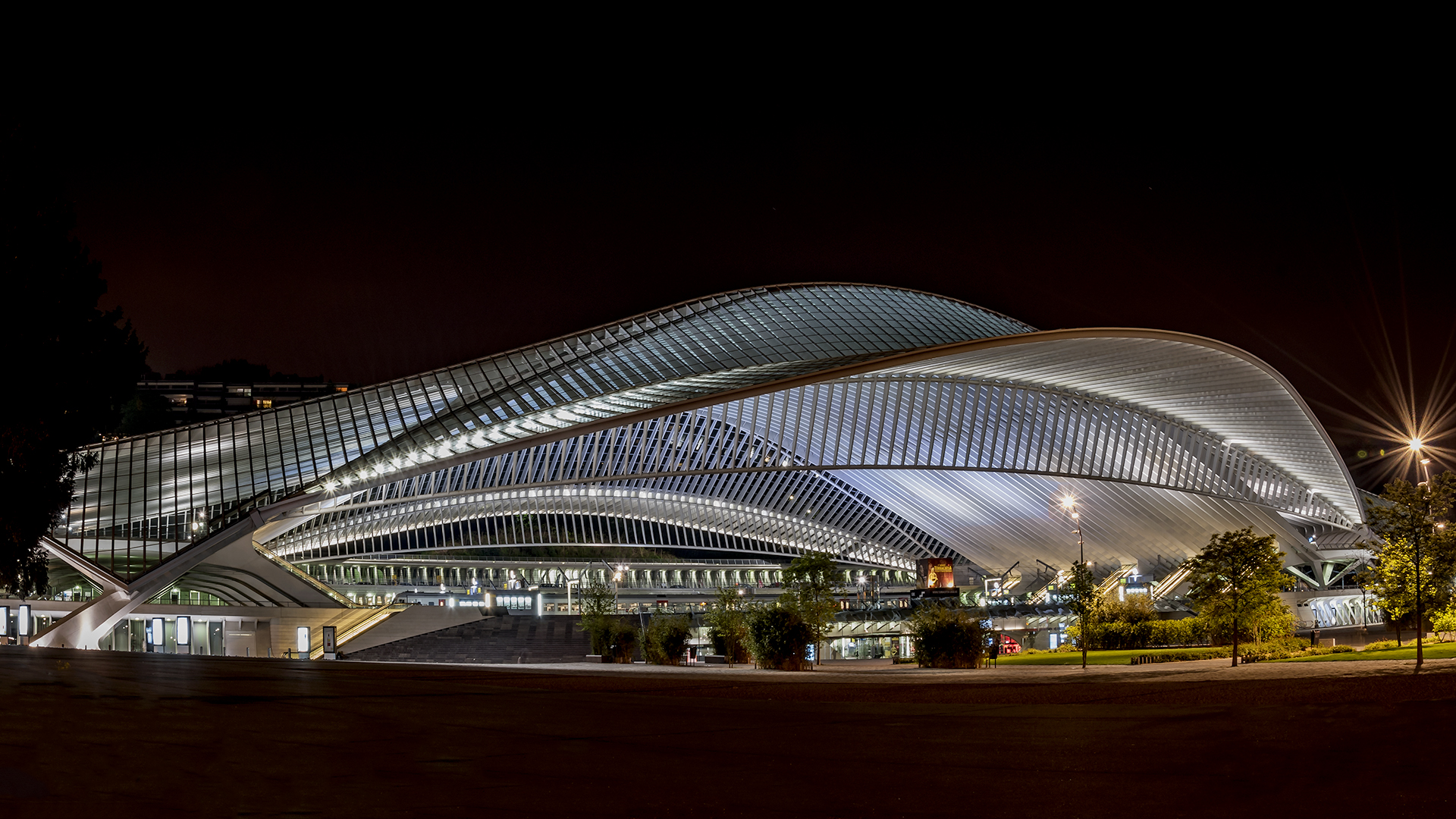
夜间的列日吉耶曼站

列日位于比利时34、36、37、40、43和125号铁路的交汇处，可前往布鲁塞尔、那慕尔、蒙斯、鲁汶、哈瑟尔特、维塞、马尔什昂法梅讷、亚琛、马斯特里赫特等比利时国内外城市。
列日吉耶曼站、列日卡雷站和列日圣朗贝尔站是列日主要的三个铁路车站，此外该市还有昂格勒尔站、布雷苏站、谢内站、坎康普瓦站和斯克莱桑站五个小型铁路车站。吉耶曼站是该国最重要的交通枢纽之一，也是欧洲高速铁路网的重要节点，大力士高速列车（Thalys）与德国铁路旗下的城際快車（ICE）服务于此。2006年，吉耶曼站是瓦隆大区第三繁忙的铁路车站，每天接待16000名乘客。2009年，由西班牙建筑师聖地牙哥·卡拉特拉瓦设计的新吉耶曼火车站落成，被CNN评为五座值得一停的火车站之一。

#### 城市快铁
列日地区快铁（Réseau S）是列日尚在建设中的城市快铁系统，已于2018年9月投入运行，目前有S41、S42、S43、S44四条线路。

### 水路

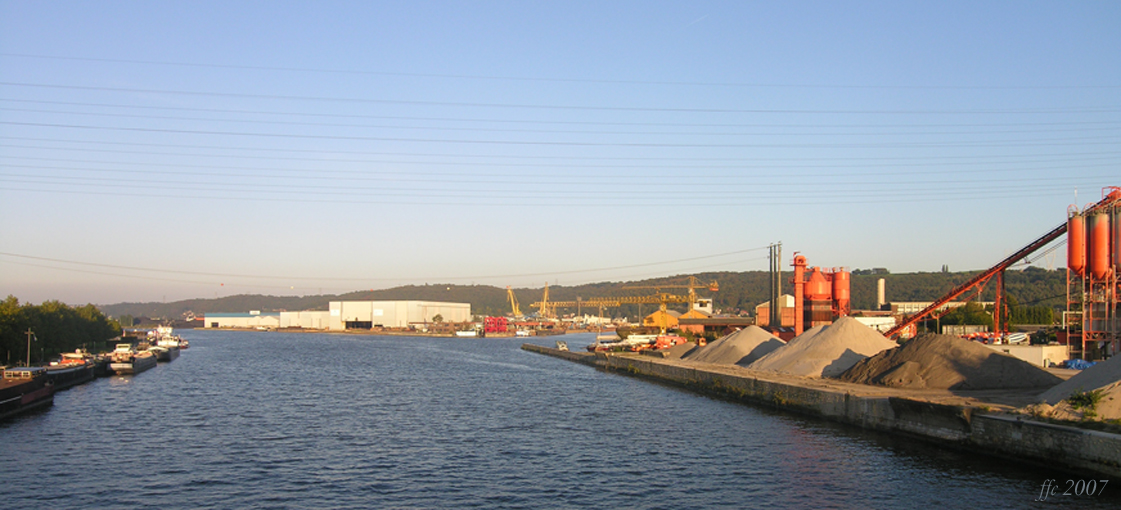
默兹河畔的列日自治港

以比利时国王阿尔贝一世命名的阿尔贝运河建于1939年，连接列日自治港与安特衛普港，也连接默兹河和斯海尔德河。该运河于1997年拓宽，可通过9000吨级船只。分流运河建于19世纪，取代了默兹河和乌尔特河的几个支流以改善航运，减少洪水。乌尔特运河是19世纪的运河项目，由荷兰国王威廉一世发起，由于成本高昂和比利时革命导致的政局不稳定而废止，如今许多该项目的遗迹位于列日。
列日自治港位于默兹河畔，是欧洲第三大内陆港。除默兹河外，该港还通过阿尔贝运河与安特卫普相连，通过朱丽安娜运河与鹿特丹相连。
“河流穿梭”是列日于2016年推出一项水上巴士服务，船只航行于默兹河弗拉涅桥至科龙默兹河段，设有6个站点。

### 航空

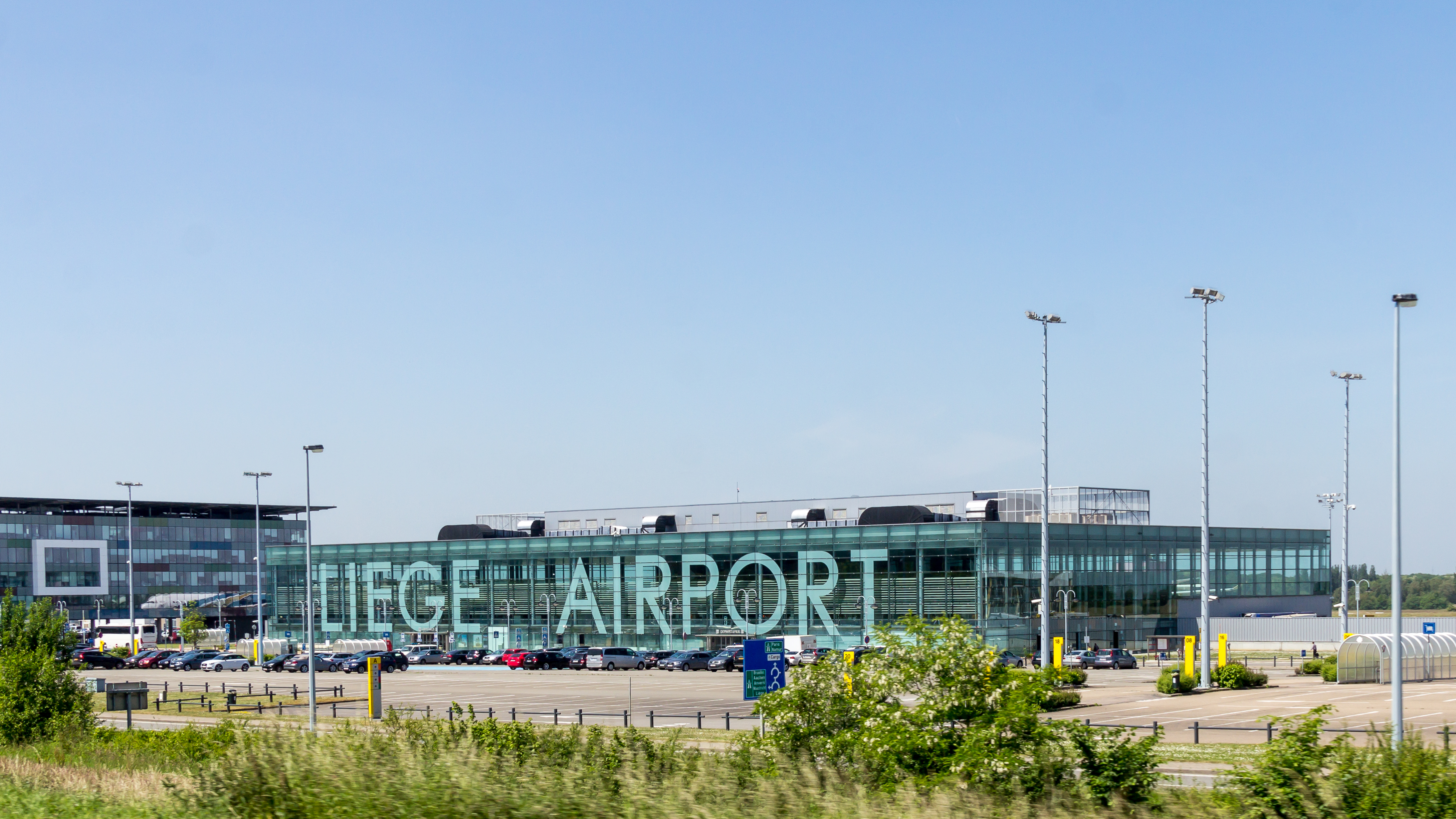
列日机场

列日机场（國際民航組織機場代碼：EBLG；国际航空运输协会机场代码：LGG）位于列日以西的比耶尔塞，于1930年开始营运，用途以货运为主，是欧洲第五大货运机场。2021年，位于该机场的菜鸟列日数字物流中枢正式投入使用，其为菜鸟网络在欧洲最大的智慧物流基础设施项目。除货运外，比利時途易航空也为该机场提供定期和季节性客运航班。

### 城市公共交通

#### 公共汽车

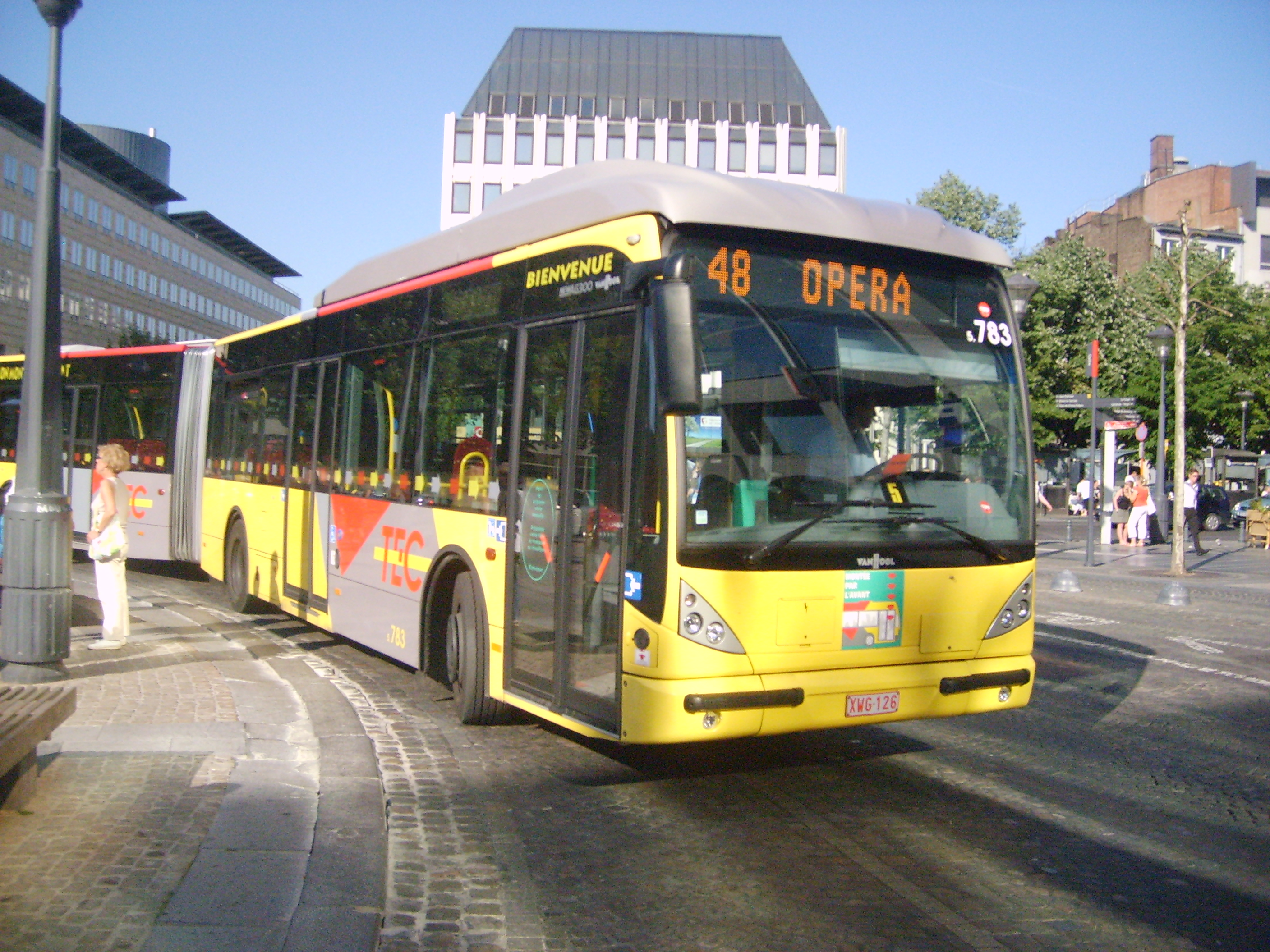
列日歌剧院广场 (列日)的TEC公共汽车

瓦隆尼亚交通运营商（TEC）为列日提供公共汽车服务，在列日有75条线路运营。2015年，TEC子公司TEC列日-韦尔维耶服务乘客1.2亿人次，占瓦隆大区公共交通的45%，收入占整个TEC集团的40%。列日市与其区域合作伙伴共同开发了公共汽车专用道、专用站点，为公共汽车提供了十字路口优先权。
除列日市及周边地区外，乘坐TEC公共汽车亦可前往瓦隆大区其他地区与布鲁塞尔首都大区。

#### 有轨电车

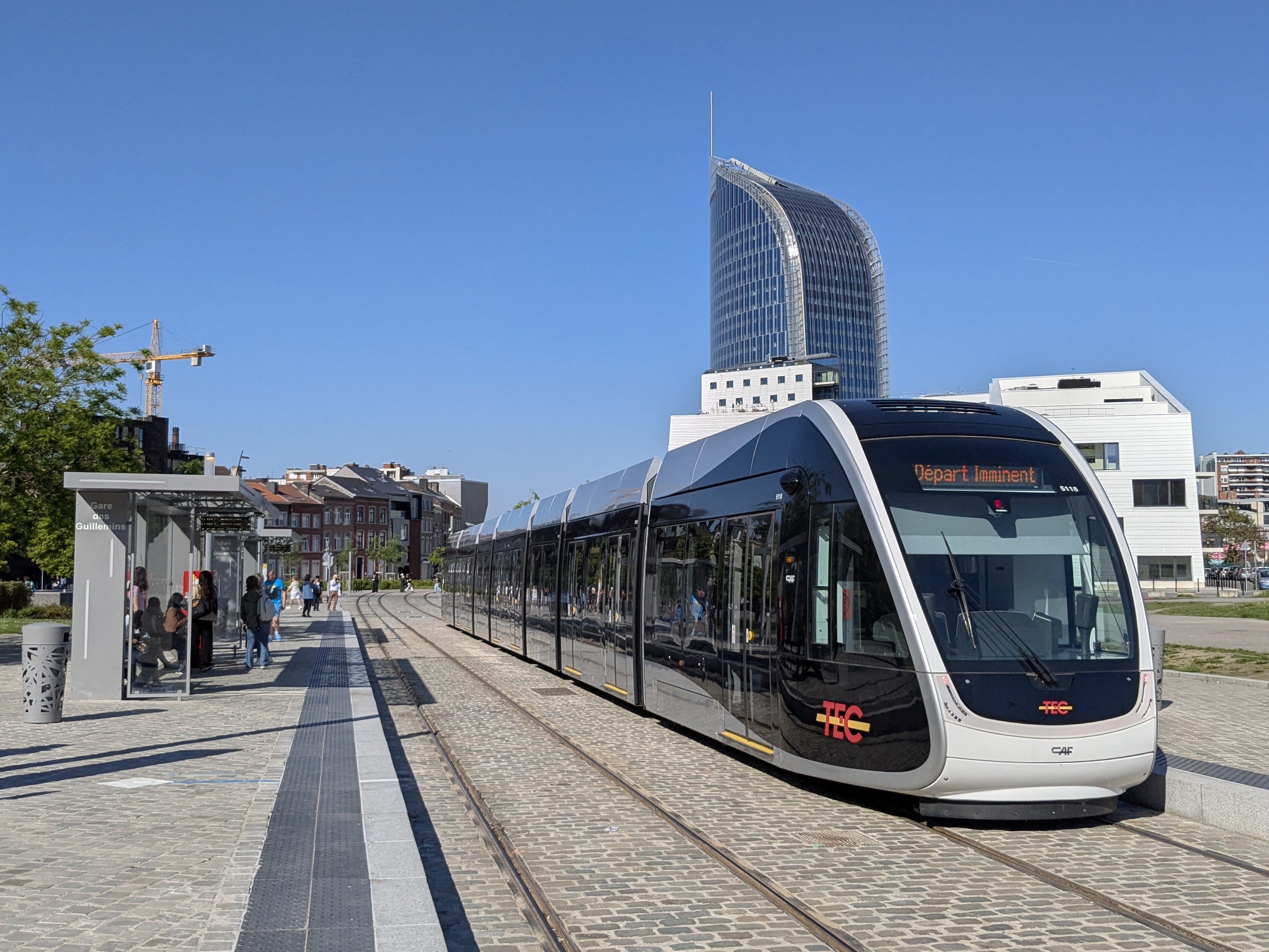
吉耶曼广场的列日有轨电车

列日于1871-1967年间曾有有轨电车，后被废除。2008年，列日有轨电车回归计划被提上日程。2025年4月28日，列日有轨电车1号线通车，总长11.7千米，设有23个车站。

#### 曾经的城市公共交通
除了1871-1967年间的有轨电车外，列日于1930-1971年曾有无轨电车，后被公共汽车取代。20世纪80年代，列日曾有修建地铁的构想，但后因对外所宣布的工程费用和项目规模引发民众强烈不满而胎死腹中。
列日市际交通公司（STIL）是列日曾经的一家交通运输公司，于1964年由列日-瑟兰市际交通公司（STILS）与列日集聚体市际交通公司（STIAL）合并而成，服务于列日市及其周边地区。1990年，该公司暂时与韦尔维耶市际交通公司（STIV）合并为列日-韦尔维耶运营公司（SELV）。1991年，列日-韦尔维耶运营公司与沙勒罗瓦市际交通公司（STIC）和国家邻区铁路公司（SNCV）的瓦隆尼亚部分合并，成立TEC，即今天的瓦隆尼亚交通运营商。TEC曾分为五家子公司，列日曾由TEC列日-韦尔维耶提供服务，五家子公司已于2019年合并。

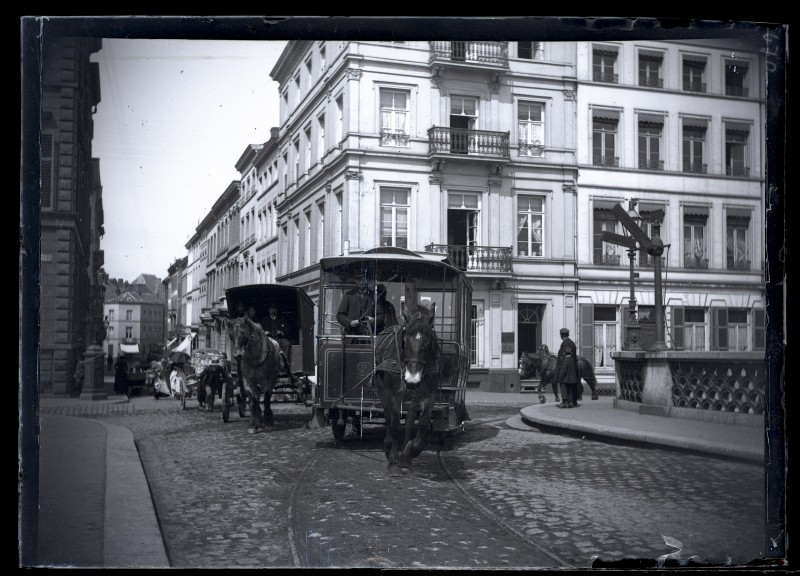
1900年左右的列日有轨马车
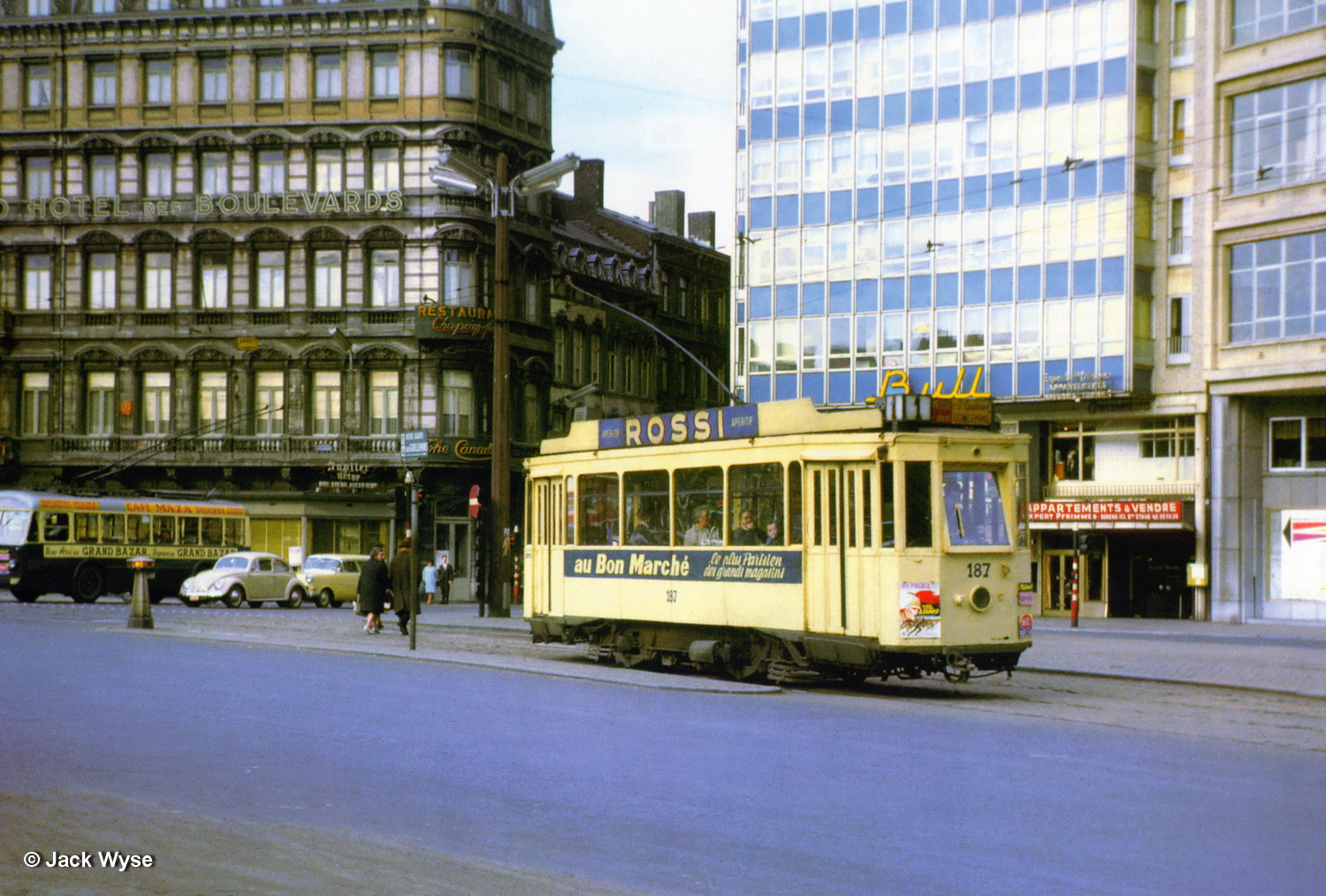
1963年的列日有轨电车
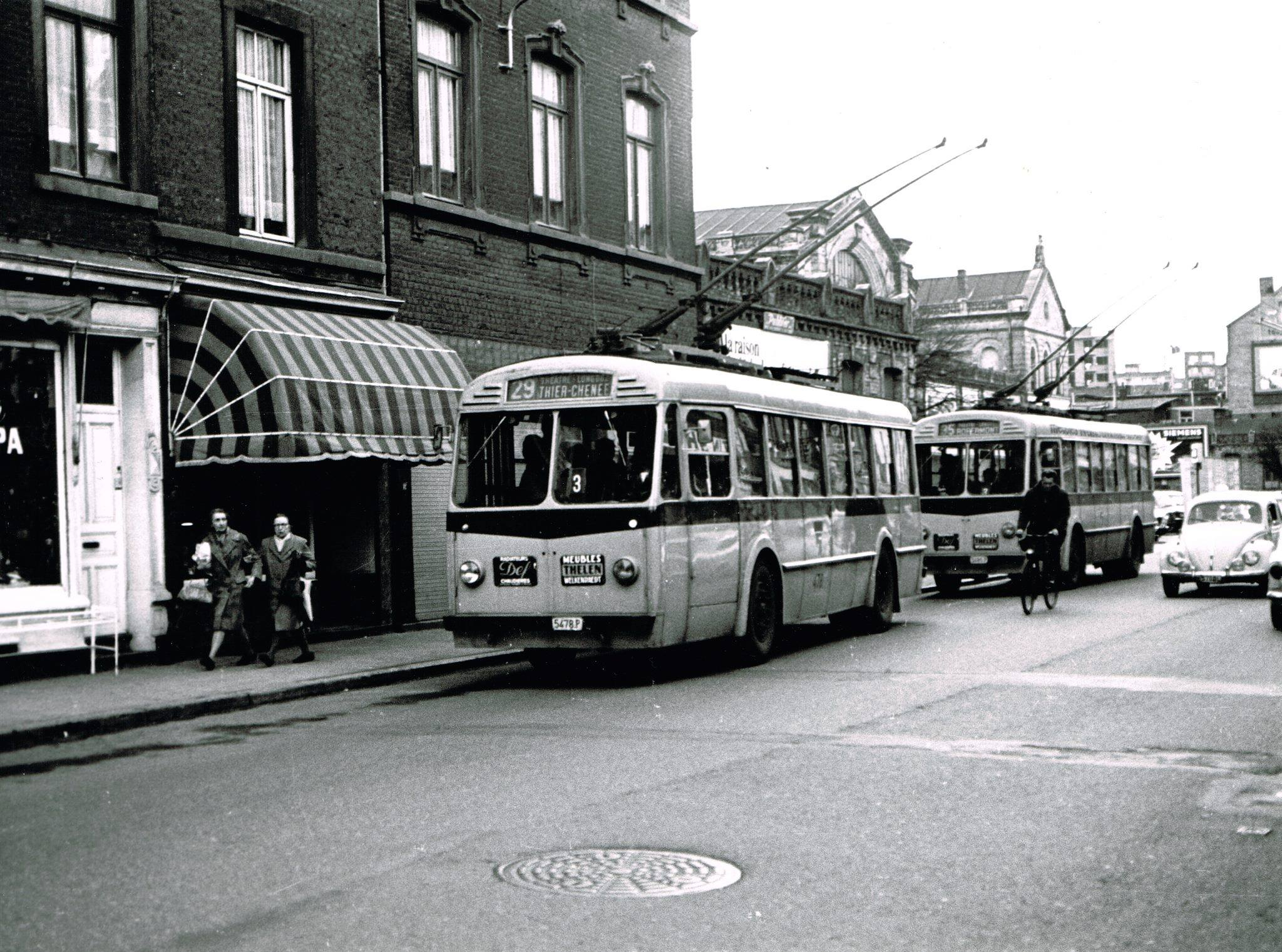
1968年的列日无轨电车
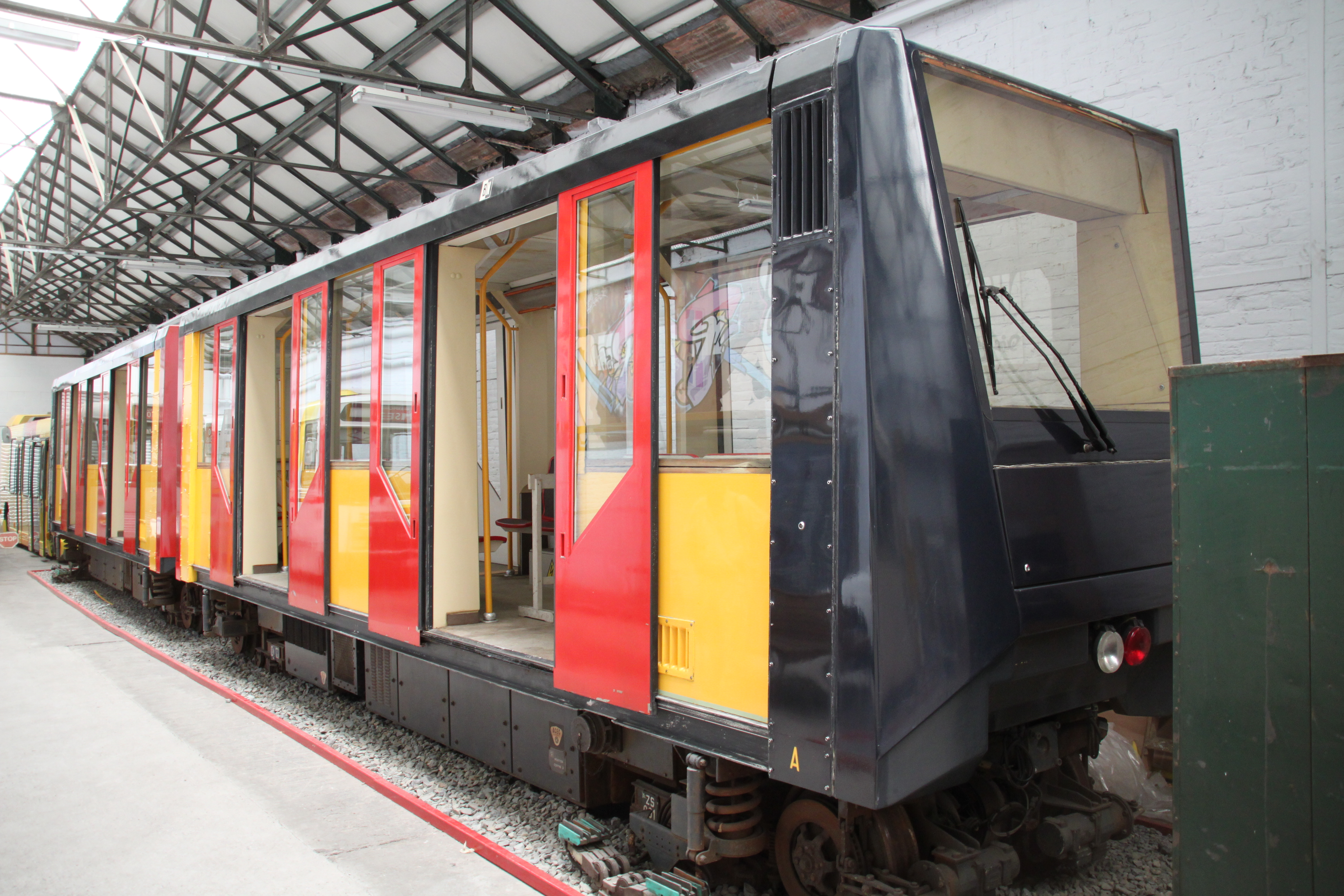
列日地铁的模型车
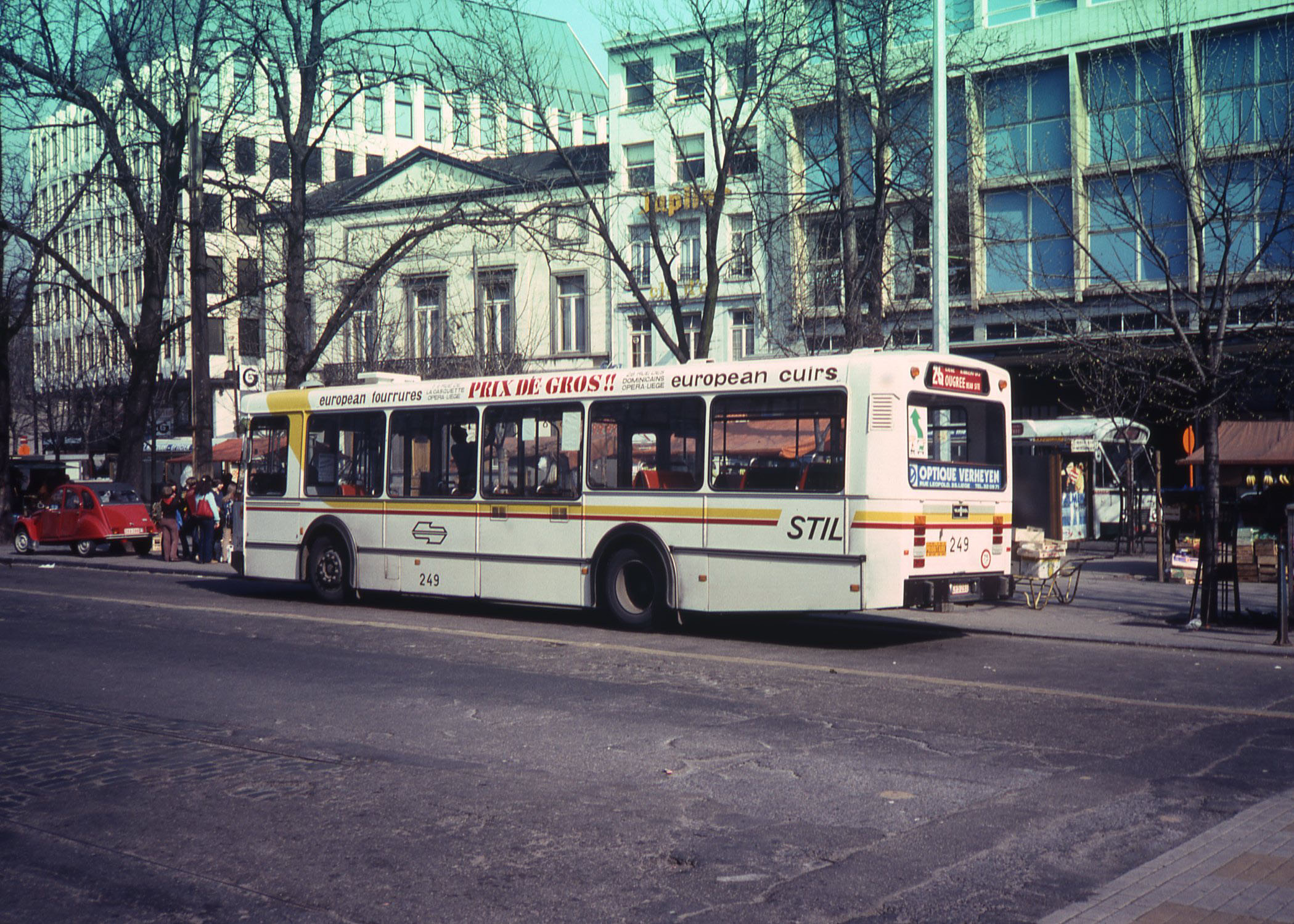
1982年的STIL公共汽车

### 其他道路

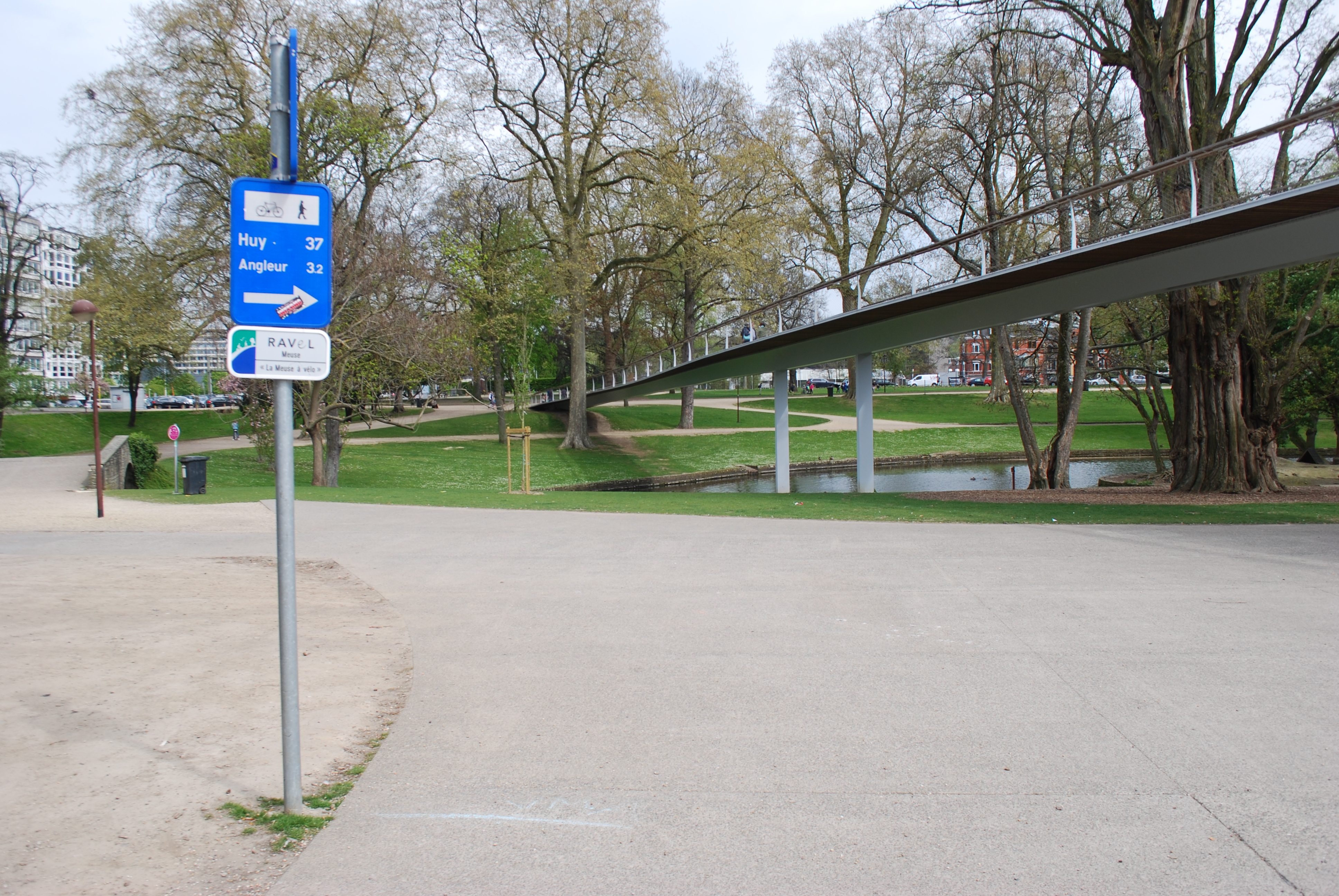
列日的RAVeL道路与标志

列日有208千米的小径，其中65千米状况良好，2千米难以行进，2千米被封锁。
RAVeL是瓦隆大区的一项倡议，旨在为行人、自行车骑行者、骑马者和行动不便者在情况允许的情况下创建一个道路网。项目成立于1995年10月，道路由纤道和废弃铁路改造而成。2014年，RAVeL获得“官方”地位。在列日有如下RAVeL道路：沿旧铁路（比利时38号铁路）从谢内至贝讷-厄赛；沿乌尔特河纤道从昂格勒尔至蒂尔夫；沿默兹河纤道然后沿阿尔贝运河纤道从列日市中心至埃斯塔勒。

### 共享交通工具
截至2023年，服务于列日的共享汽车运营商有Cambio、Cozywheels，千余辆来自运营商Dott、Pony和Tier的共享电动滑板车在列日投入运营，Vélocité提供自行车与电动自行车租赁服务。

### 车辆统计

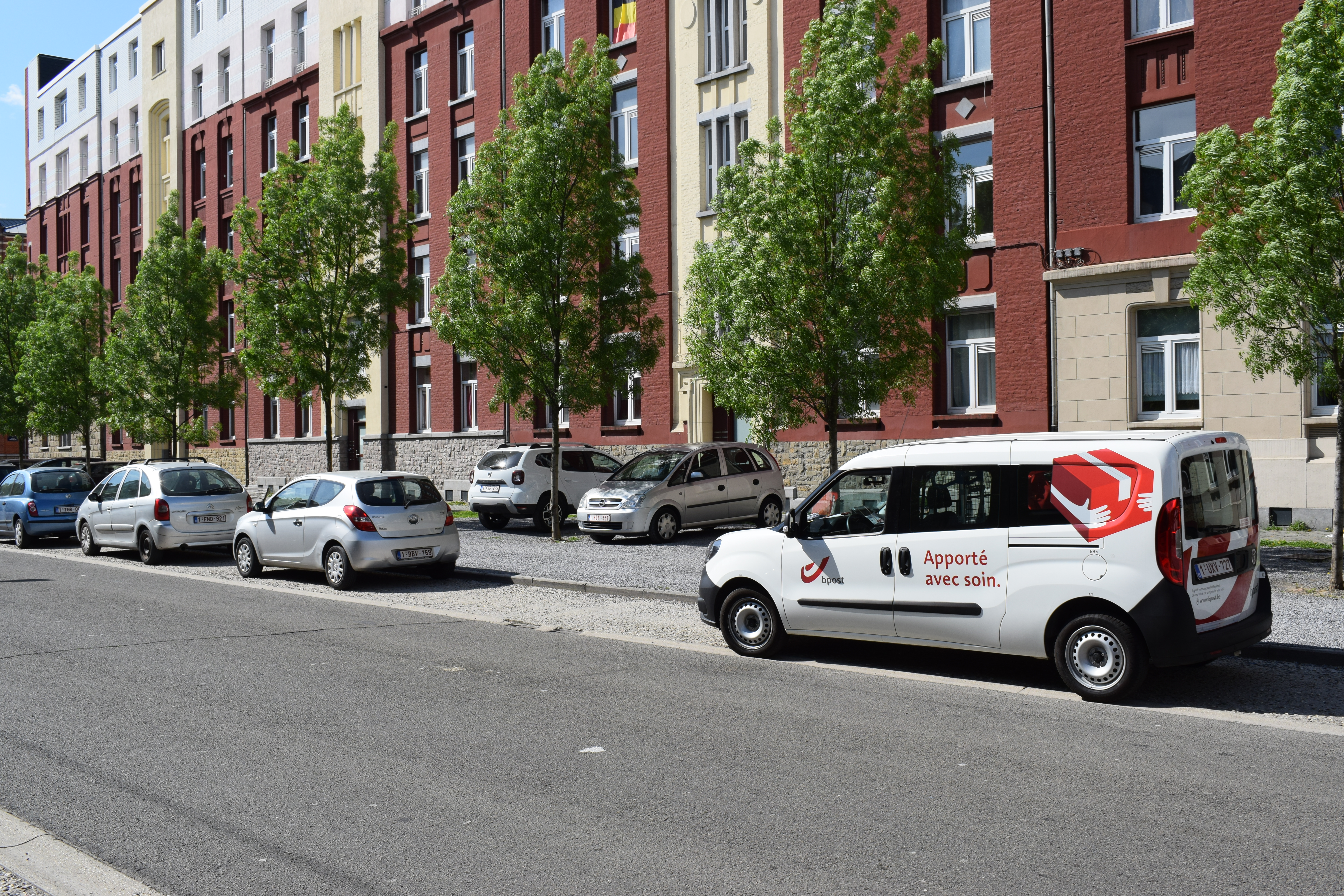
列日街头的车辆

2022年，列日有各类车辆共97999辆，其中私人汽车77535辆。2021年，列日没有汽车的家庭占比44.8%，有一辆汽车的家庭占比41.8%，有两辆汽车的家庭占比11.2%，有三辆及以上汽车的家庭占比2.1%。

### 交通事故
2021年，列日发生交通事故806起，与上一年相比上述27%；伤亡997人，与上一年相比下降28%。伤亡者伤亡情况中，轻伤952人，重伤40人，事故后30日内不治者5人。各交通方式伤亡者中，汽车驾乘者514人，摩托车驾乘者132人，自行车骑行者91人，公共汽车驾乘者58人，卡车驾乘者4人，行人155人，其他类型43人。

## 社会

### 医疗健康

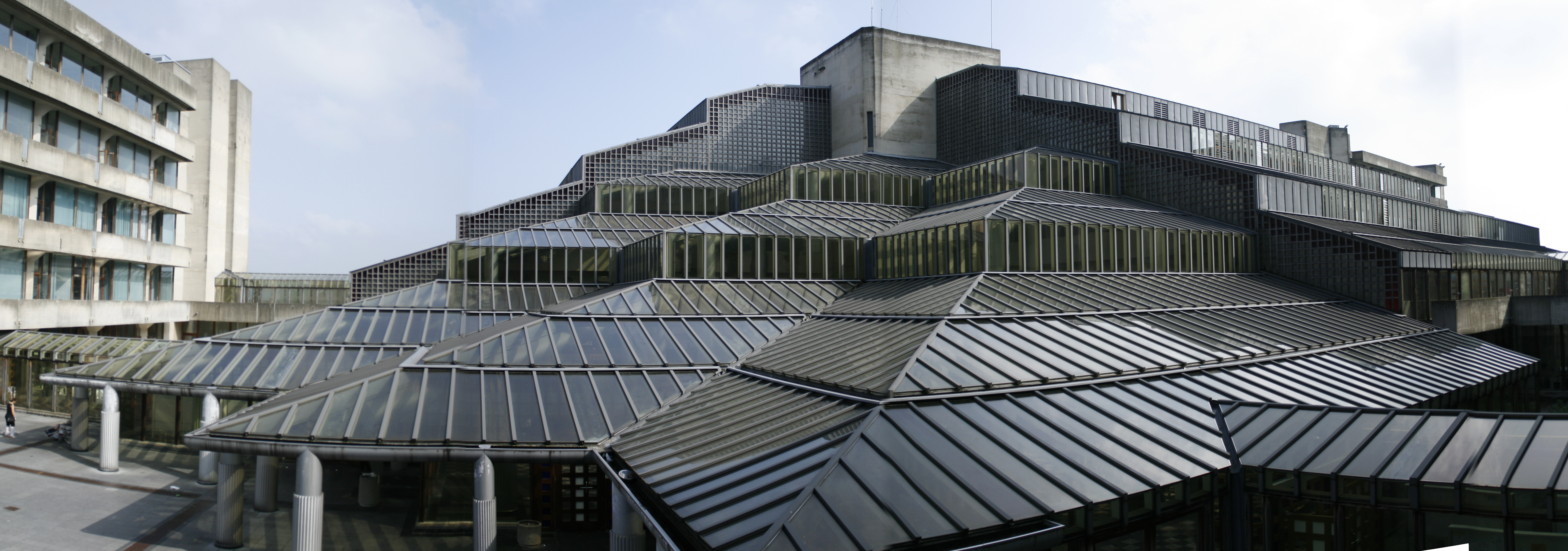
列日大学医疗中心

列日有数家医院，其中列日大学医疗中心（CHU de Liège）、城塞地区医疗中心和CHC蒙莱日亚医院为当地较大规模的医院。
2021年，列日每名专职同等资历全科医生平均服务人口数为1135人，高于瓦隆大区平均值（1092人）。全科医生中，55岁及以上者的比例为57.0%，高于瓦隆大区（44.4%）。
2022年，列日每1000名60岁及以上人士的疗养院（MR）与疗养护理院（MRS）床位为57张，高于瓦隆大区平均值（52张）。
2011-2020年，列日居民潜在寿命损失年数（期望寿命为70岁）为4859，高于瓦隆大区平均值（3948）。

### 教育

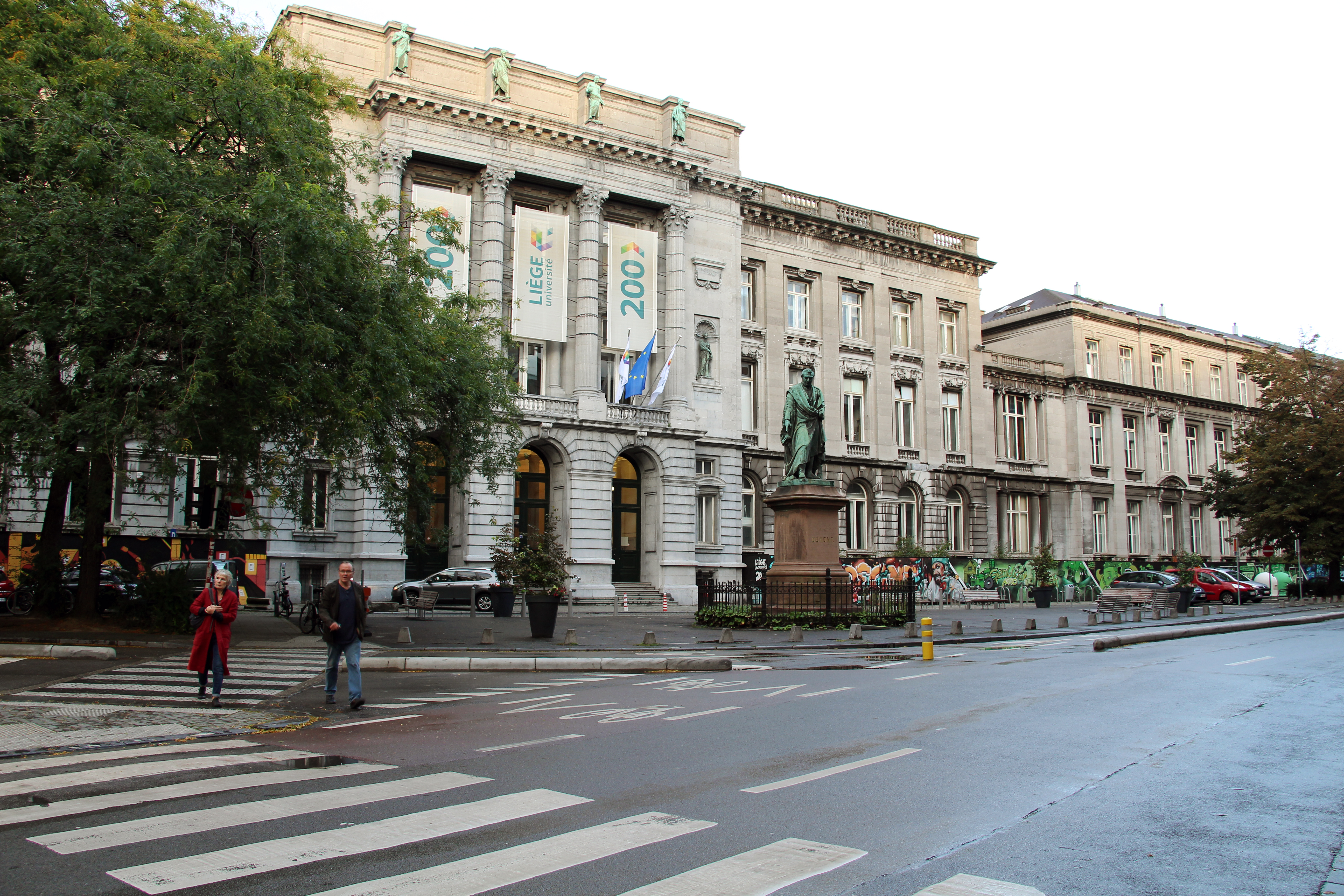
列日大学主楼

列日是一座教育大城，列日大学、列日省高等专业学院、列日市高等专业学院、列日皇家美术学院、列日皇家音乐学院、列日圣吕克高等艺术学院位于该市，众多学生在当地各类学校学习。列日大学成立于1817年，是比利时法语区主要的公立大学之一。2022年，列日大学泰晤士高等教育全球排名在第351-340位区间，QS世界大学排名第480位，世界大学学术排名在第301-400位区间。
2023年，列日有82所普通初等教育学校、33所普通中等教育学校、1所大学、3所高等专业学院、16所继续教育学校、4所非全日制艺术学院。
2021-2022学年，列日各级教育机构注册学生中，幼儿园学童7869人，初等教育学校学生14800人，中等教育学校学生26983人。
2017年，列日25岁及以上人口中有27.2%接受过高等教育。

### 住房

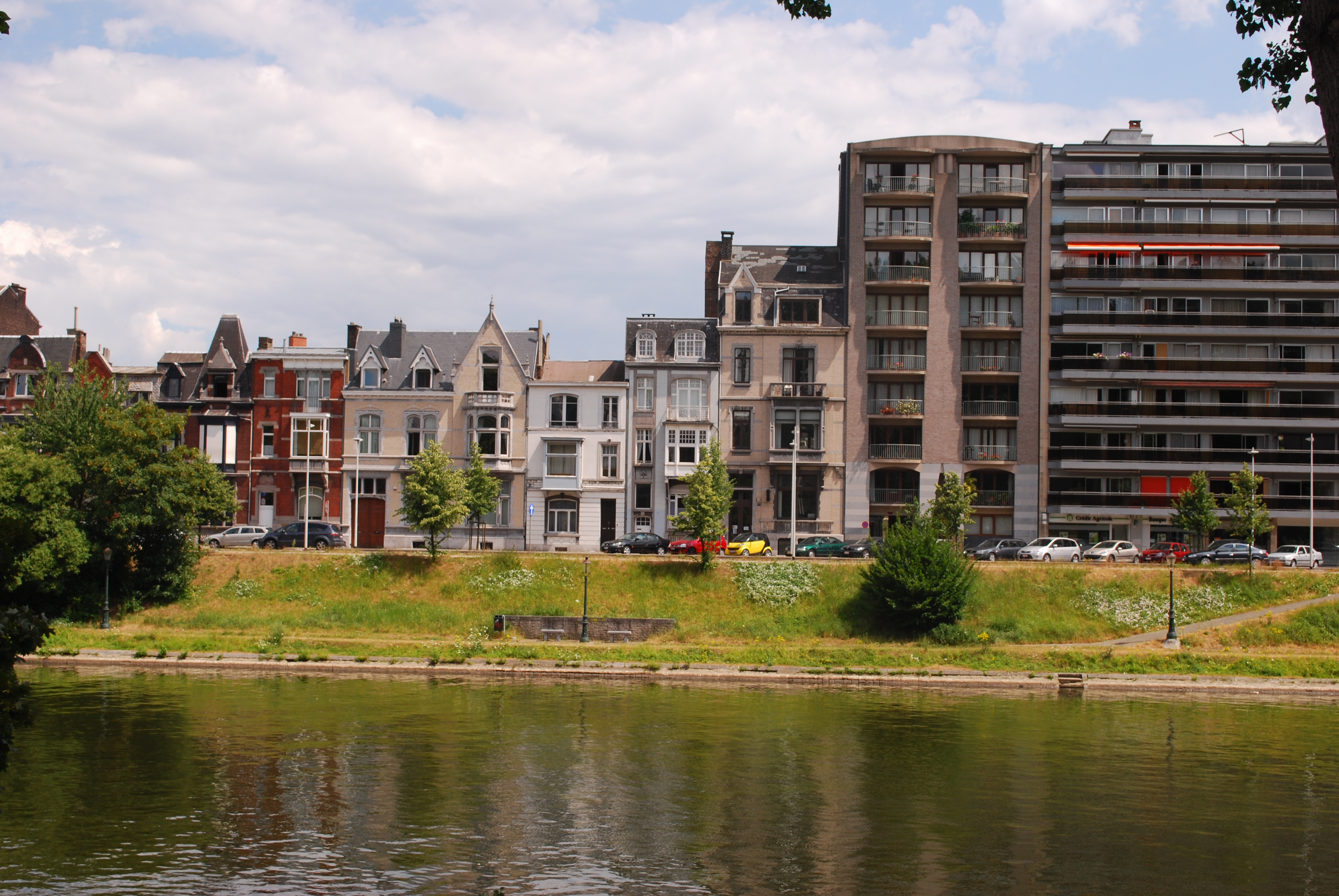
列日的房屋

2022年，列日共有各类住房110607套。各类住房中，楼宇和公寓占比35.7%，封闭式房屋占比45.5%，半封闭式房屋占比8.7%，开放式房屋、农场、城堡占比3.2%，商业用房占比5.9%，其他建筑物占比1.0%。
2020年，列日各类住房的中位数价格为150000欧元（瓦隆大区为175000欧元），房屋的中位数价格为156000欧元（瓦隆大区为180000欧元），公寓的中位数价格为138700欧元（瓦隆大区为155000欧元）。同年，列日住房交易量为2110，其中房屋1233栋，公寓877套。
2011年，列日各类住房中，自有住房占比48.1%，租房占比51.97%。

### 殡葬
2023年，列日境内共有22处墓地，38家殡葬公司，罗贝尔蒙公墓为当地最大的墓地。此外，列日还建有动物公墓。

### 劳动就业
地区资格教育、培训、就业机构列日分区（IBEFE Liège）、社会职业融入中心（CISP）、瓦隆交替式培训、自雇与中小企业协会列日-于伊-韦尔维耶分中心（Centre IFAPME Liège-Huy-Verviers）、瓦隆职业培训和就业办公室（Forem）等组织机构负责列日的就业和职业培训工作。

### 社会保障

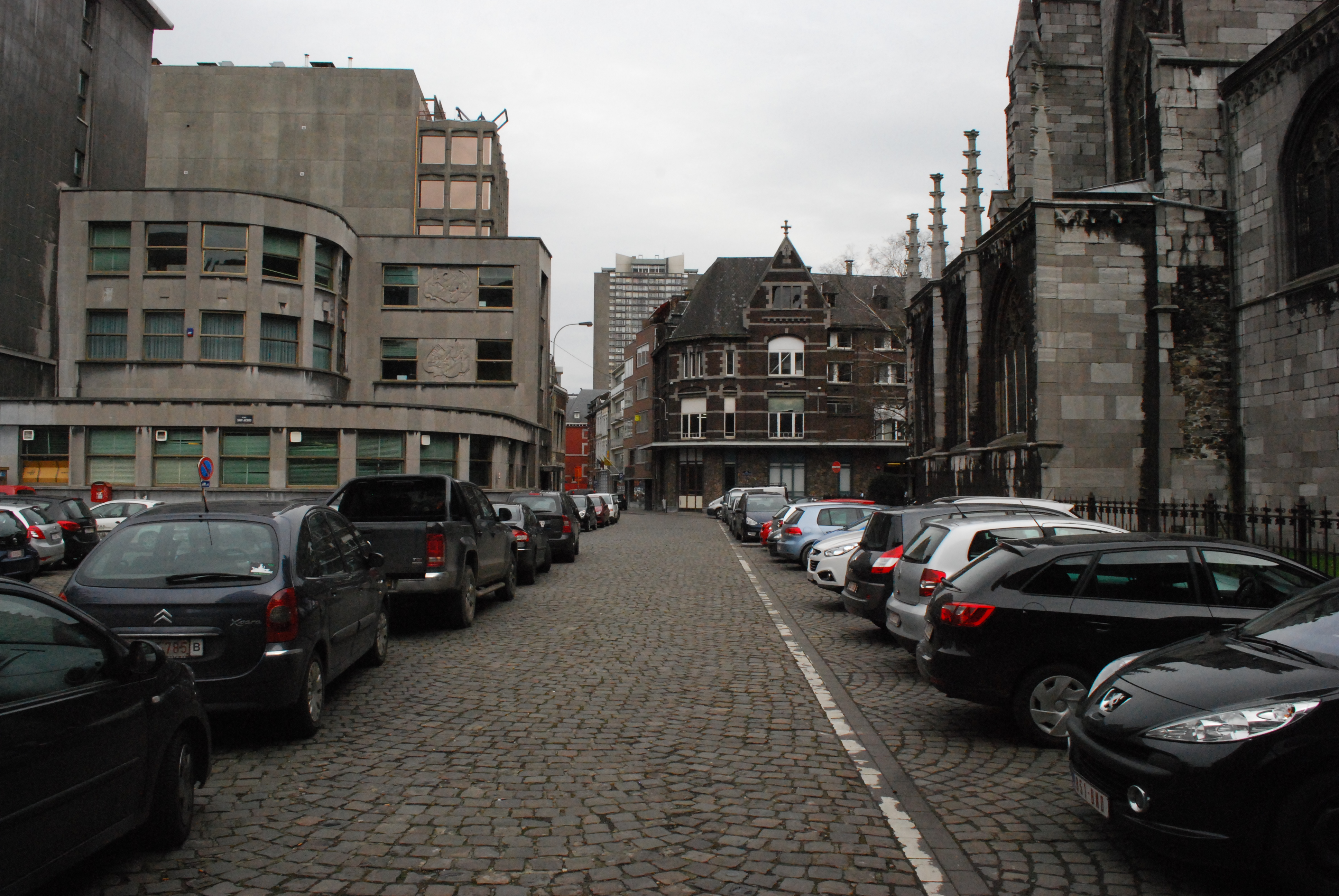
左侧为列日CPAS位于圣雅克广场 (列日)的办公大楼

比利时每个市镇均有一个社会福利公共中心（CPAS），为困难民众提供社会援助。2021年，列日社会福利公共中心人均支出1218.9欧元。
在列日有地方职业介绍所，其为比利时的非营利组织，为符合特定条件的困难民众提供简易工作。
列日是社会凝聚力计划（Plan de cohésion sociale）参与市镇，该计划由瓦隆政府推出，致力于通过促进所有人有效享有基本权利来减少不稳定和不平等，使每个人都能在瓦隆大区过上有尊严的生活。
爱心餐厅是1985年由法国喜剧演员科吕什创立于法国的非营利组织，旨在为无家可归者和低收入群体提供餐食。列日爱心餐厅每天分发近300份餐食，亦提供咖啡、淋浴、药品和母婴用品。

### 公共安全与司法

#### 治安
列日警务方面由列日警区负责。

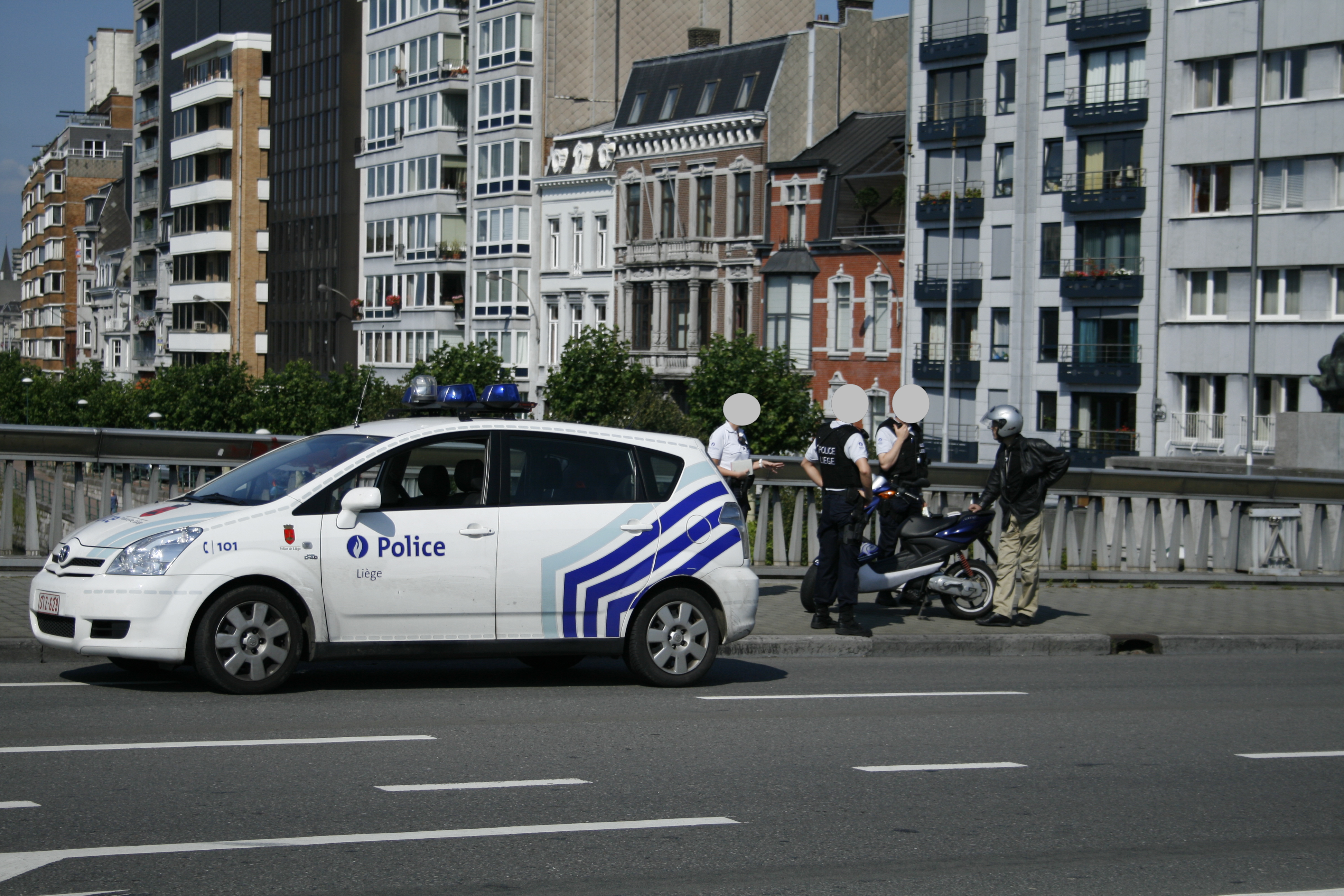
列日的警察

2022年，列日发生犯罪案件27934起，违规案件3785起，每10000户住宅发生入室盗窃案件111.4起，每10000辆汽车发生被盗案件24.57起，每10000辆汽车发生车上物品盗窃案件238.22起，每10000个住户发生家庭暴力案件100.66起。

#### 消防救援

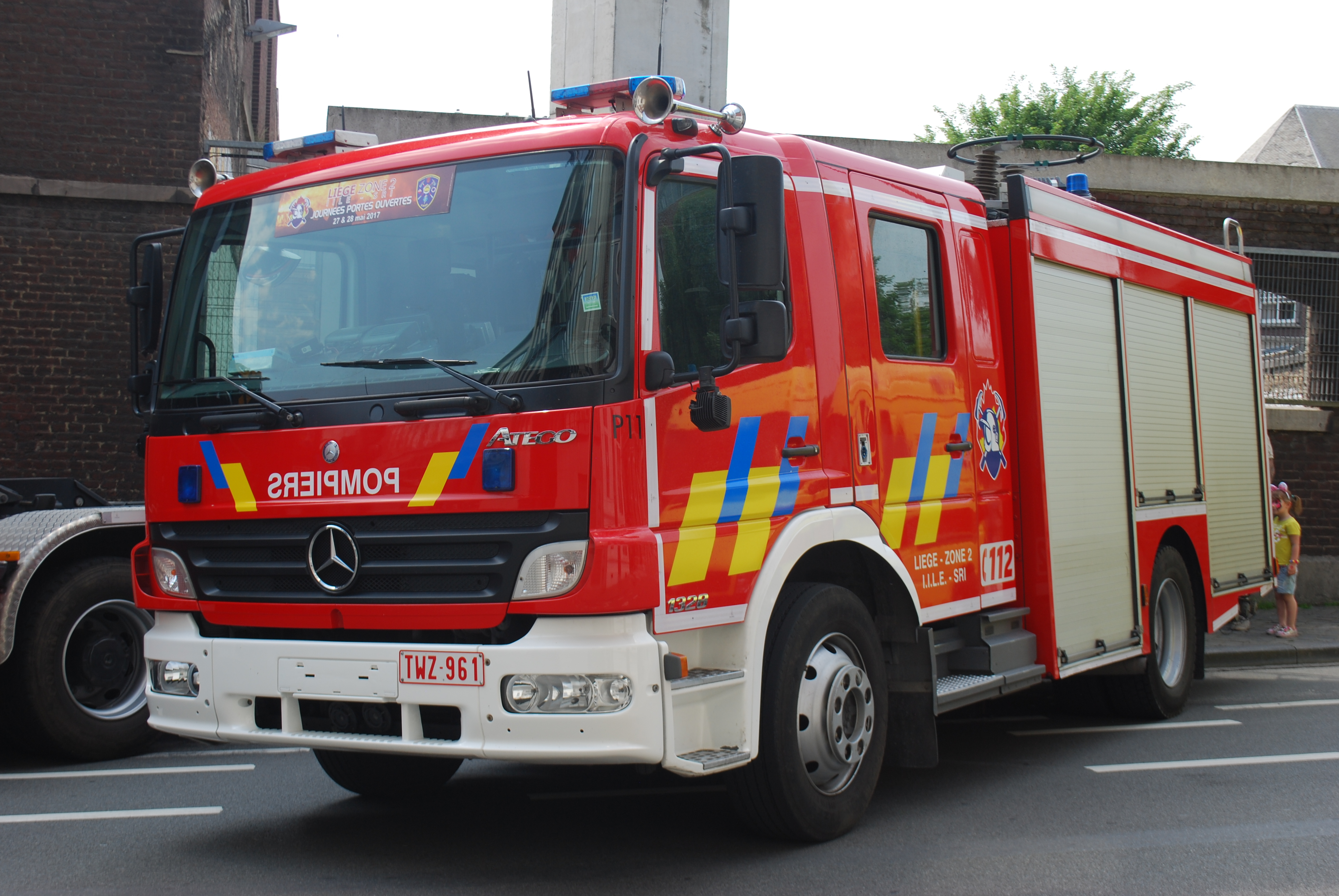
列日的消防车

列日消防救援方面由列日IILE-SRI救援区负责。2020年，该救援区内共发生各类火灾2406起。

#### 司法
列日司法方面由列日司法区负责。列日初审法院（Tribunal de Première Instance de Liège）和列日上诉法院位于列日。
2022年，列日有10450起刑事案件立案，10472起刑事案件结案，448起民事案件立案，509起民事案件结案。

### 资源、能源与环境

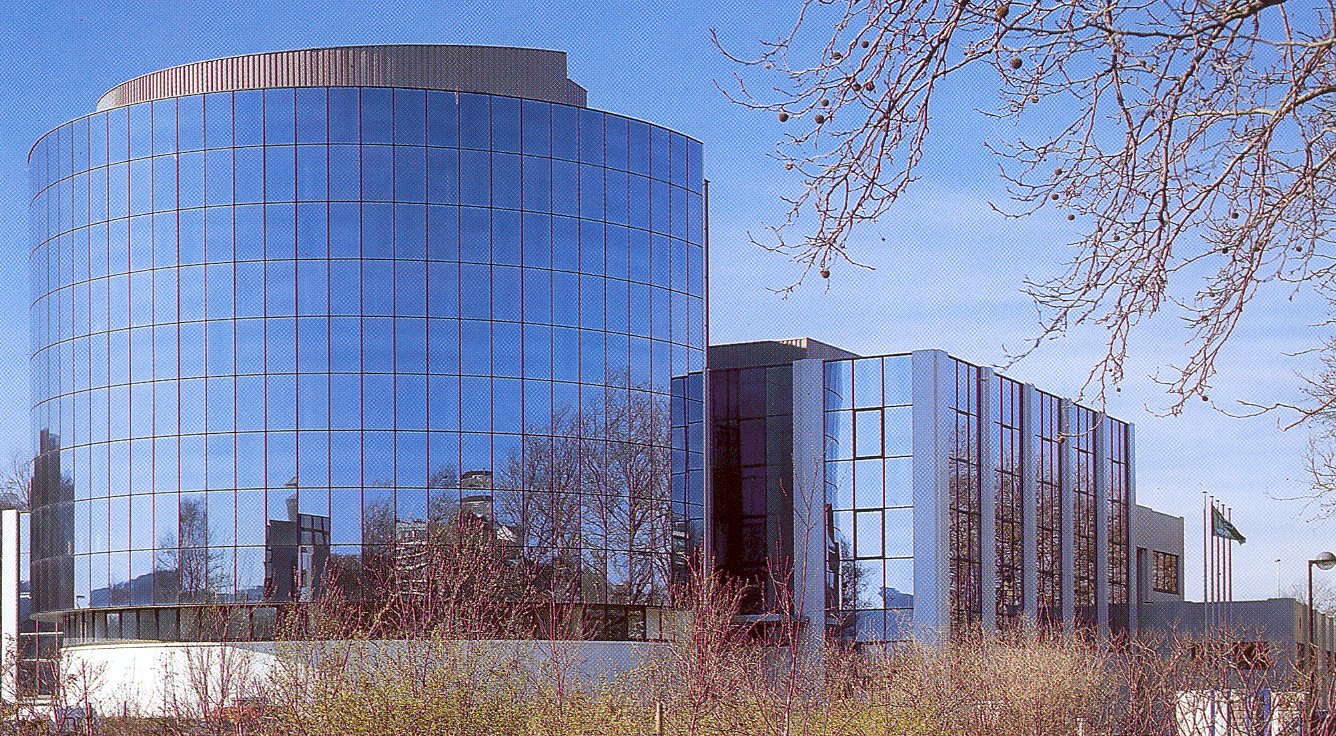
列日市际自来水公司总部

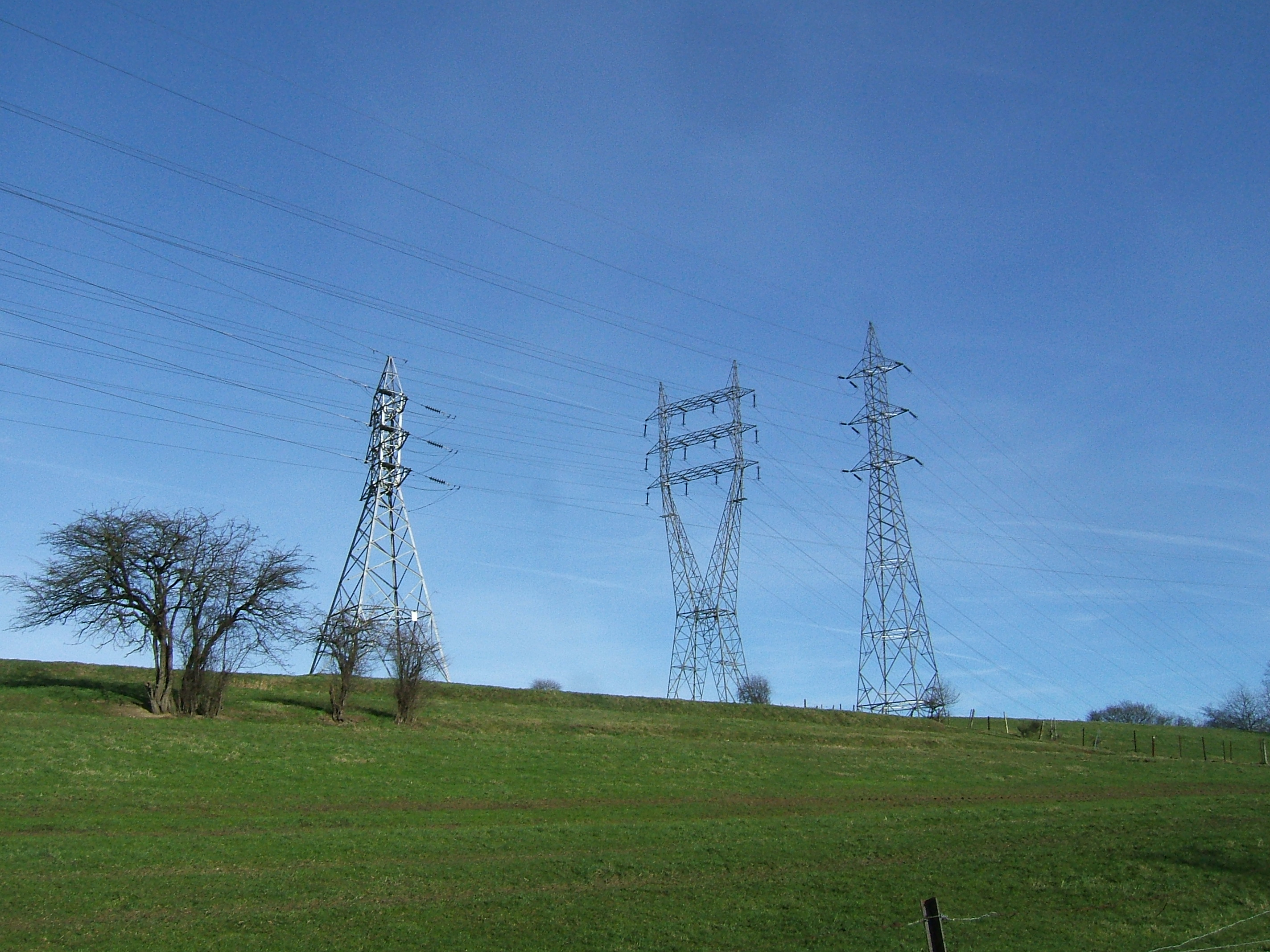
默兹河畔瑞皮耶的输电铁塔

#### 资源
列日市际自来水公司（CILE）为包括列日在内的列日省24个市镇生产和输送饮用水。2017年，列日平均用水量为64立方米/(户/年)。

#### 能源
2019年，列日能源总消耗量为4343.4GWh，其中用电量为1245.4GWh，天然气能源消耗量为1678.6，石油产品能源消耗量为1246GWh，其他载体能源消耗量为173.4GWh。能源供应中，可再生能源供电61.4GWh，可再生能源供热48.5GWh。
列日是市长盟约签署市镇，该运动旨在提高市镇的能源效率和使用可再生能源。

#### 环境
2017-2019年，列日环境空气质量指标为0.31，低于瓦隆大区平均水平（瓦隆大区为0，即基准数，指标小于0表示空气质量高于瓦隆大区平均水平，大于0则反之）。
2021年，列日平均生活垃圾产生量为176.9千克/(人/年)，高于瓦隆大区平均值（138.7千克/(人/年)）。
列日是市镇移动性计划（PCM）参与市镇，该计划旨在改善市镇的无障碍设施、移动性、道路安全和生活环境，减少噪音、空气污染。
为维护河流及流域环境，瓦隆大区成立了14个河流协定（Contrats de Rivière）非营利组织，列日同时属于乌尔特河流协定（Contrat de Rivière Ourthe）和韦斯德尔河流协定（Contrat de Rivière Vesdre）。

### 媒体
瓦隆大区主要媒体均可在列日接收，当地主要媒体有RTC列日电视台、RCF广播电台列日频道、Plus广播电台、至大FM、48FM、分点FM。

### 发展规划
2018年，列日区的24个市镇通过了《列日区领土发展纲要》，计划到2035年建造出45000套新住房来应对人口挑战；通过限制批地来协调商业发展；加速回收荒废的经济活动用地；每年分配100公顷土地用于当地食品生产，发展替代农业和食品产业短期供应链。

## 建筑与场所

### 宗教建筑
列日主教座堂，全称列日圣保禄主教座堂（Cathédrale Saint-Paul de Liège），位于列日市中心，是天主教列日教区的主教座堂。其前身为历史上列日七大协同教堂之一的圣保禄协同教堂（collégiale Saint-Paul），建于10世纪。13-15世纪间，该教堂进行了重建，后于19世纪中叶进行了修复。因圣朗贝尔主教座堂于列日革命期间被拆毁，该教堂于1802年依《1801年教務專約》升格为主教座堂。聖雅各伯教堂，全称列日小圣雅各伯教堂（Église Saint-Jacques-le-Mineur de Liège），原为本笃会圣雅各伯修道院的一座修道院教堂，由采邑主教巴尔德里克二世建立于1015年。1785年，该教堂升格为协同教堂。1803年，该协同教堂依《1801年教务专约》成为堂区教堂。列日圣巴多罗买协同教堂建于11-12世纪，是列日七大协同教堂之一。1999-2006年间，该教堂按原色进行了翻新。教堂内有雷尼耶·德·于伊所造的圣巴多罗买领洗池，其为比利时七大奇迹之一。圣玛尔定圣殿是列日市中心的一座哥特式教堂，其前身为一座建于10世纪的罗马式教堂，即列日七大协同教堂之一的圣玛尔定协同教堂（collégiale Saint-Martin）。1246年，该教堂首次举办基督聖體聖血節。16世纪，一座新建的哥特式教堂取代了原罗马式教堂。1886年，该教堂升格为次级圣殿。

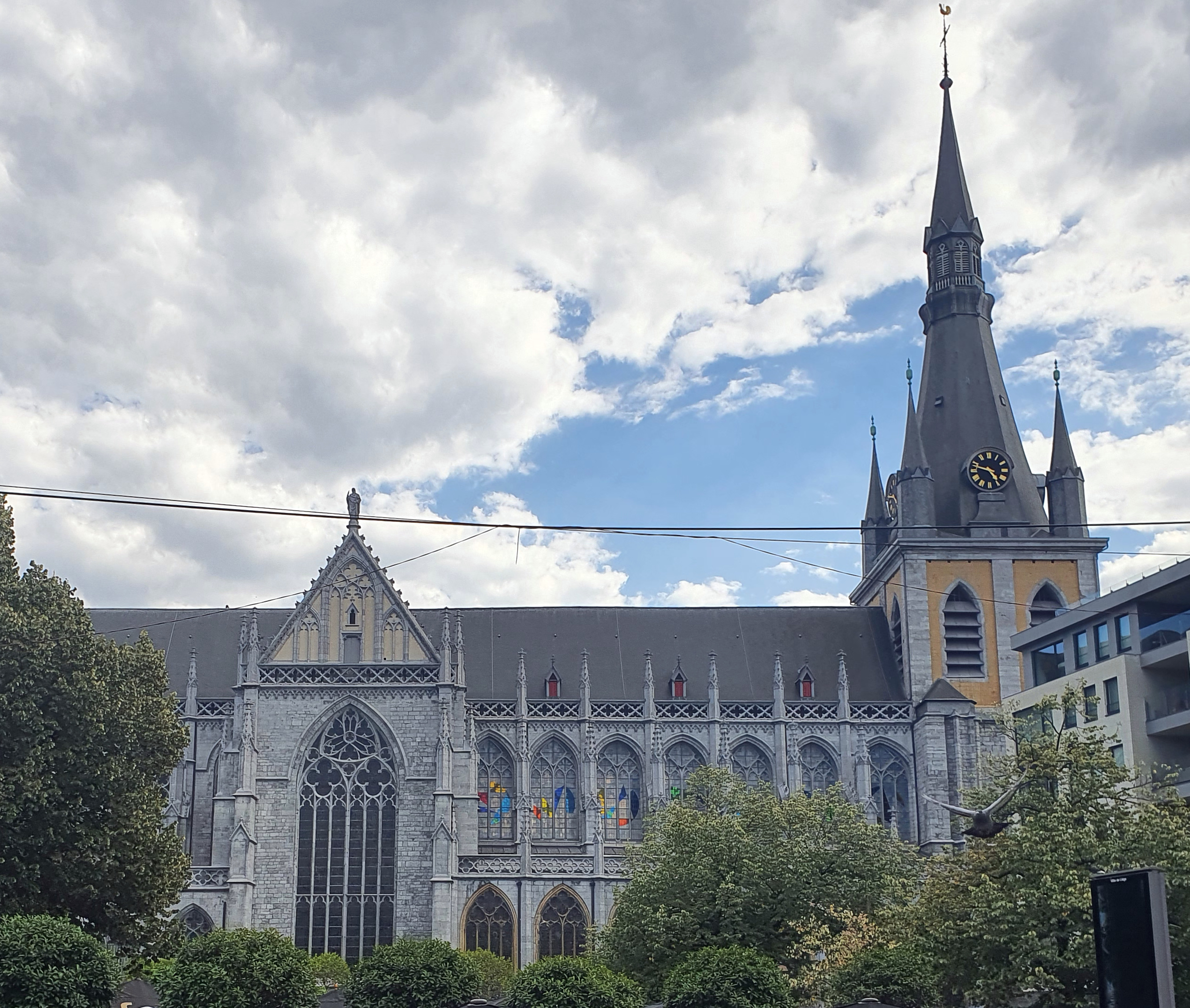
列日主教座堂
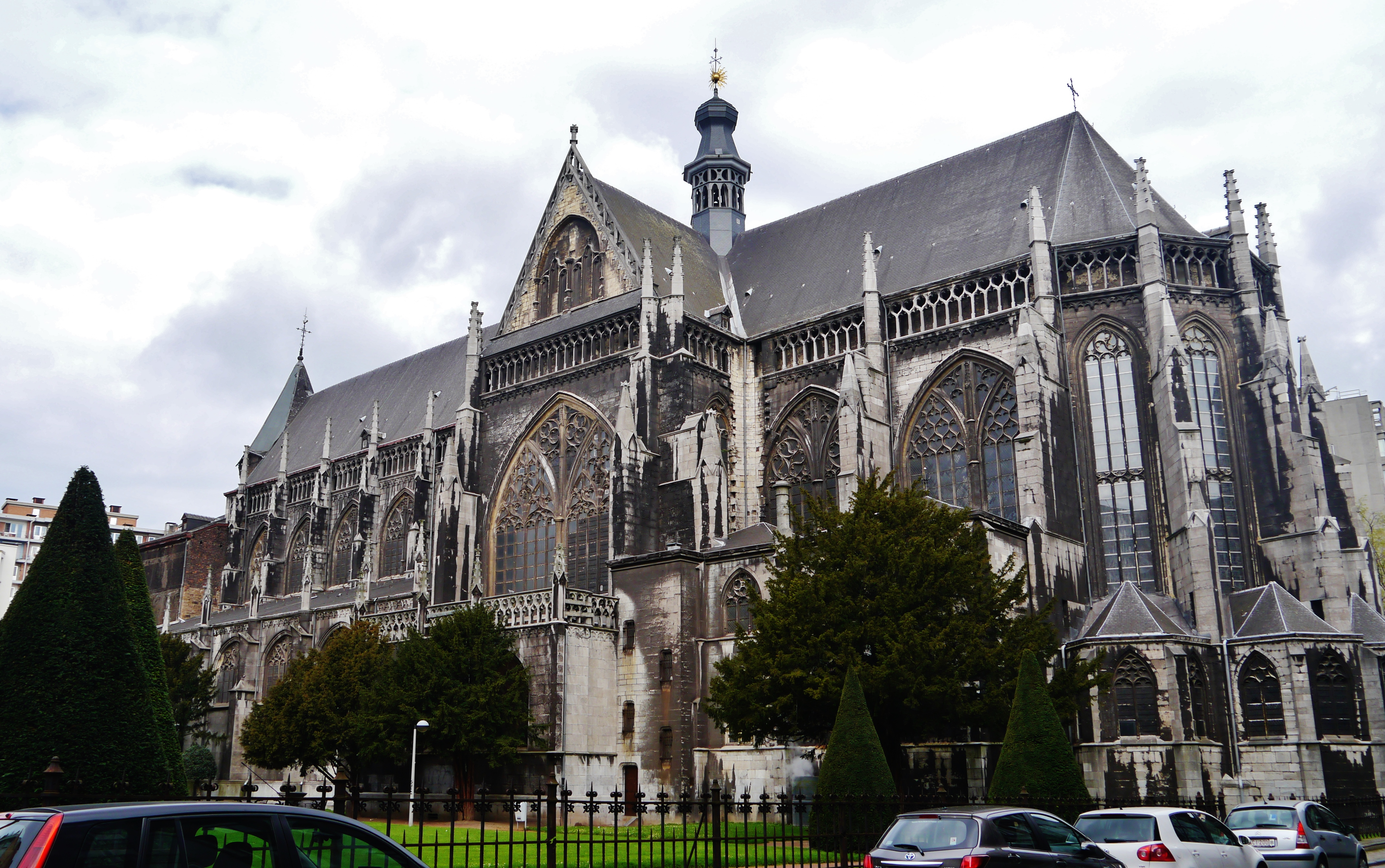
圣雅各伯教堂
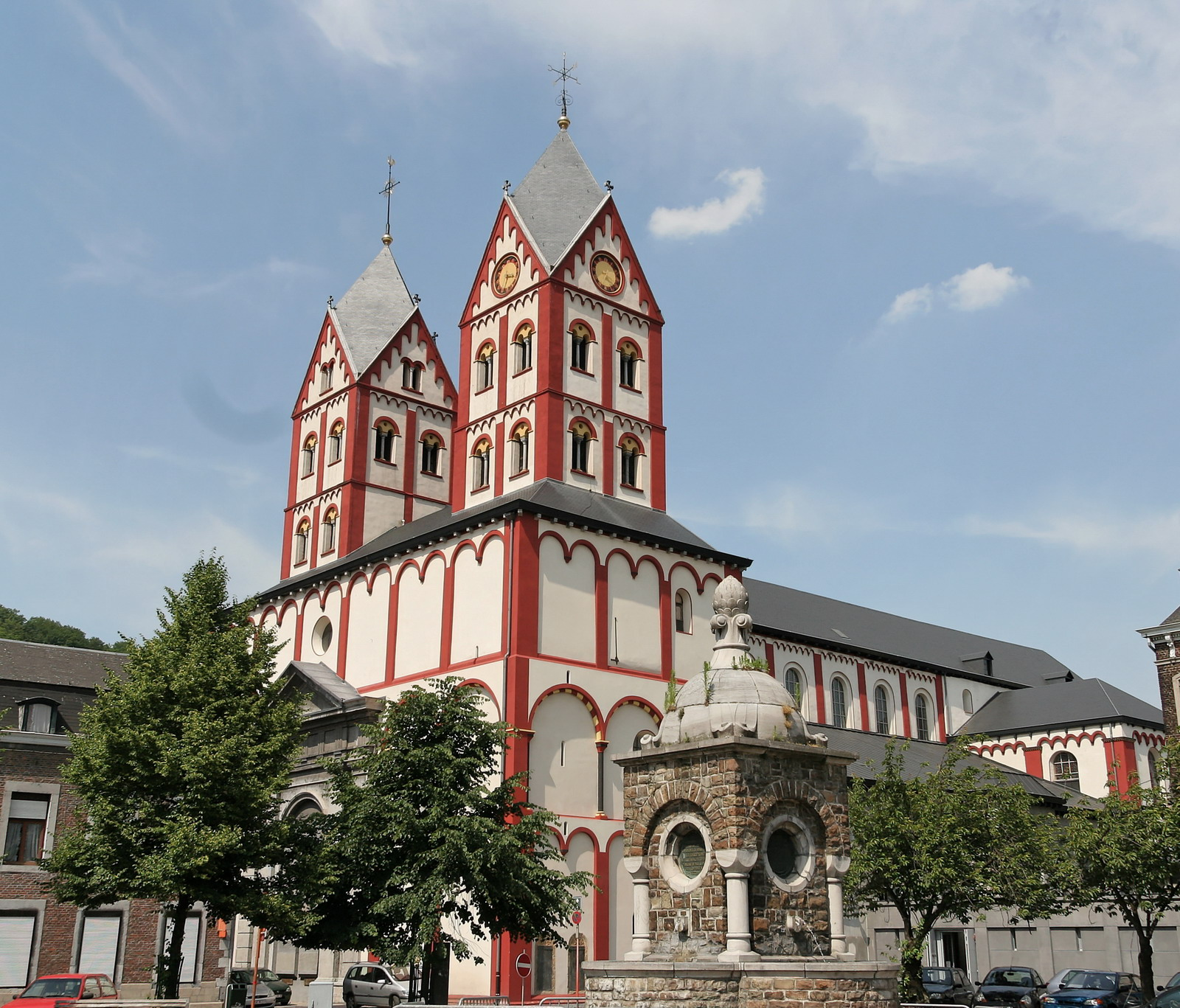
圣巴多罗买协同教堂
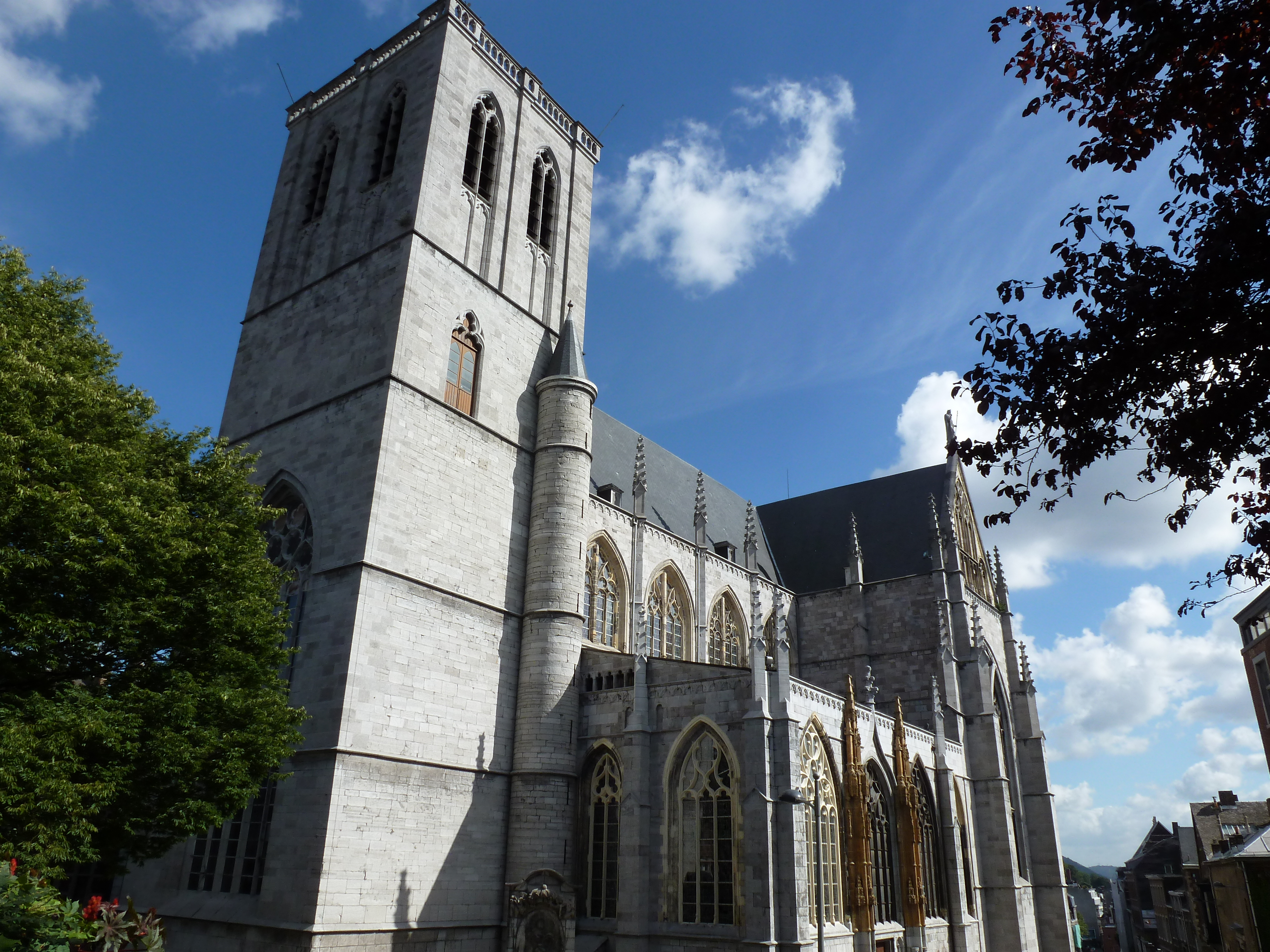
圣玛尔定圣殿

### 政府大楼
列日采邑主教宫位于列日市中心的圣朗贝尔广场，史上历经数次损毁及重建，当前的宫殿主体于16世纪由采邑主教埃拉尔·德·拉马克发起建造，今用作列日司法大楼。1849-1853年间，宫殿西侧新建了一个新哥特式侧翼，今用作省政府大楼。列日市政厅，绰号“紫屋”（La Violette），位于集市广场，与列日柱碑相对。其所在地史上曾两度建有市政厅，但均毁于战争，当前的市政厅建于1714年。谢内市政厅是一座新文藝復興建築，建于1903年，为谢内曾经的市政厅。1977年，谢内与列日及周边市镇合并，如今该建筑为街区办事处与警察局所在地。

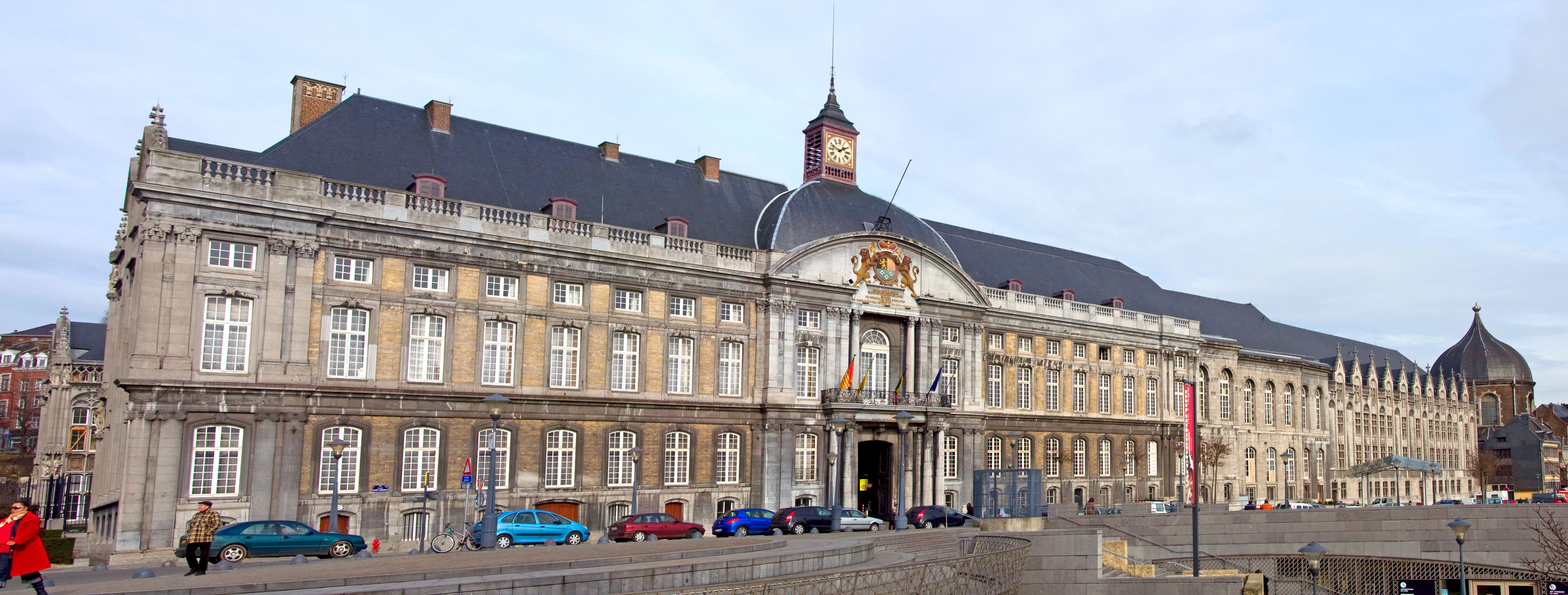
列日采邑主教宫
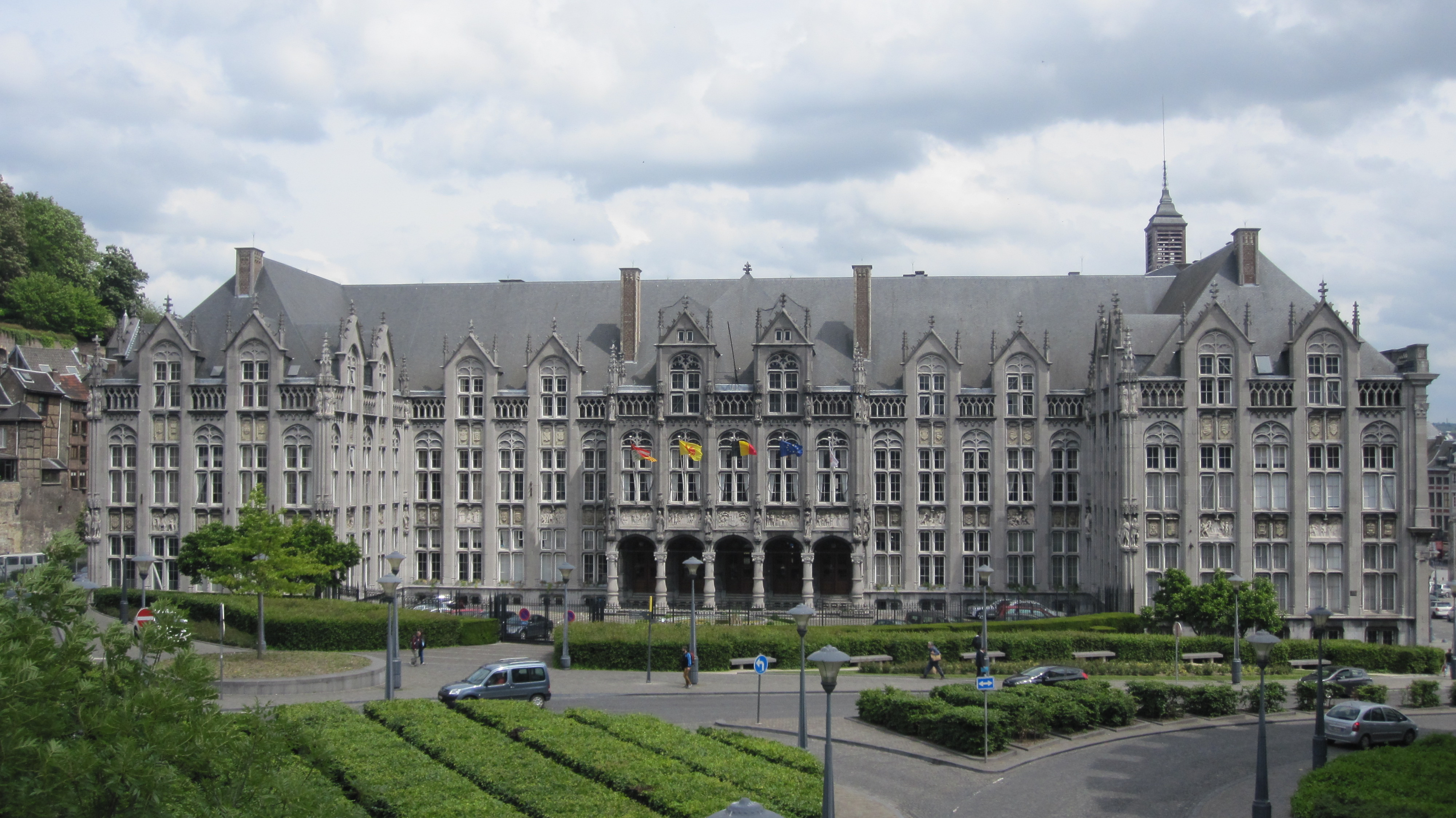
列日采邑主教宫侧翼
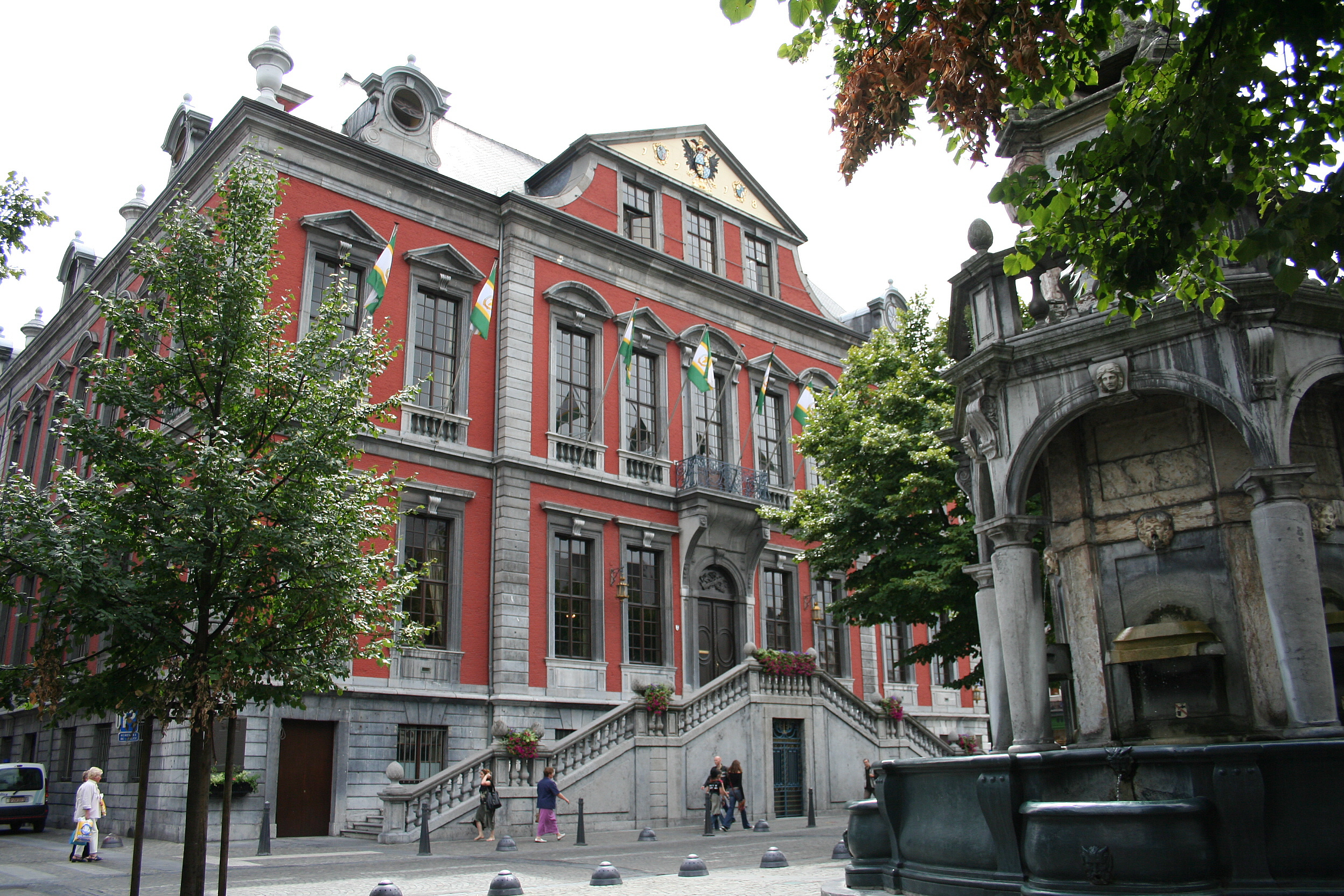
列日市政厅
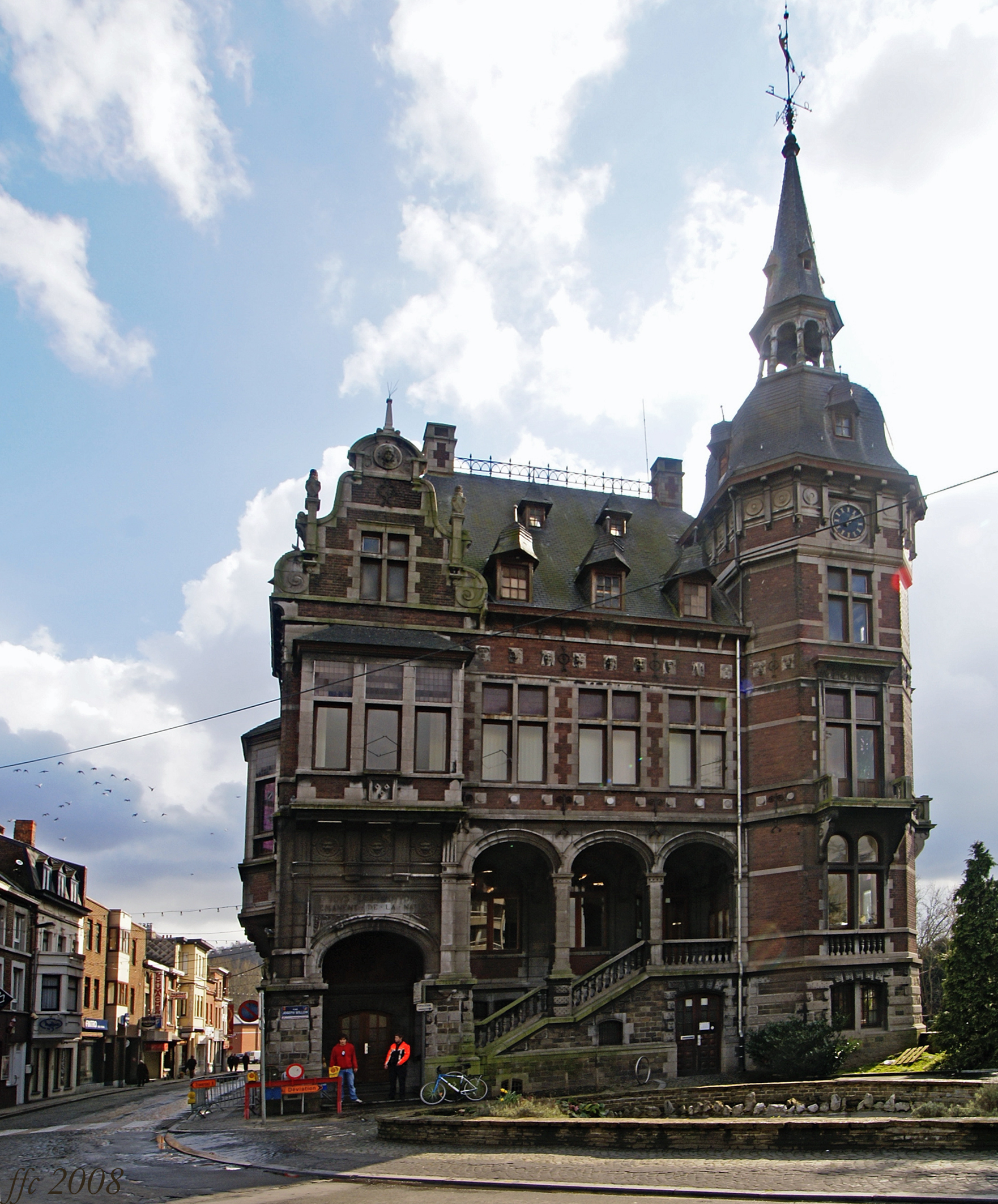
谢涅市政厅

### 高层建筑

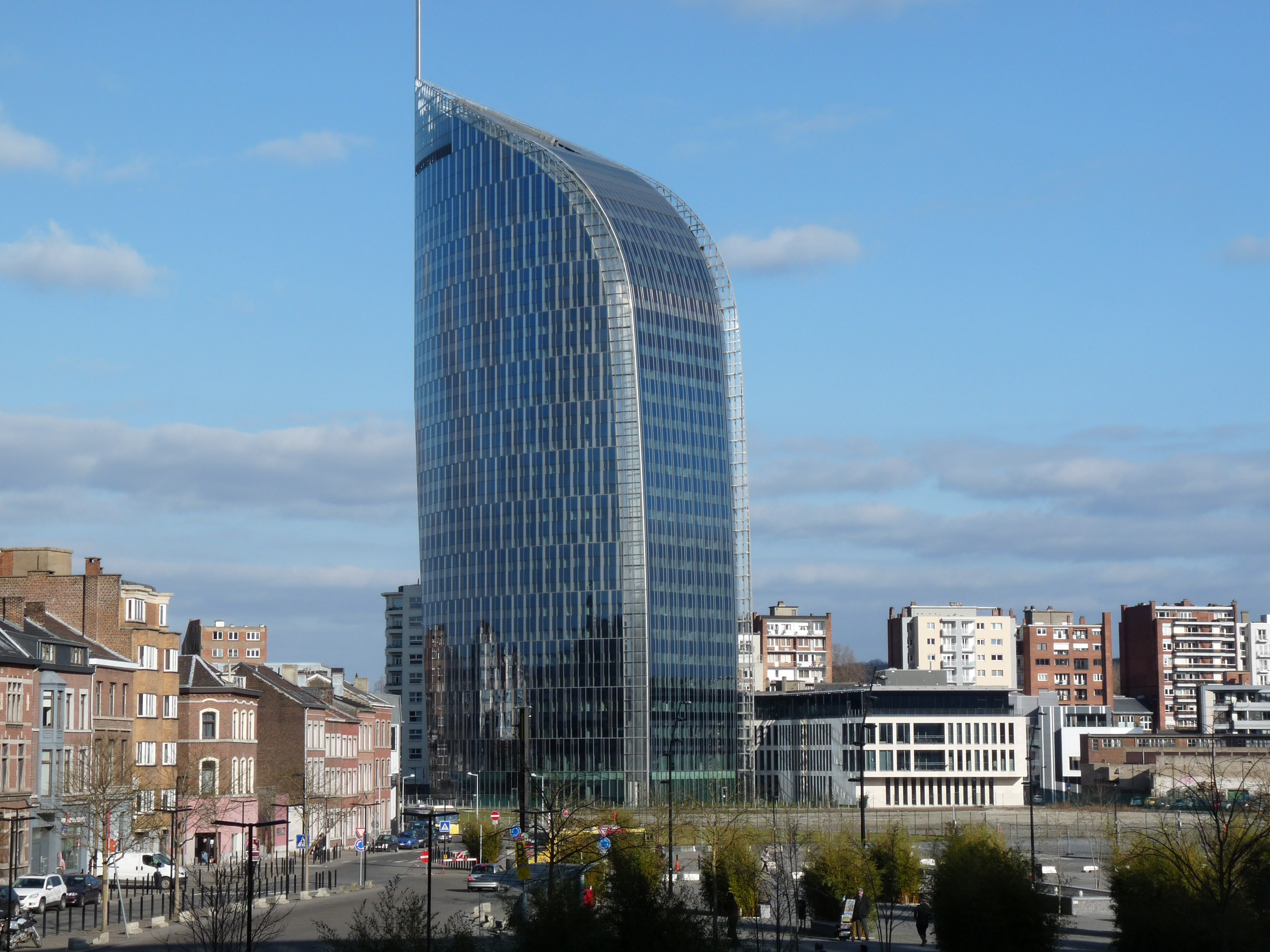
天堂大厦

天堂大厦，俗称“列日金融大厦”（Tour des Finances de Liège），是吉耶曼街区的一座高层建筑，共28层，高118米，若包括楼顶天线则高136米，是瓦隆尼亚第一高楼。该楼建于2012-2014年，于2015年落成，取代了两座原联邦财政公共服务部大楼，是列日市1100多名财政官员的办公场所。

### 纪念性建筑
列日柱碑是一座底部为喷泉的柱碑，位于集市广场，与列日市政厅相对。该柱碑建于1305年，代表着列日的自由，是列日市的象征。驯牛师，常以瓦隆语“公牛”（Li Tore）称之，是列日雕塑师莱昂·米尼翁的作品，题材为一头公牛及裸体的驯兽师，位于莱泰拉斯。该雕塑于1880年巴黎沙龍斩获金奖，如今与列日柱碑同为该市的象征之一，也是列日大学生的吉祥物。协约国纪念园位于宽特街区，为纪念協約國在第一次世界大战中的贡献而于两次世界大战期间建成，由纪念塔和圣心教堂组成。

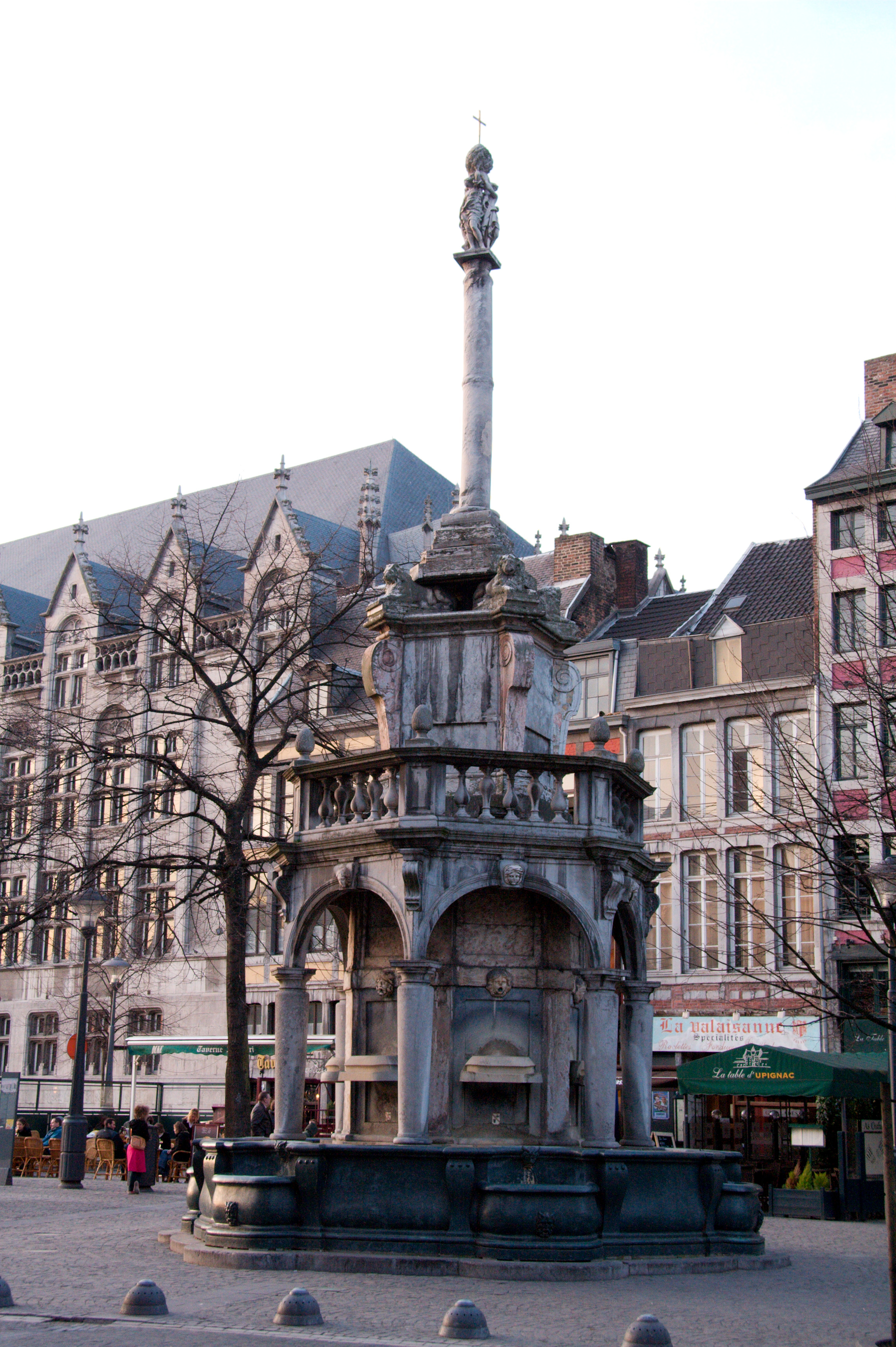
列日柱碑
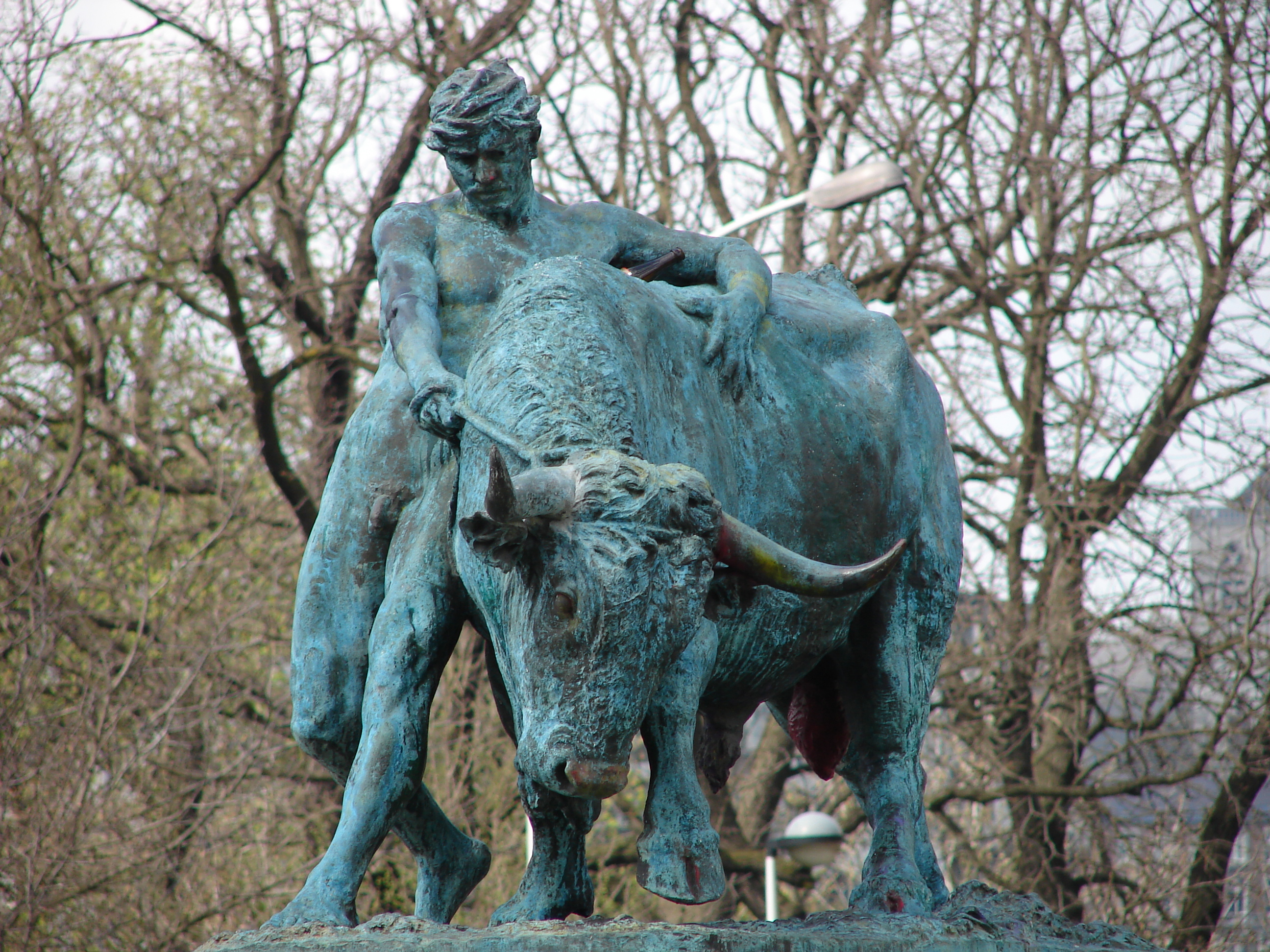
驯牛师雕塑
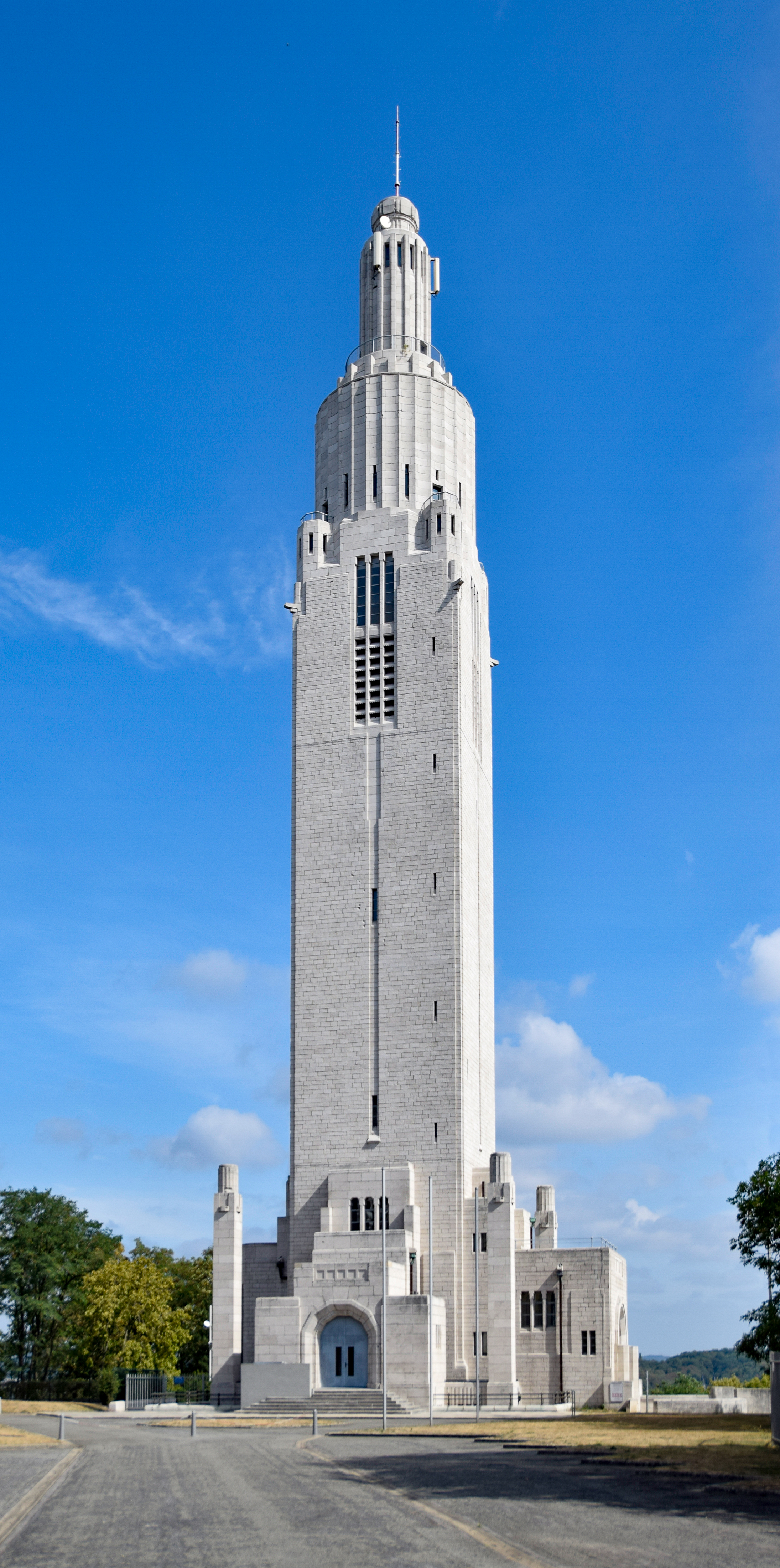
协约国纪念塔
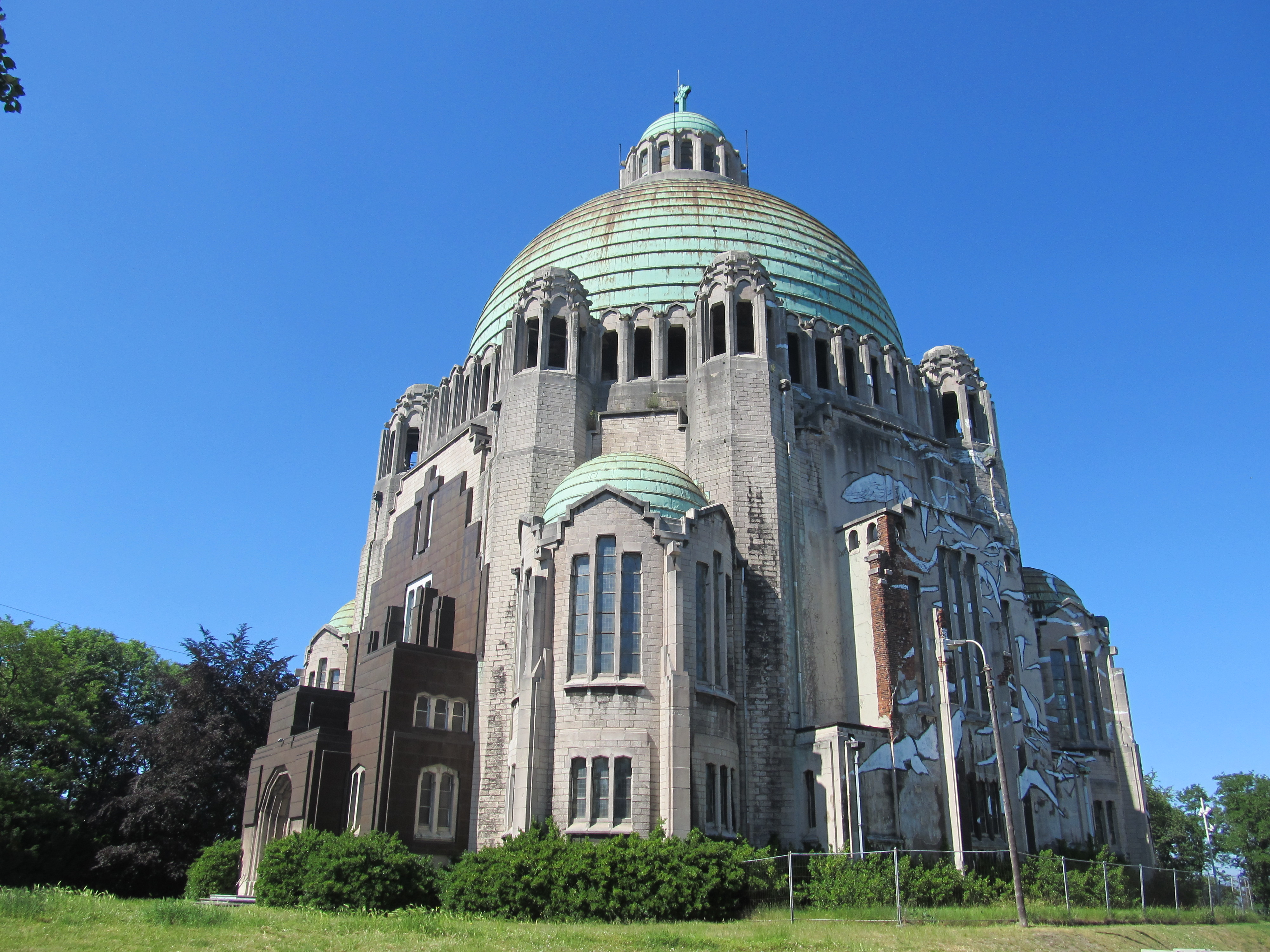
圣心教堂

### 城堡
科隆斯泰尔城堡位于萨尔蒂尔曼，坐落在俯瞰乌尔特河谷的岩石山脊上，其历史可追溯到14世纪。1963年，列日大学收购了该城堡及其庄园。加亚尔蒙城堡，又称“布吕耶尔城堡”（Château des Bruyères），是一座新古典主义建筑，位于布瓦德布勒，建于1843年，后于1873年左右抬高及扩建，如今属于列日大学医疗中心。佩拉尔塔城堡位于昂格勒尔，建于14世纪，1935年被昂格勒尔市政府购买用作市政厅，如今是市工程办公室、警察局、街区办事处与乌尔特-默兹文化中心（CCOM）文化馆所在地。沙特勒斯堡位于阿梅克尔，于1817-1823年奉荷兰国王威廉一世之命建于科尔尼永山。列日要塞建立后，该堡垒逐渐失去军事作用，如今已荒废，成为了受城市探险家青睐的去处。

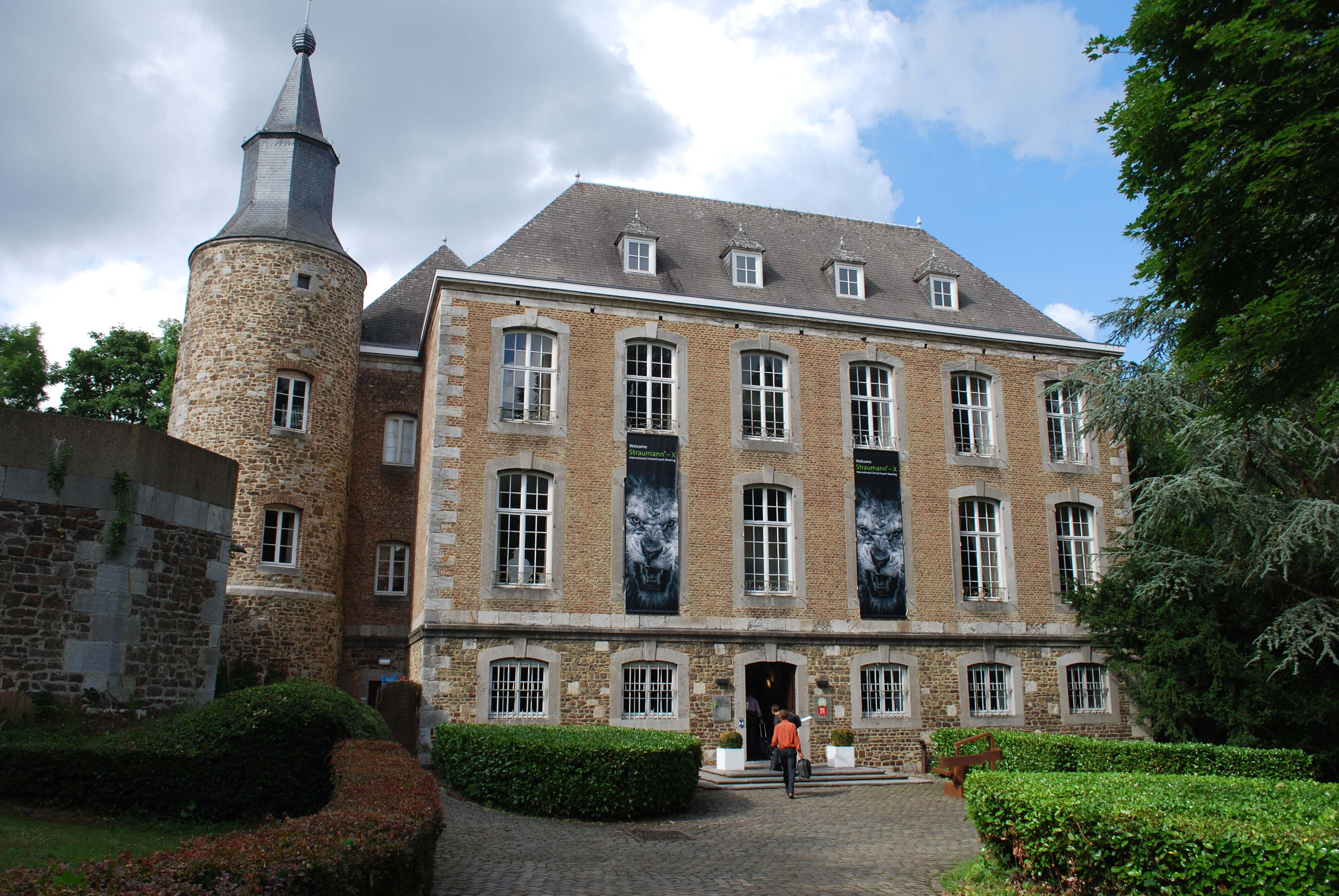
科隆斯泰尔城堡
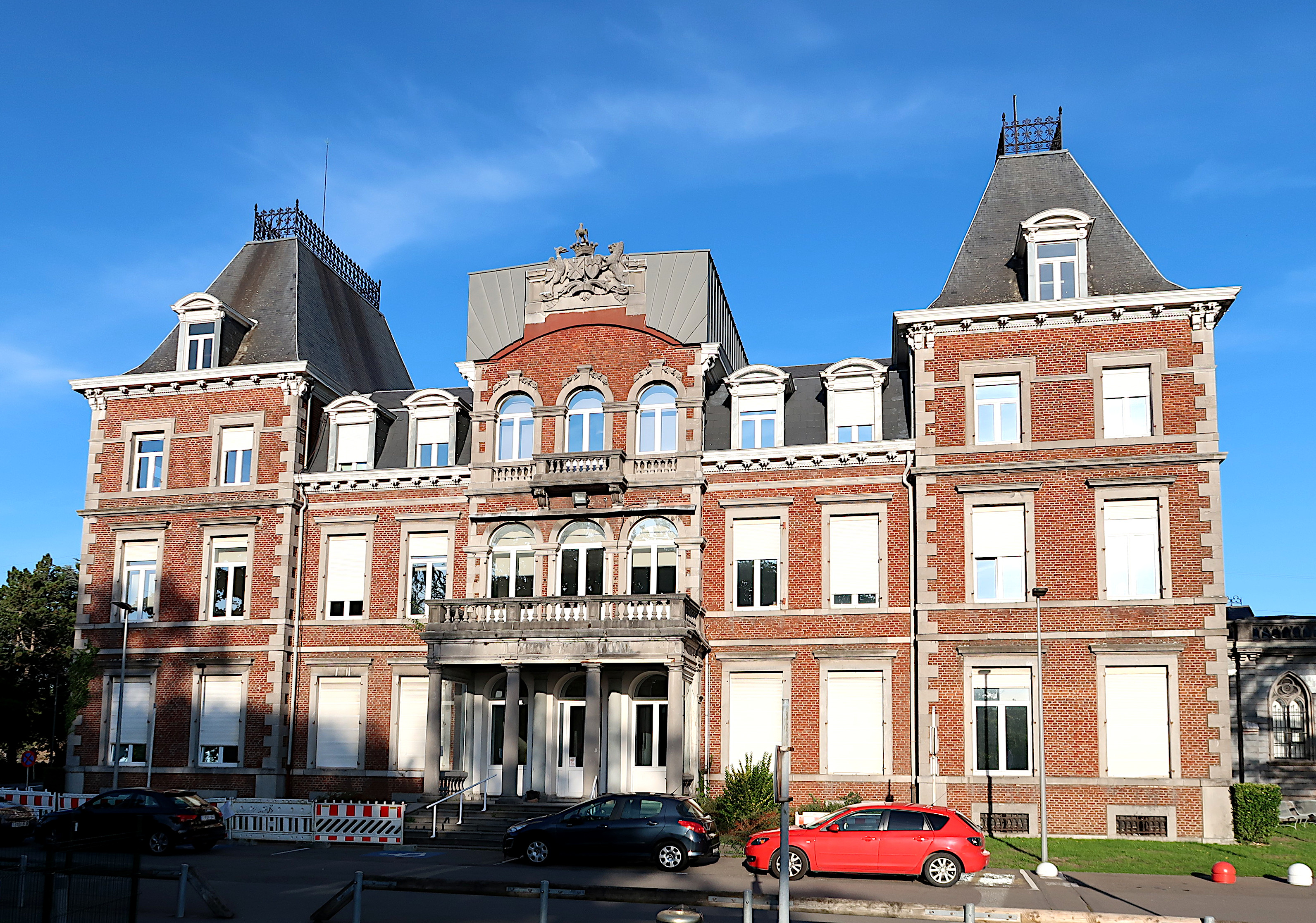
加亚尔蒙城堡
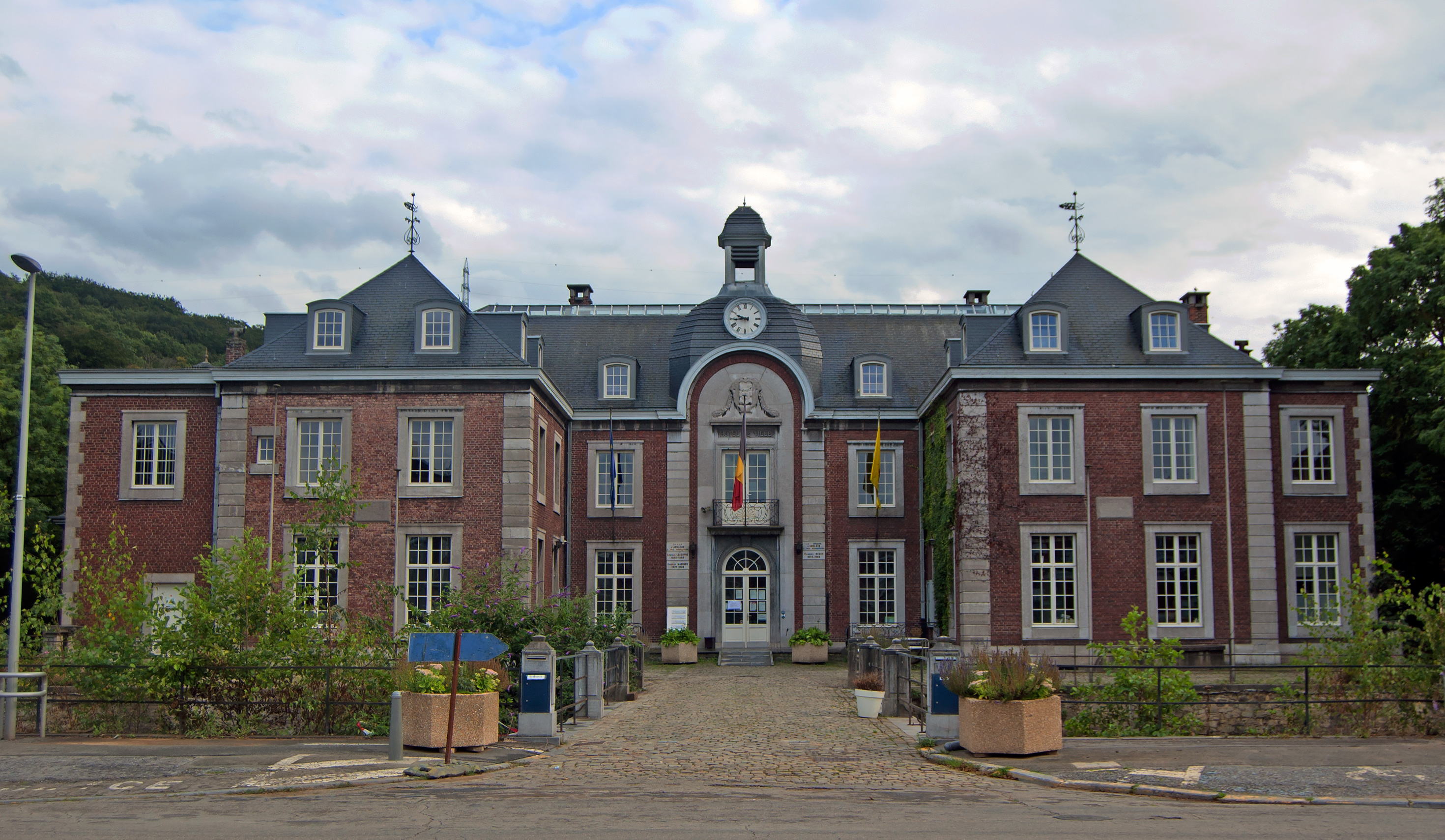
佩拉尔塔城堡
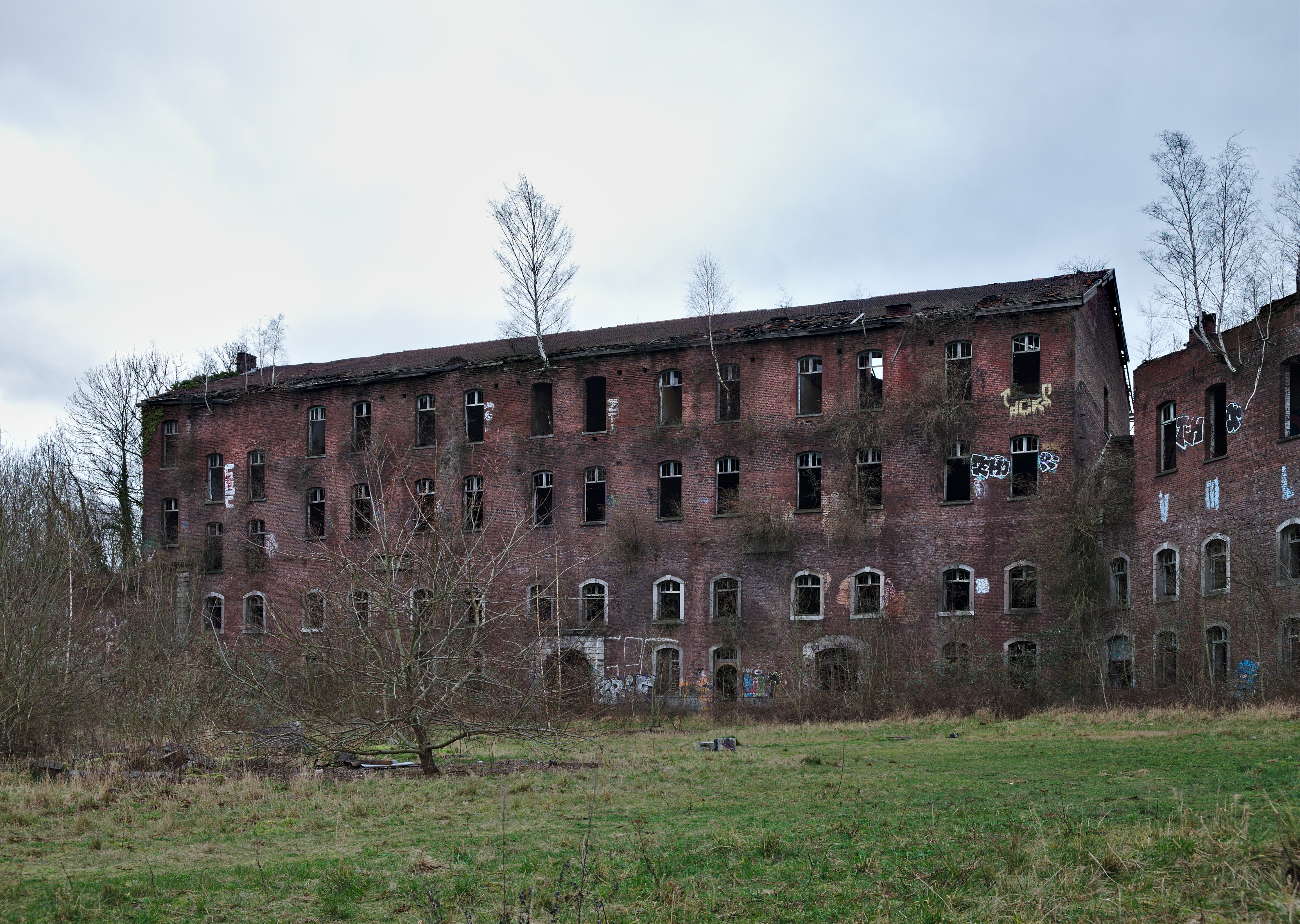
沙特勒斯堡

### 博物馆
列日有6家市立博物馆，15家非市立博物馆。大庫爾提烏斯博物館是当地的一个博物馆综合体，于2009年翻修而成，汇集了列日数个博物馆的藏品，展区面积5000多平方米，拥有5000多件藏品，是瓦隆尼亚最大及最重要的博物馆。拉博沃里博物馆是一座美术博物馆，位于拉博沃里公园，博物馆建筑为1905年世界博览会的美术馆。博物馆于2016年5月开馆，藏有文森特·梵高、巴勃羅·畢卡索、克勞德·莫奈、保羅·高更、让·奥古斯特·多米尼克·安格尔、保罗·德尔沃、雷內·馬格利特、瑪麗·羅蘭珊等名家的画作。瓦隆生活博物馆建于1913年，位于原少年修道院，是瓦隆尼亚馆藏最丰富的民俗博物馆之一。昂桑堡博物馆是一座裝飾藝術博物馆，位于列日老城区的昂桑堡府邸，藏有画作及众多列日-亚琛风格家具。

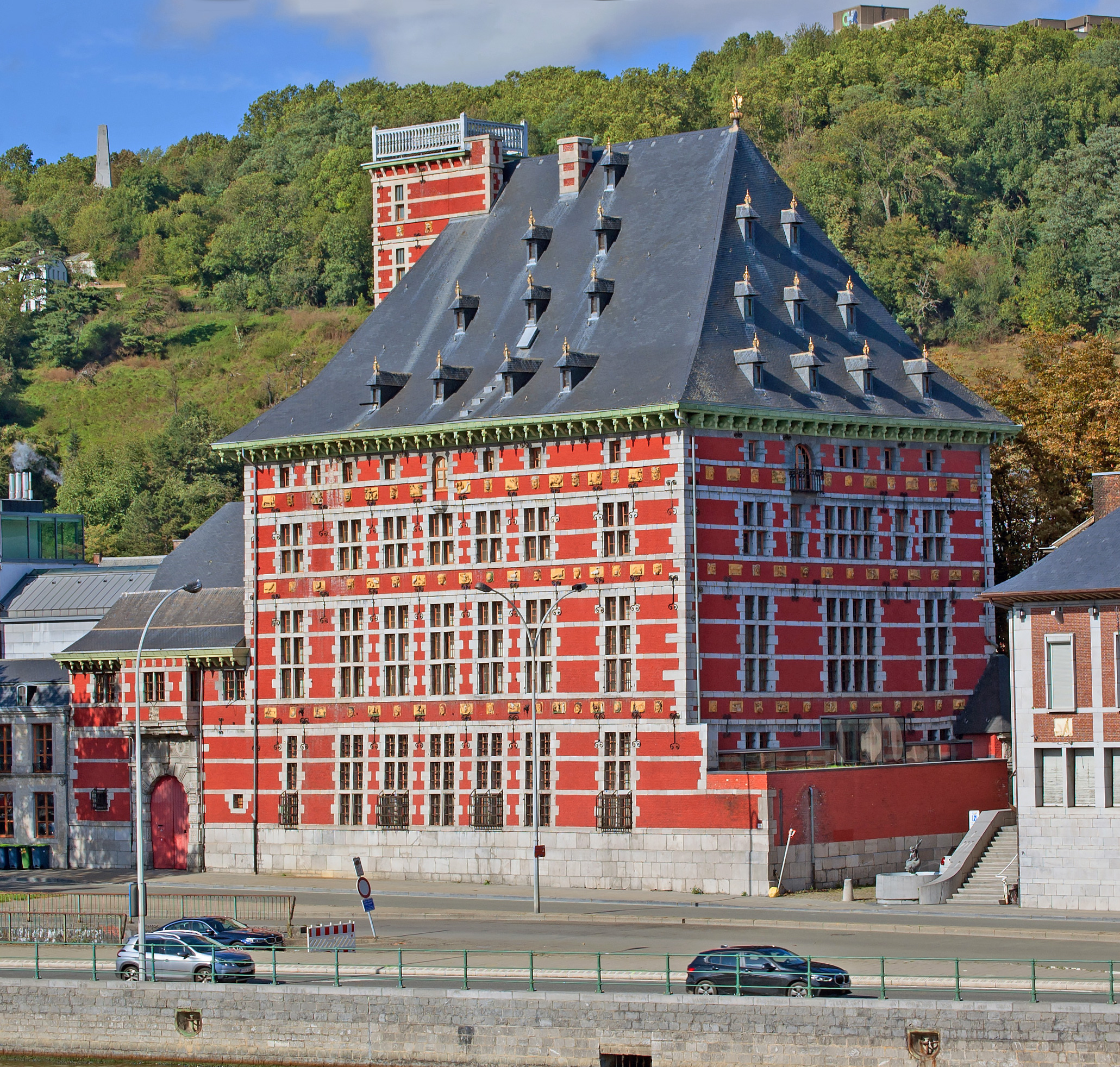
大庫爾提烏斯博物館
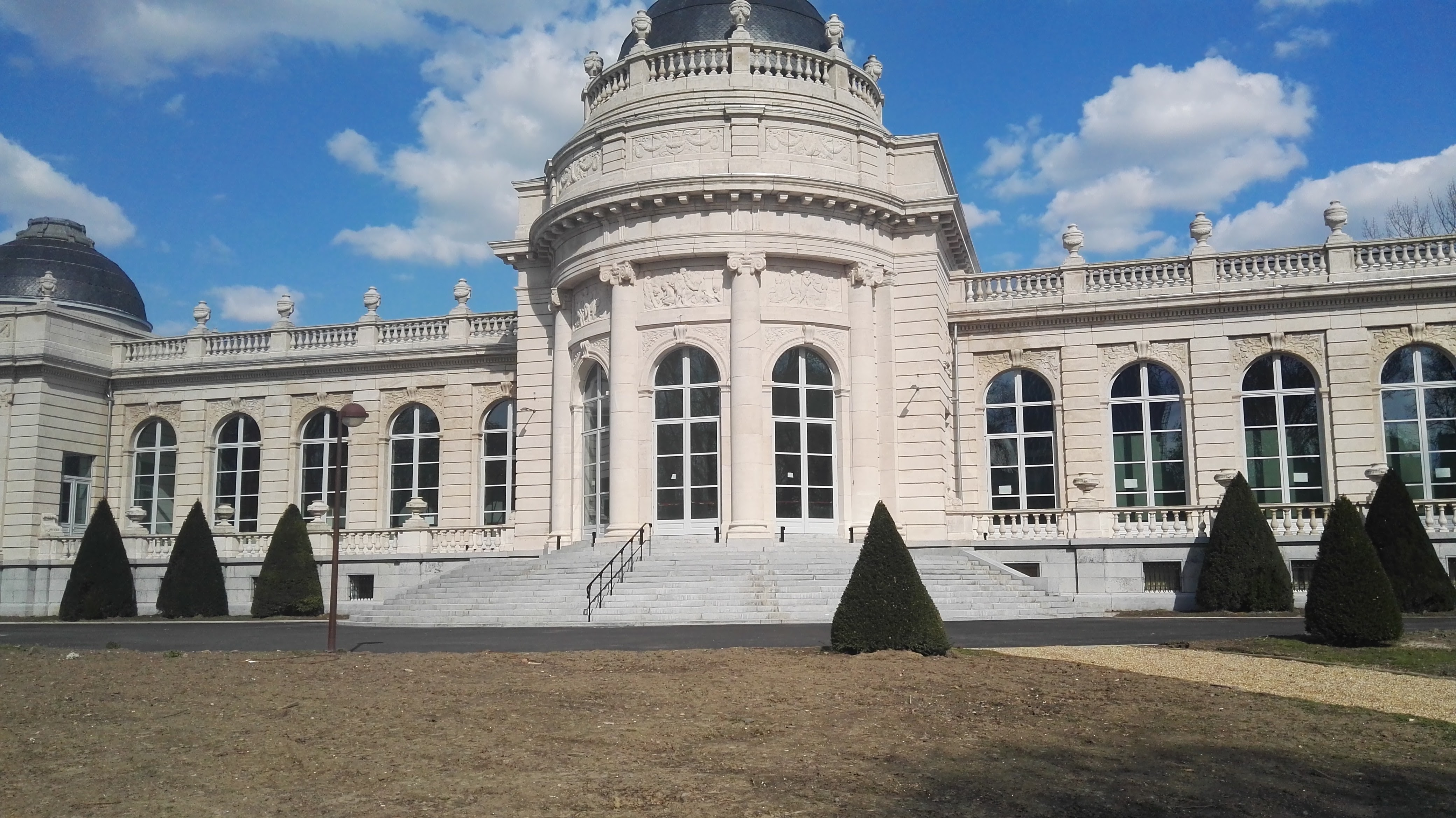
拉博沃里博物馆
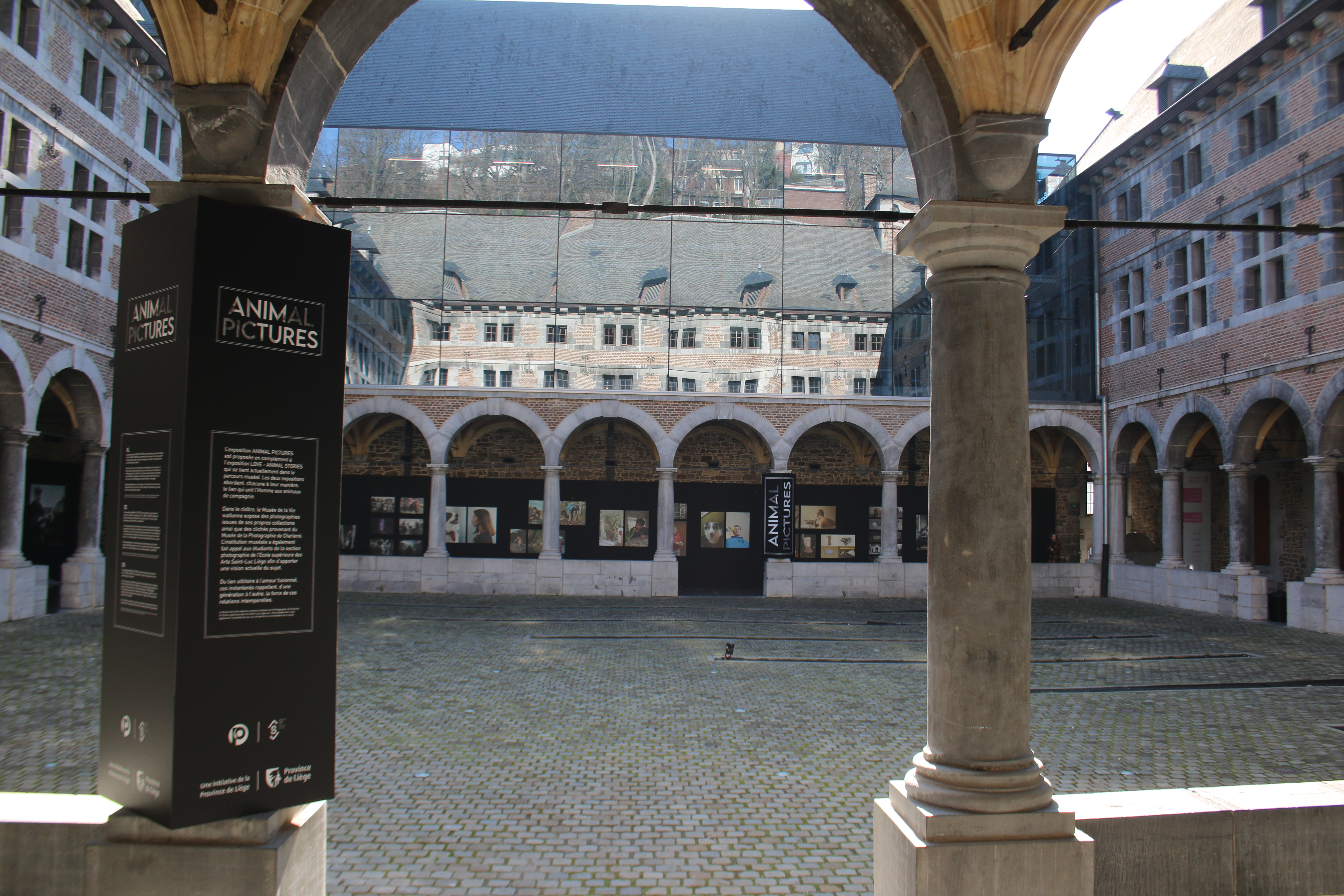
瓦隆生活博物馆
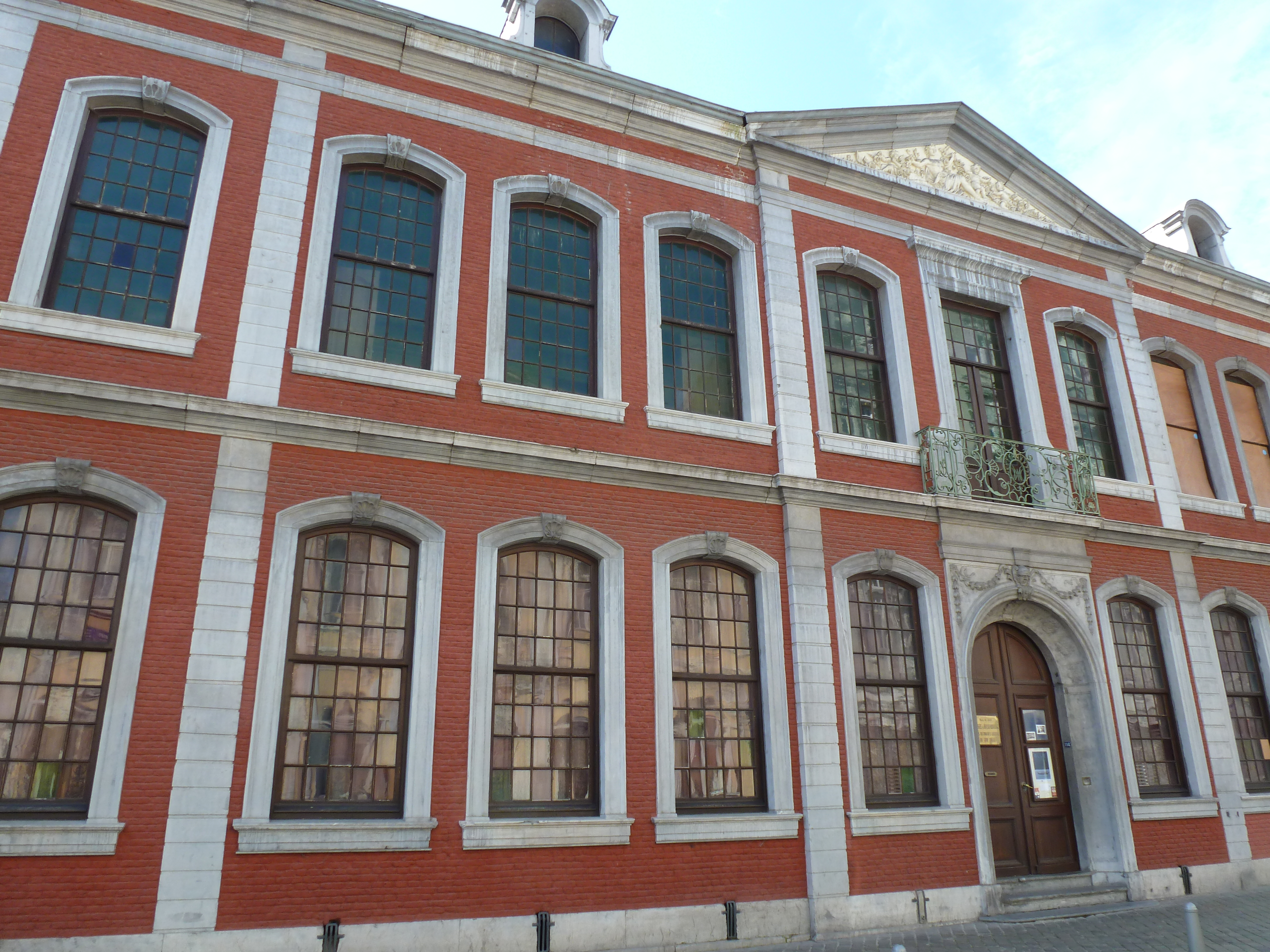
昂桑堡博物馆

### 广场
圣朗贝尔广场位于列日市中心，占地19000余平方米，是该市的主广场，于列日革命期间将圣朗贝尔主教座堂拆除后修建。广场上最大的公共建筑是列日采邑主教宫，今用作列日司法大楼与列日省政府大楼。集市广场毗邻圣朗贝尔广场，占地3550平方米，是该市最古老的广场之一，也是作为该市象征的列日柱碑与列日市政厅的所在地。主教座堂广场亦位于列日市中心，占地5110平方米，得名于列日主教座堂。皮埃尔·克莱当广场位于吉耶曼街区，吉耶曼火车站脚下，占地8000平方米，以比利时政治家皮埃尔·克莱当命名。

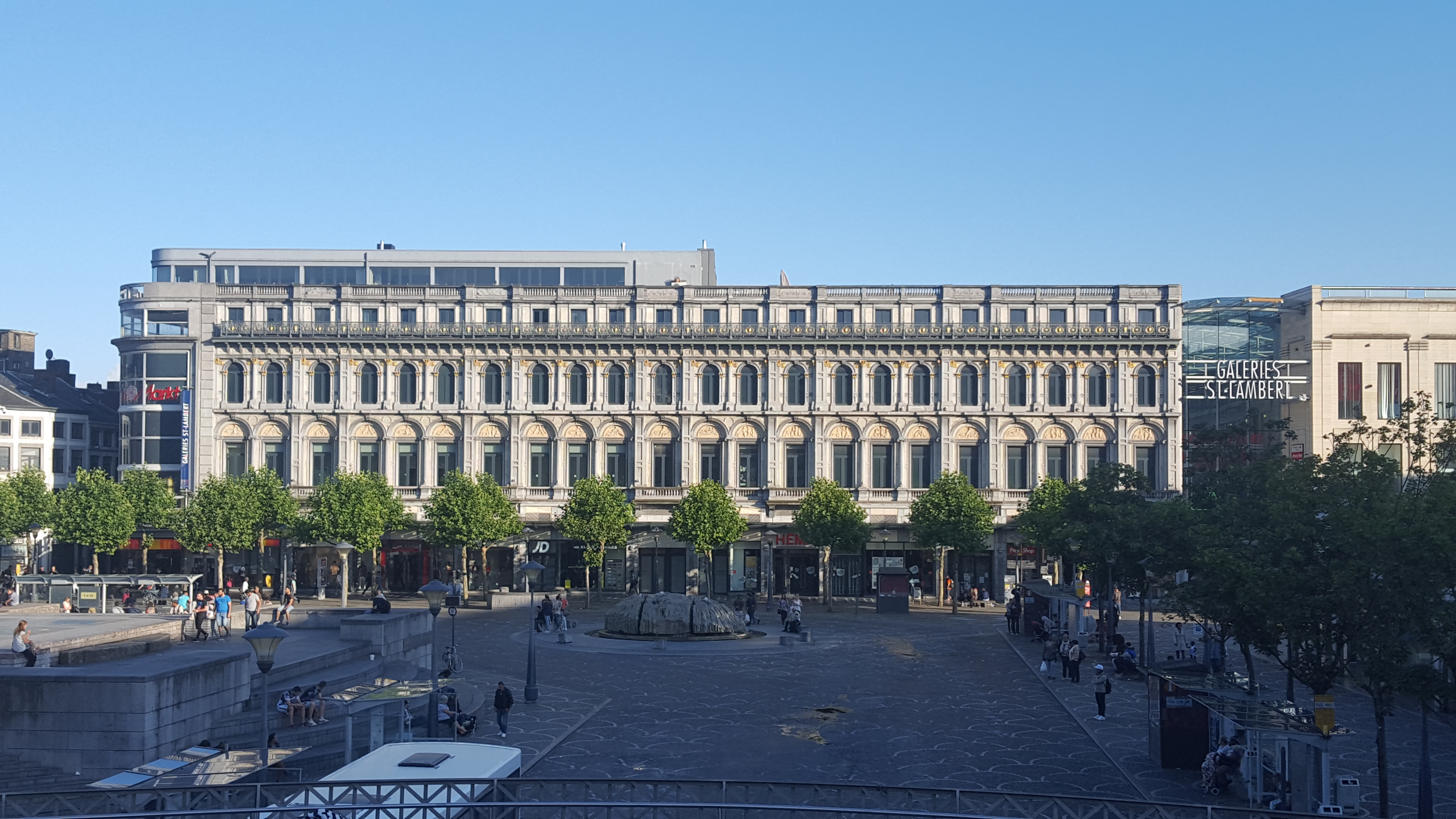
圣朗贝尔广场
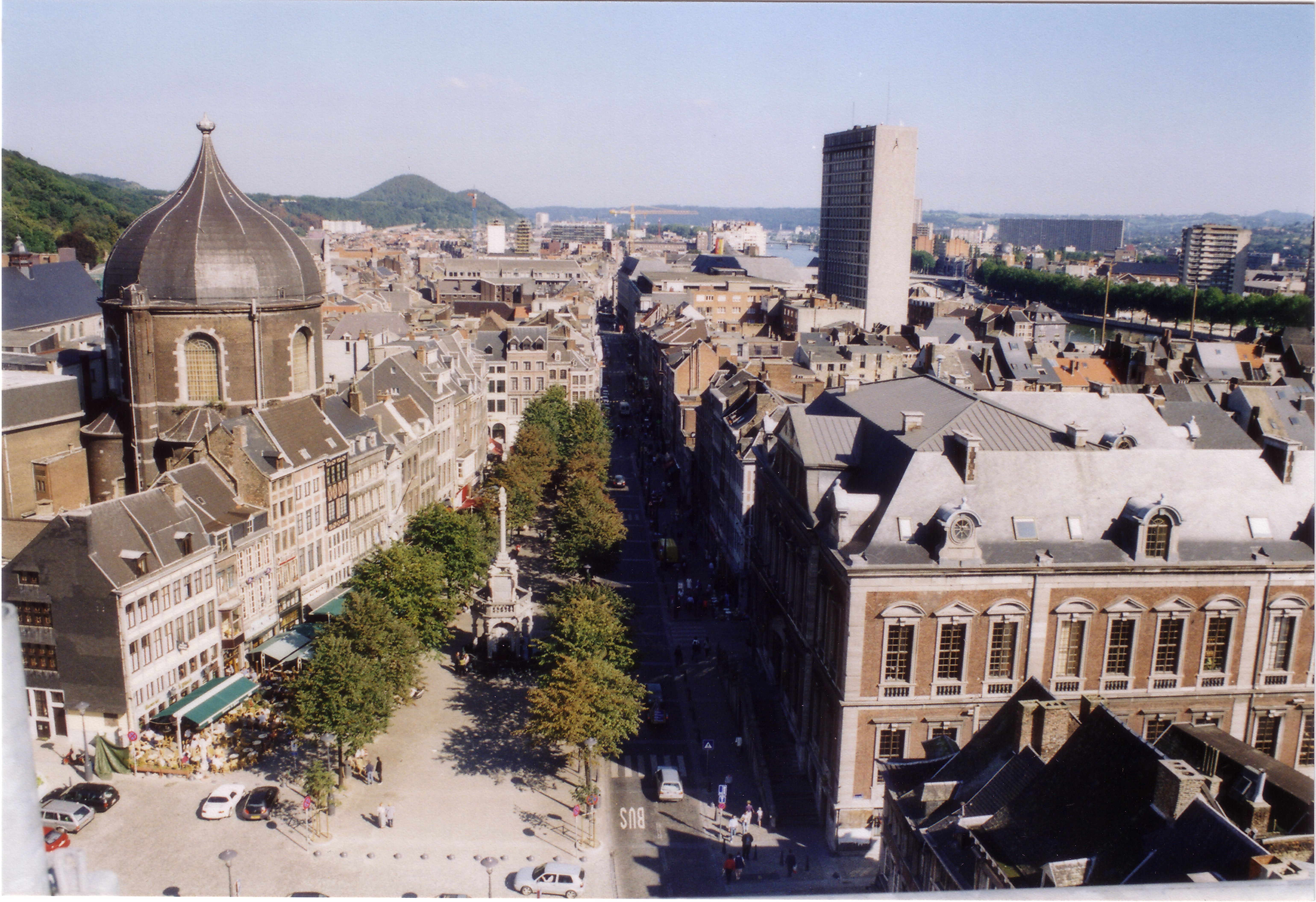
集市广场
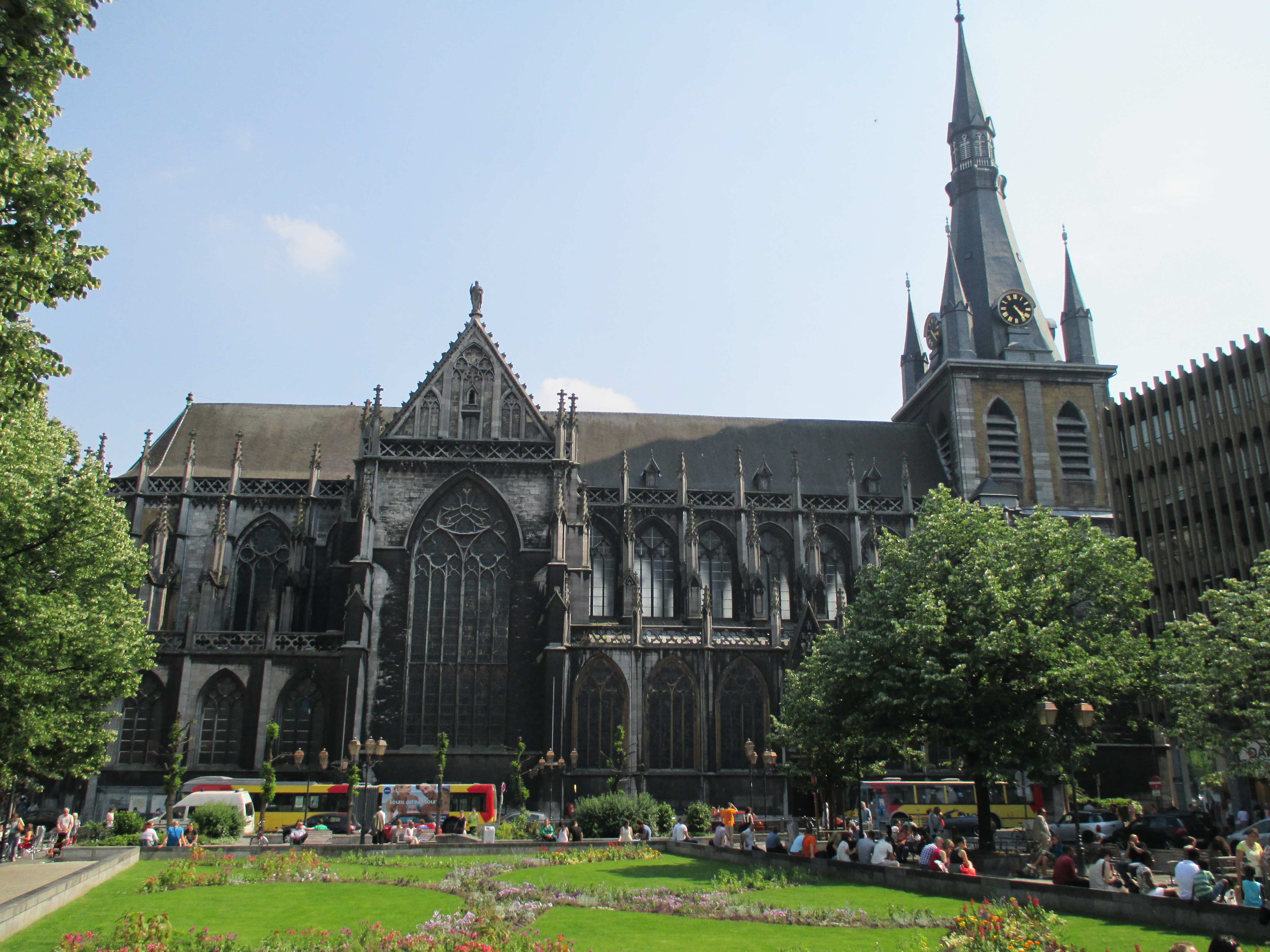
主教座堂广场
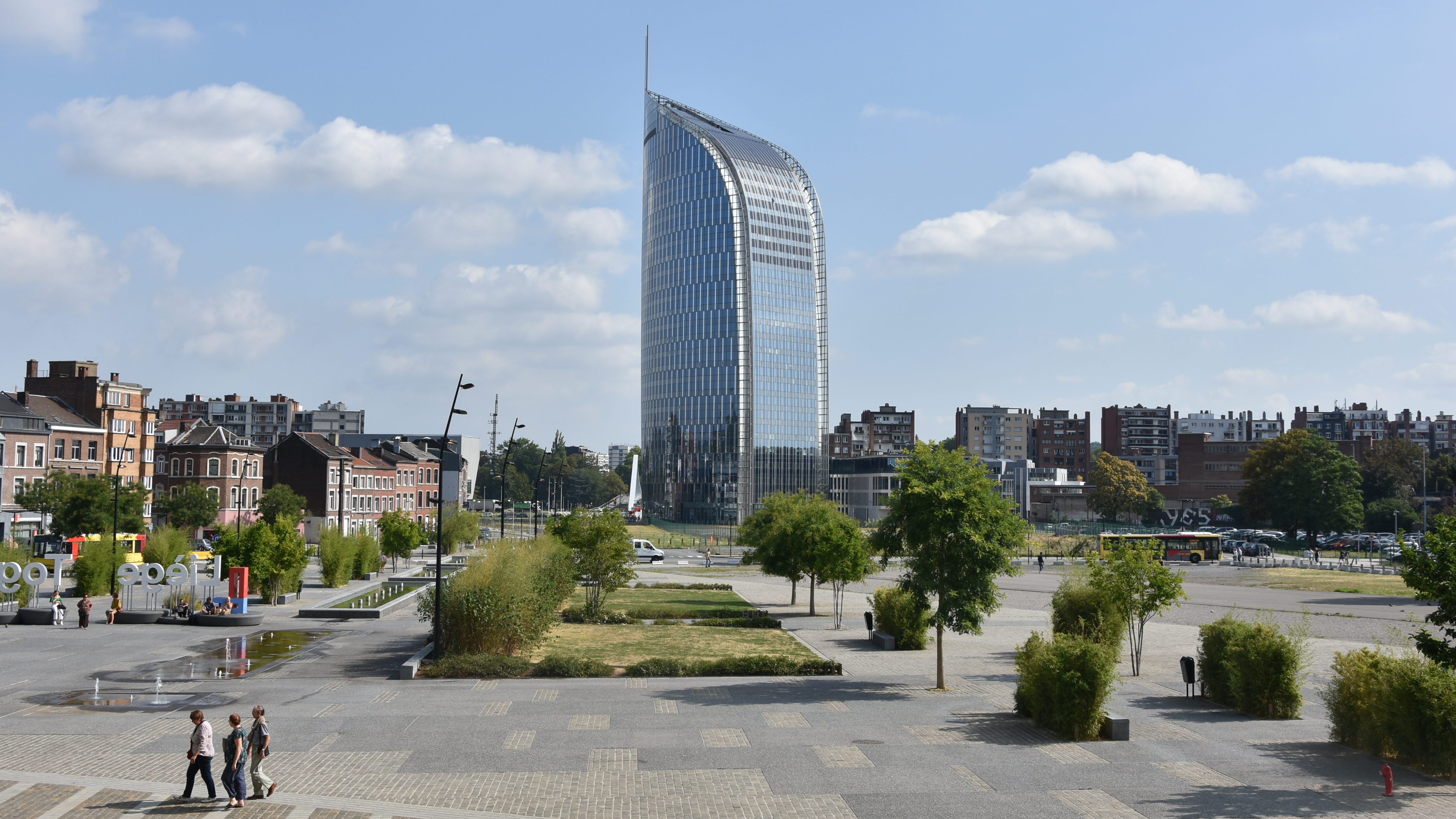
皮埃尔·克莱当广场

### 公园绿地
列日有众多公园和绿地。阿夫鲁瓦公园位于中央街区，阿夫鲁瓦大道和夏尔·罗日耶大街之间，占地5公顷，园内有许多纪念碑和雕塑。拉博沃里公园位于乌特勒默兹岛南部，默兹河和分流运河之间，占地9公顷，园内有拉博沃里博物馆、数个水上运动俱乐部、列日会议宫和范德法尔克连锁酒店。宽特市立公园位于宽特街区，占地20余公顷，分为运动场、景观公园和林区三个区域。列日植物园位于中央街区，占地3公顷，1970年之前曾为列日大学的校植物园，内有来各大洲的稀有树种。
城寨山坡位于列日老城区，占地90余公顷，得名于山顶上的列日城寨。该地带有六十多处古迹和遗址，40.07公顷被瓦隆大区归为具有重大生物学意义的地点（SGIB）。

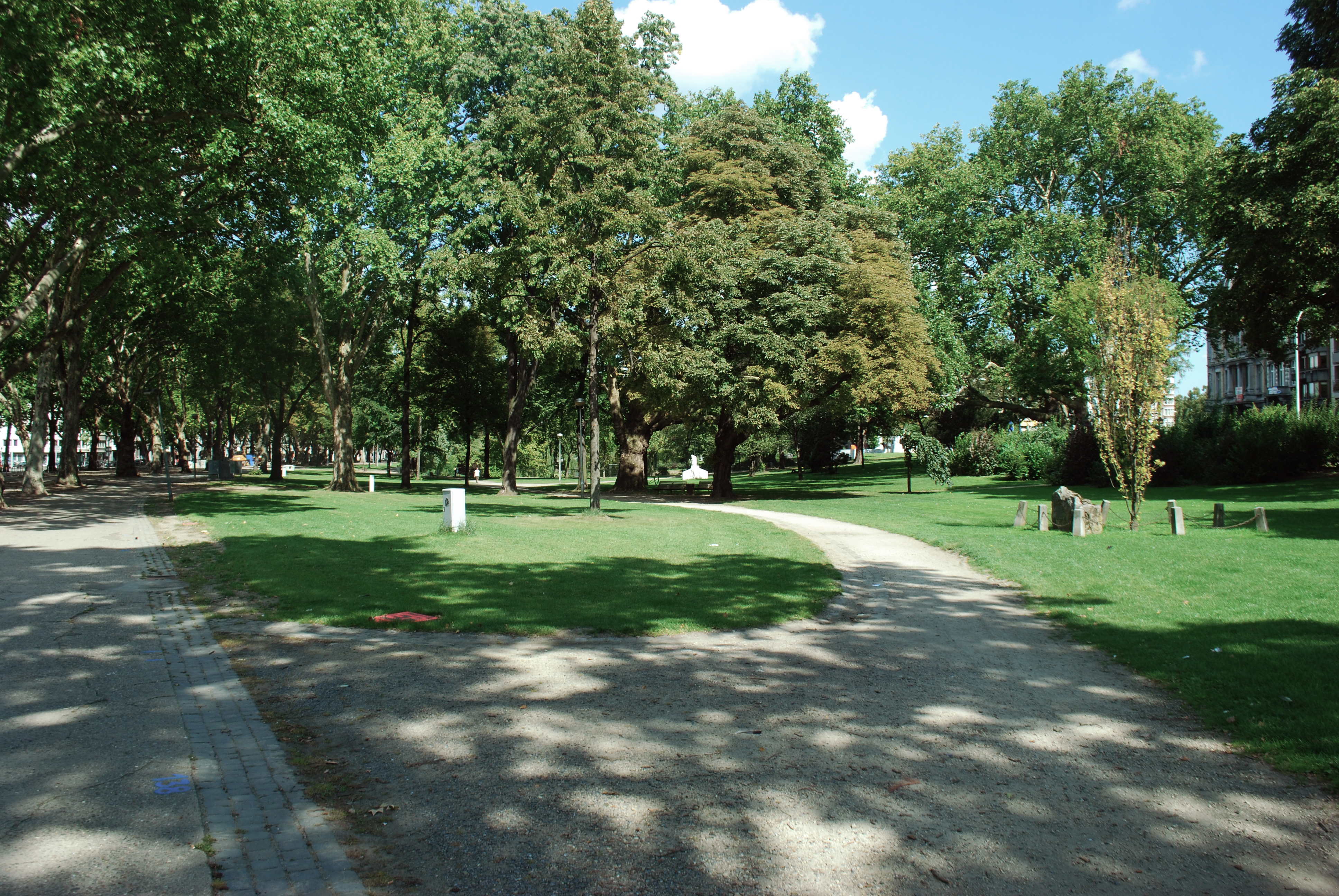
阿夫鲁瓦公园
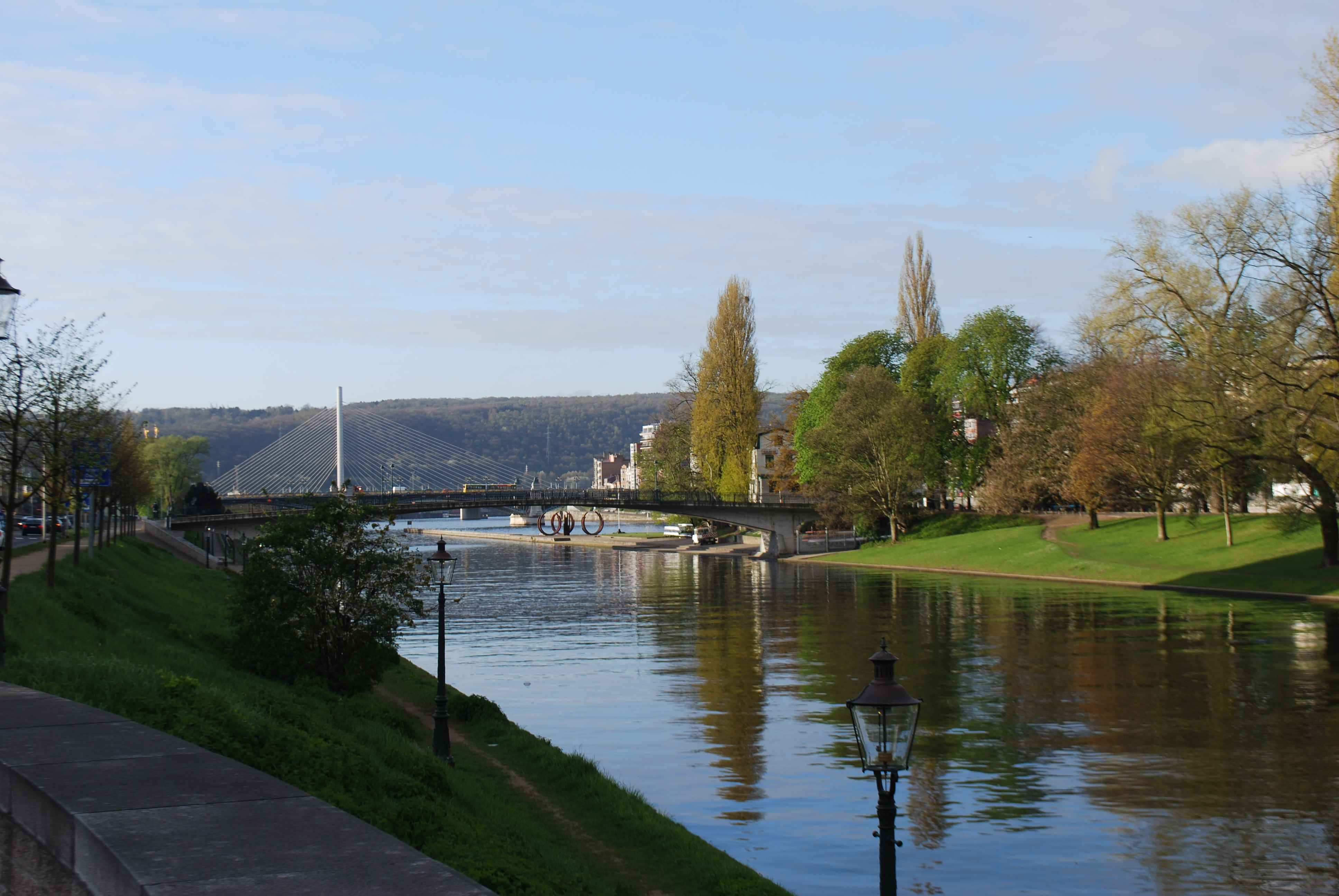
拉博沃里公园
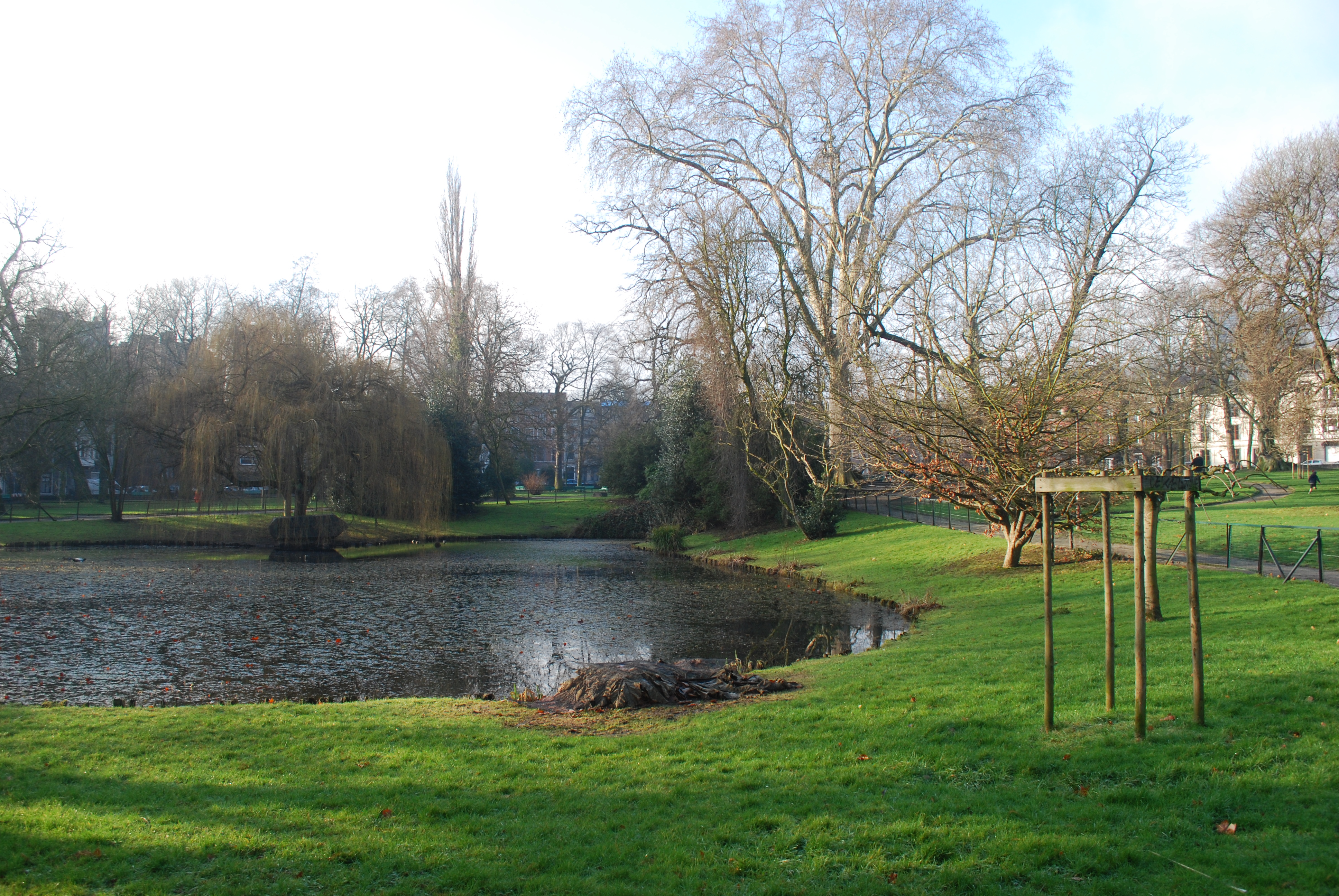
列日植物园
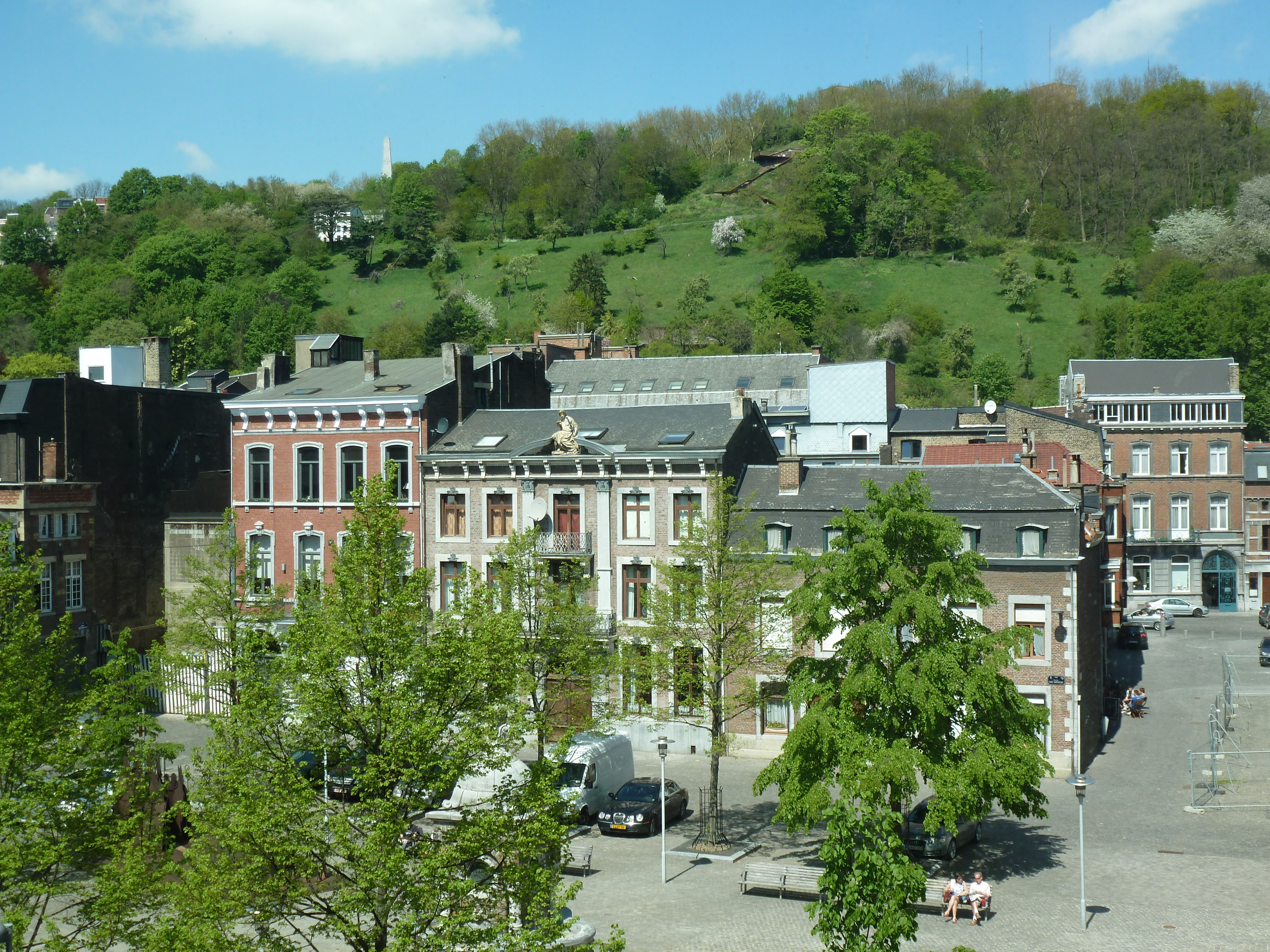
城寨山坡与圣巴多罗买广场（法语：Place Saint-Barthélemy）

### 阶梯

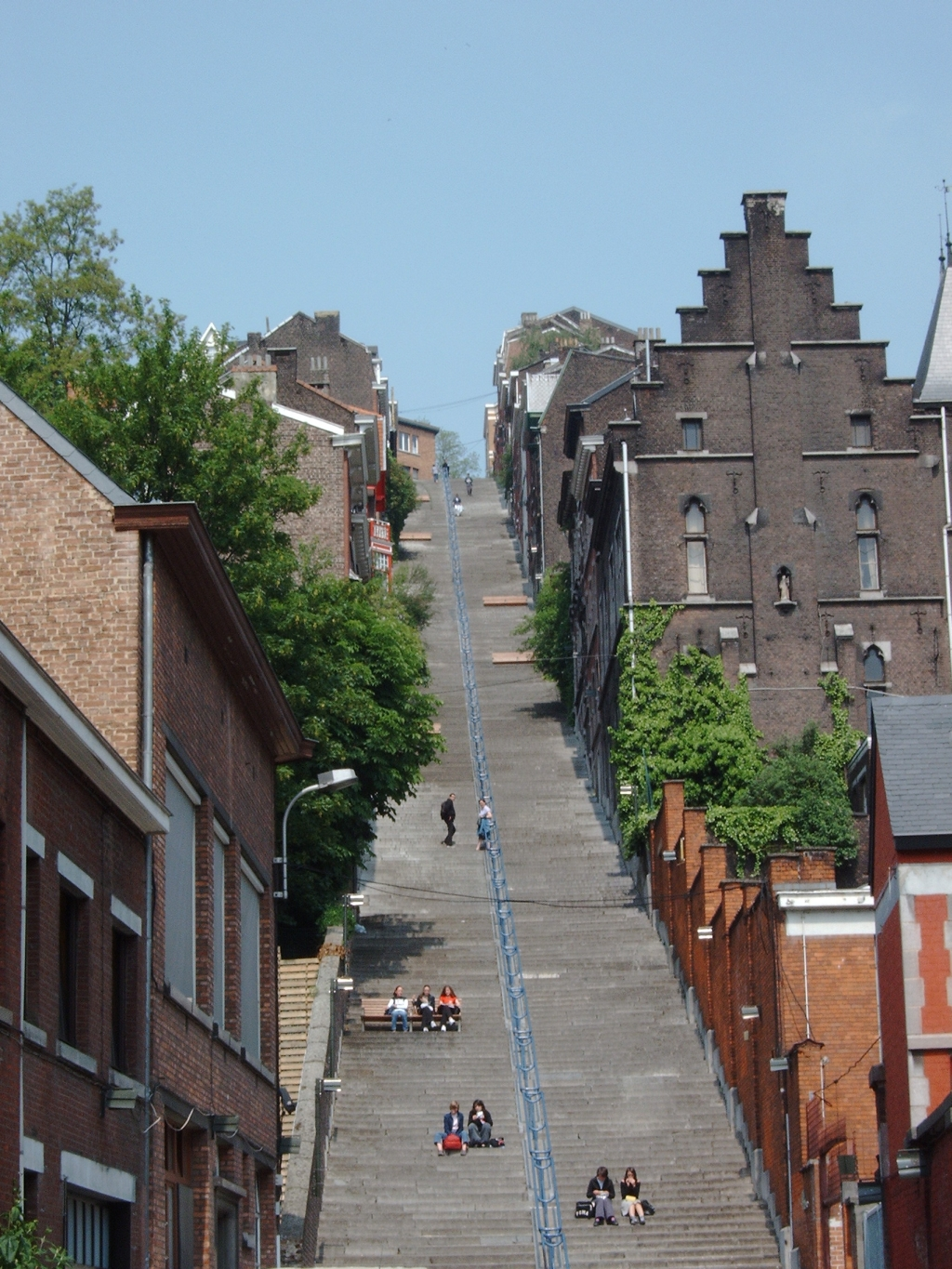
比伦山

比伦山是列日市中心的一处阶梯，全长260米，高差67米，坡度28-30%，共374阶，是比利时第二大阶梯。该阶梯建于1880年，以列日战争中对抗勃艮第公爵大膽查理的列日军事领袖文森特·范比伦命名，同时也纪念因1468年10月29日袭击大胆查理和法王路易十一的行动而牺牲的六百名弗朗希蒙人。2013年，《赫芬顿邮报》将其列为“世界上最极端的阶梯名单”首位。2020年7月，比利时探险家、冒险家路易-菲利普·隆克背着15公斤的背包花费三天时间上下阶梯135次，模拟攀登珠穆朗瑪峰。他表示这么做是想引起注意，提醒人们2019冠状病毒病疫情期间在家附近也可锻炼身体。

### 桥梁
列日有许多桥梁，主要在默兹河和分流运河上。弗拉涅大桥长177.6米，宽17.2米，位于分流运河的起点，横跨默兹河与乌尔特河的合流点，与费蒂讷大桥相连。该桥建于1901-1904年，与费蒂讷大桥、韦讷桥和马蒂瓦人行桥同为为1905年世界博览会而建的桥梁。阿尔贝一世大桥长170米，连接列日中央街区与乌特勒默兹街区。此处之前曾陆续建有两座桥和一座临时桥，第一座桥于1866年建成，名为“商业大桥”（pont de Commerce）。因日益繁忙的交通与1905年世界博览会，该桥于1905年重建。1940年，为延缓德军的进攻，该桥被毁并以一座临时人行桥取代。1957年，该桥按建筑师乔治·德杜瓦亚尔的设计重建，并以比利时国王阿尔贝一世命名。肯尼迪大桥，原名“拉博沃里大桥”（Pont de la Boverie）或“新桥”（Pont Neuf），长120米，宽23.7米，横跨默兹河，将列日市中心与隆多街区相连。此桥历经两度损毁及重建，当前桥梁由建筑师乔治·德杜瓦亚尔设计，于1958年重建，1960年建成通车。1963年，美国总统肯尼迪遇刺，该桥易名为当今名称。今天，肯尼迪大桥是默兹河上的一个繁忙的过境点，每天有15000余辆车通过。旺德尔大桥是一座斜拉橋，长527米，横跨默兹河与阿尔贝运河，将列日旺德尔片区与列日东北部市镇埃斯塔勒相连。该桥由格赖施设计公司设计，瓦隆公共工程和交通部（Ministère Wallon de l'Équipement et des Transports）负责，共耗资5.08亿比利時法郎（约合1260万欧元），于1989年建成通车。1993年5月，旺德尔大桥被列入建筑遗产名录。

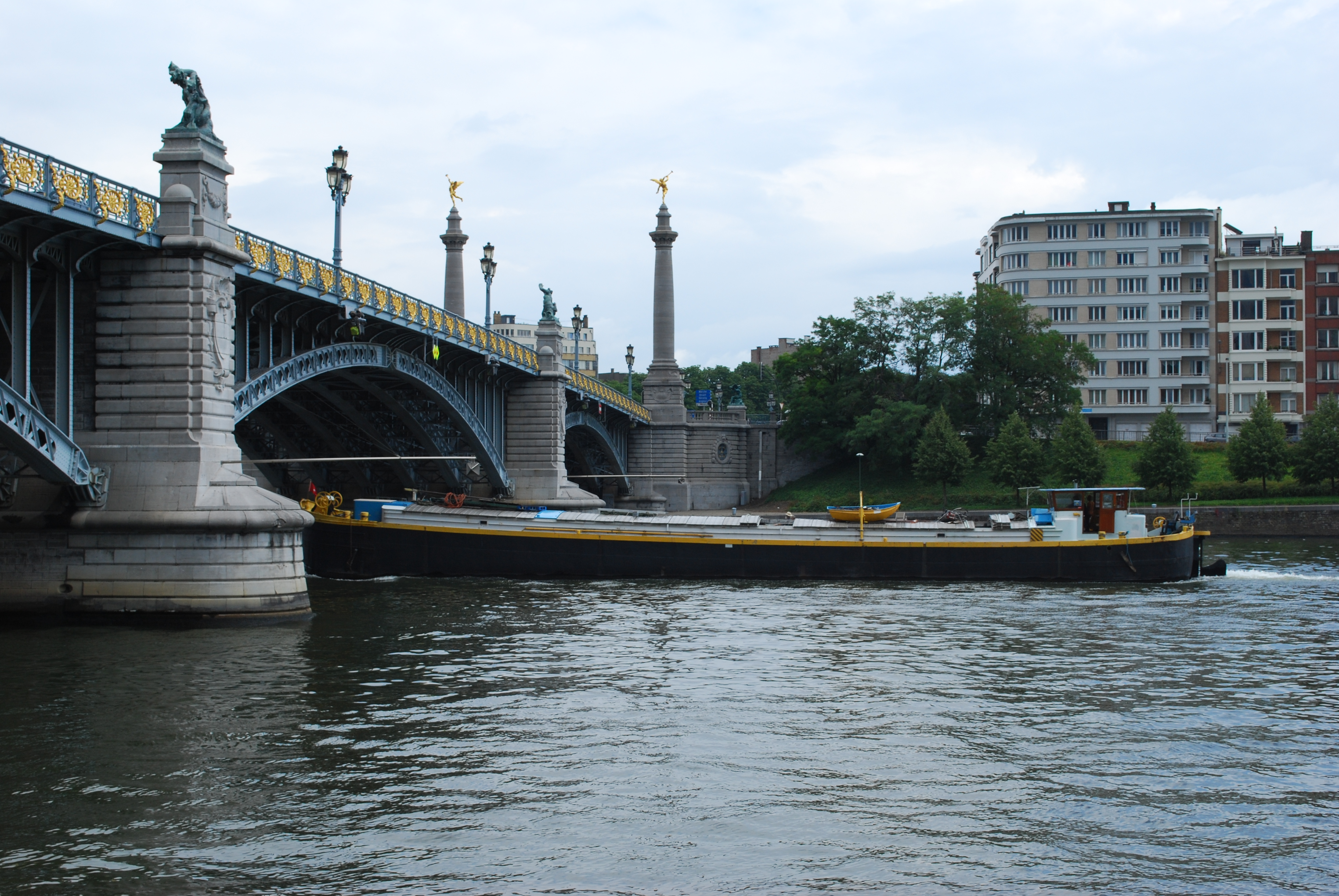
弗拉涅大桥
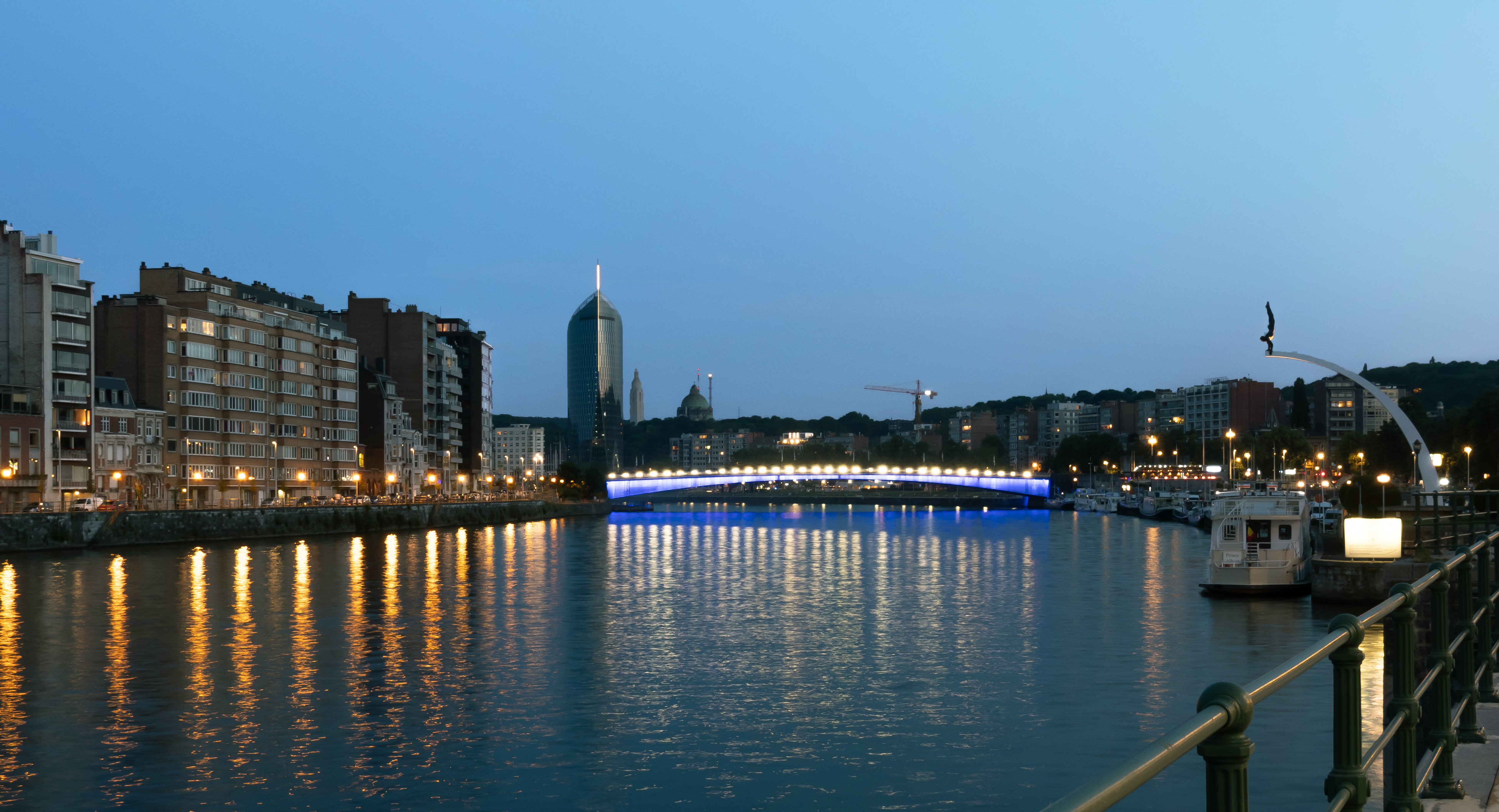
阿尔贝一世大桥
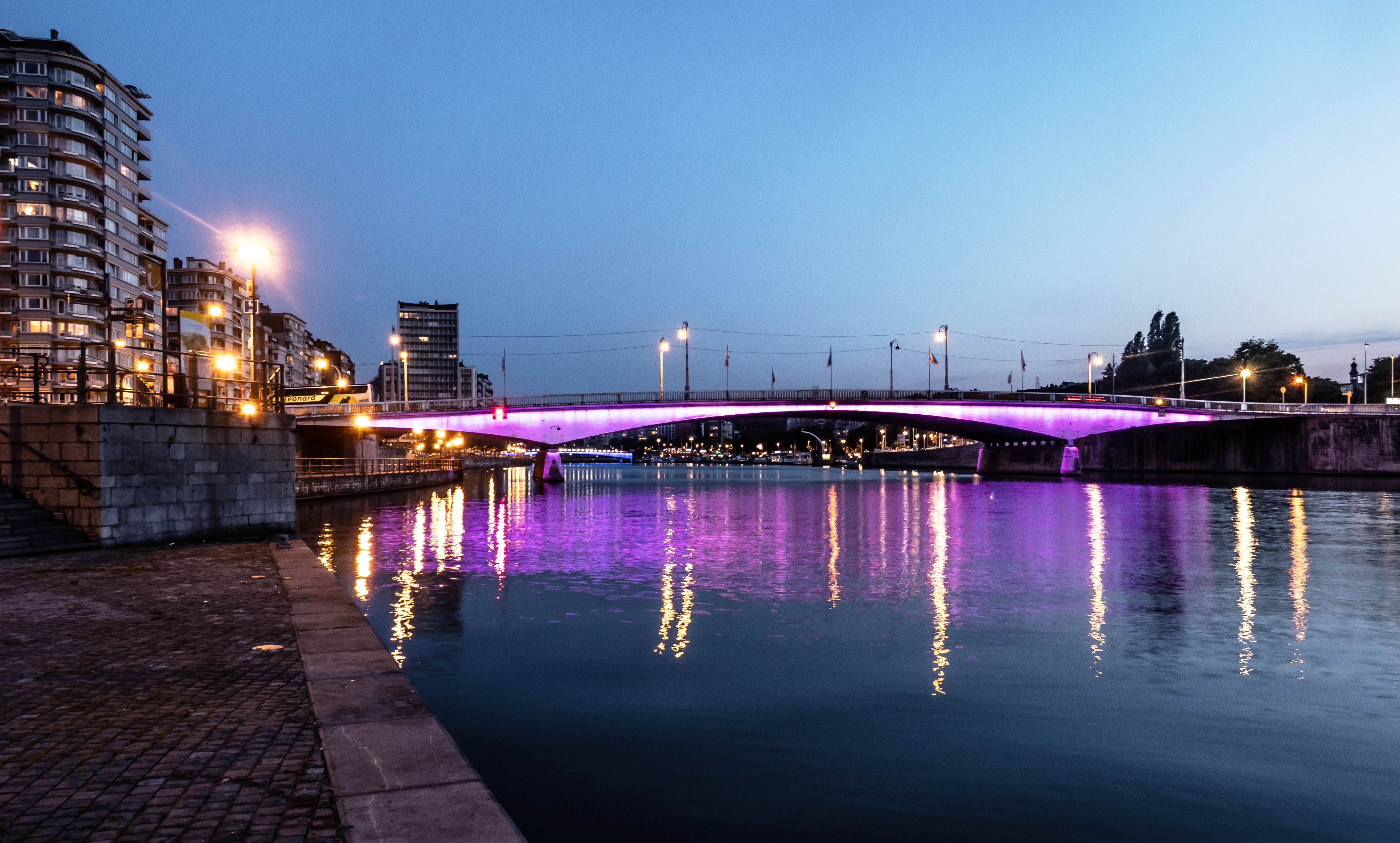
肯尼迪大桥
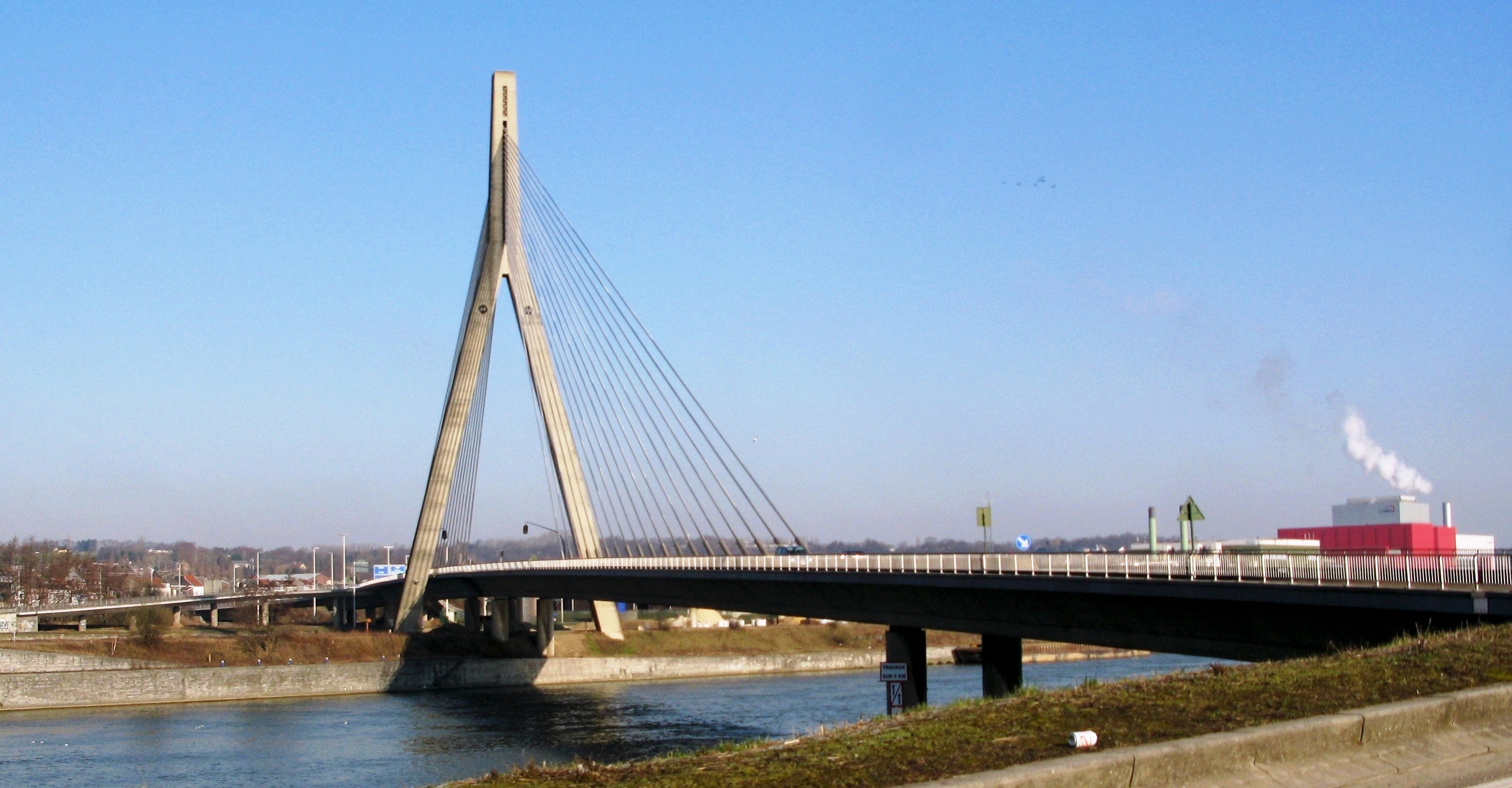
旺德尔大桥

### 墓园
列日共有22处墓地。罗贝尔蒙公墓位于布雷苏片区，建于1805年，占地40余公顷，是列日最大的墓地。拉博塞比利时军人公墓位于旺德尔片区，建于1947年，埋葬着200余名一战比利时军人。枪下亡魂围场是城寨公园内的一处小型墓地，建于1947年，占地0.8公顷，埋葬着415名二战期间被纳粹德国国防军与武装党卫队枪杀者以及列日城寨牧师马蒂厄·冯肯（Mathieu Voncken）。

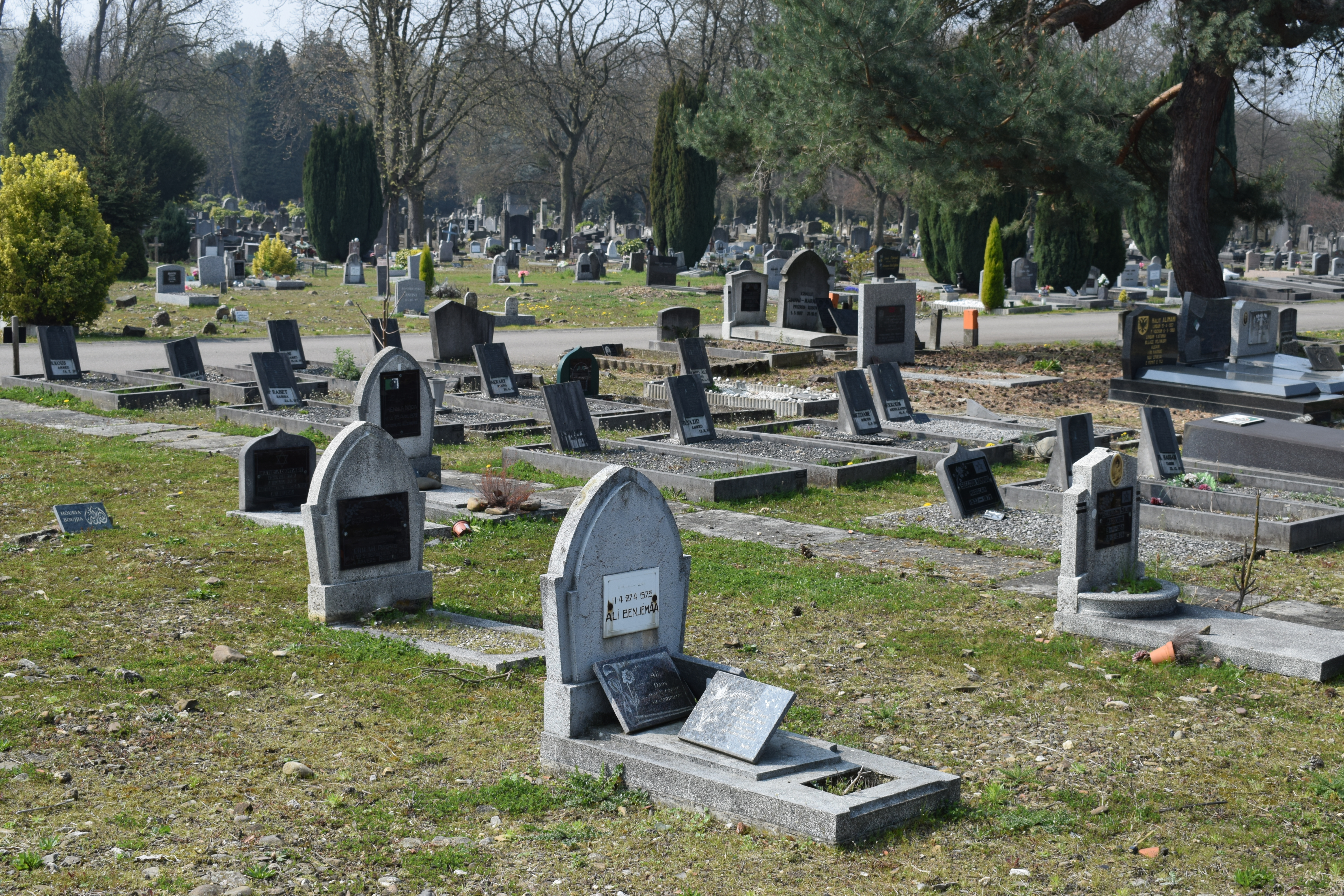
罗贝尔蒙公墓
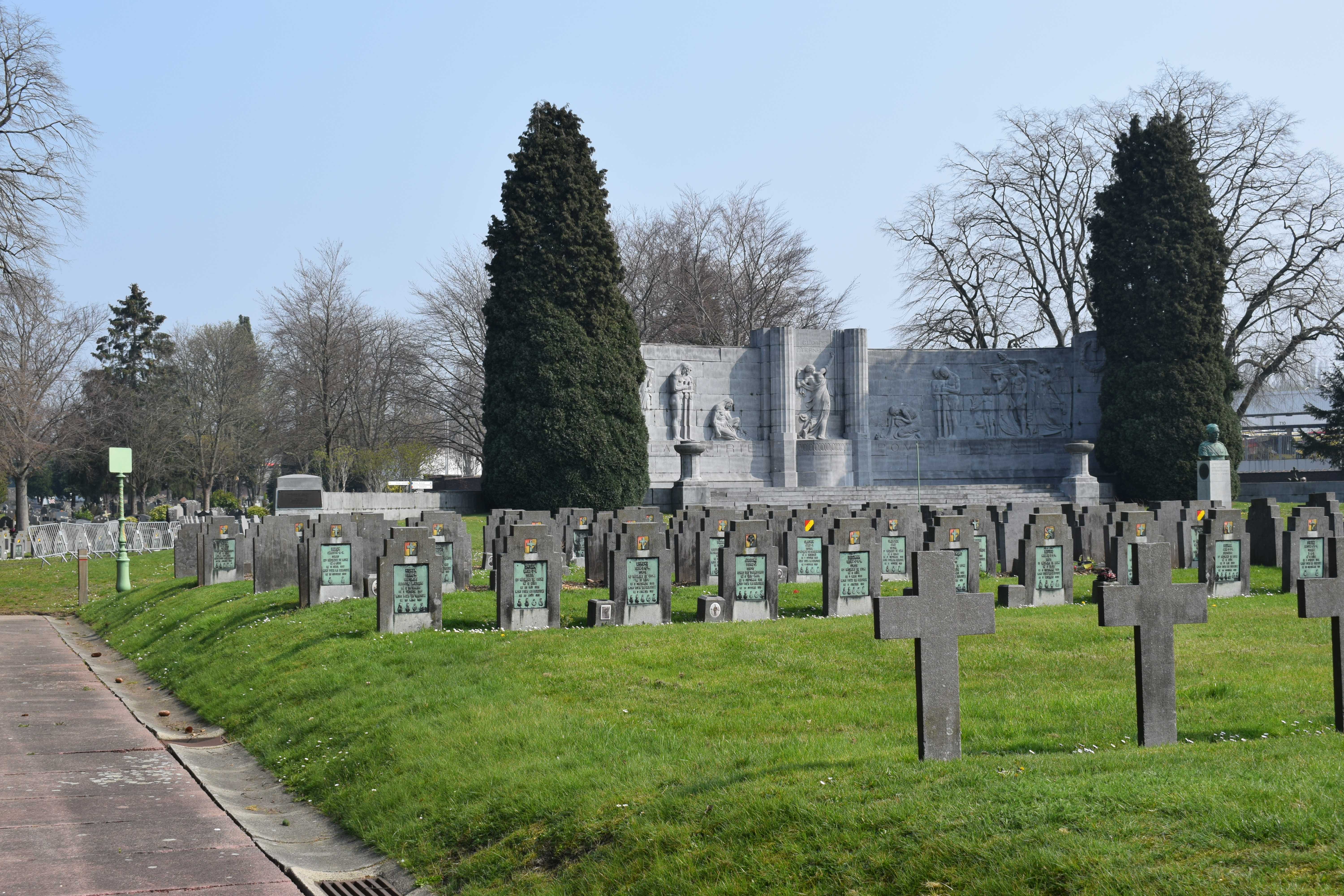
罗贝尔蒙公墓的盟军纪念区
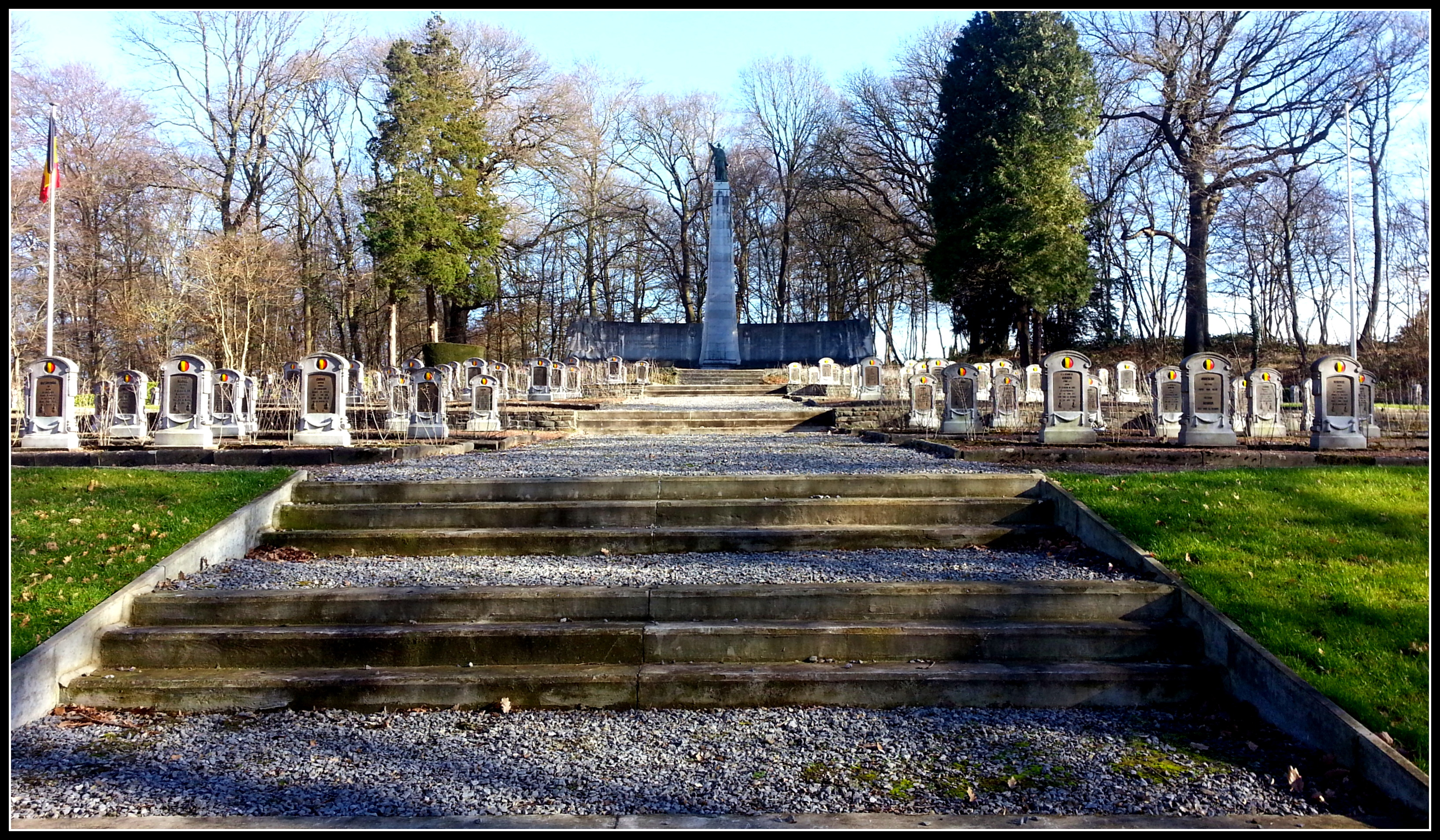
拉博塞比利时军人公墓
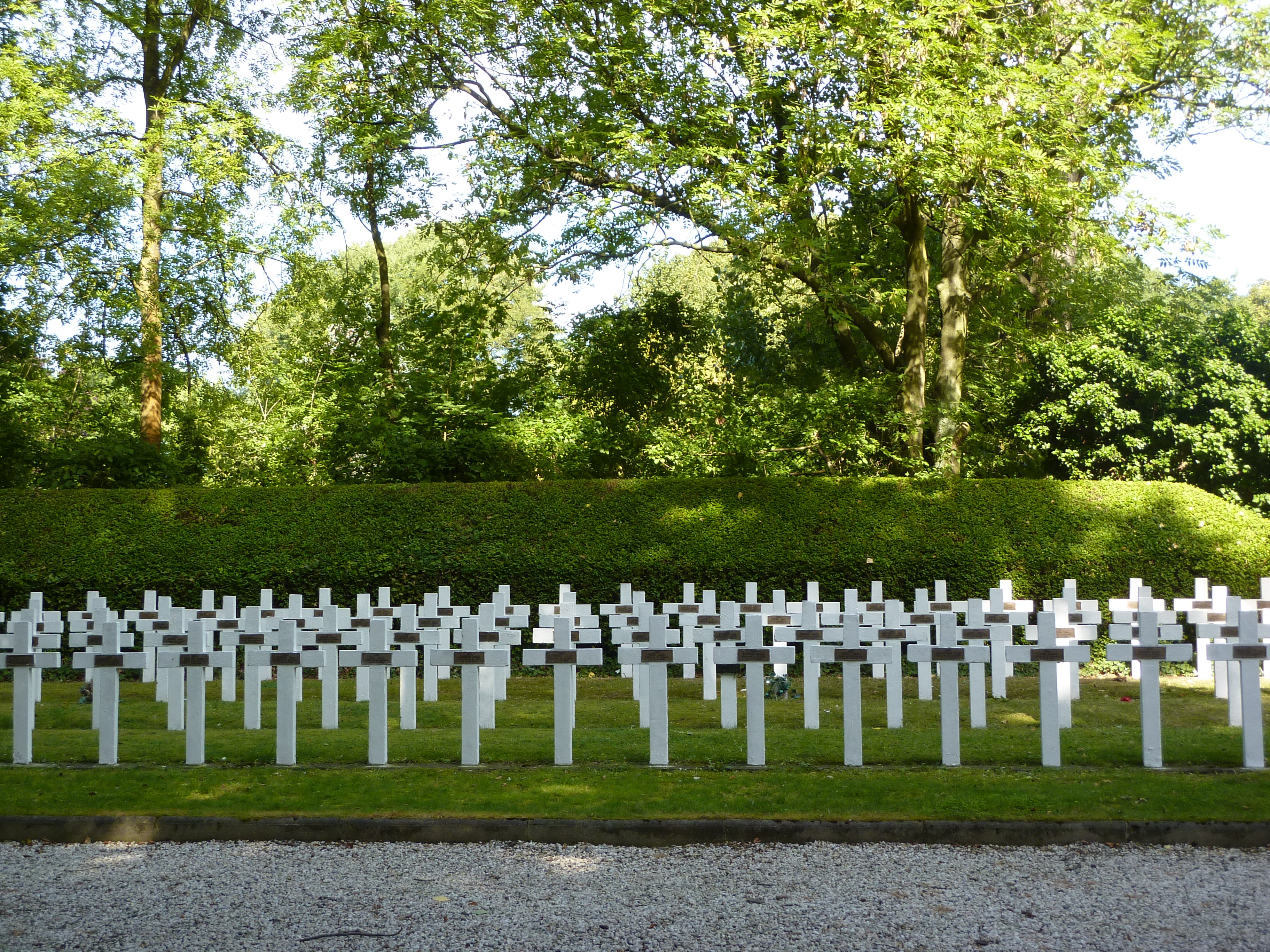
枪下亡魂围场

## 文化

### 文化遗产
2022年，列日共有67886座建筑，其中建于20世纪之前的建筑有16858座。截至2023年，列日有456座建筑被列为比利时建筑遗产，28座建筑被列为瓦隆尼亚特殊建筑遗产。

### 美食
列日有众多特色美食，其中具代表性的美食有列日华夫饼、列日肉丸和佩凯特酒。列日及周边地区亦有其他美食，如列日沙拉、列日烩兔、列日糖浆、糖浆煮梨、荞麦煎饼、拉克芒华夫饼、白香肠和列日紫硬糖。此外，列日亦有本地啤酒，如瑞皮莱尔啤酒、库尔提乌斯啤酒和莱日亚啤酒。

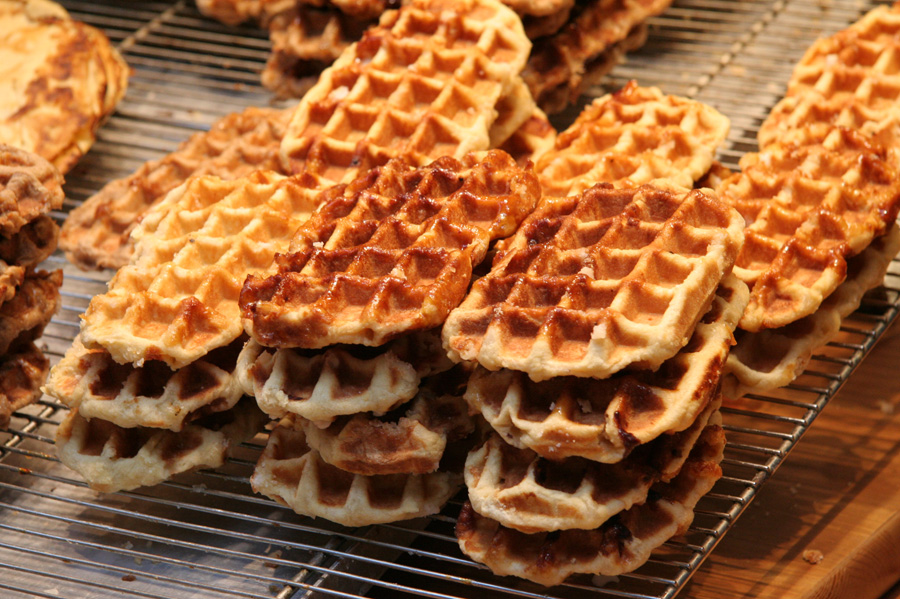
列日华夫饼
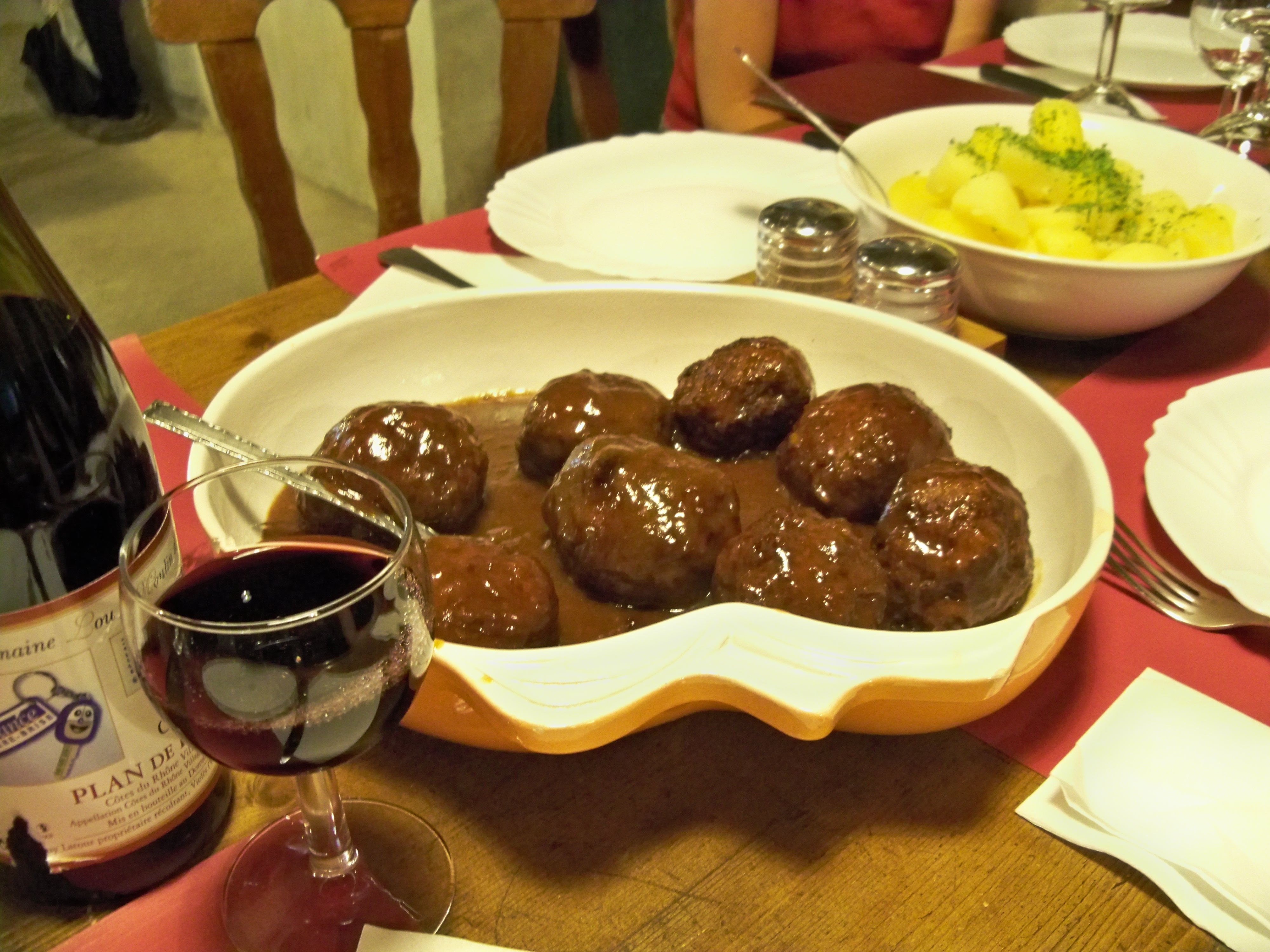
列日肉丸
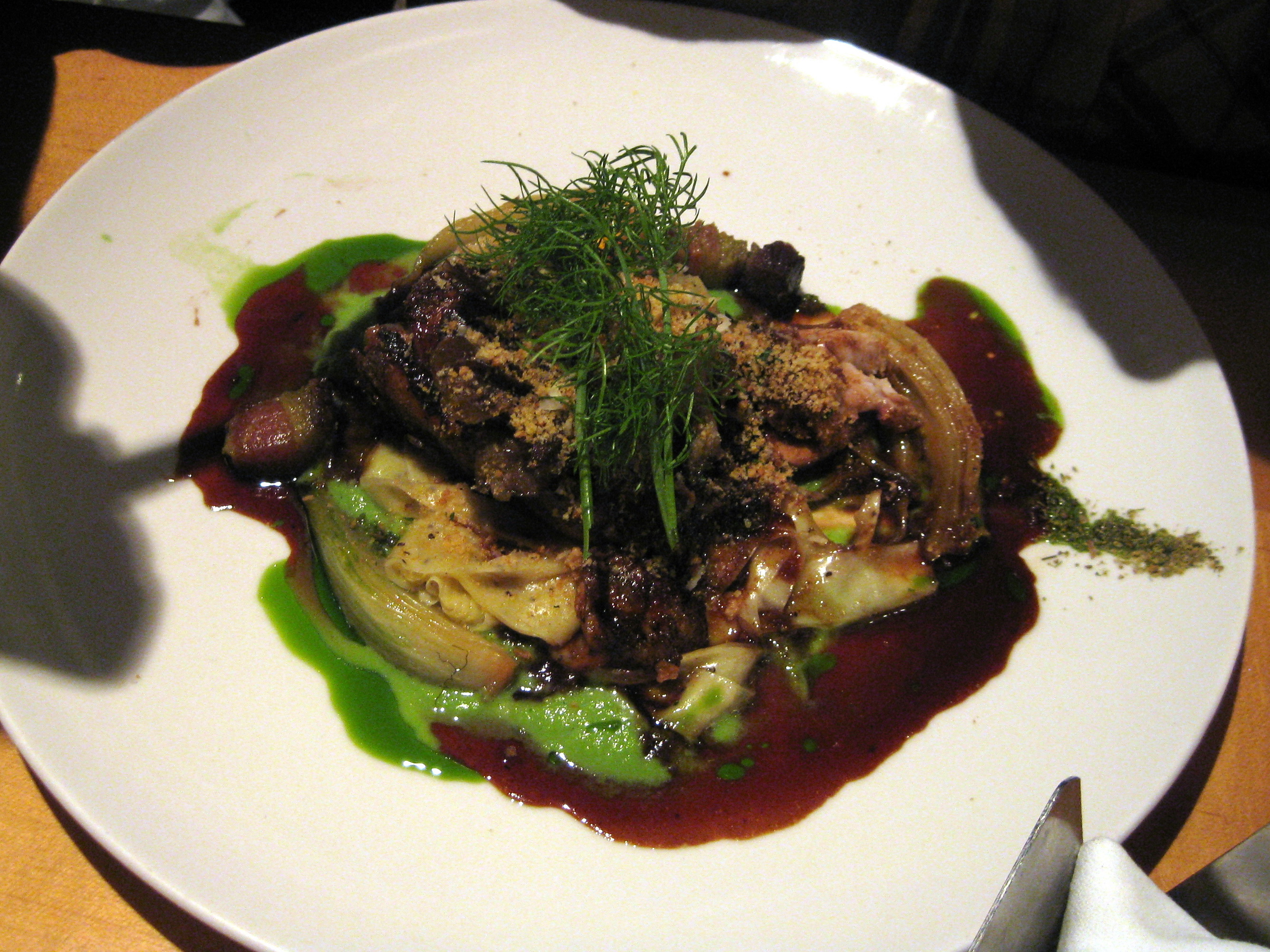
列日烩兔
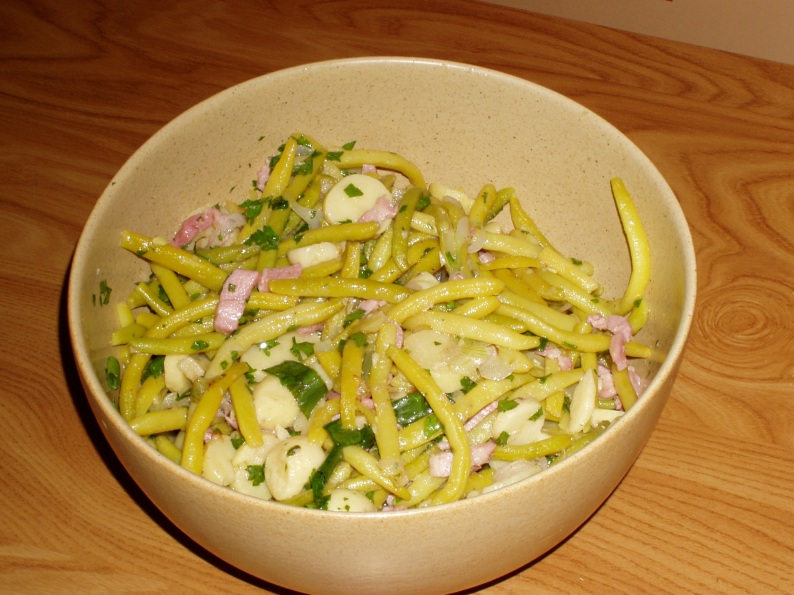
列日沙拉
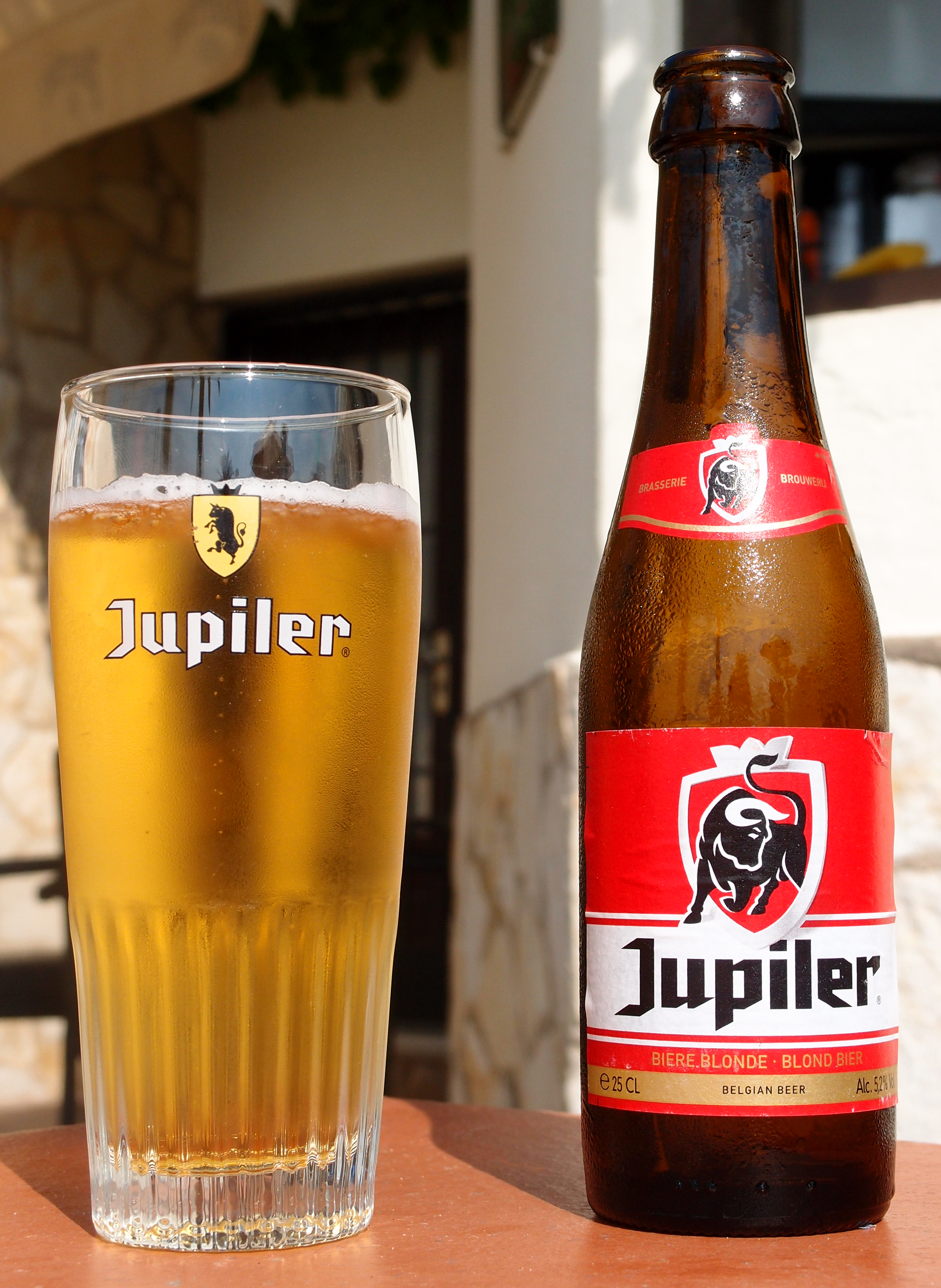
瑞皮莱尔啤酒

### 节日、活动与民俗
列日全年有众多节日与活动，如乌特勒默兹8月15日节、列日集市、列日圣诞村圣诞市场、列日高卢村夏季市场、圣公牛学生节、圣尼古拉学生节、Les Ardentes音乐节、列日爵士乐节、列日国际喜剧电影节、列日国际犯罪电影节、列日VOO喜剧节等。
昌切斯和娜内丝是列日民俗中的虚构人物，诞生于19世纪，前者身着19世纪末至20世纪初北欧工人的典型服饰，后者身着乌特勒默兹劳工阶层社区搬运工的典型服饰。每年乌特勒默兹8月15日节有昌切斯与娜内丝巨偶参与游行，当地建有昌切斯博物馆。

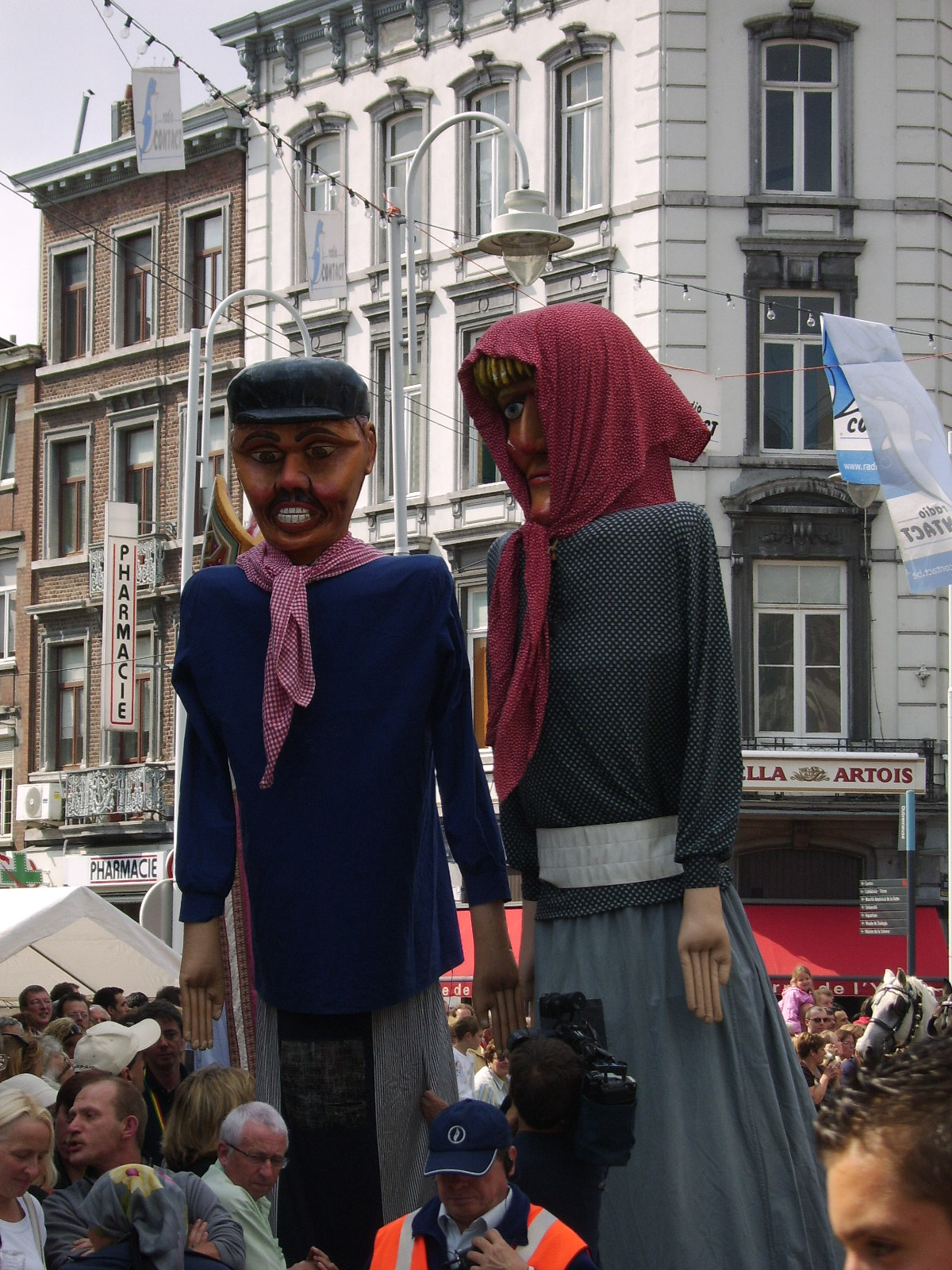
乌特勒默兹8月15日节的昌切斯与娜内丝巨偶
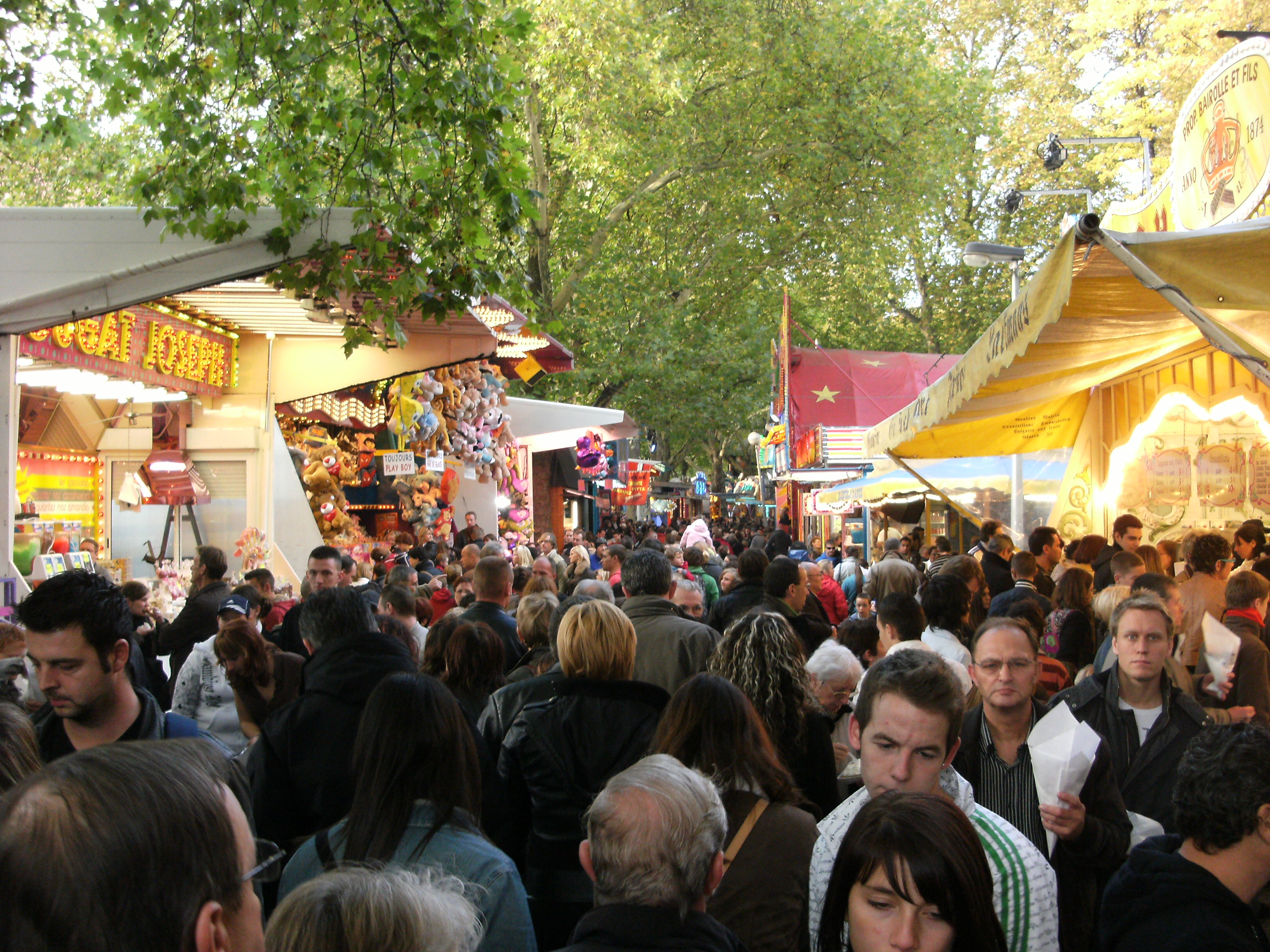
列日集市
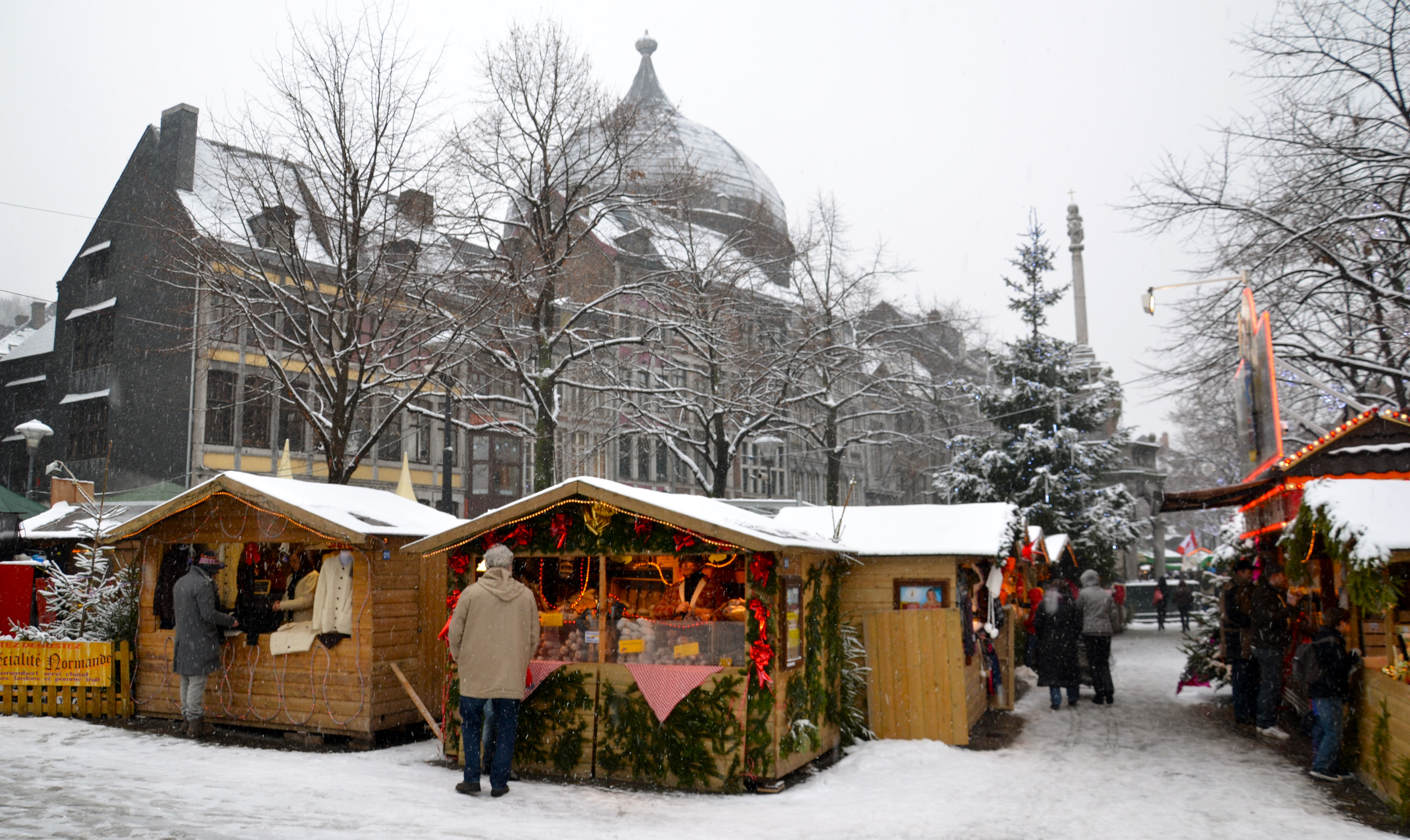
列日圣诞村
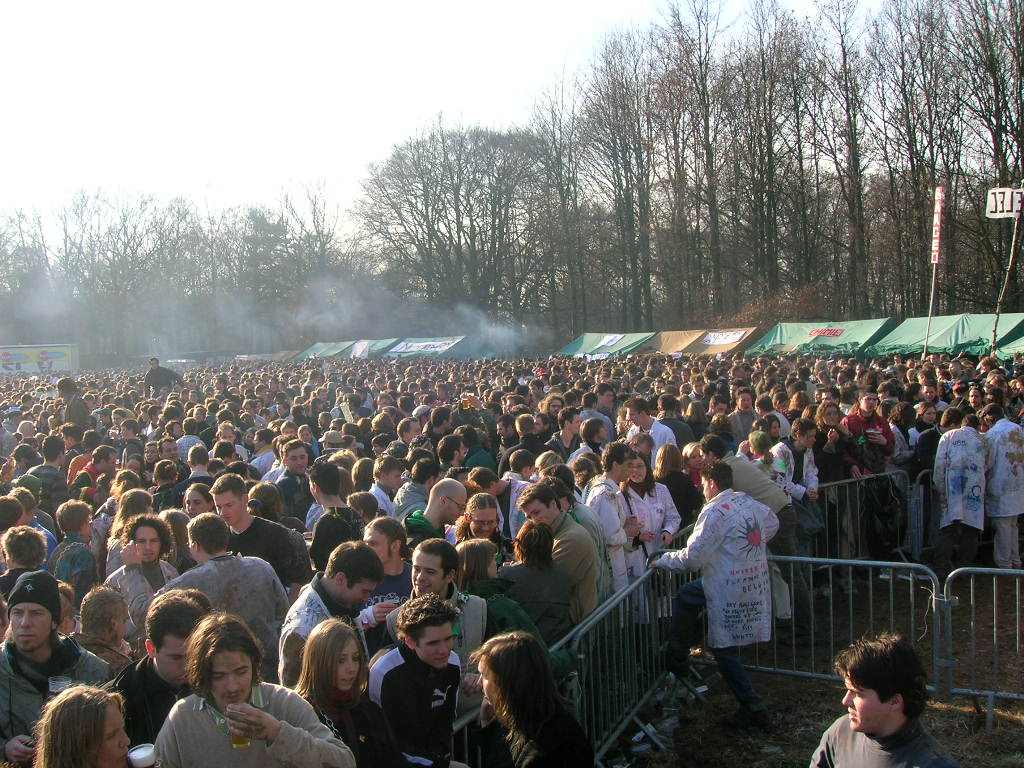
圣公牛学生节
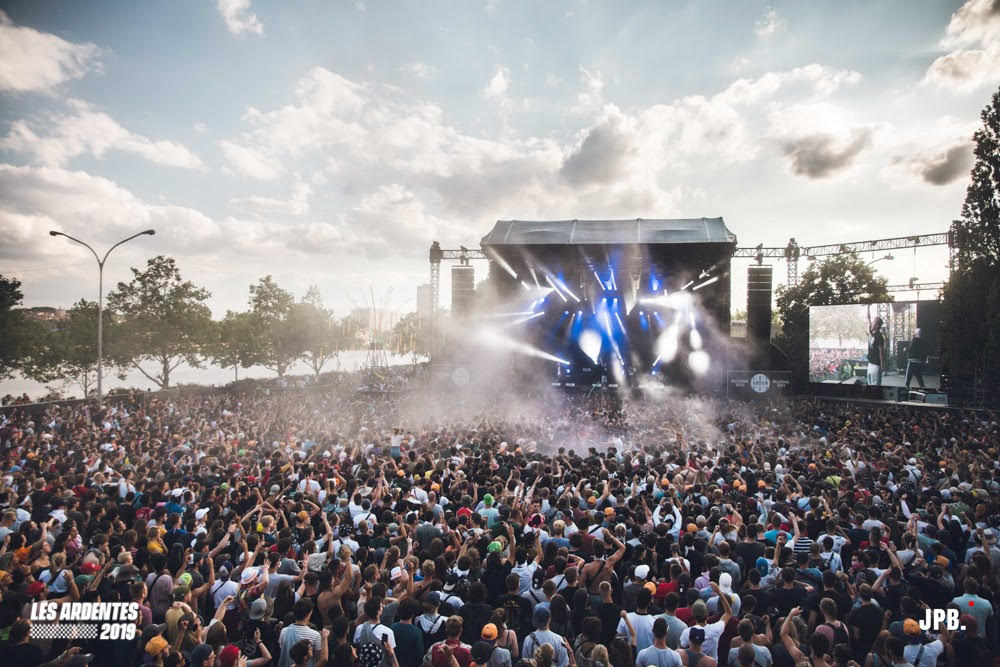
Les Ardentes音乐节

#### 曾举办于列日的大型活动
1905年世界博览会、1930年国际博览会、1939年国际水技术博览会及多场大型体育赛事举办于列日。

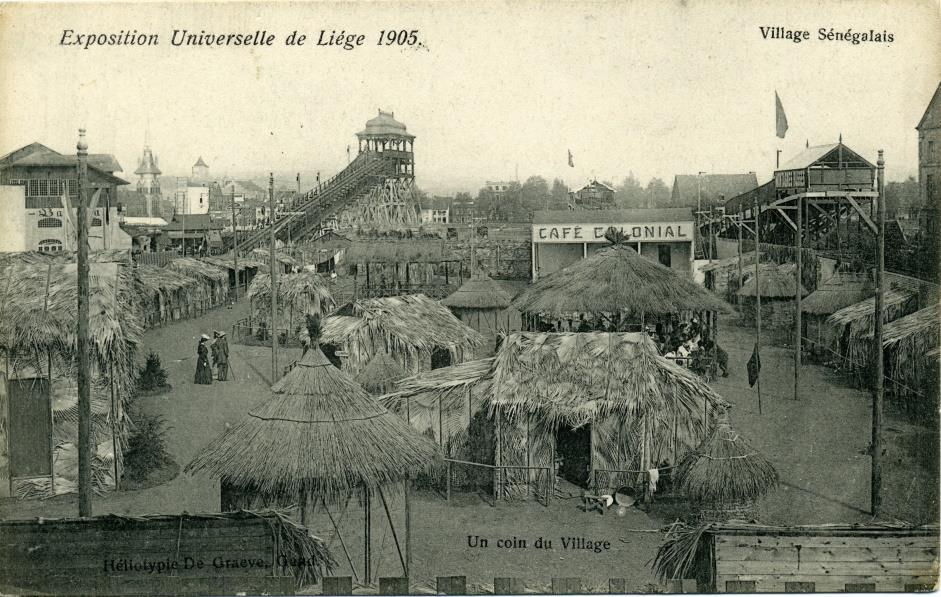
1905年世界博览会的塞内加尔村庄
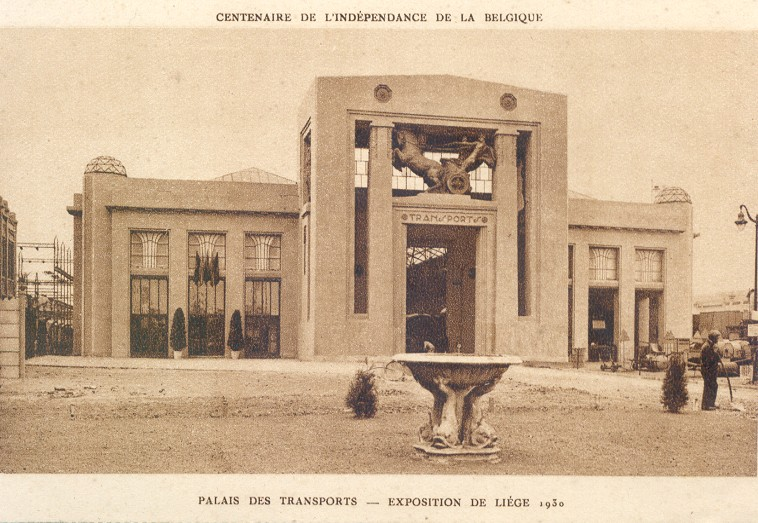
1930年国际博览会交通馆
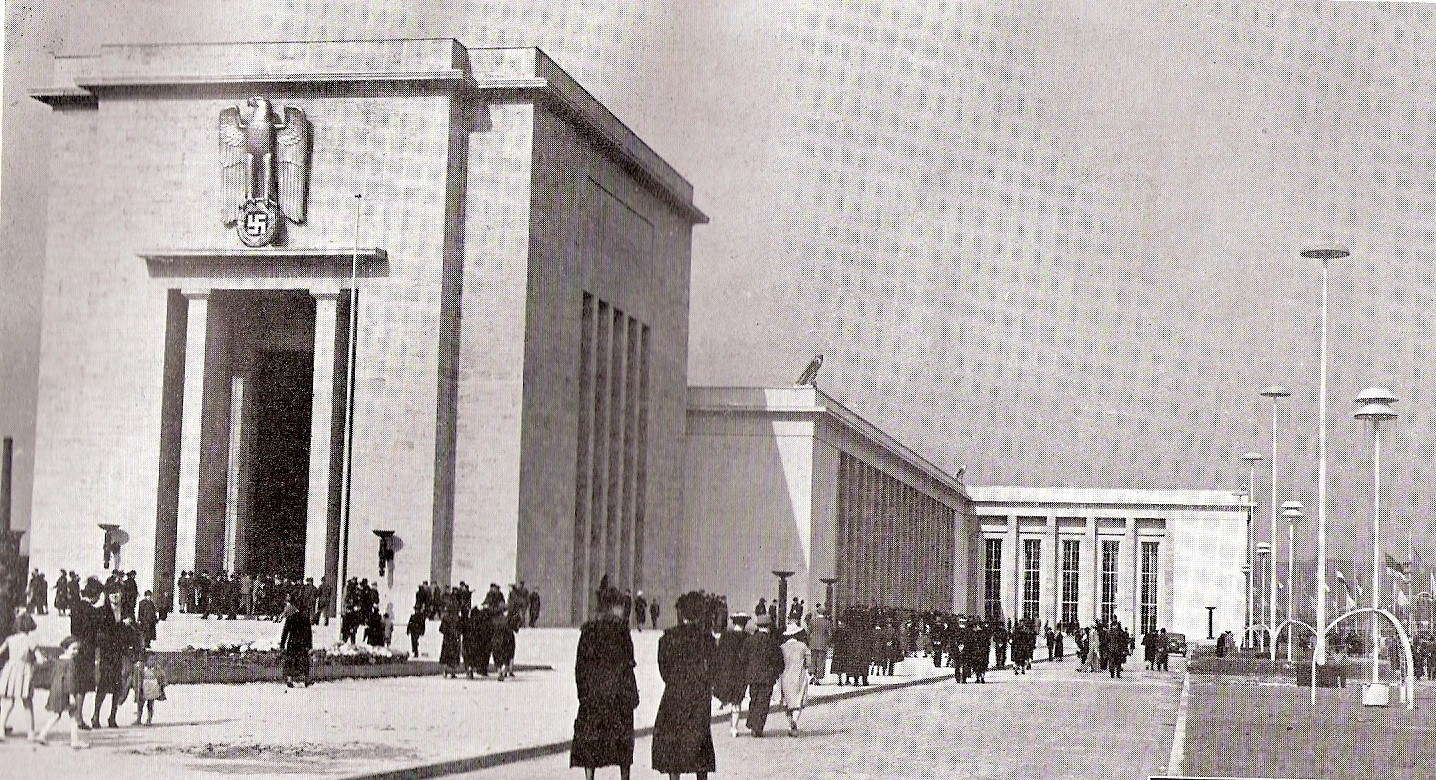
1939年国际水技术博览会德国馆

### 旅游

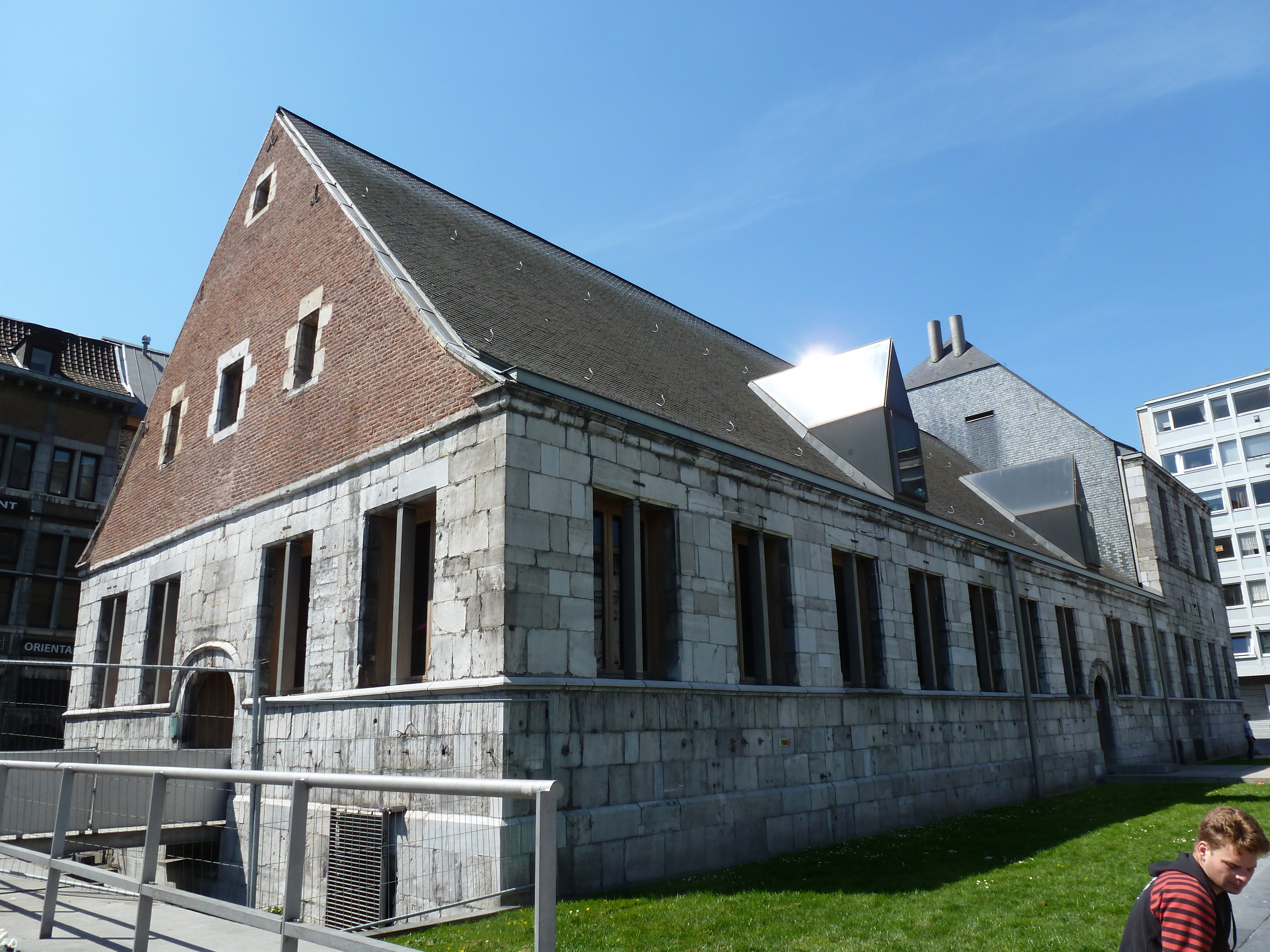
列日肉市大厅

列日旅游局（Office du Tourisme de Liège）位于肉市大厅，为列日当地的旅游事务机构。此外，列日省旅游协会（Fédération du Tourisme de la Province de Liège）和列日地区旅游局（Maison du Tourisme du Pays de Liège）分别为为列日省和列日地区的旅游事务机构，二者亦负责列日的旅游事务。VISITWallonia是比利时的一个非营利组织（asbl），致力于在比利时国内外推广瓦隆尼亚地区旅游，亦会介绍宣传列日的景点和文化。
列日旅游局网站列出了18个列日不容错过的项目，其中包括列日主教座堂、聖雅各布教堂、吉耶曼火车站、比伦山、列日圣巴多罗买协同教堂、大庫爾提烏斯博物館和拉博沃里博物馆。
在《米其林绿色指南》中，列日共有24处景点被列出，其中列日采邑主教宫、拉博沃里博物馆、昂桑堡博物馆获得一星评级，聖雅各布教堂、吉耶曼火车站、大庫爾提烏斯博物館、瓦隆生活博物馆获得二星评级。在《米其林红色指南》中，列日共有13家餐厅被列出，其中1家餐厅获得一星评级。

### 纹章、旗帜与标志
列日纹章如下：红色的盾牌上有一根柱子，位于由三只狮子支撑的三级台阶上；柱子上有一个支撑着十字架的松果，柱子左侧为字母“L”，右侧为字母“G”，为拉丁语“Libertas Gentis”（人民的自由）之缩写；柱子、狮子、台阶、松果、字母皆为金色。盾牌上方有一个金色的墙纹之冠，下方饰有意大利战争功勋十字勋章、带棕榈勋扣的比利时1940年战争十字勋章、法国荣誉军团十字勋章和塞尔维亚人、克罗地亚人和斯洛文尼亚人王国金质勇敢勋章。简版纹章只有盾牌部分。
2006年底，列日市决定创造一个标志以用于设施、车辆、旗帜、服装、纪念品及网站等处。该标志形状取自列日柱碑，用颜色凸显出字母“L”。
- 列日纹章
- 列日纹章简版
- 列日旗帜
- 列日标志

### 语言

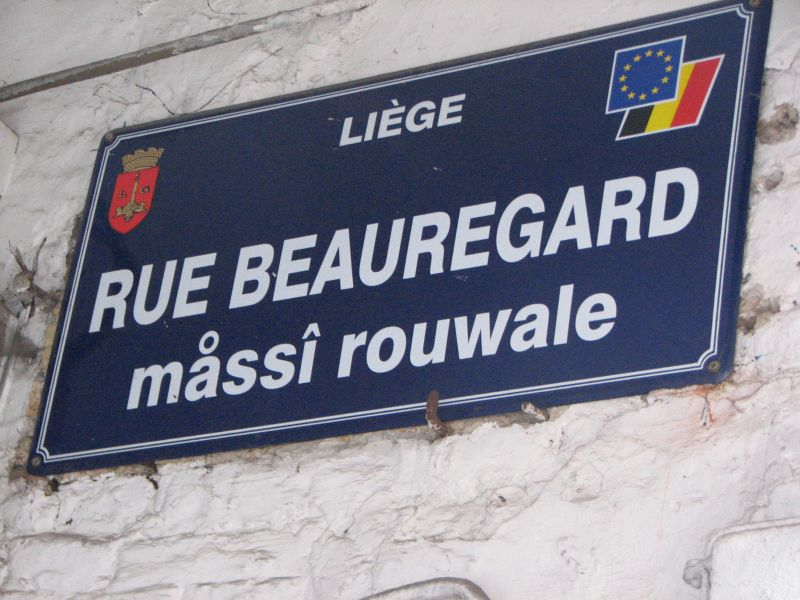
列日的法语-瓦隆语双语路牌

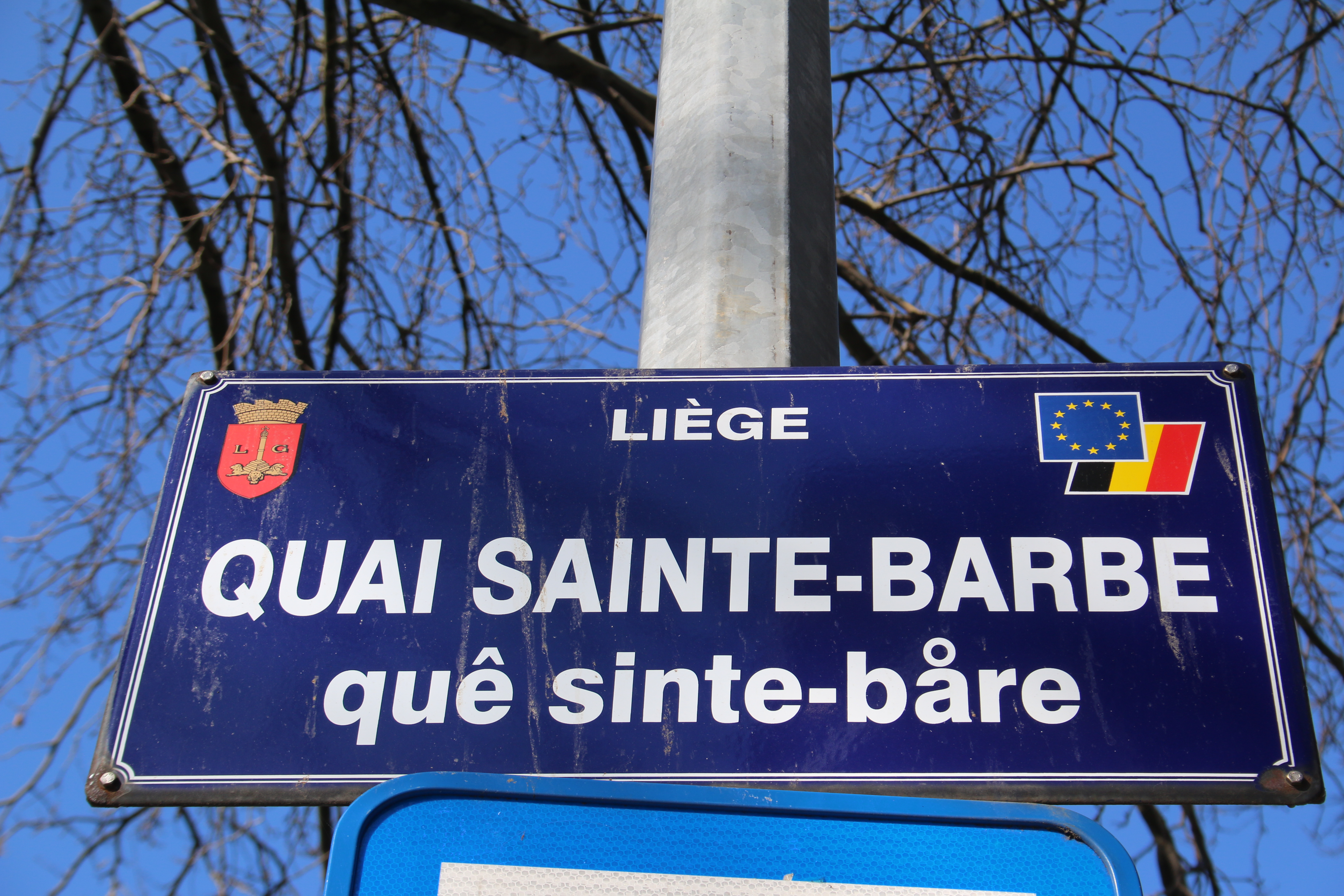
列日圣巴尔布码头的法语-瓦隆语双语地名标志

列日是比利时法语社群的一部分，官方语言和当地通行语言为法语。列日所在地区的传统语言为瓦隆语，不过其如今已式微。
此外，在1846-1947年间，比利时人口普查会调查居民语言使用情况。1846年人口普查只问询当前使用的语言。自1866年起，人口普查会问询掌握的语言。自1910年起，人口普查不仅会问询掌握的语言，还问会及最常使用的语言，但没有具体说明是在哪种场合下最常使用（如私人、公共、职业）。
| 掌握的语言（列日区统计结果）                      |        |        |         |        |       |      |        |                |       |       |        |       |       |       |        |
| 年份                                              | 仅荷   | 荷法   | 仅法    | 法德   | 仅德  | 德荷 | 荷法德 | 无（其他语言） | 仅荷  | 荷法  | 仅法   | 法德  | 仅德  | 德荷  | 荷法德 |
| 年份                                              | 人数   | 人数   | 人数    | 人数   | 人数  | 人数 | 人数   | 人数           | 比例  | 比例  | 比例   | 比例  | 比例  | 比例  | 比例   |
| 1846                                              | 6 438  |        | 215 228 |        | 1 331 |      |        |                | 2.9 % |       | 96.5 % |       | 0.6 % |       |        |
| 1866                                              | 8 956  | 11 443 | 259 046 | 3 453  | 2 728 | 117  | 375    | 248            | 3.1 % | 4.0 % | 90.5 % | 1.2 % | 1.0 % | 0.0 % | 0.1 %  |
| 1880                                              | 10 146 | 15 073 | 298 514 | 5 622  | 4 362 | 181  | 916    | 183            | 3.0 % | 4.5 % | 89.2 % | 1.7 % | 1.3 % | 0.1 % | 0.3 %  |
| 1890                                              | 8 942  | 32 228 | 362 308 | 11 529 | 2 056 | 405  | 3 005  | 431            | 2.1 % | 7.7 % | 86.2 % | 2.7 % | 0.5 % | 0.1 % | 0.7 %  |
| 1900                                              | 7 341  | 35 020 | 395 251 | 11 230 | 1 636 | 202  | 2 954  | 23 765         | 1.6 % | 7.7 % | 87.1 % | 2.5 % | 0.4 % | 0.0 % | 0.7 %  |
| 1910                                              | 5 521  | 38 005 | 452 441 | 11 280 | 1 702 | 141  | 3 127  | 18 358         | 1.1 % | 7.4 % | 88.3 % | 2.2 % | 0.3 % | 0.0 % | 0.6 %  |
| 1920                                              | 5 279  | 35 239 | 454 508 | 3 378  | 200   | 15   | 1 801  | 19 469         | 1.1 % | 7.0 % | 90.8 % | 0.7 % | 0.0 % | 0.0 % | 0.4 %  |
| 1930                                              | 3 725  | 34 950 | 490 779 | 5 626  | 1 363 | 59   | 2 339  | 24 026         | 0.7 % | 6.5 % | 91.1 % | 1.0 % | 0.3 % | 0.0 % | 0.4 %  |
| 1947                                              | 2 261  | 39 953 | 472 114 | 9 350  | 3 504 | 228  | 10 035 | 26 919         | 0.4 % | 7.4 % | 87.8 % | 1.7 % | 0.7 % | 0.0 % | 1.9 %  |
| 法：法语 · 荷：荷兰语 · 德：德语 来源：比利时公报 |        |        |         |        |       |      |        |                |       |       |        |       |       |       |        |

| 唯一使用或最常使用的语言（列日区统计结果） |        |         |       |        |        |       |
| 年份                                       | 荷兰语 | 法语    | 德语  | 荷兰语 | 法语   | 德语  |
| 年份                                       | 人数   | 人数    | 人数  | 比例   | 比例   | 比例  |
| 1910                                       | 13 680 | 494 985 | 3 602 | 2.7 %  | 96.6 % | 0.7 % |
| 1920                                       | 11 583 | 488 438 | 399   | 2.3 %  | 97.6 % | 0.1 % |
| 1930                                       | 10 723 | 526 030 | 2 016 | 2.0 %  | 97.6 % | 0.4 % |
| 1947                                       | 9 193  | 522 481 | 4 155 | 1.7 %  | 97.5 % | 0.8 % |
| 来源：比利时公报                           |        |         |       |        |        |       |

### 宗教
列日当地宗教信仰以天主教为主，不过同比利时各地一样正在减少。此外，列日有15座清真寺；亦有东正教堂、犹太会堂与佛寺，如列日圣亚历山大·涅夫斯基和萨罗夫的塞拉芬东正教堂、列日犹太会堂和慧觉寺。

### 艺术

#### 音乐

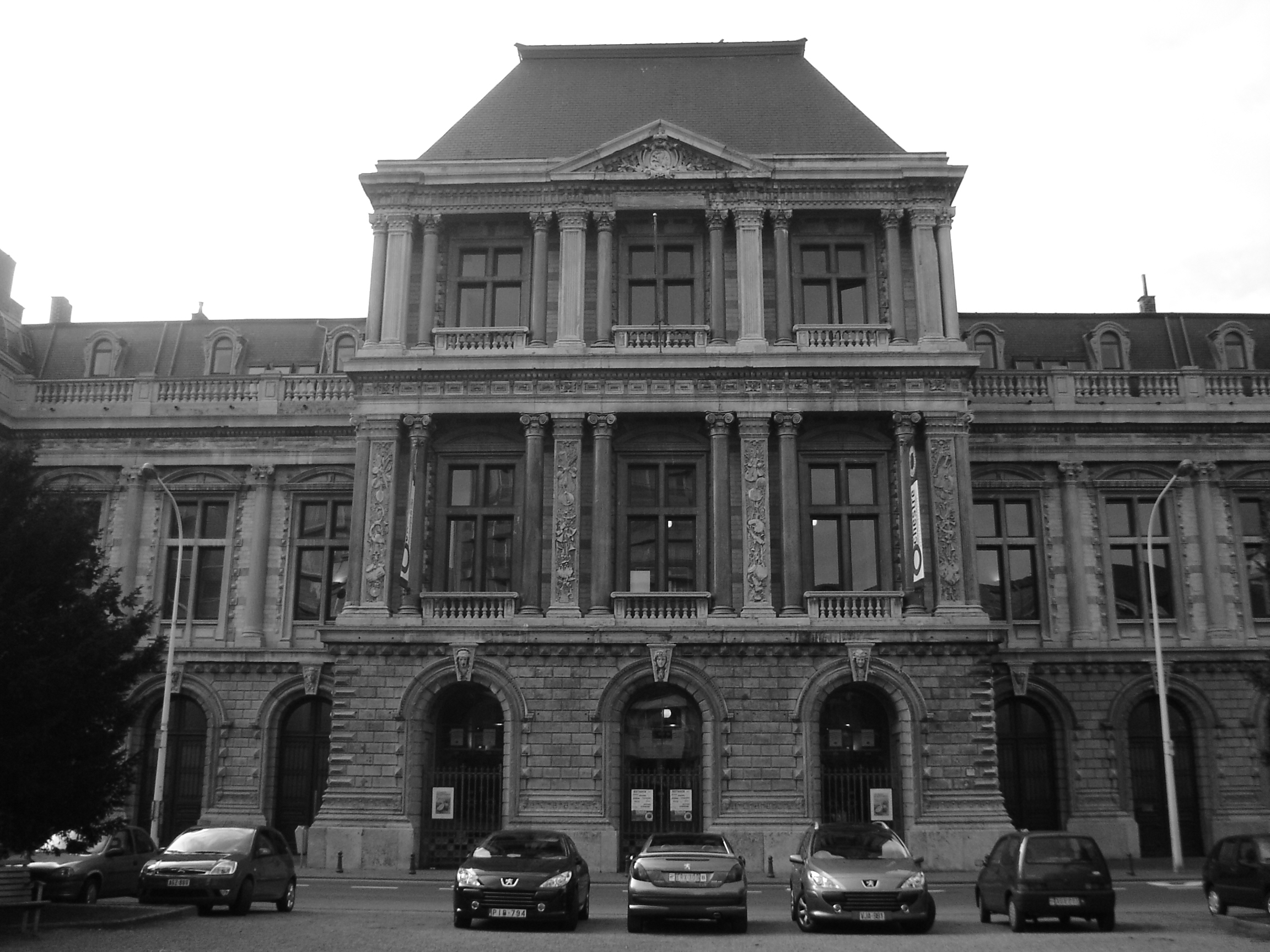
列日音乐学院

众多音乐家来自列日，如14世纪作曲家、音乐理论家约翰内斯·西科尼亚，18世纪作曲家安德烈·格雷特里，19世纪作曲家、管风琴演奏家与音乐教育家塞萨尔·弗兰克和20世纪初小提琴家欧仁·伊萨伊。当代作曲家亨利·普瑟尔于20世纪70-80年代任列日音乐学院院长，与指挥家、作曲家和钢琴家皮埃尔·巴托洛梅共同创立了瓦隆尼亚音乐研究与培训中心（Centre de recherches et de formation musicales de Wallonie），即今天的亨利·普瑟尔中心。列日皇家爱乐乐团成立于1960年，拥有近百名音乐家，2019年起由匈牙利指挥家毛道劳什·盖尔盖伊执棒。
Les Ardentes音乐节和列日爵士乐节为当地一年一度的音乐节。Les Ardentes音乐节创立于2007年，为期4天，最初主打电子摇滚，随后转向全类型，涵盖流行、摇滚、電子音樂、香颂、嘻哈音樂甚至爵士乐，从2018年开始基本转型为嘻哈和城市音乐节。列日爵士乐节创立于1990年，举办于列日会议宫，为期3天，十几位爵士乐艺人与乐队在会议宫的四个大厅演出。
《列日勇者》是一首爱国歌，1790年由吉勒-约瑟夫-埃夫拉尔·拉穆创作于列日，时值列日革命正受寻求复辟采邑主教的奥地利军队的威胁。

#### 绘画

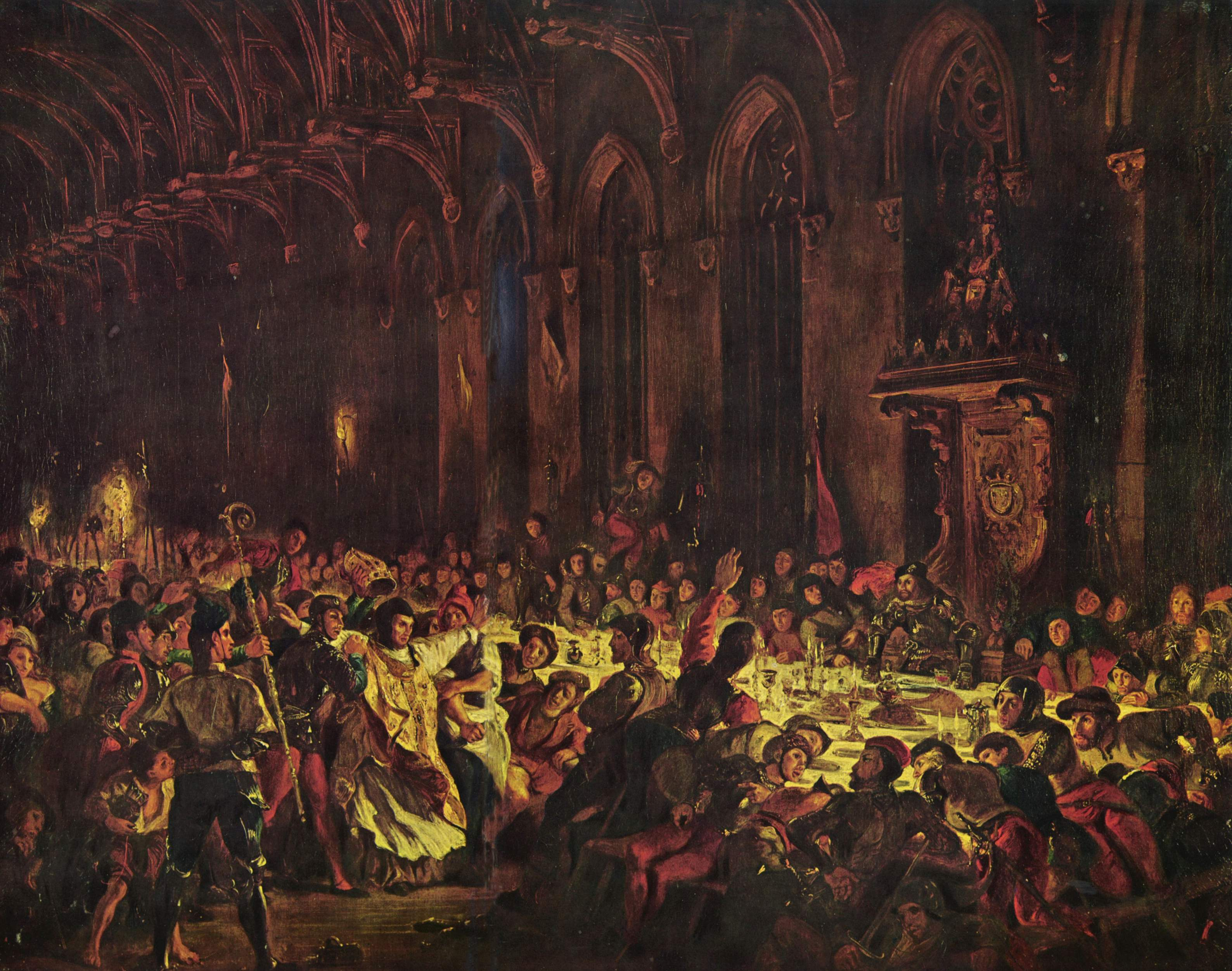
《刺杀列日主教》

画家朗贝尔·隆巴尔、贝尔托莱·弗莱马尔、热拉尔·德·莱雷斯和莱昂纳尔·德弗朗斯来自列日。当地的拉博沃里博物馆、昂桑堡博物馆和大庫爾提烏斯博物館藏有许多画作。
《刺杀列日主教》是法国著名浪漫主义画家欧仁·德拉克罗瓦的画作，内容为列日采邑主教路易·德·波旁在主教宫被杀的场景，该画今藏于卢浮宫。

#### 影视
导演斯特凡纳·埃诺克和让-克洛德·里加来自列日。《敢愛就來》《锈与骨》《危機解密》等多部电影于列日取景；亦有部分影视剧于列日取景，如法国电视剧《迈格雷专员的调查》第51集。
列日有两个一年一度的电影节：列日国际喜剧电影节和列日国际犯罪电影节。前者创立于2016年，举办于市中心各地，为期5天；后者创立于2007年，举办于列日宫电影院，为期4天，最近一次举办时间为2019年，之后连续数年因各种原因而被迫取消。
| 于列日取景的电影 |                      |                            |
| 年份             | 名称                 | 导演                       |
| 1967             | 《尚迪戈尔的陌生人》 | 让·路易·鲁瓦               |
| 1969             | 《橡皮》             | 吕西安·德鲁瓦西和勒内·米沙 |
| 2002             | 《诚实的商人》       | 菲利普·布拉斯班德          |
| 2002             | 《半边天》           | 贝内迪克特·利埃纳尔        |
| 2003             | 《敢愛就來》         | 扬·萨米埃尔                |
| 2004             | 《吉尔的妻子》       | 弗雷德里克·丰泰纳          |
| 2005             | 《职场杀手》         | 科斯塔·加夫拉斯            |
| 2006             | 《刚果风情画》       | 菲利普·法拉尔多            |
| 2006             | 《弱者的理由》       | 卢卡·贝尔沃                |
| 2007             | 《罗尔娜的沉默》     | 達頓兄弟                   |
| 2008             | 《黄金国度》         | 布利·拉纳斯                |
| 2009             | 《阳光修女》         | 斯泰恩·科宁克斯            |
| 2010             | 《非法》             | 奥利维耶·马塞-德帕斯       |
| 2011             | 《顽固份子》         | 米哈埃尔·R·罗斯卡姆        |
| 2012             | 《锈与骨》           | 賈克·歐迪亞                |
| 2012             | 《一键成名》         | 雷吉斯·鲁安萨尔            |
| 2013             | 《爱情故事》         | 埃莱娜·菲利埃              |
| 2013             | 《相拥一家亲》       | 达妮埃勒·汤普森            |
| 2013             | 《魂断日内瓦》       | 格莱尼奥·邦德              |
| 2013             | 《爱的承诺》         | 巴提斯·勒貢特              |
| 2013             | 《危機解密》         | 比爾·坎登                  |
| 2016             | 《无名女孩》         | 達頓兄弟                   |
| 2017             | 《1988年的妮可》     | 苏珊娜·尼基亚雷利          |
| 2018             | 《以遇刺为生的女人》 | 弗兰克·里比埃              |
| 2018             | 《亡命母侵》         | 奥利维耶·马塞-德帕斯       |

### 文学

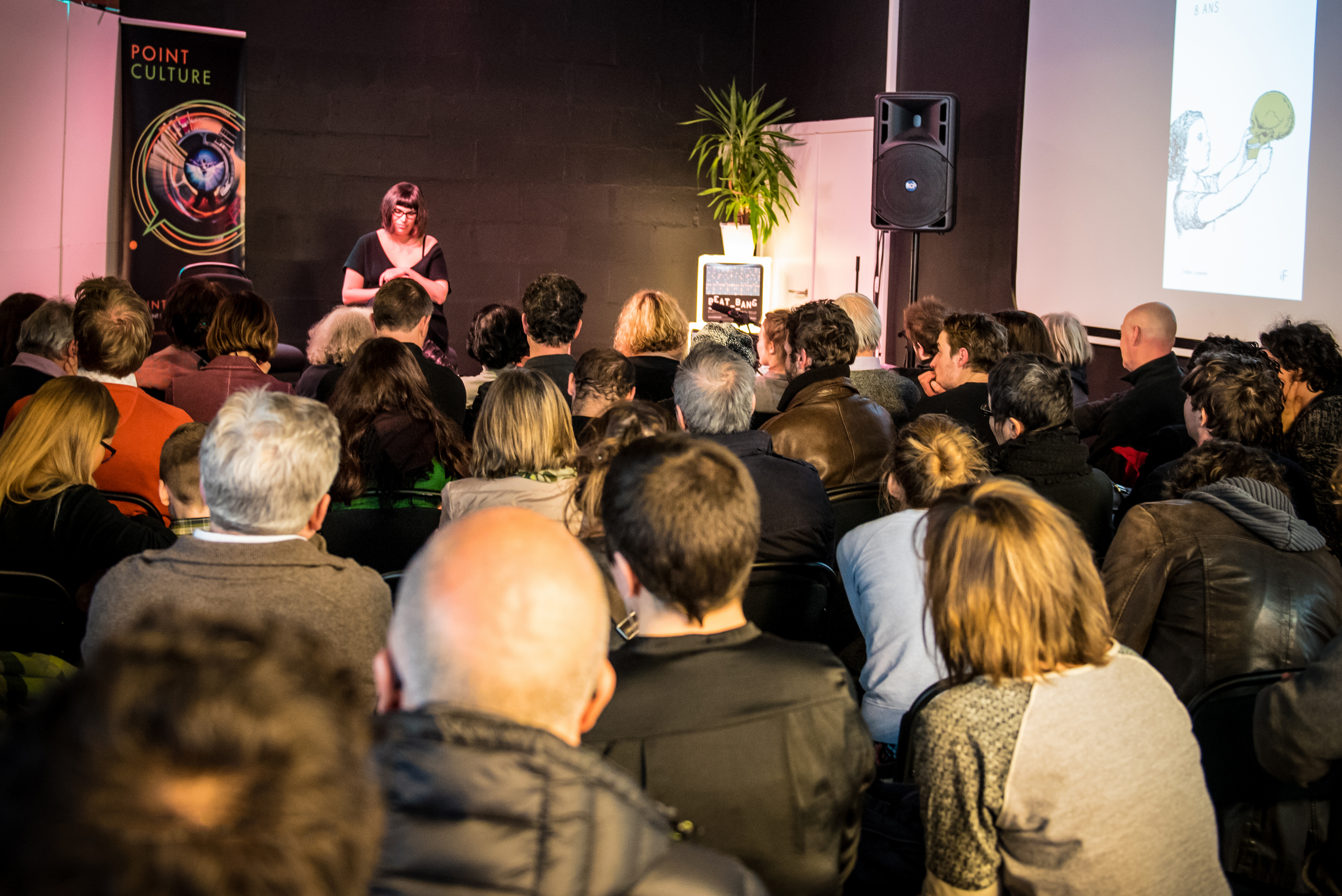
Les Parlantes的朗诵活动

作家喬治·西默農、斯坦尼斯拉斯-安德烈·斯泰曼、让·杜特勒默兹、尼古拉·安西翁、马德莱娜·布尔杜克斯、泰奥菲勒·博维、亚历克西·屈尔韦、尼古拉·德弗雷舍、塞尔日·德莱夫、安德烈-约瑟夫·迪布瓦、乔治·伊斯塔、卡罗琳·拉马什与编年史家让·勒贝尔来自列日。列日文学社成立于1779年，为社员提供文化活动，如今仍然活跃。Les Parlantes是比利时的文化组织，每年在列日组织朗诵活动。2023年，列日申请联合国教科文组织文学之城。
法国文豪维克多·雨果在其作品《莱茵河》中提到了列日，他对列日周边工业地带的环境表露出不喜，但又对列日的地标建筑和自然景色大为赞叹。

### 体育

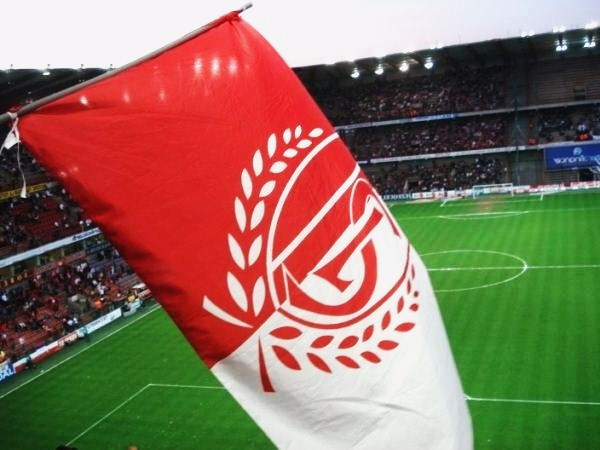
莫里斯·迪弗拉纳体育场，标准列日球迷挥舞旗帜

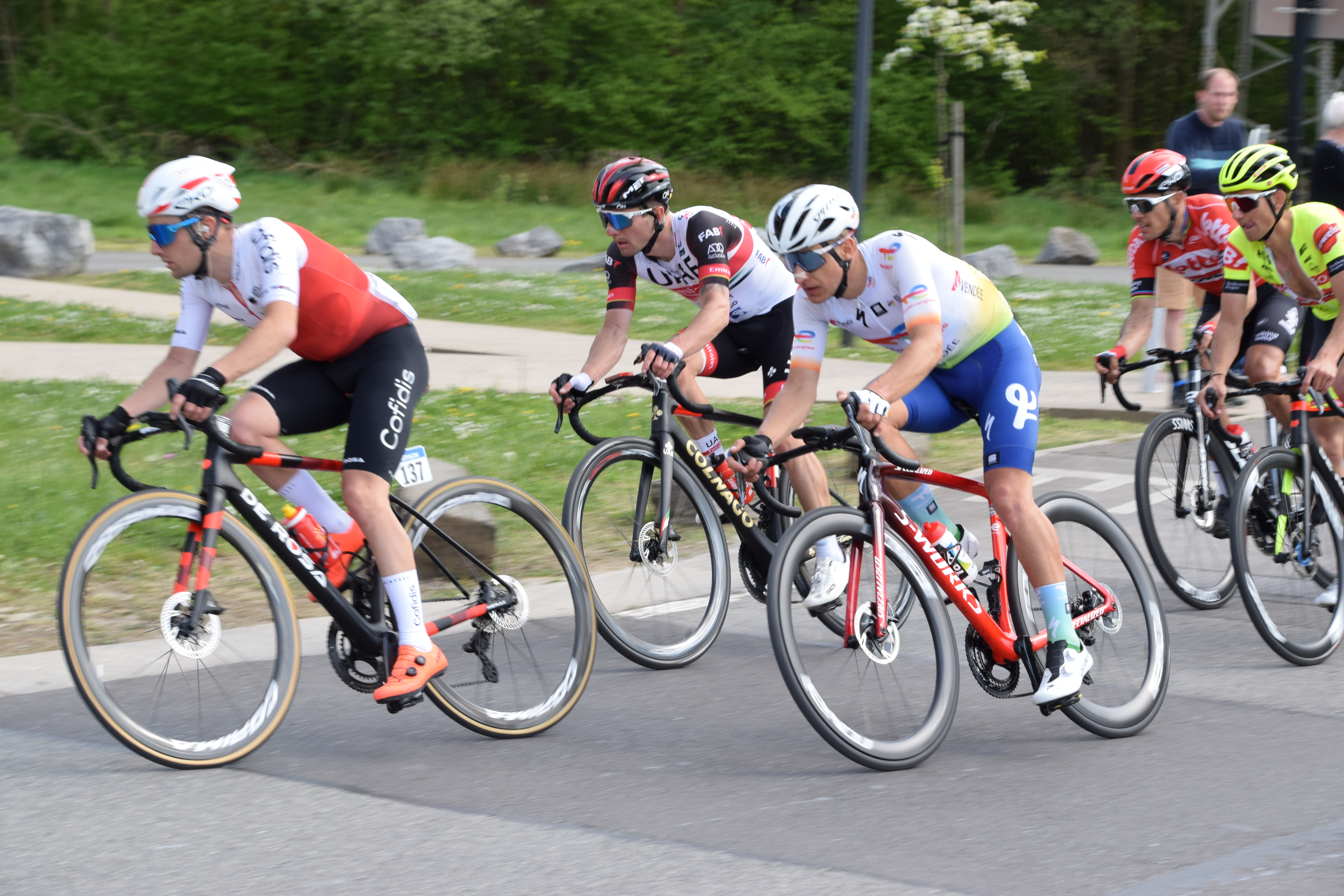
2022年列日–巴斯托涅–列日自行车赛

列日有数支足球队，其中最著名的是比甲球队标准列日，该队曾多次赢得比甲冠军。RFC列日，比利时最古老的足球俱乐部之一，因拒绝让-马克·博斯曼转会而闻名，该事件致使博斯曼法案出台。除足球外，列日还有数支参加比利时顶级赛事的其他体育项目俱乐部，如列日篮球俱乐部、列日斗牛犬冰球俱乐部、列日草地曲棍球老俱乐部、列日皇家橄榄球俱乐部、列日君主美式橄榄球俱乐部、列日黑豹女子篮球俱乐部、标准列日女子足球俱乐部。
许多运动员来自列日，如网球运动员贾斯汀·海宁、大卫·戈芬、伊萨琳·博纳旺蒂尔和史提夫·達爾西斯，足球运动员阿克塞尔·维特塞尔、纳塞尔·查德利和凯文·米拉拉斯及乒乓球运动员讓-米歇爾·塞弗。
列日是一年一度的列日–巴斯托涅–列日自行车赛的起点和终点站，该赛事为五大古典賽之一，于每年四月下旬举行，路线主要位于比利时阿登地区，从列日到巴斯托涅再折返。列日也是唯一一个三大自行車環賽中三项比赛均举行过的城市：2006年的环意自行车赛，2004年、2012年和2017年的环法自行车赛及2009年的环西自行车赛的赛段起止点或途经地点包括列日。
列日也是多项国际体育赛事的举办地，1977年欧洲篮球锦标赛，2003年沙滩足球欧洲杯，2005年、2008年、2017年世界杯乒乓球赛男子单打项目在列日进行。
| 参加比利时顶级赛事的列日体育俱乐部 |            |          |                        |                                          |
| 俱乐部                             | 运动       | 成立年份 | 联赛                   | 体育场地                                 |
| 男子                               |            |          |                        |                                          |
| 皇家标准列日足球俱乐部             | 足球       | 1898年   | 比利時甲組聯賽A        | 莫里斯·迪弗拉纳体育场                    |
| 列日篮球俱乐部                     | 篮球       | 1967年   | 比荷篮球联赛           | 埃蒂亚斯列日乡村大厅                     |
| 列日斗牛犬冰球俱乐部               | 冰球       | 1997年   | 比荷冰球联赛           | 列日滑冰场                               |
| 列日草地曲棍球老俱乐部             | 草地曲棍球 | 1984年   | 比利时草地曲棍球锦标赛 | 通厄伦路181号 (Chaussée de Tongres, 181) |
| 列日皇家橄榄球俱乐部               | 橄欖球     | 1958年   | 比利时橄榄球锦标赛     | 奈梅特-奥韦蒙综合运动场                  |
| 列日君主美式橄榄球俱乐部           | 美式足球   | 2008年   | D1联赛                 | 宽特运动场 (Plaine de sports de Cointe)  |
| 女子                               |            |          |                        |                                          |
| 列日黑豹女子篮球俱乐部             | 篮球       | 2014年   | 比利时女子篮球锦标赛   | 圣让树林大厅 (Salle du Bois Saint Jean)  |
| 标准列日女子足球俱乐部             | 足球       | 1971年   | 比荷女子足球锦标赛     | SL16足球训练营                           |

### 文化设施
谢内文化中心（Centre culturel de Chênée）、希鲁文化中心（Centre Culturel des Chiroux）、瑞皮耶文化之家（Foyer culturel de Jupille）、乌尔特-默兹文化中心（Centre culturel d'Ourthe et Meuse）和列日文化点（Point Culture Liège）为列日境内的五个文化中心，可举办各种文化活动。

### 以列日命名的事物

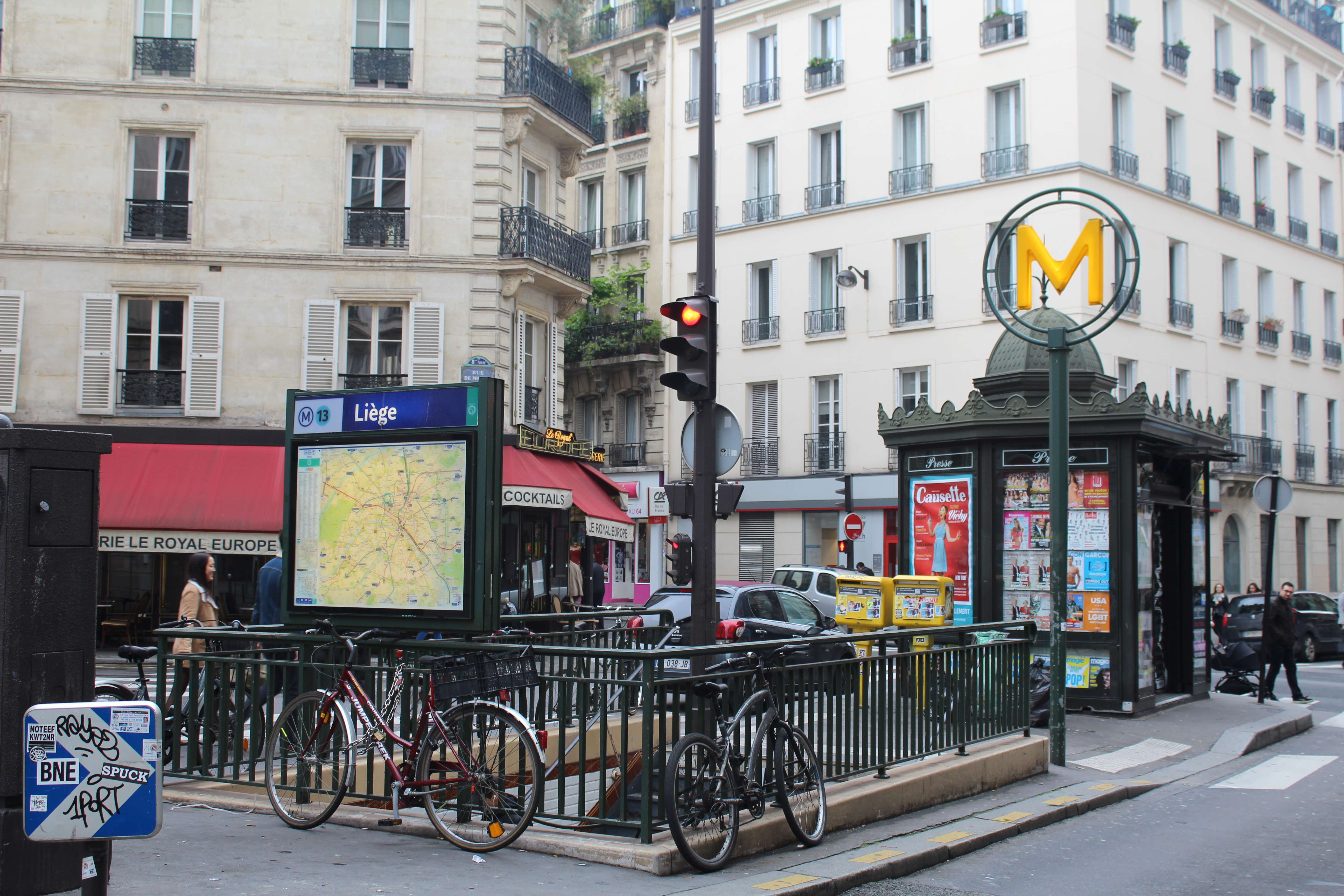
巴黎地铁列日站的入口

法国巴黎有列日路及得名于该路的地铁车站列日站，而列日路的路名则是为了纪念列日戰役。法国南锡、米卢斯、洛里昂、利摩日、布雷斯特、敦刻尔克、阿让特伊等城市亦有“列日路”，旺德夫尔莱南锡则有“列日广场”（Square de Liège）。此外，南极洲有列日島，不过该岛则是得名于列日省，并非直接得名于列日。

## 荣誉与评价
| 列日获授勋章                                         |              |
| 勋章名称                                             | 获授时间     |
| 法国荣誉军团十字勋章                                 | 1914年8月7日 |
| 意大利战争功勋十字勋章                               | 1923年8月4日 |
| 塞尔维亚人、克罗地亚人和斯洛文尼亚人王国金质勇敢勋章 | 1926年       |
| 比利时战争十字勋章                                   | 1940年       |

## 人物
作曲家、音乐理论家约翰内斯·西科尼亚、雕刻家泰奥多尔·德·布里、作曲家、管风琴演奏家和音乐教育家塞萨尔·弗兰克、小提琴家、作曲家和指挥家欧仁·伊萨伊、政治家瓦尔泰尔·弗雷尔-奥尔邦、网球运动员贾斯汀·海宁、大卫·戈芬、伊萨琳·博纳旺蒂尔和史提夫·達爾西斯、足球运动员阿克塞尔·维特塞尔、纳塞尔·查德利和凯文·米拉拉斯、乒乓球运动员讓-米歇爾·塞弗、作家喬治·西默農出生于列日，法兰克王国宫相丕平二世、英格兰骑士、旅行家约翰·曼德维尔、采邑主教巴伐利亞的約翰·特奧多爾、击剑运动员雅克·奥克斯、动物学家爱德华·范贝内登逝世于列日，教宗額我略十世曾在列日担任总执事，政治家、外交家夏尔·罗日耶、物理学家、数学家约瑟夫·普拉托和电气工程师泽诺布·格拉姆曾在列日学习生活。

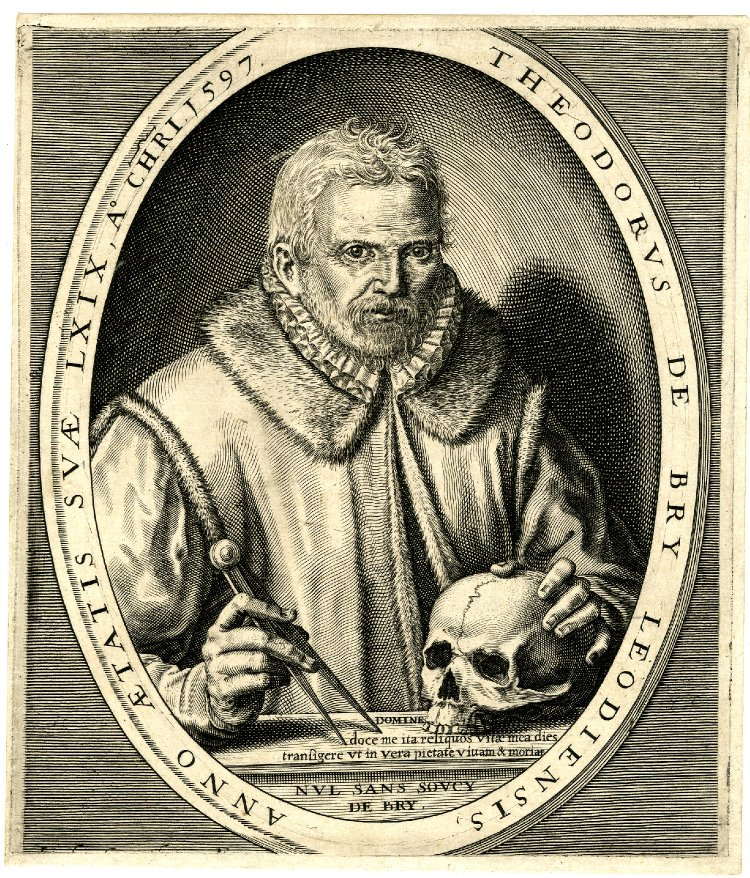
泰奥多尔·德·布里
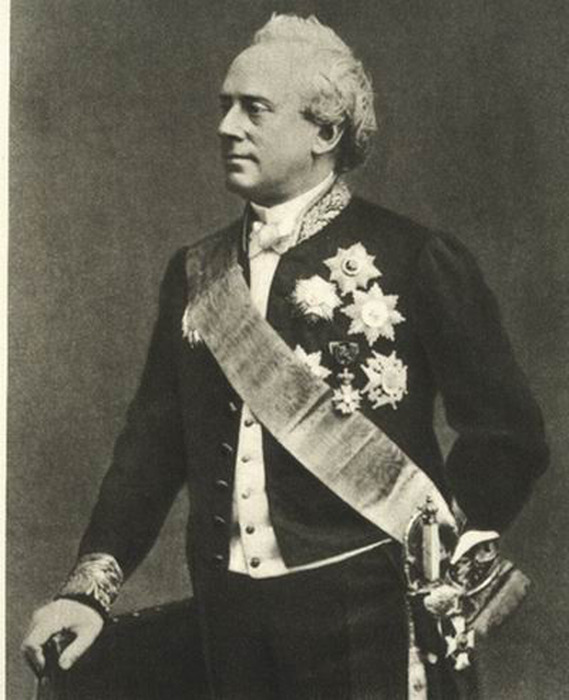
瓦尔泰尔·弗雷尔-奥尔邦
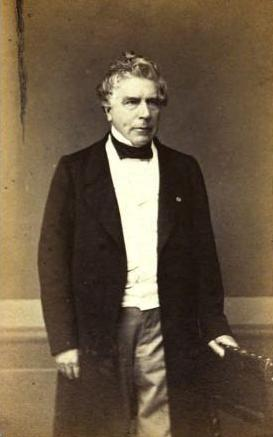
夏尔·罗日耶
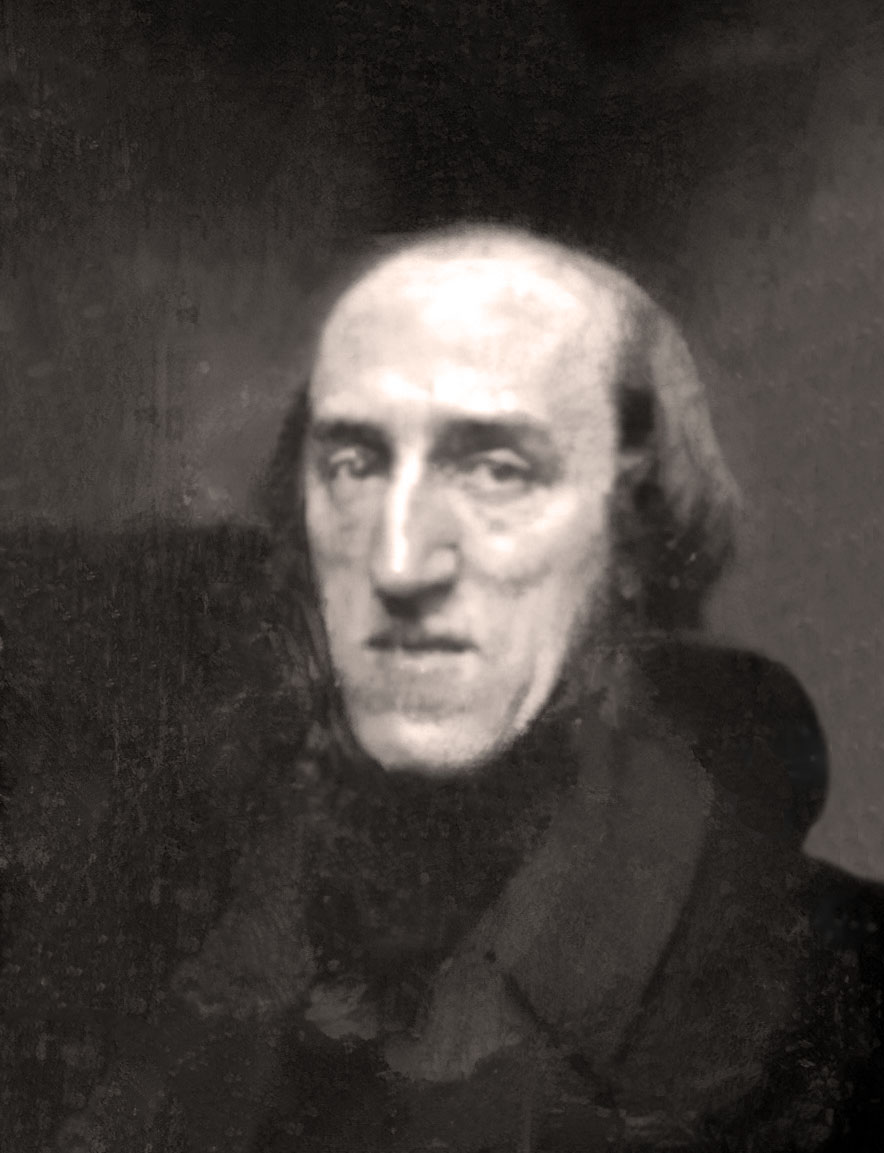
约瑟夫·普拉托
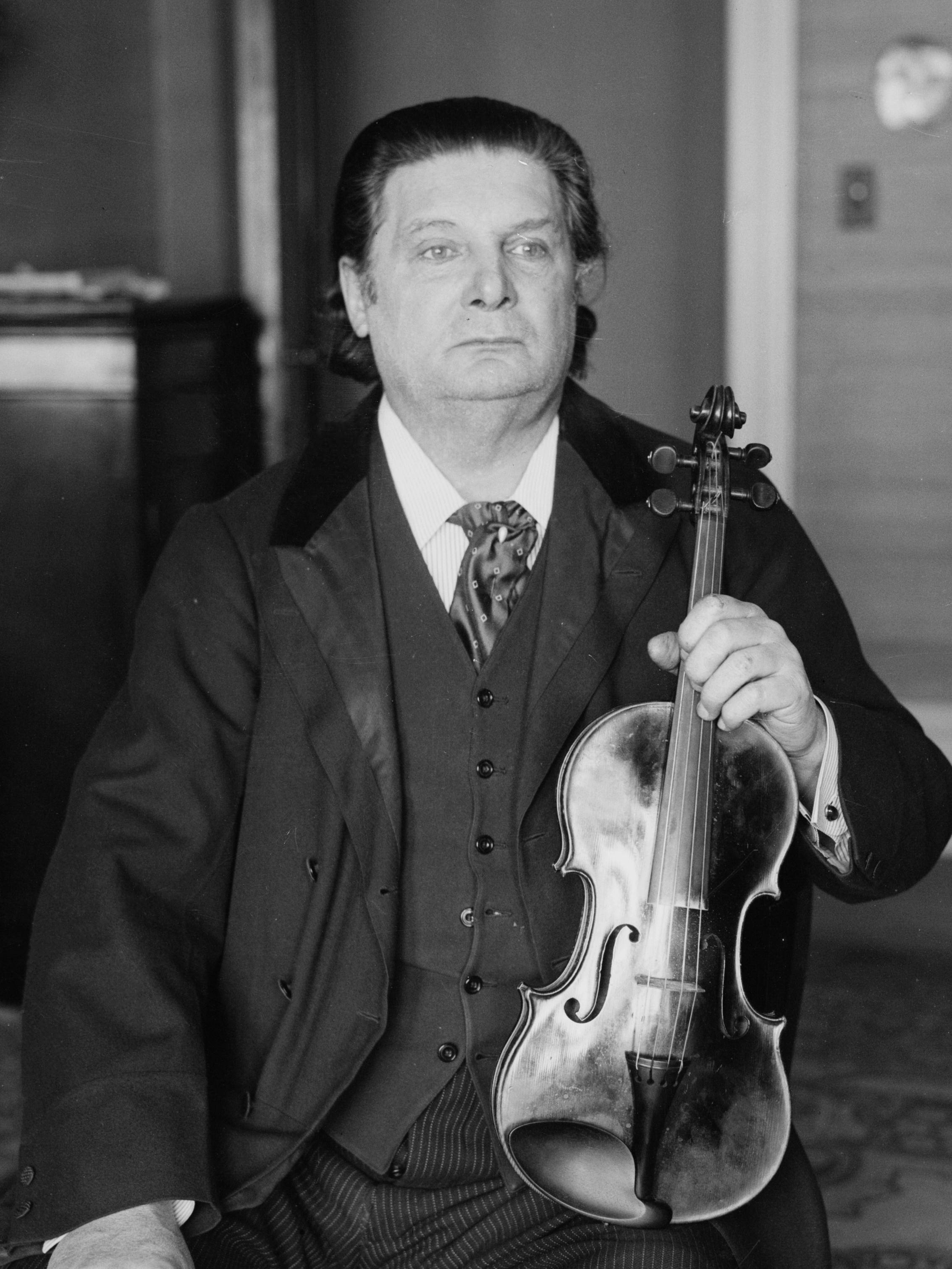
欧仁·伊萨伊
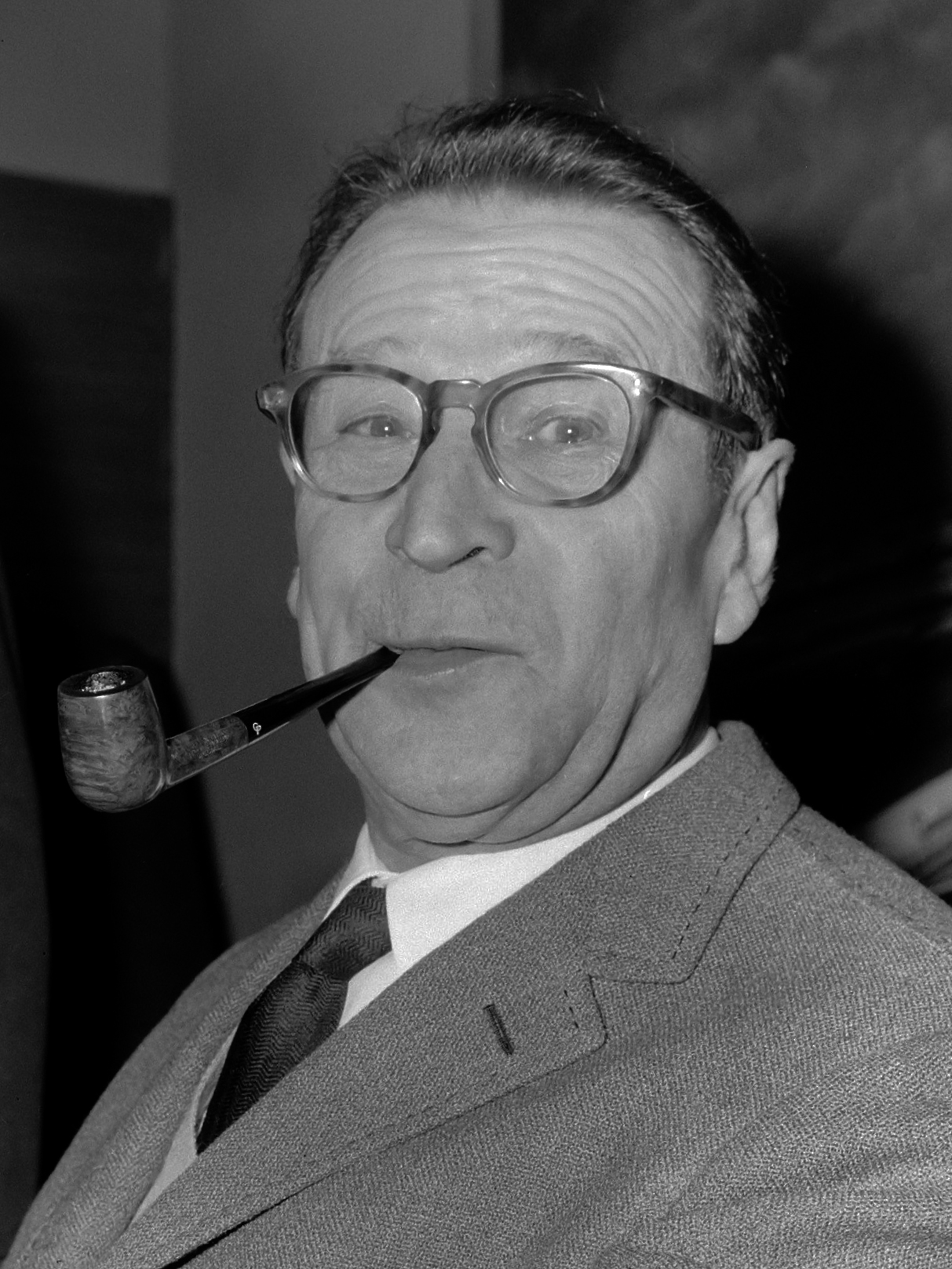
乔治·西默农
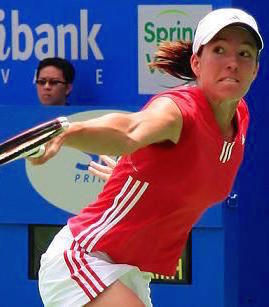
贾斯汀·海宁
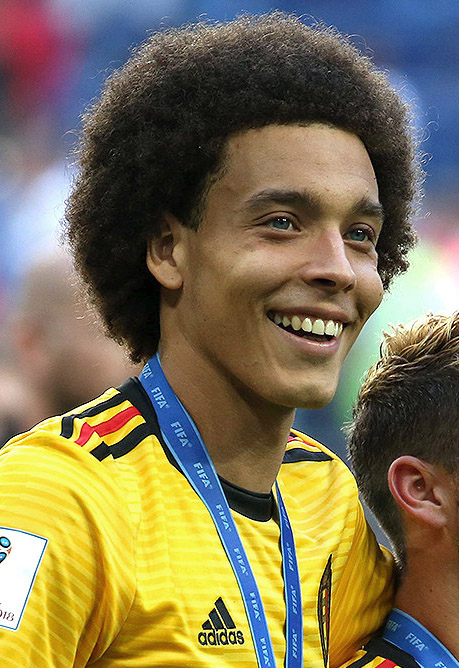
阿克塞尔·维特塞尔

## 国际关系

### 国际合作
列日是阿丽亚娜城市共同体（CVA）的成员，其为一个非营利组织，于1998年成立于法国巴黎，成员为来自欧洲数国的城市、企业与航天机构。各成员共同参与欧洲空间局的亞利安与織女星運載火箭计划，让民众了解欧洲的航天活动，培养未来的航天领域专业人员。

### 友好城市
截至2023年，列日共与13座城市结为友好城市（1座暂停），与15座城市结为伙伴城市，与中国武汉市有合作但并未声明缔结友好城市或伙伴城市：
友好城市
- 法國 南锡
- 德国 科隆
- 盧森堡 阿尔泽特河畔埃施
- 法國 里尔
- 荷蘭 鹿特丹
- 義大利 都灵
- 刚果民主共和国 盧本巴希
- 捷克 比尔森
- 葡萄牙 波爾圖
- 波蘭 克拉科夫
- 塞内加尔 圣路易
- 匈牙利 塞格德
- 俄羅斯 伏尔加格勒（因2022年俄羅斯入侵烏克蘭而由列日市议会暂停）

伙伴城市
- 德国 亚琛
- 阿比让
- 西班牙 毕尔巴鄂
- 阿尔巴尼亚 爱尔巴桑
- 中國 福州市
- 比利时 根特
- 比利时 哈瑟尔特
- 荷蘭 海爾倫
- 荷蘭 马斯特里赫特
- 海地 太子港
- 加拿大 魁北克市
- 巴勒斯坦 拉姆安拉
- 撒馬爾罕
- 中國 太原市
- 摩洛哥 丹吉尔